# Мистецтво Іспанії

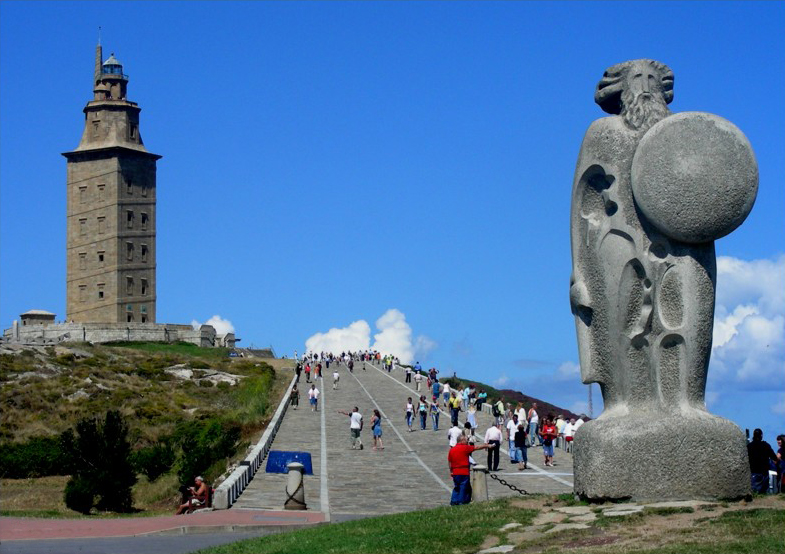
Вежа Геркулеса та сучасна скульптура (кельтський король Бреоган), м. Ла-Корунья. Галісія.

Мистецтво Іспанії  — візуальне мистецтво народів, що мешкали на території Іберійського півострову від кам'яної доби до сьогодення.

## Давня Іберія
До цієї групи пам'яток належить значна кількість доісторичних артефактів — головним чином малюнки в печерах, ідоли, археологічні знахідки. Більшість науковців відносять їх до 4-1 тисячоліть до н. е. Головні риси пам'яток — схематизм в зображенні фігур тварин та людей. Частка пам'яток має майже абстрактний характер, що не піддається тлумаченню. Але схематичне мистецтво цієї доби було притаманне як народам Іберійського півострова, так і іншим центрам середземноморських культур.

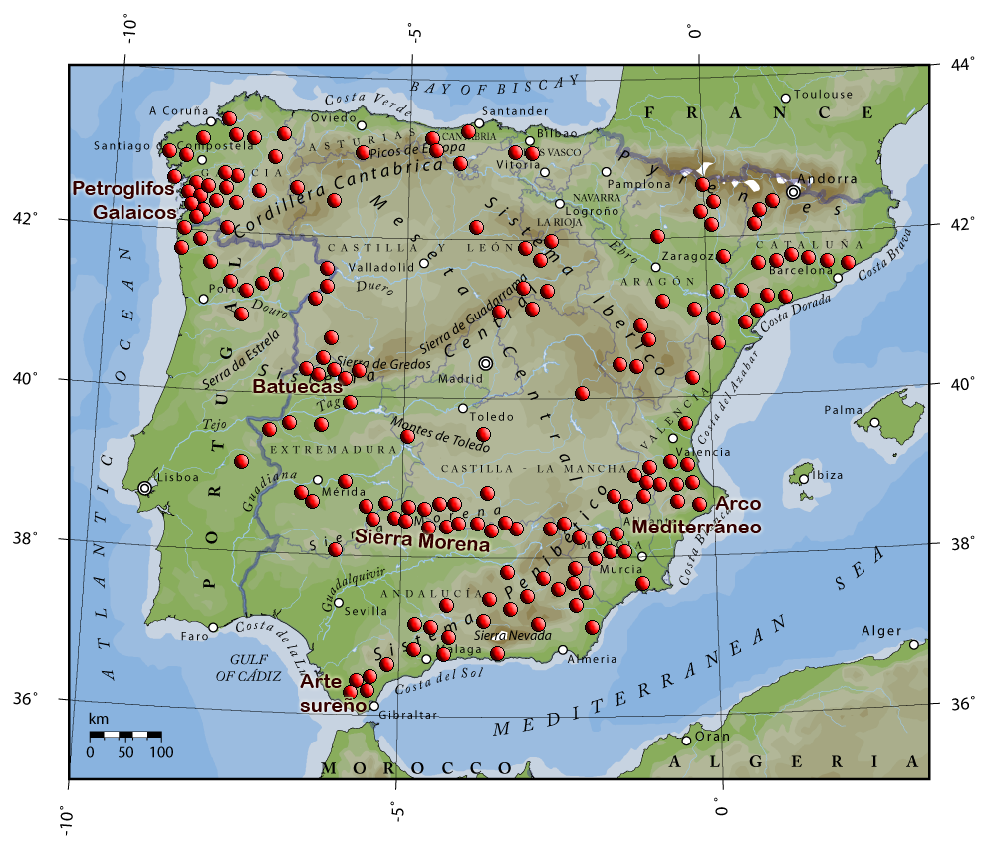
Мапа пам'яток іберійського схематичного мистецтва
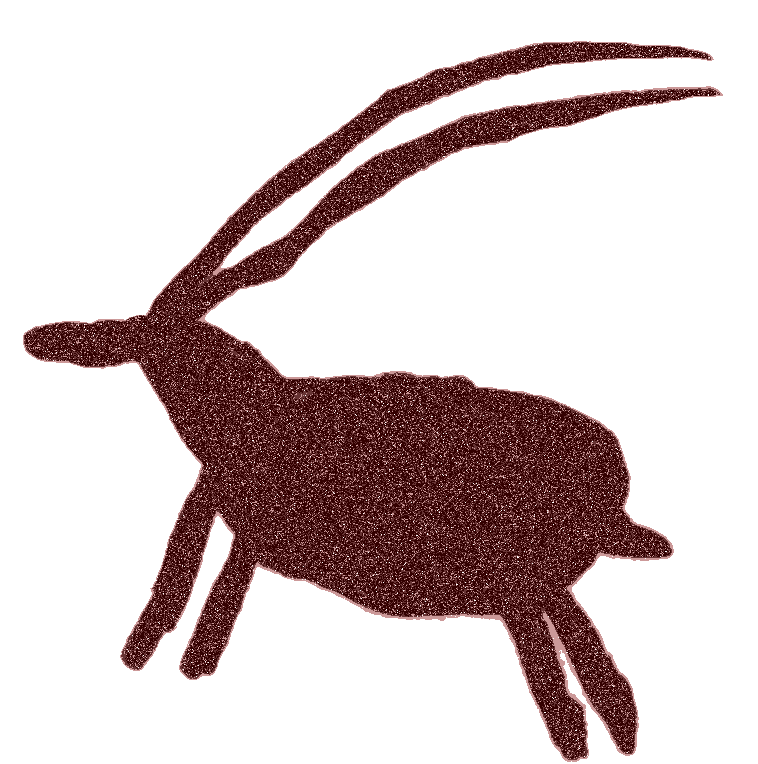
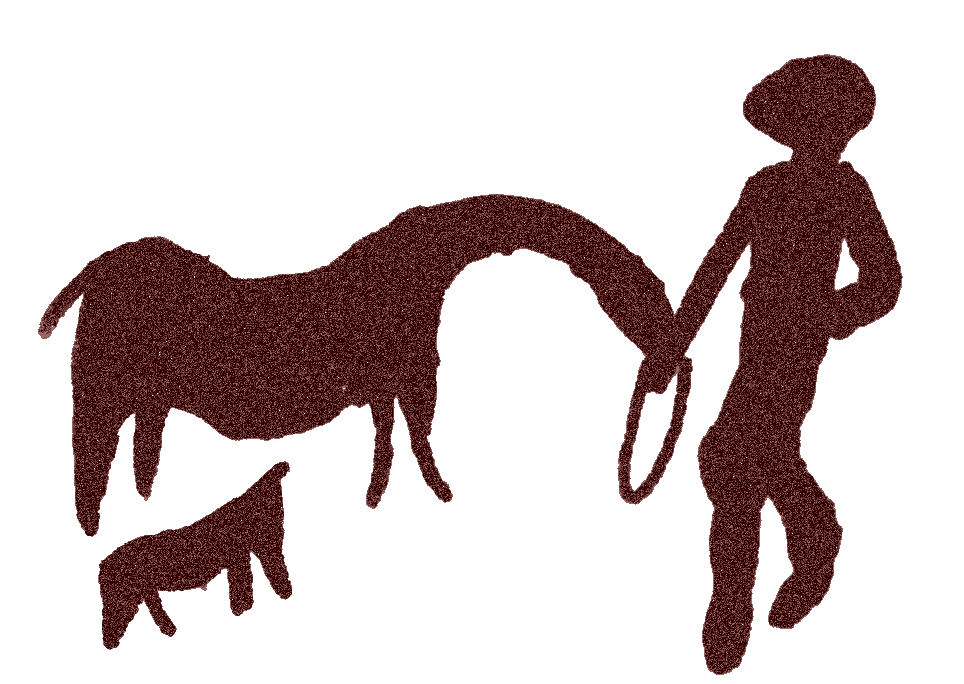
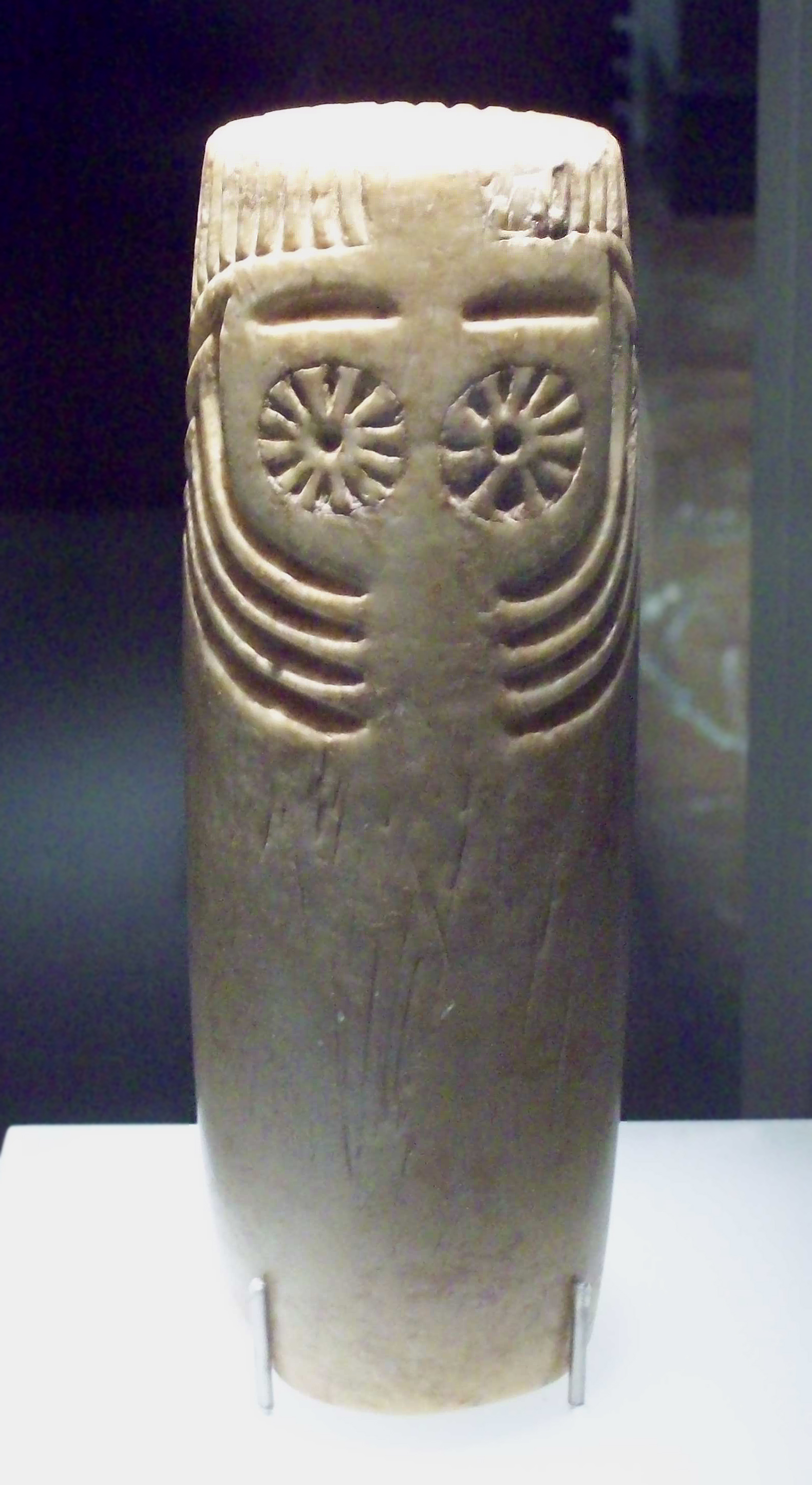
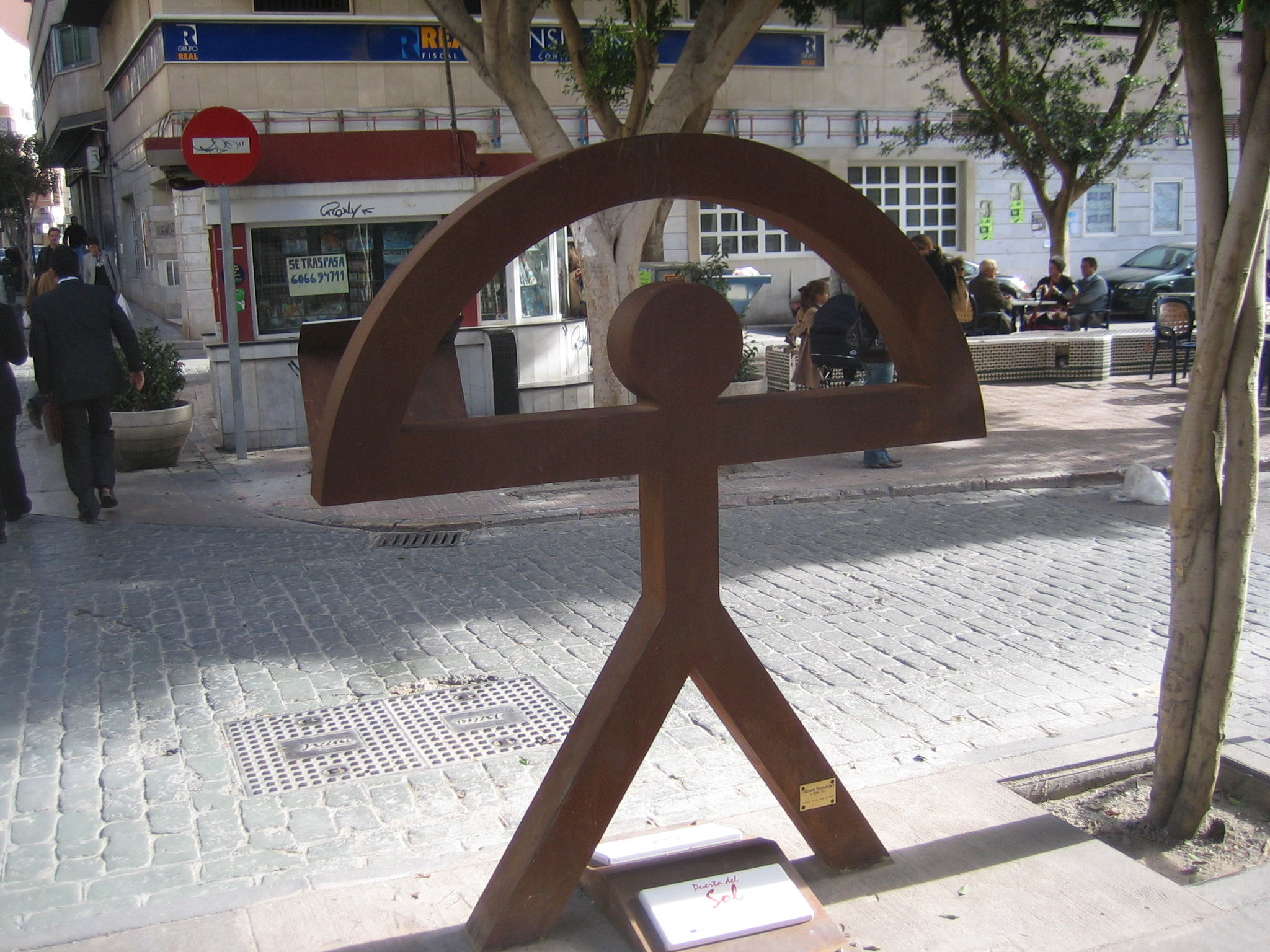
Впливи схематичного мистецтва на сучасну скульптуру
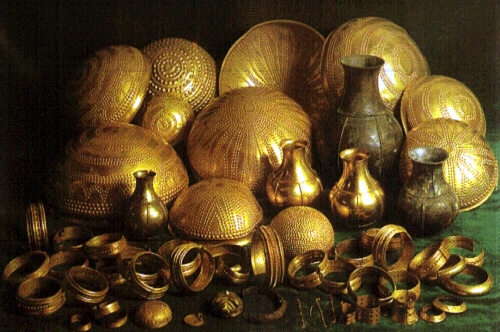
Скарб Віллена, 10 ст. до н. е.
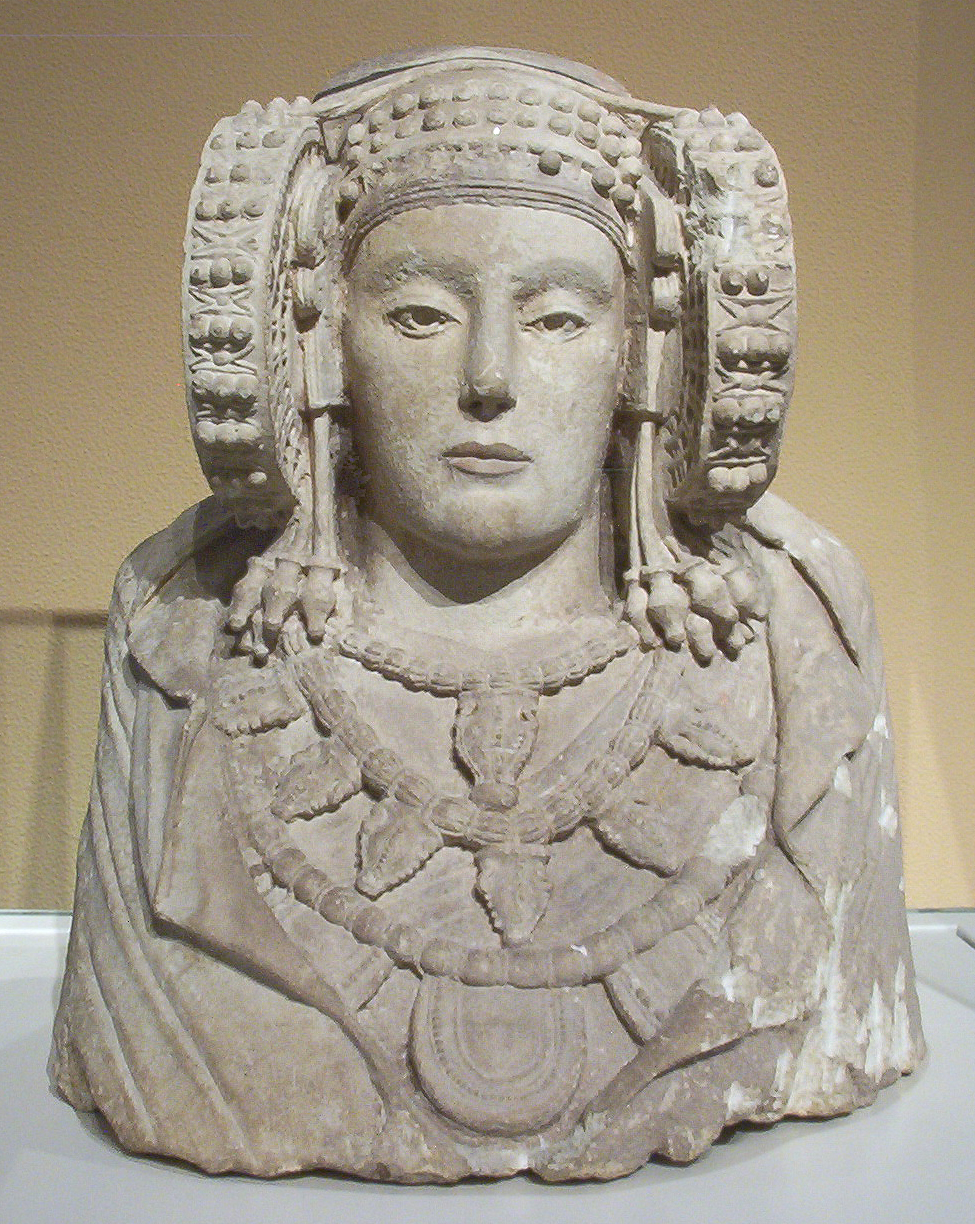
Дама з Ельче, 4 ст. до н. е., Мадридський археологічний музей
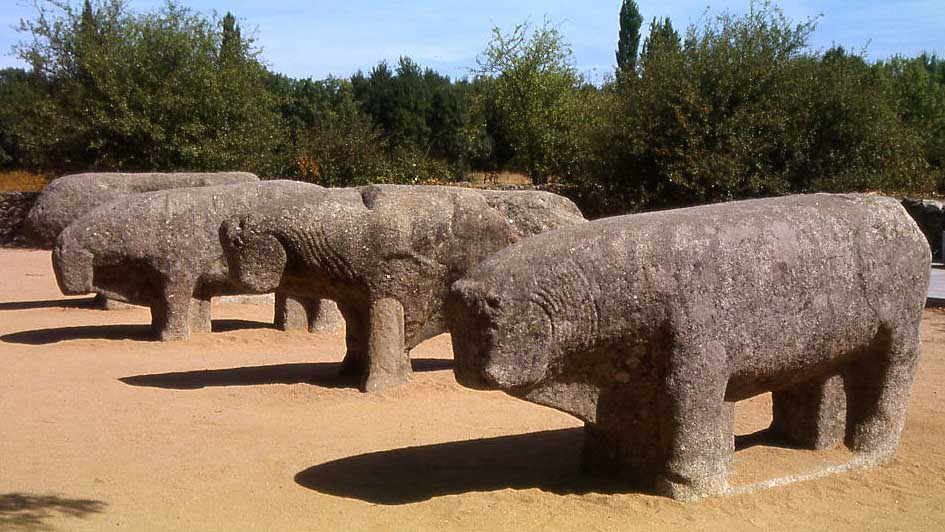
Бики Гуїсандо

## Римська доба

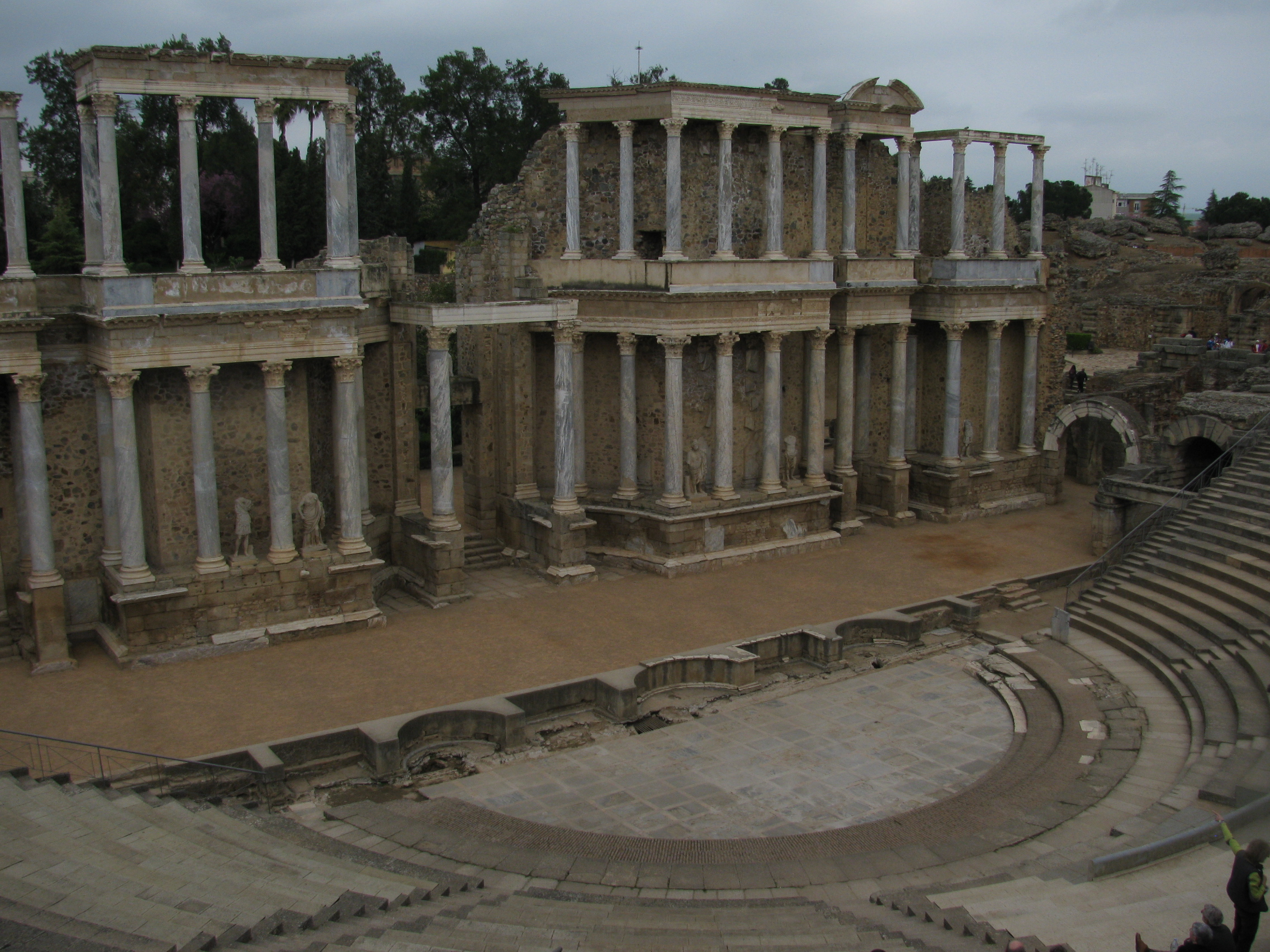
Римський театр (Кордова), Іспанія
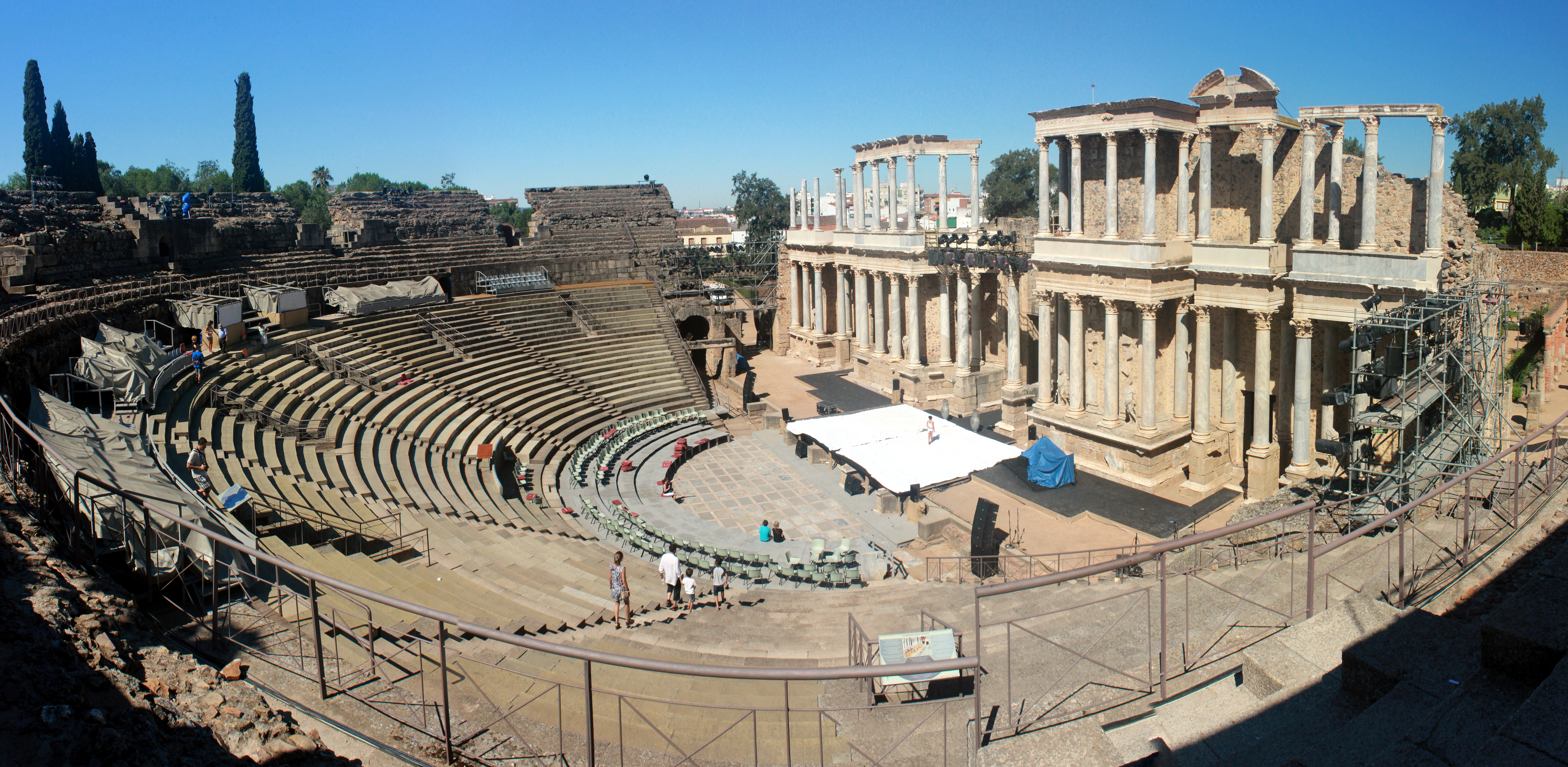
Римський театр (Мерида), Іспанія
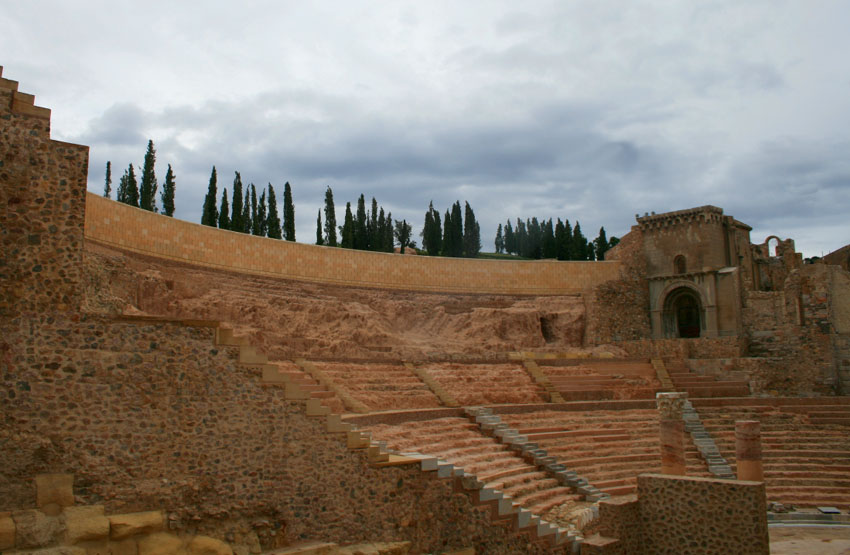
Римський театр (Картахена), Іспанія
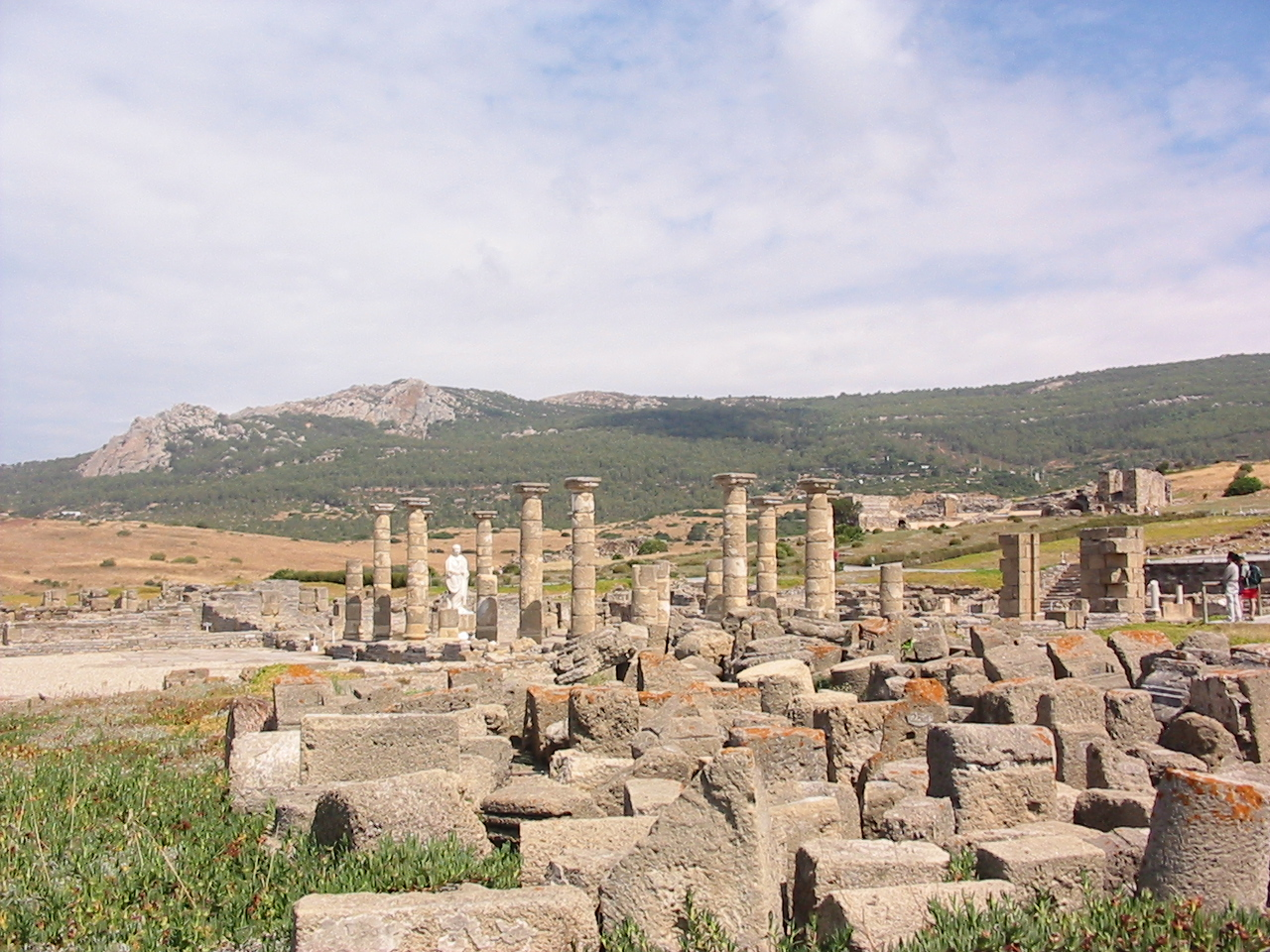
Байєло Клаудія, руїни римського міста
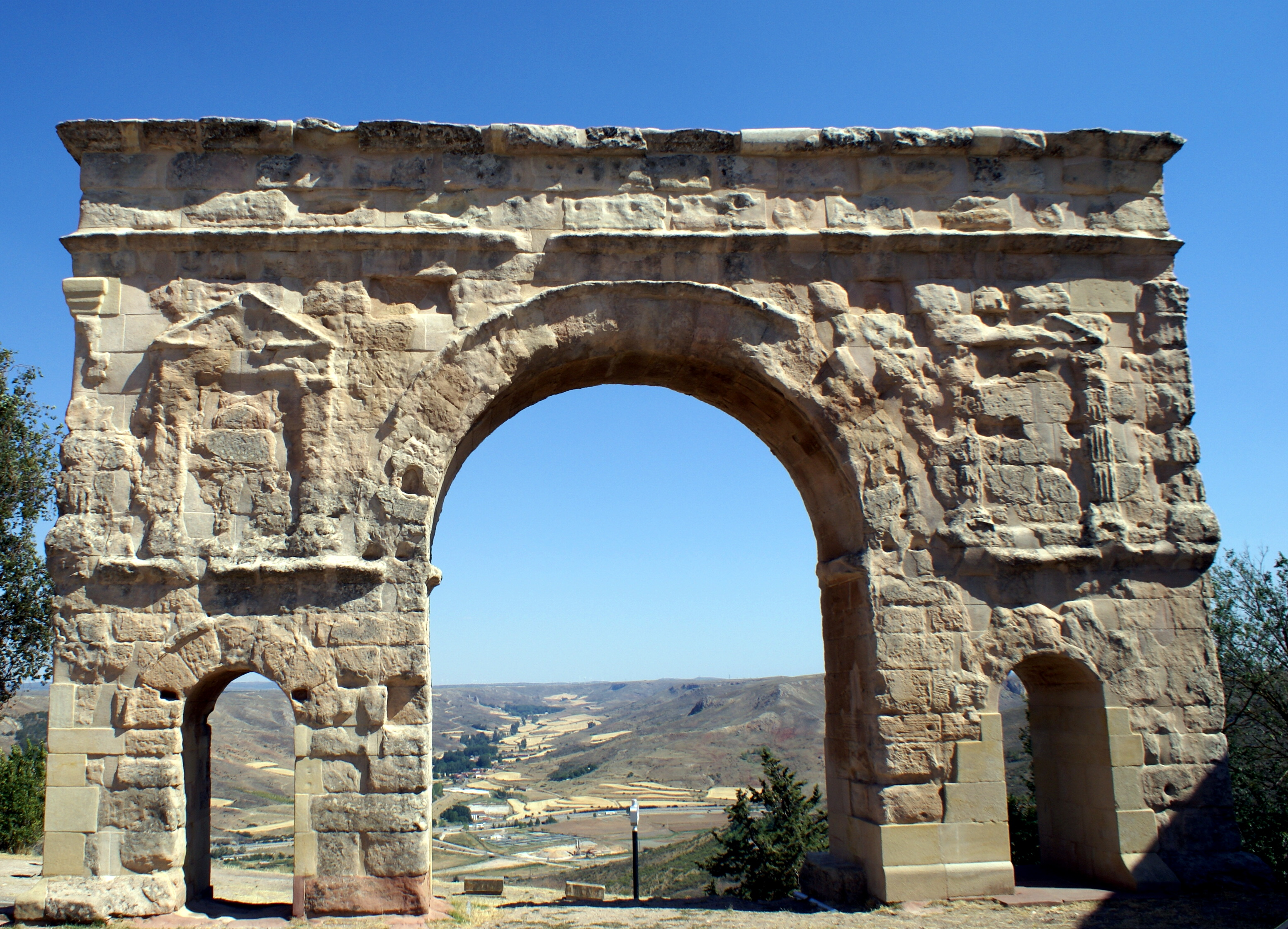
Давньоримська арка в провінції Сорія
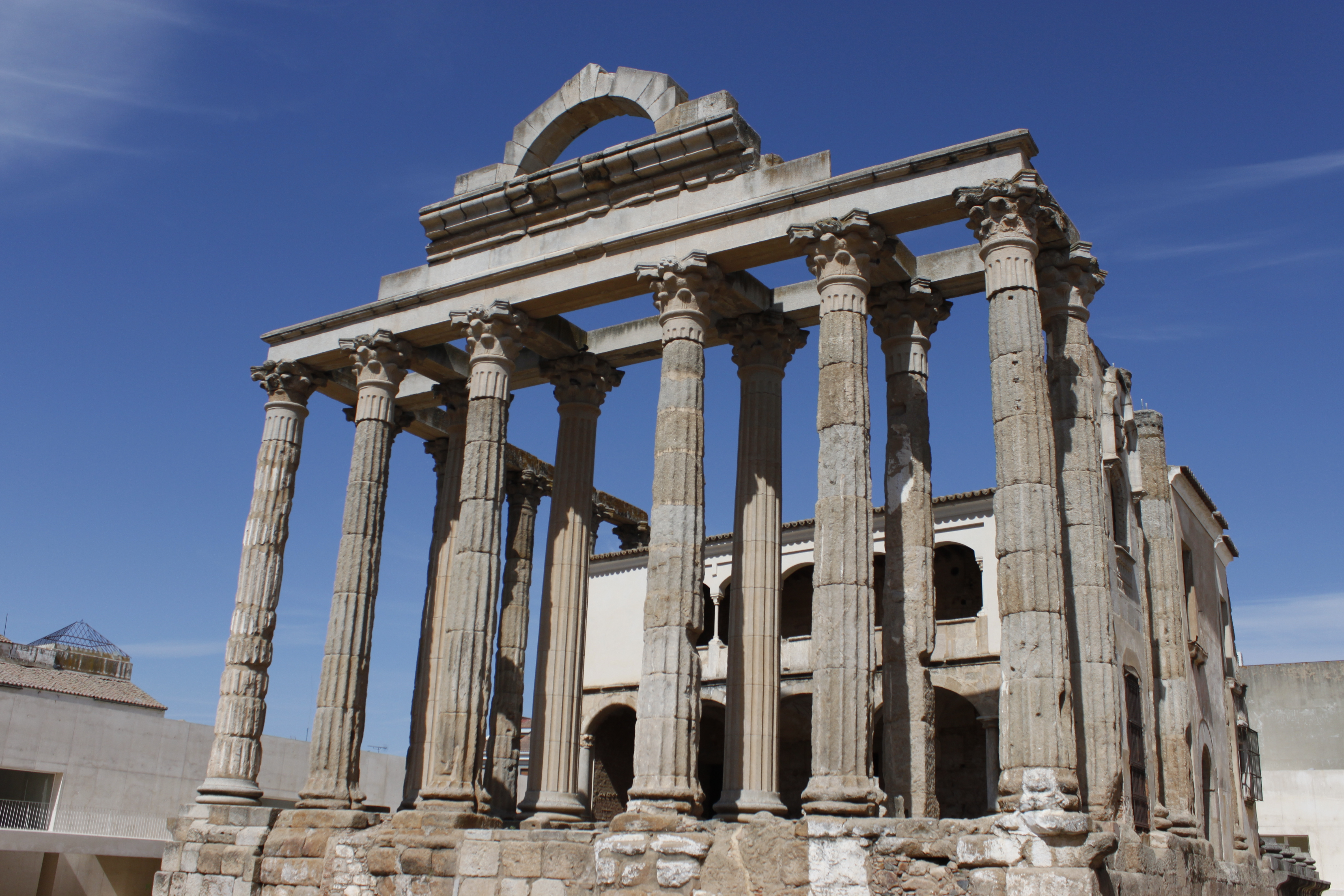
Залишки храму Діани, Мерида

## Раннє Середньовіччя. Вестготи

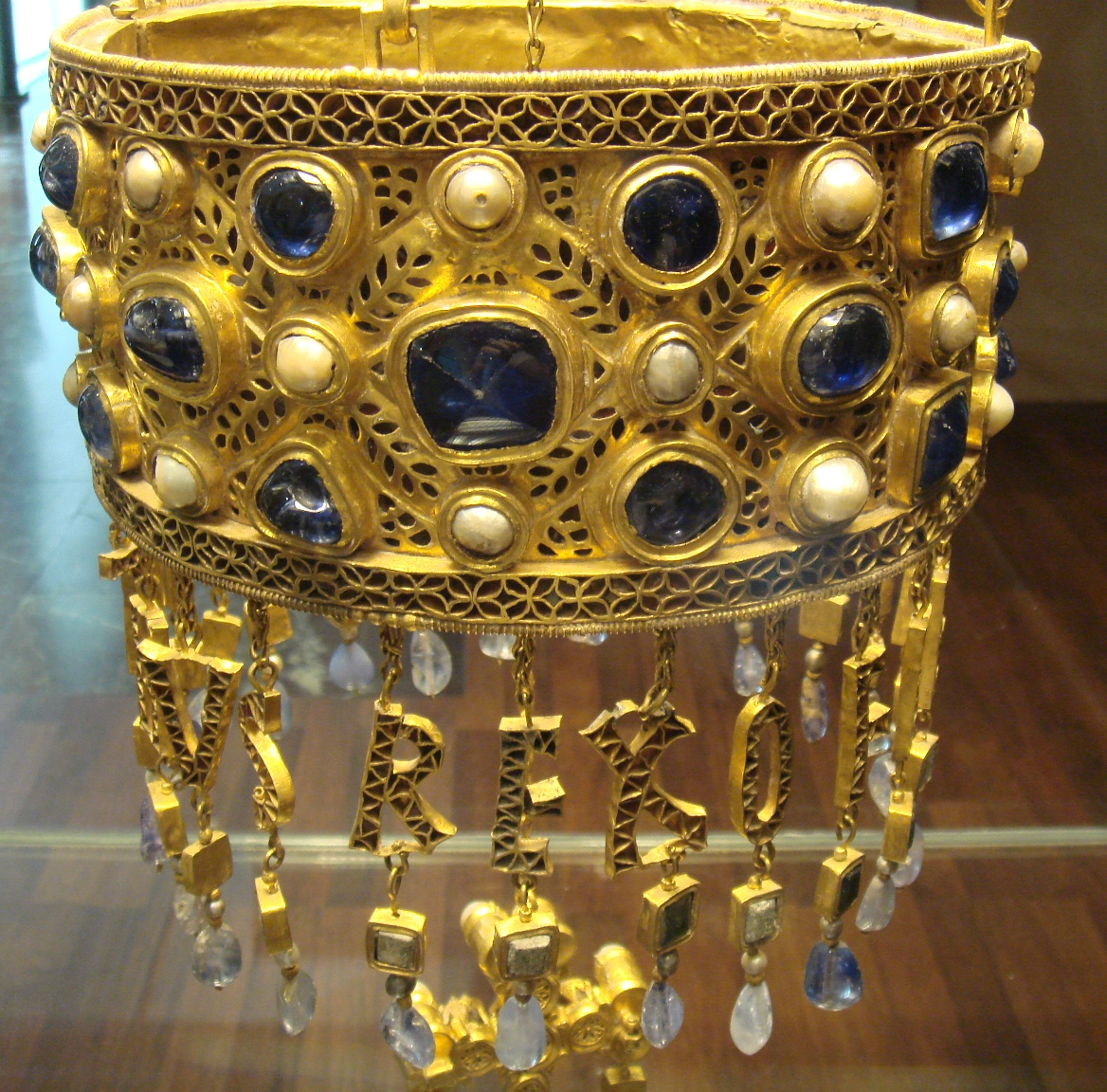
Вотивна корона, Париж

## Іспано-мавританська кераміка

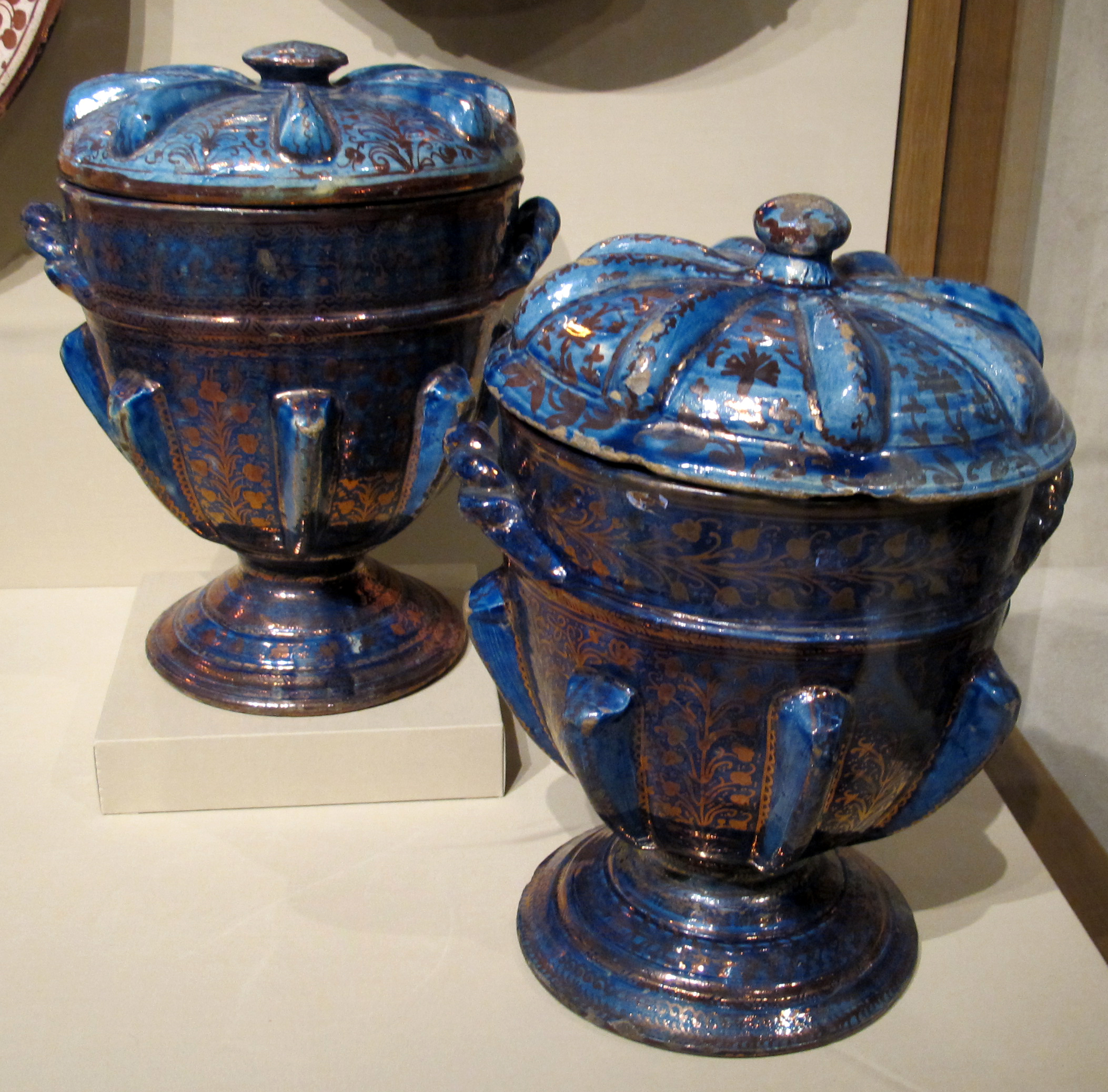
Валенсія. Двійка ваз, до 1710 р. Музей мистецтва Метрополітен

Перші керамічні вироби, вкриті кольоровими глазурами, виникли у Стародавньому Єгипті. Технологія закріпилася на Близькому Сході. У Персії виникли своєрідні зразки, вкриті золотавим люстром. За переказами, Коран забороняв мусульманам користуватися золотим посудом. А золотавий люстр кераміки нагадував золото, що дозволяло обходити заборону.
Арабомовні народи, що завоювали Іберійський півострів, принесли сюди і технологію виготовлення кольорового фаянсу. Відомим керамічним центром за часів маврів була Малага, де в 13-14 століттях і виготовили так звані альгамбрзькі вази. Їх декор ще цілком мусульманський за витоками. Пізніше найкращі майстерні були в Валенсії. Фаянсовий посуд з Валенсії був настільки популярним, що його вивозили також у тогочасні князівства Франції та Італії. Італійські центри фаянсових виробів виникли саме через потужні спроби італійських ремісників скопіювати іспано-мавританські зразки. Серед уславлених керамічних центрів Італії — міста Дерута, Губбіо, майстерні Сицилії. Навіть саме слово «майоліка» походить від назви іспанського острову Майорка, центру перевалки посуду перед морським шляхом на Апеннінський півострів. Добрі учні, італійці швидко виробили свої зразки фаянсу і майоліки, як за формою, так і за сюжетами. Так іспано-мавританська кераміка стала витоком уславленого фаянсу доби Відродження в Італії. Арабо-мавританську кераміку 10-15 століть сучасні науковці вважають найвищим досягненням в виробництві керамічних виробів після уславленої кераміки Стародавньої Греції.
Виготовлення глазурованої кераміки перейняли і розвинули іспанці і після Реконкісти. Змінилися лише сюжети. На новому етапі в 20 столітті до створення керамічних виробів звернувся такий велетень мистецтва як Пікассо.

### Іспано-мавританські зразки

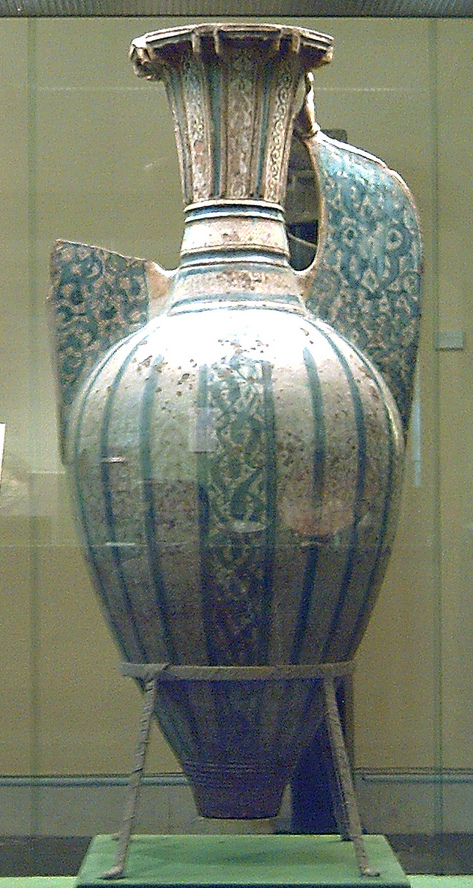
Ваза з Альгамбри
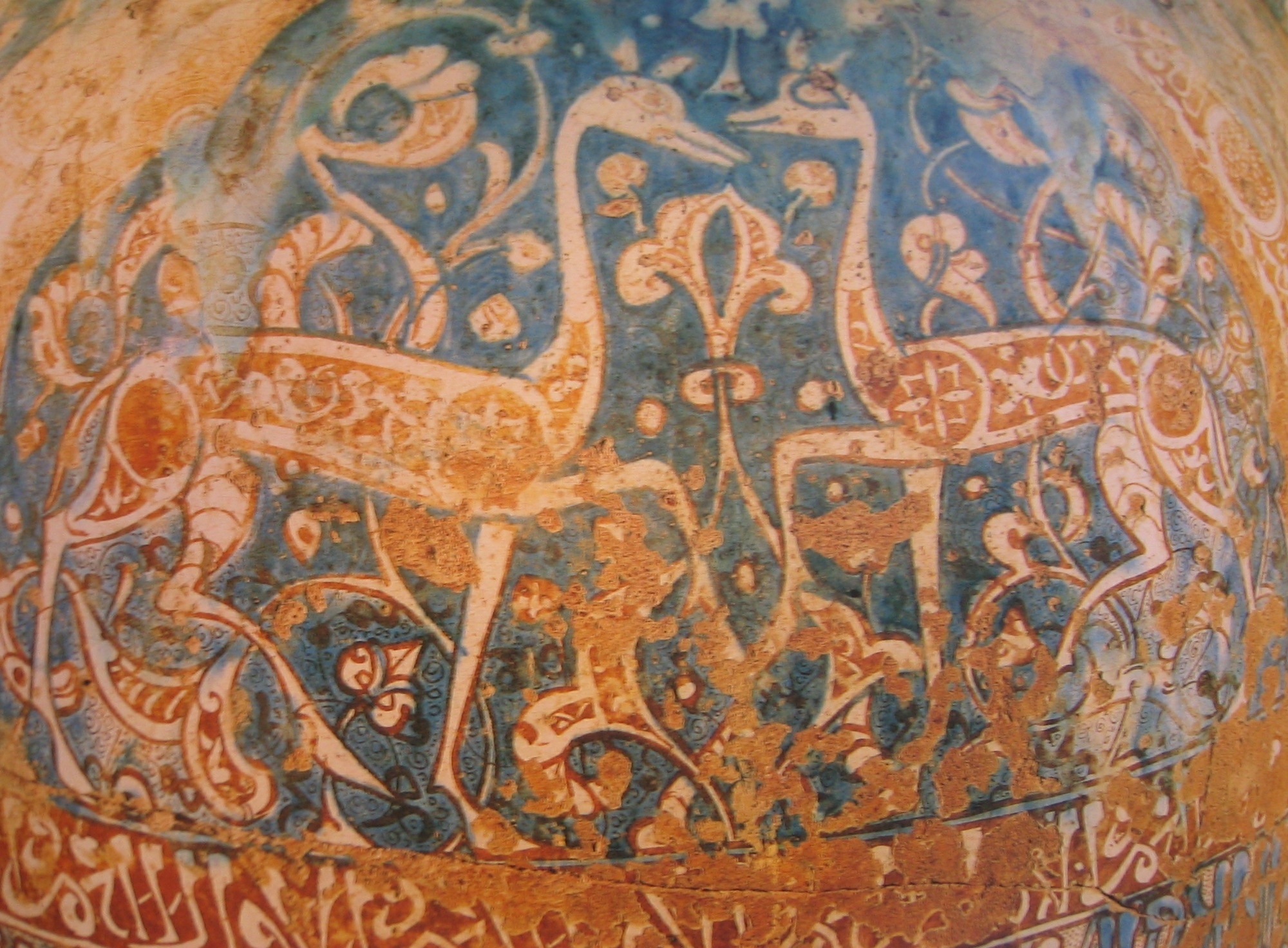
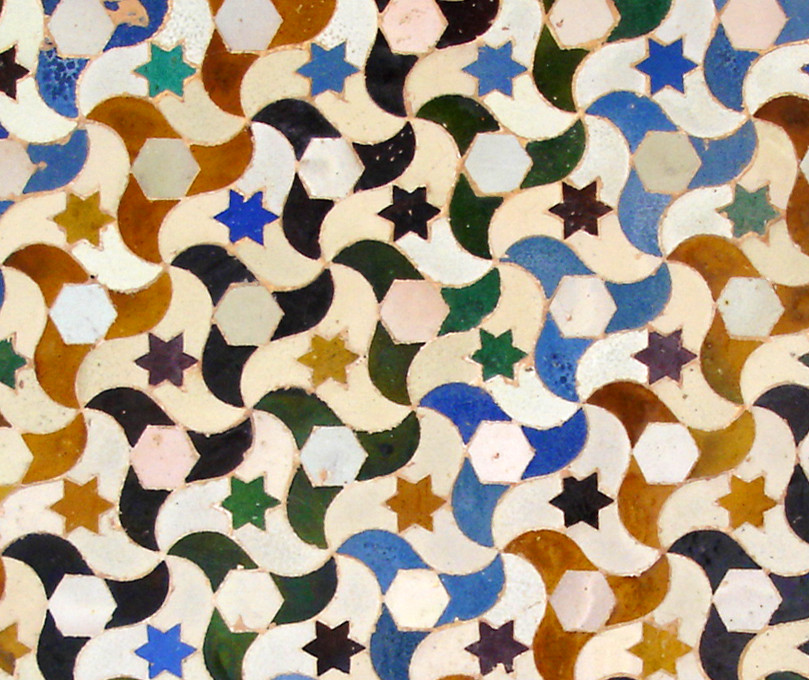
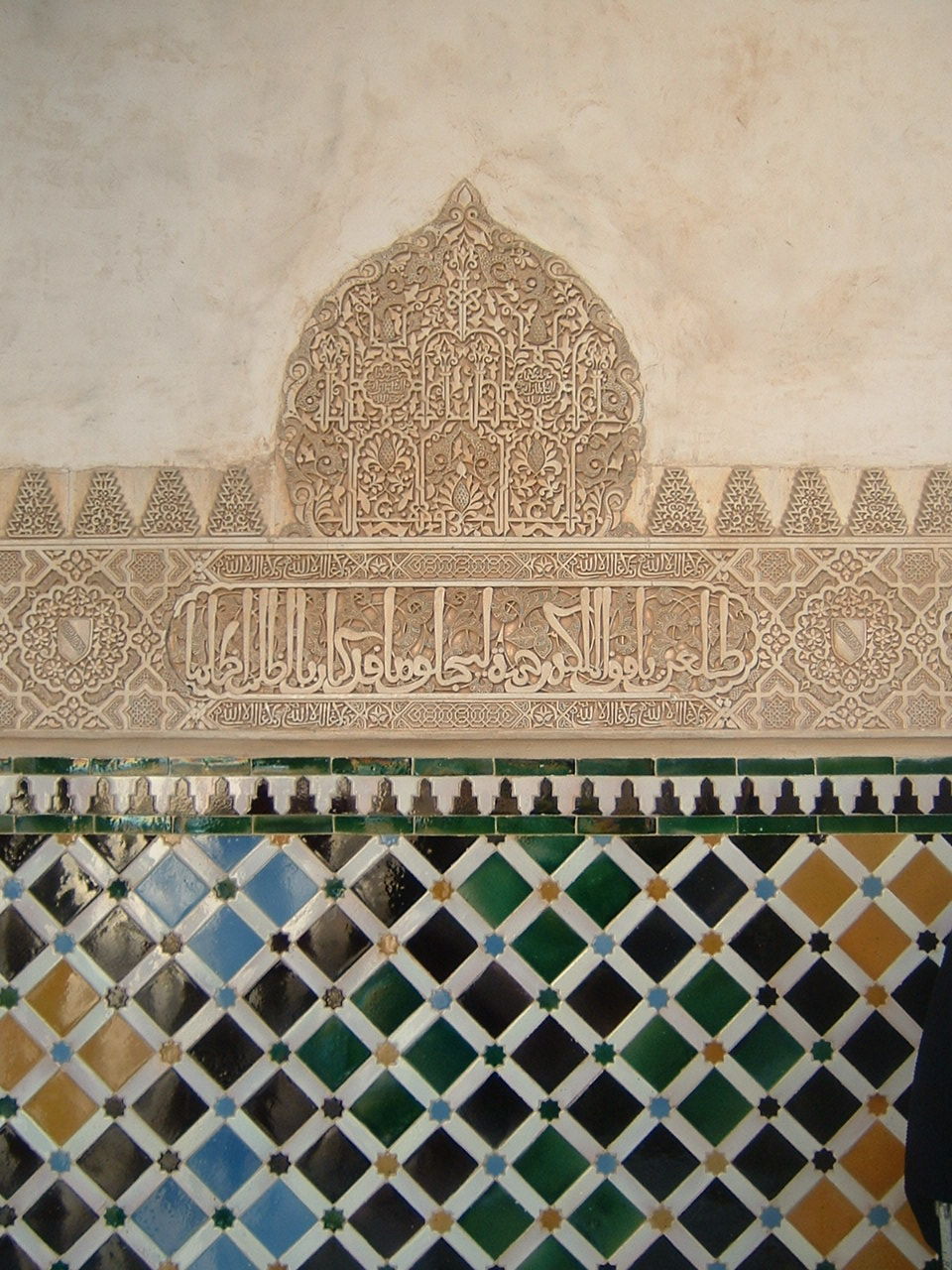
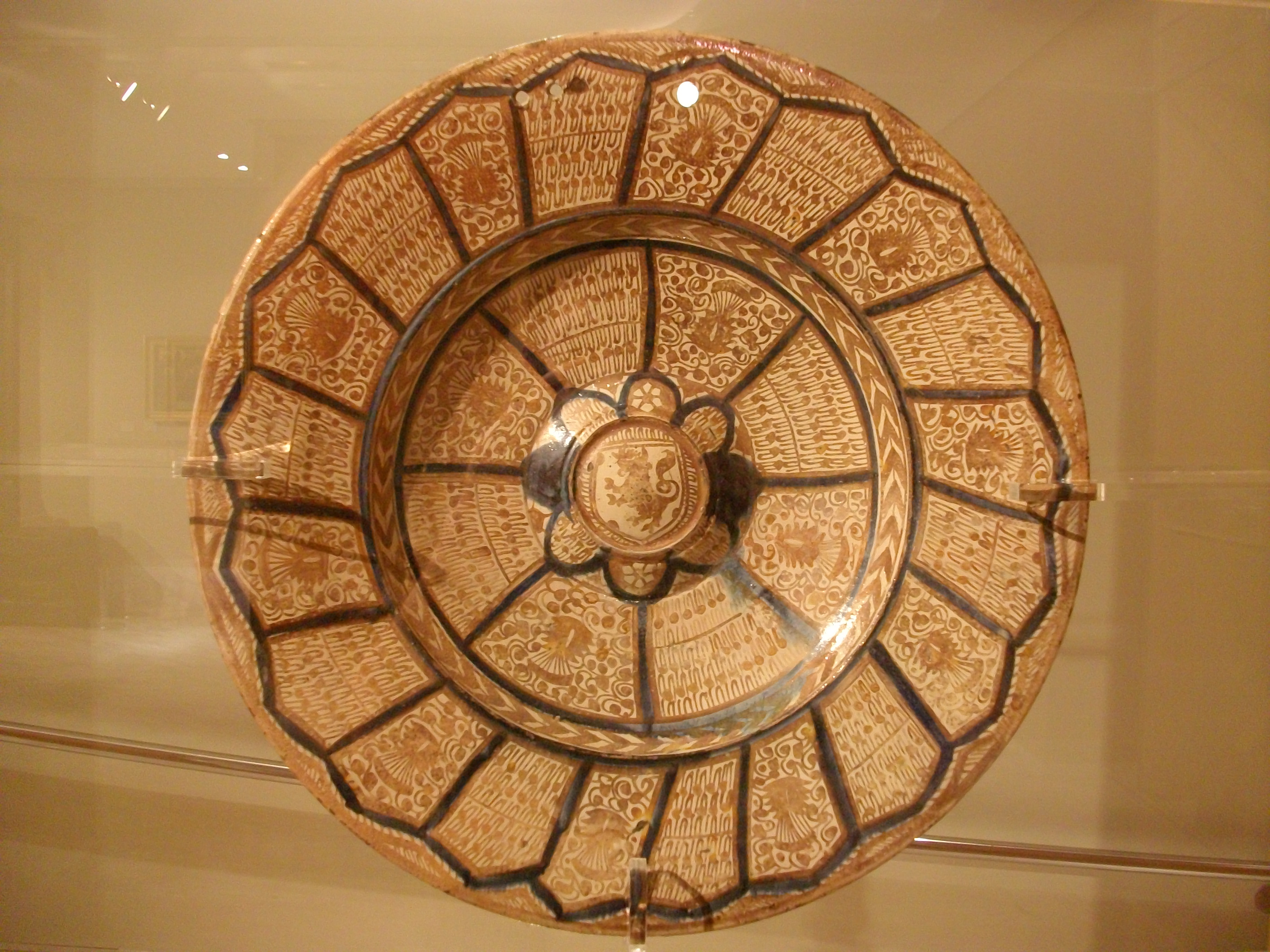
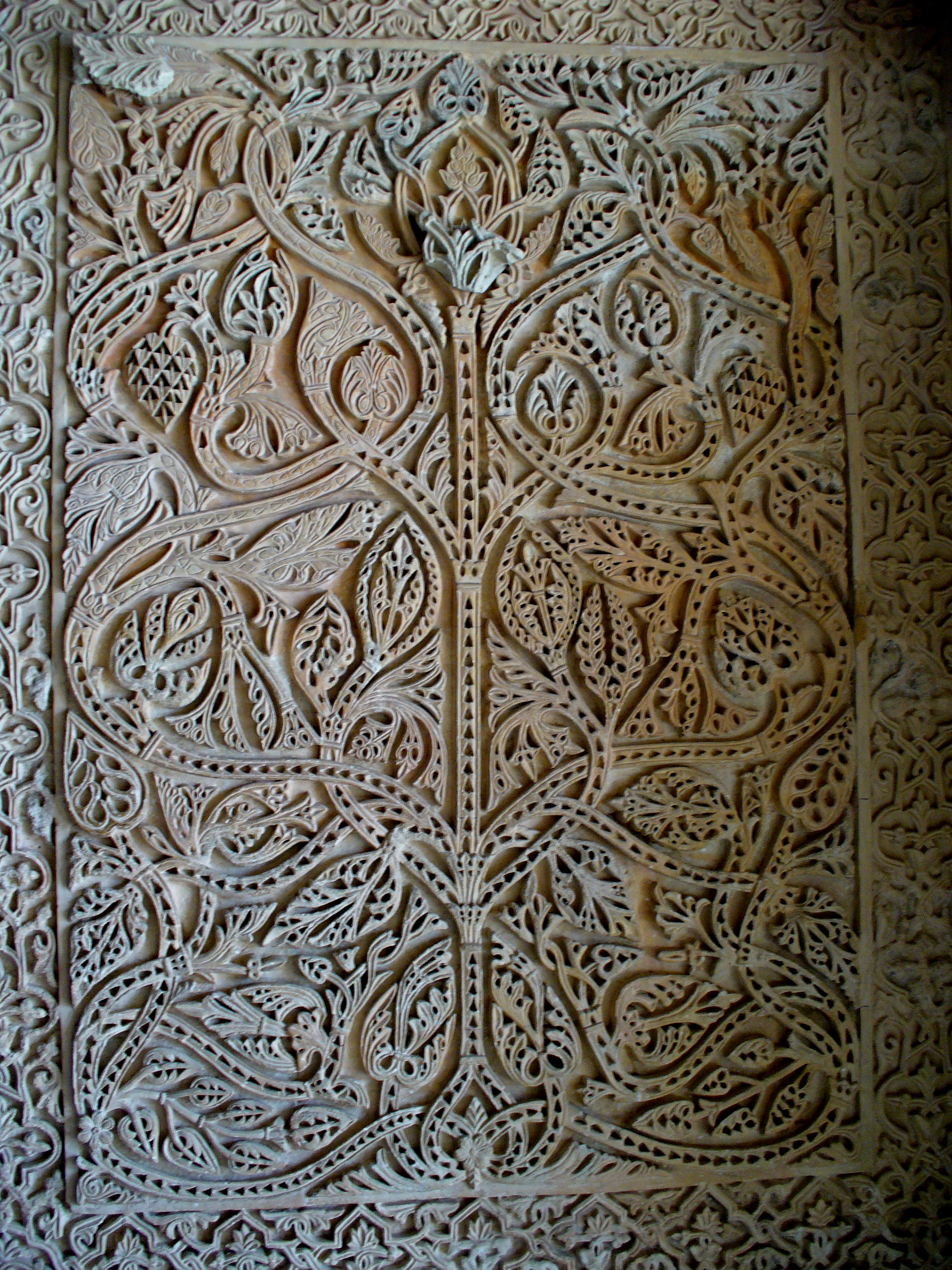
Панель-арабеска
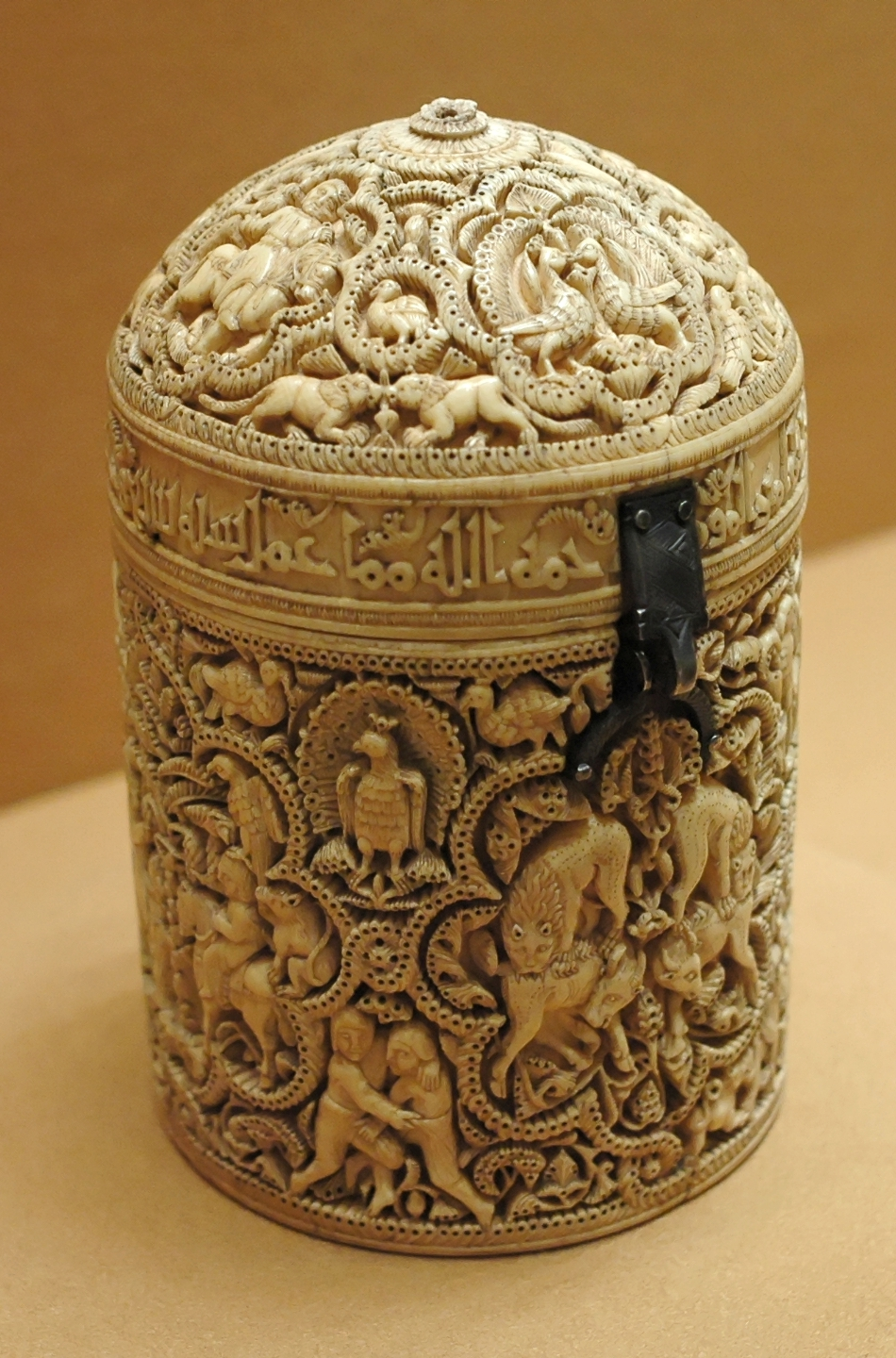
968
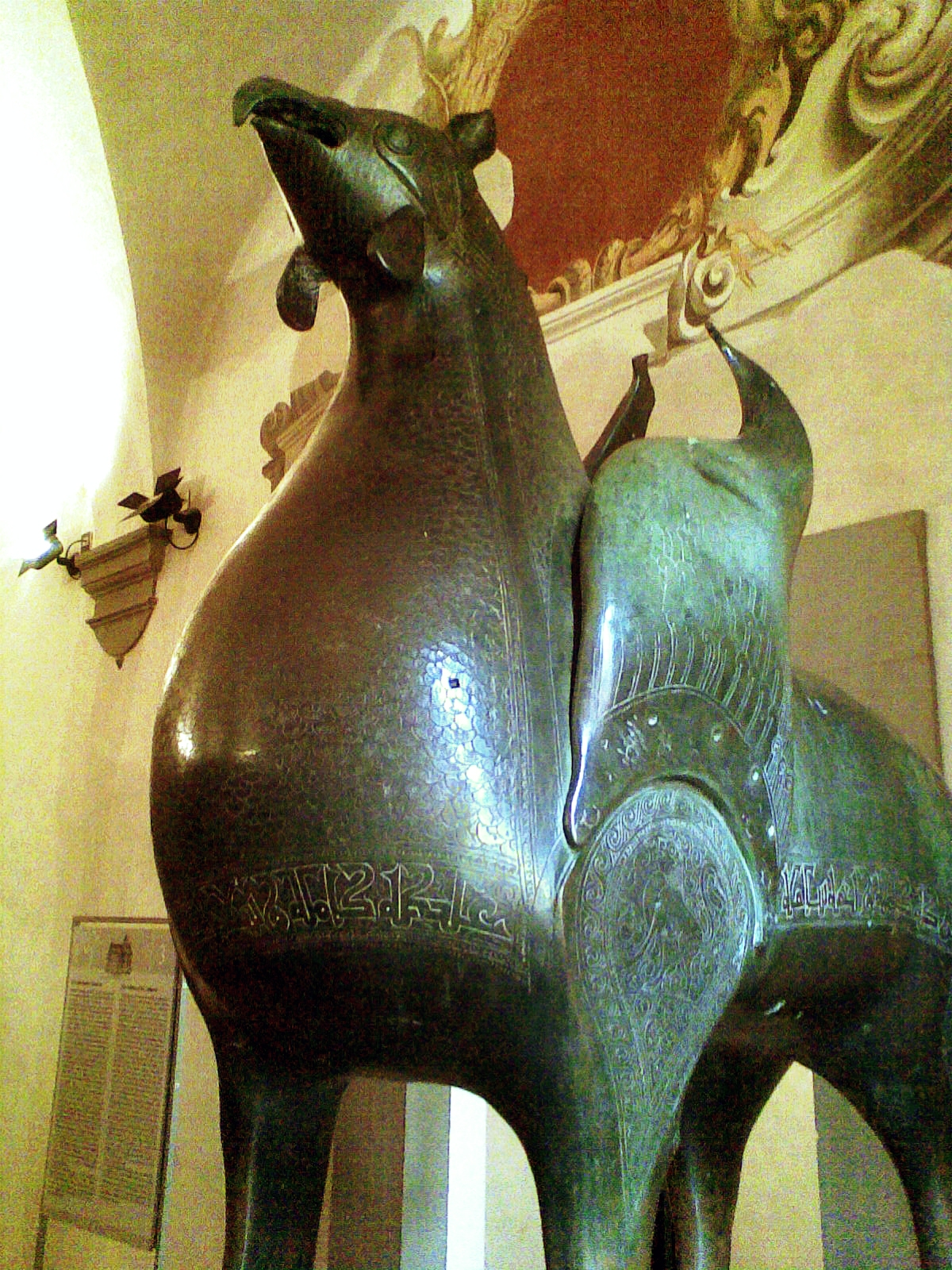
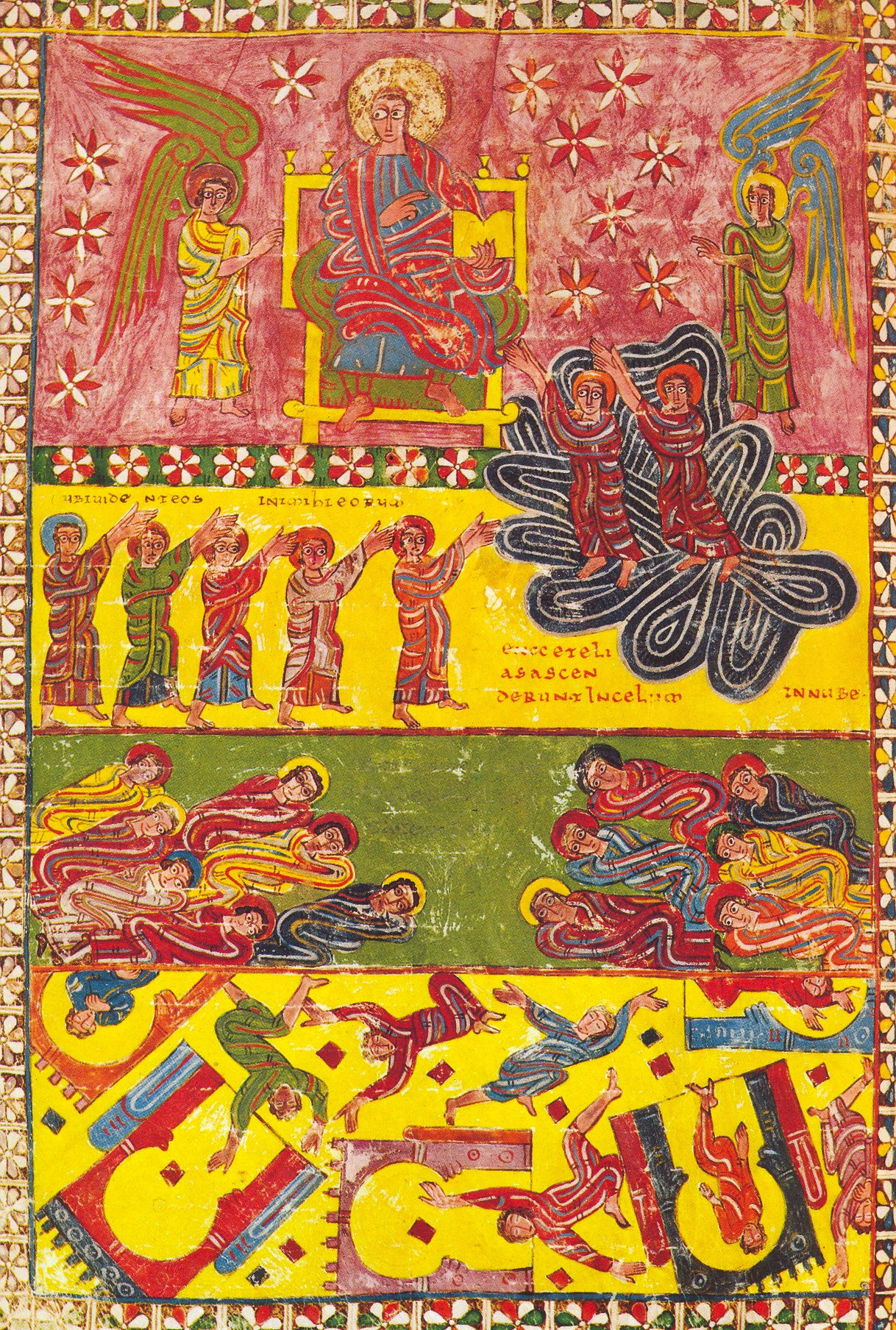
Сторінка з Morgan Beatus
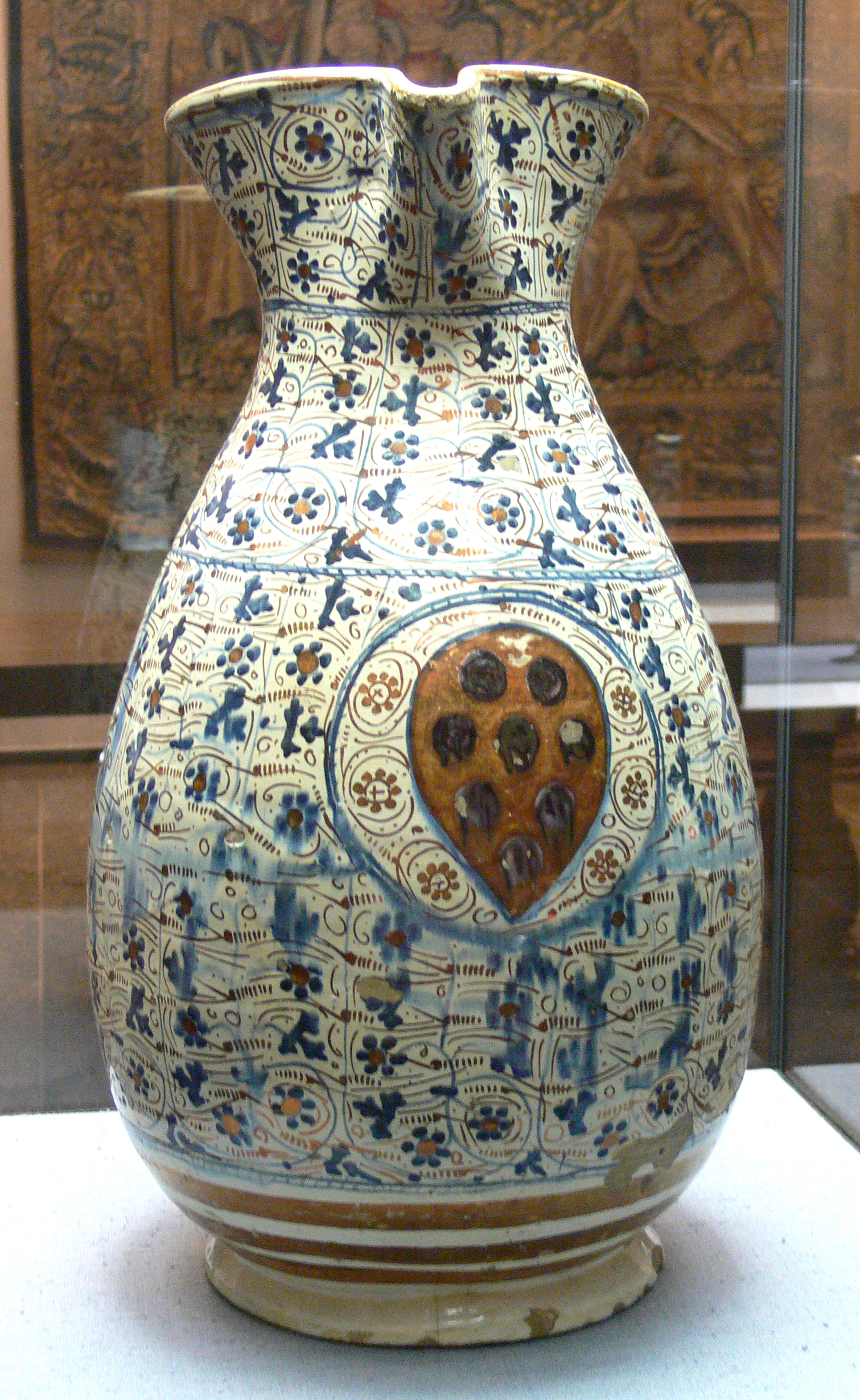
Майоліка з гербом Медічі, 1450-1460

### Іспанська кераміка

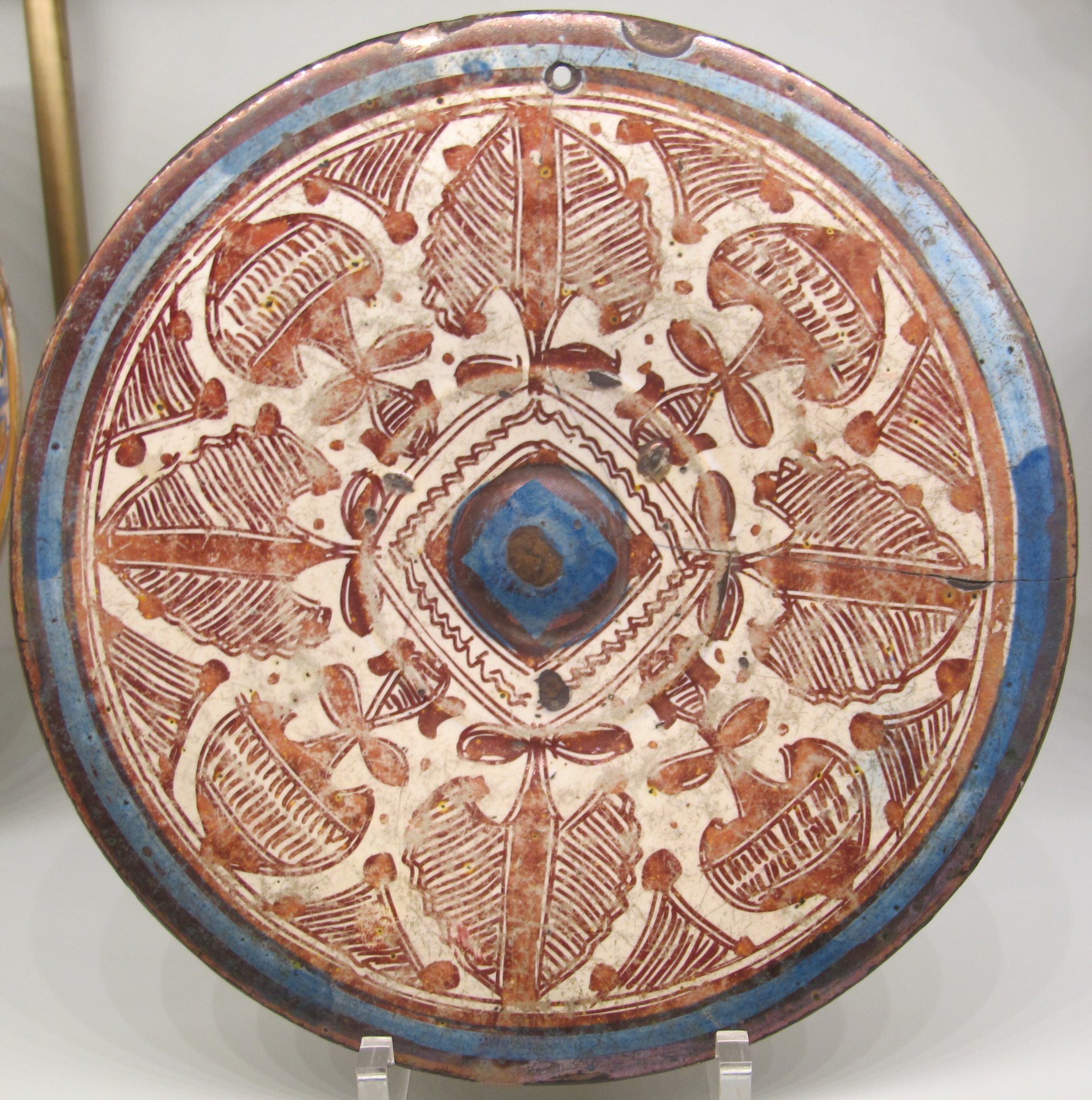
Велика таріль, люстр, бл. 1490 р., Музей декоративного мистецтва, Париж.
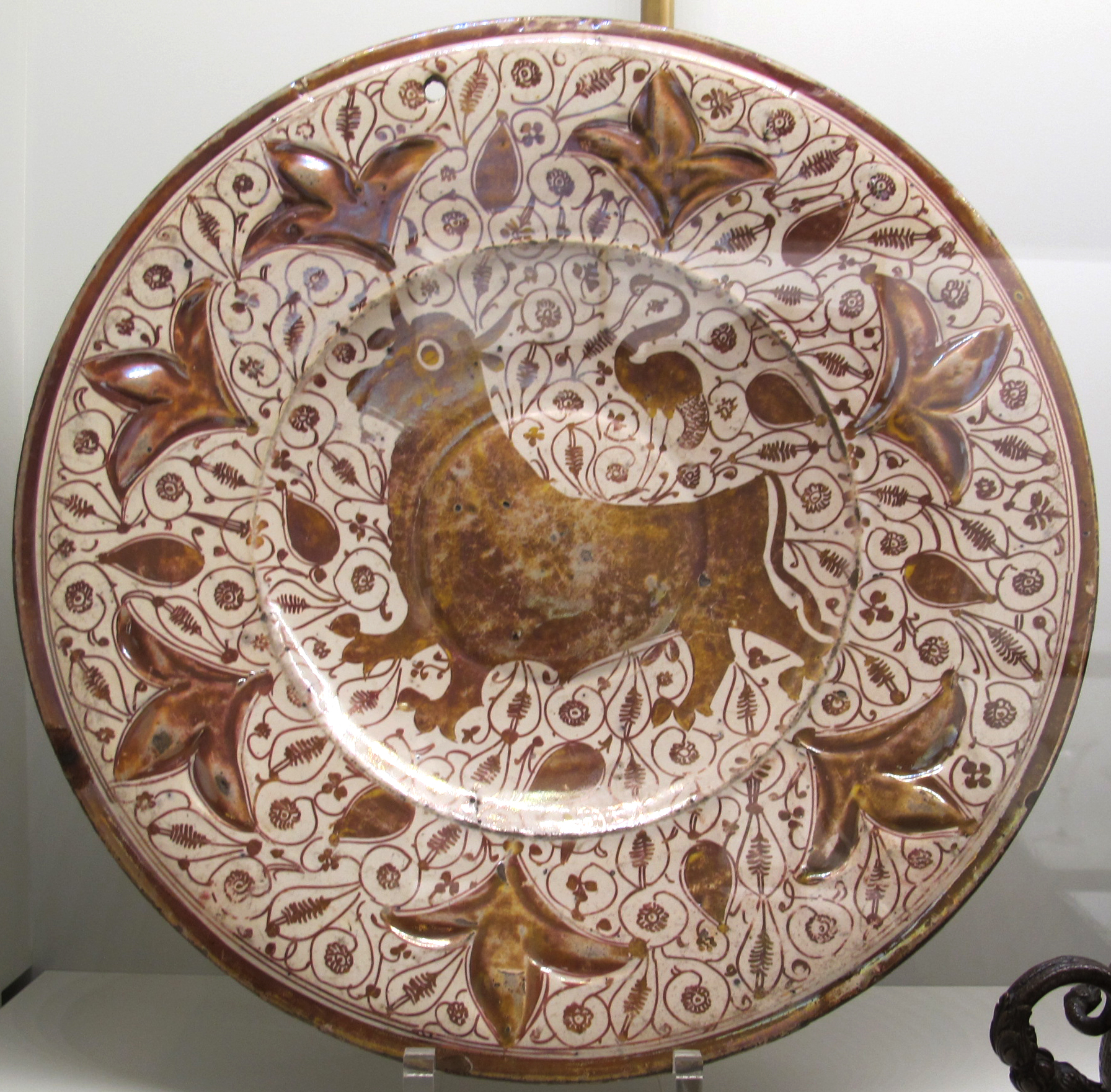
Велика таріль, люстр, бл. 1590 р., Музей декоративного мистецтва, Париж.
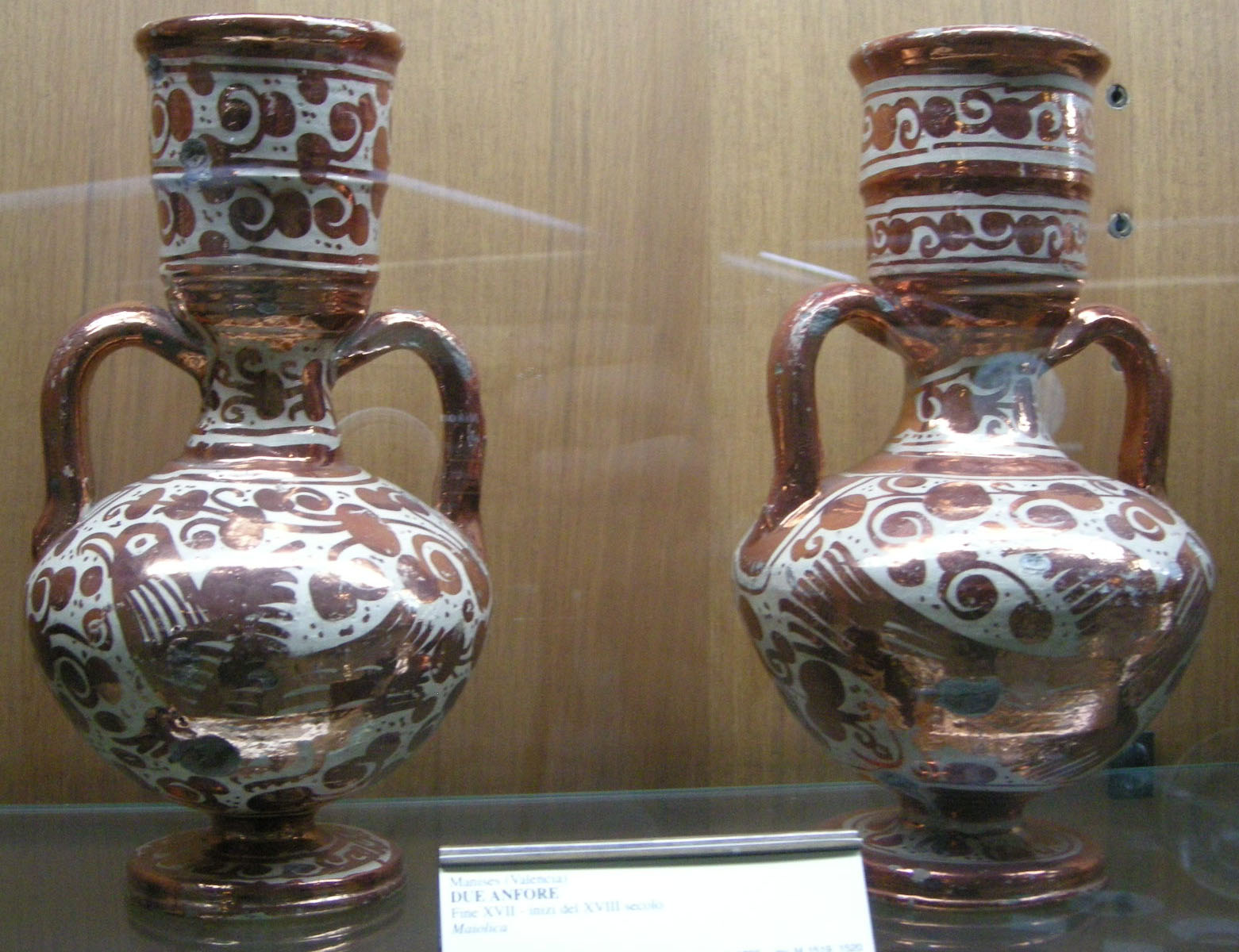
Глеки, Валенсія, 18 ст.
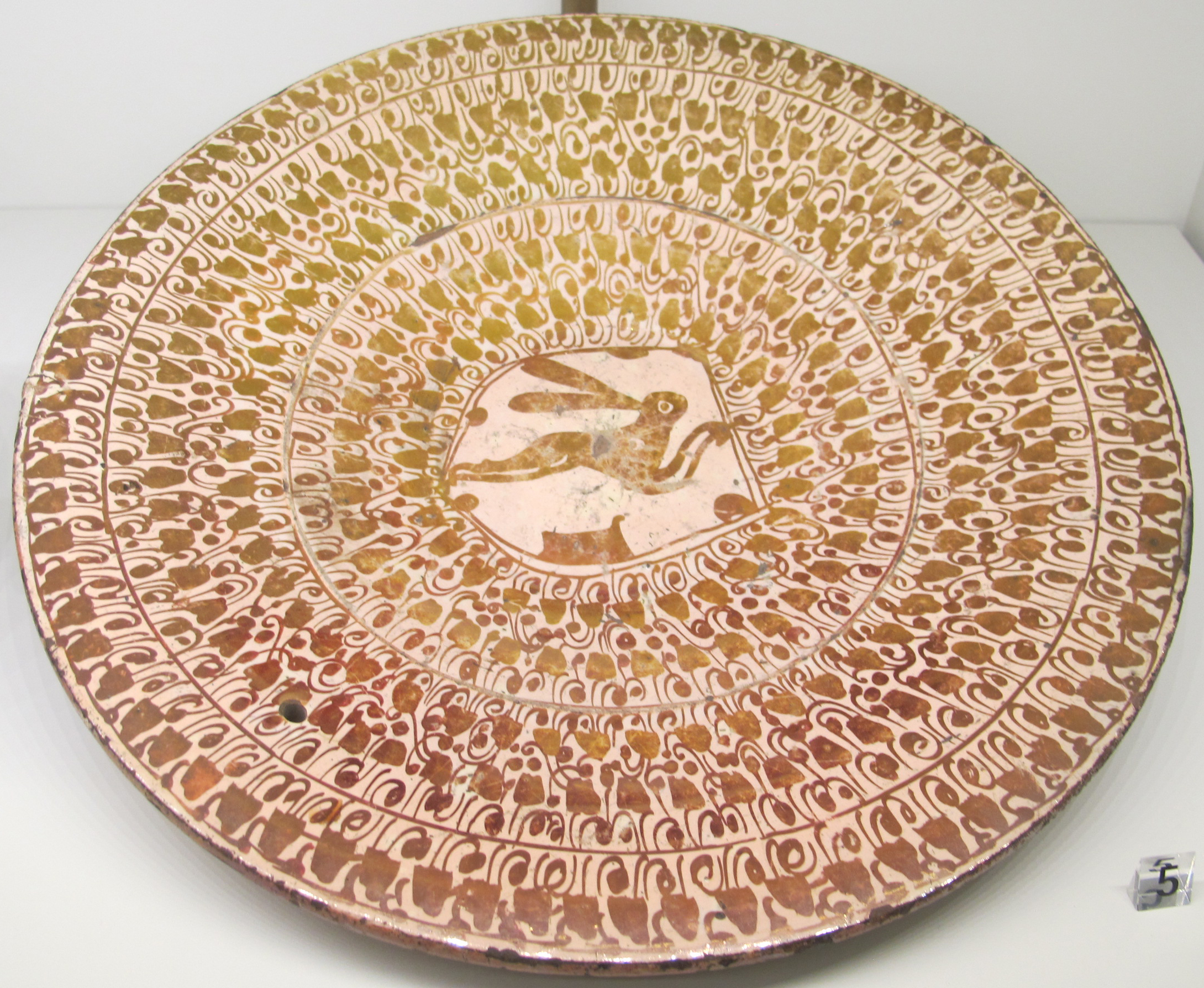
Таріль, люстр, 26 ст., Музей декоративного мистецтва, Париж.
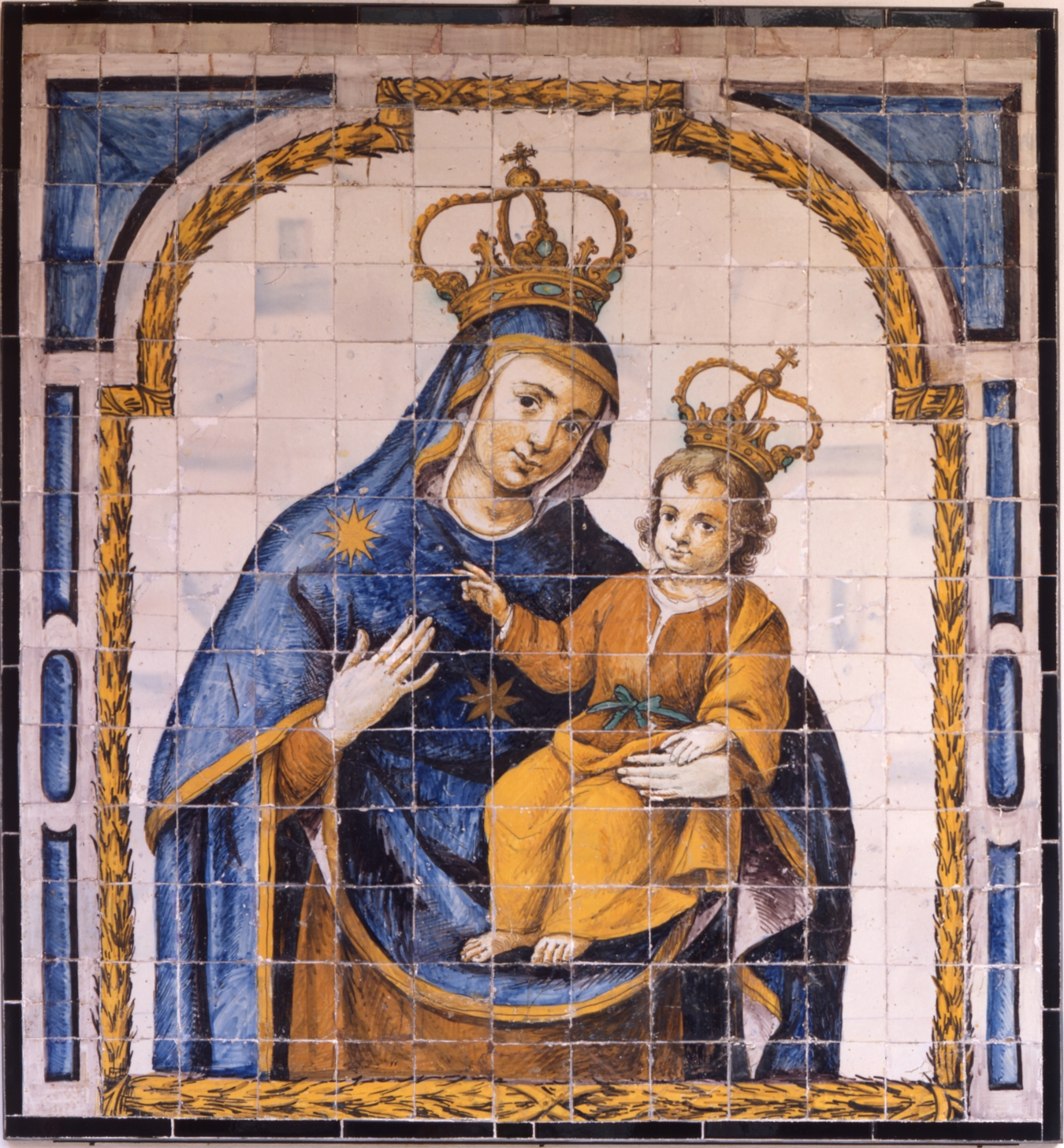
Кахель з Мадонною
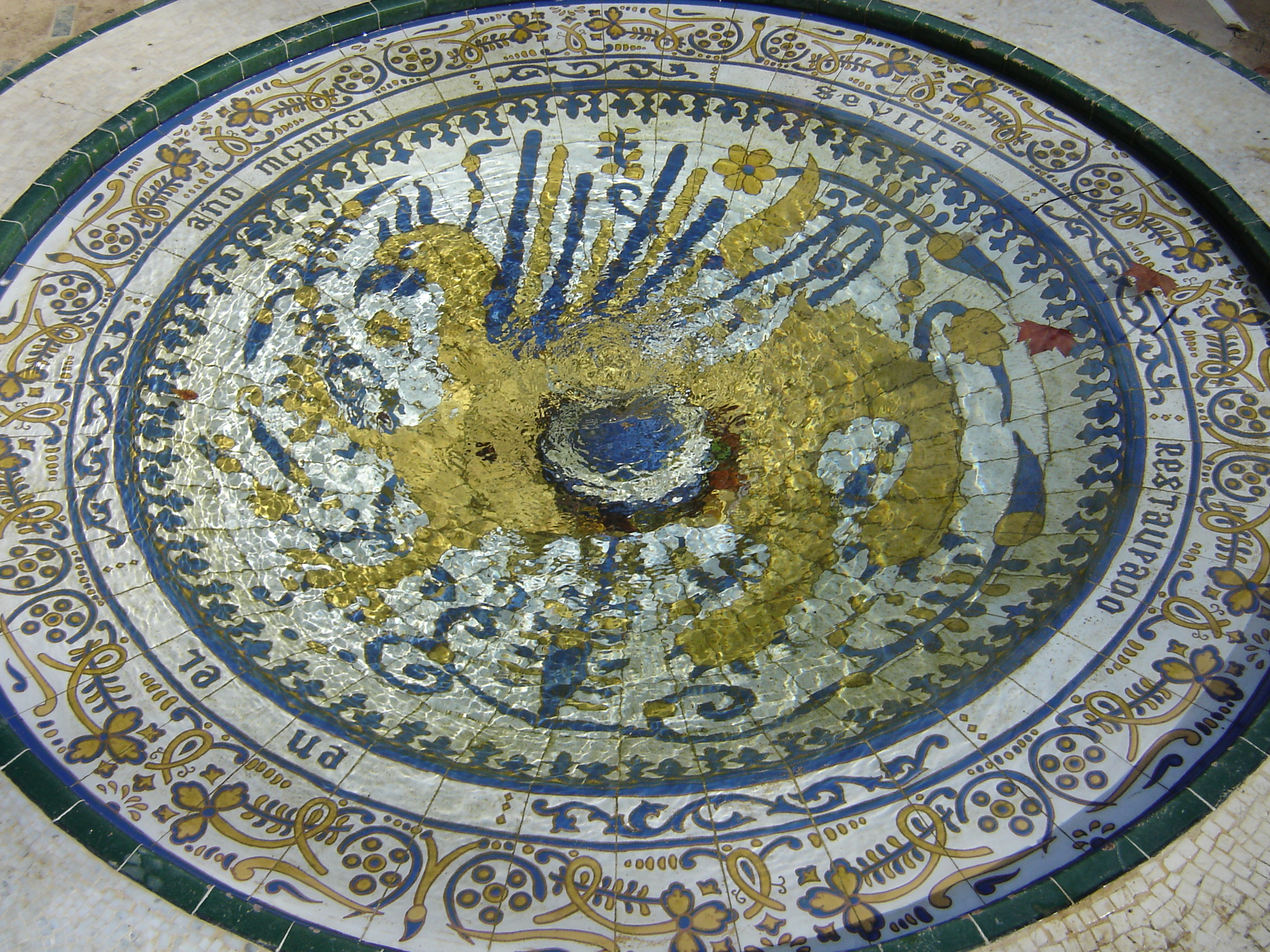
Таріль з левом, Севілья
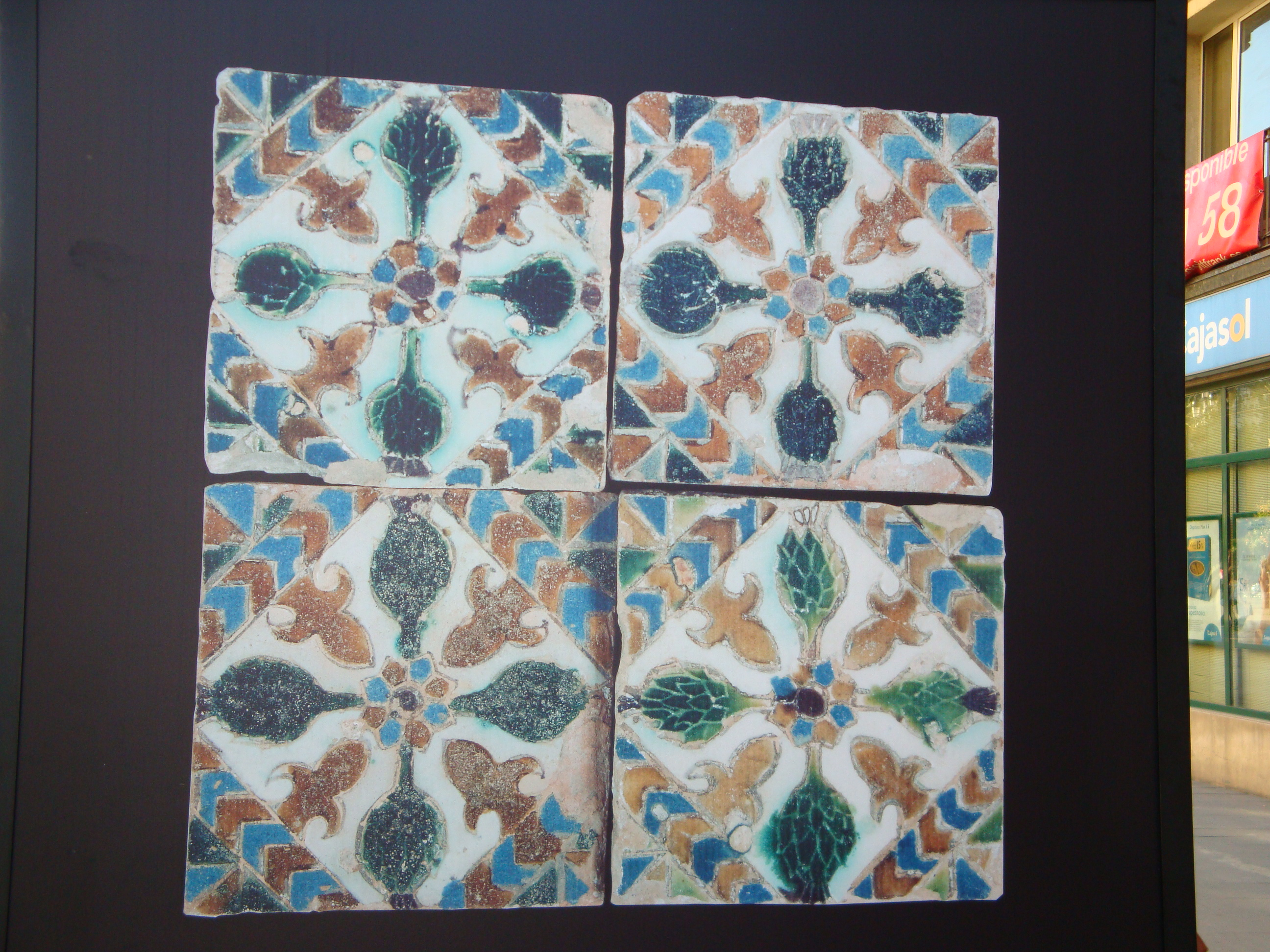
Килимові безрамочні кахлі
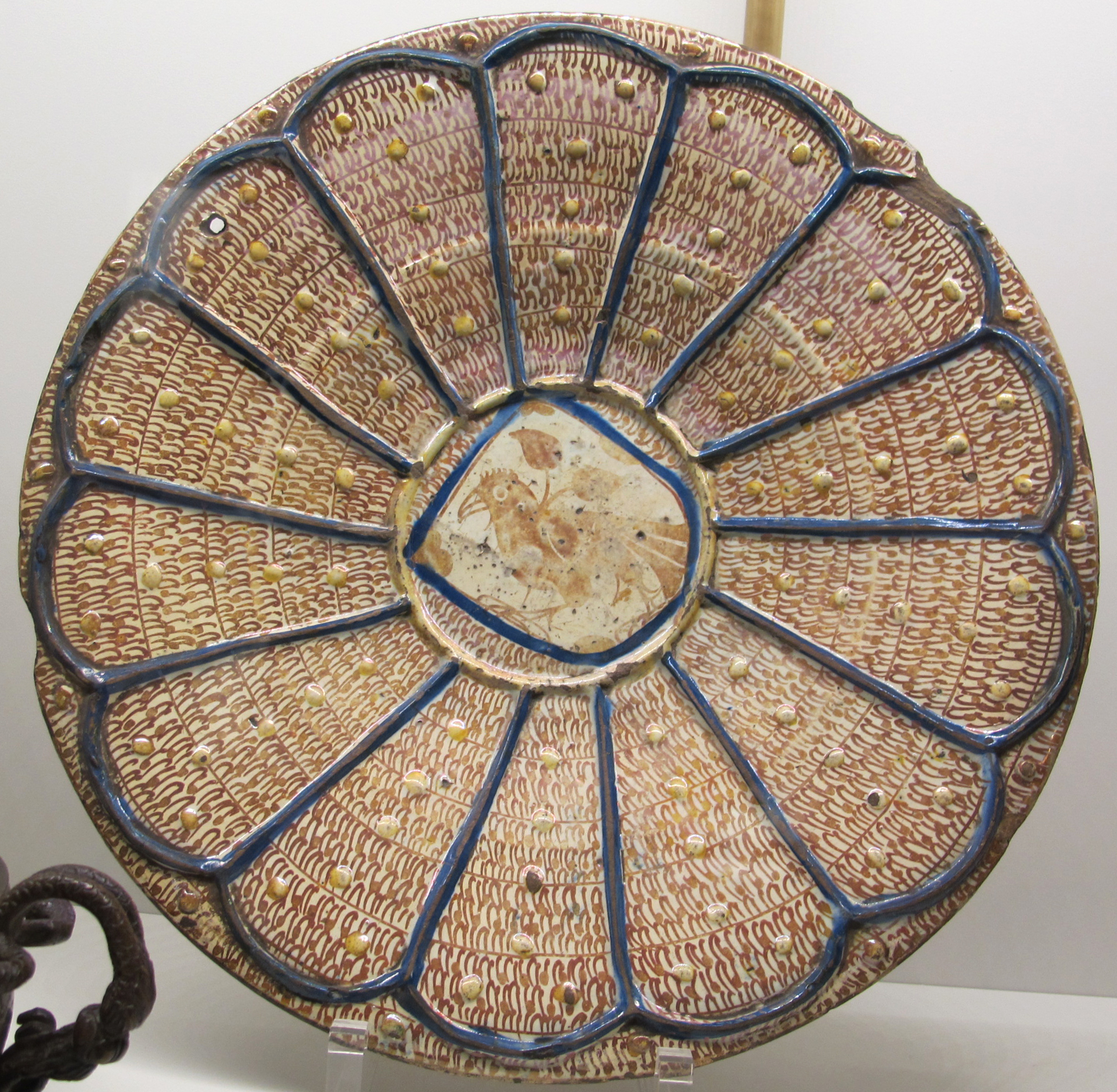
Таріль, Валенсія, бл. 1470 р., Музей декоративного мистецтва, Париж.

### Фрески

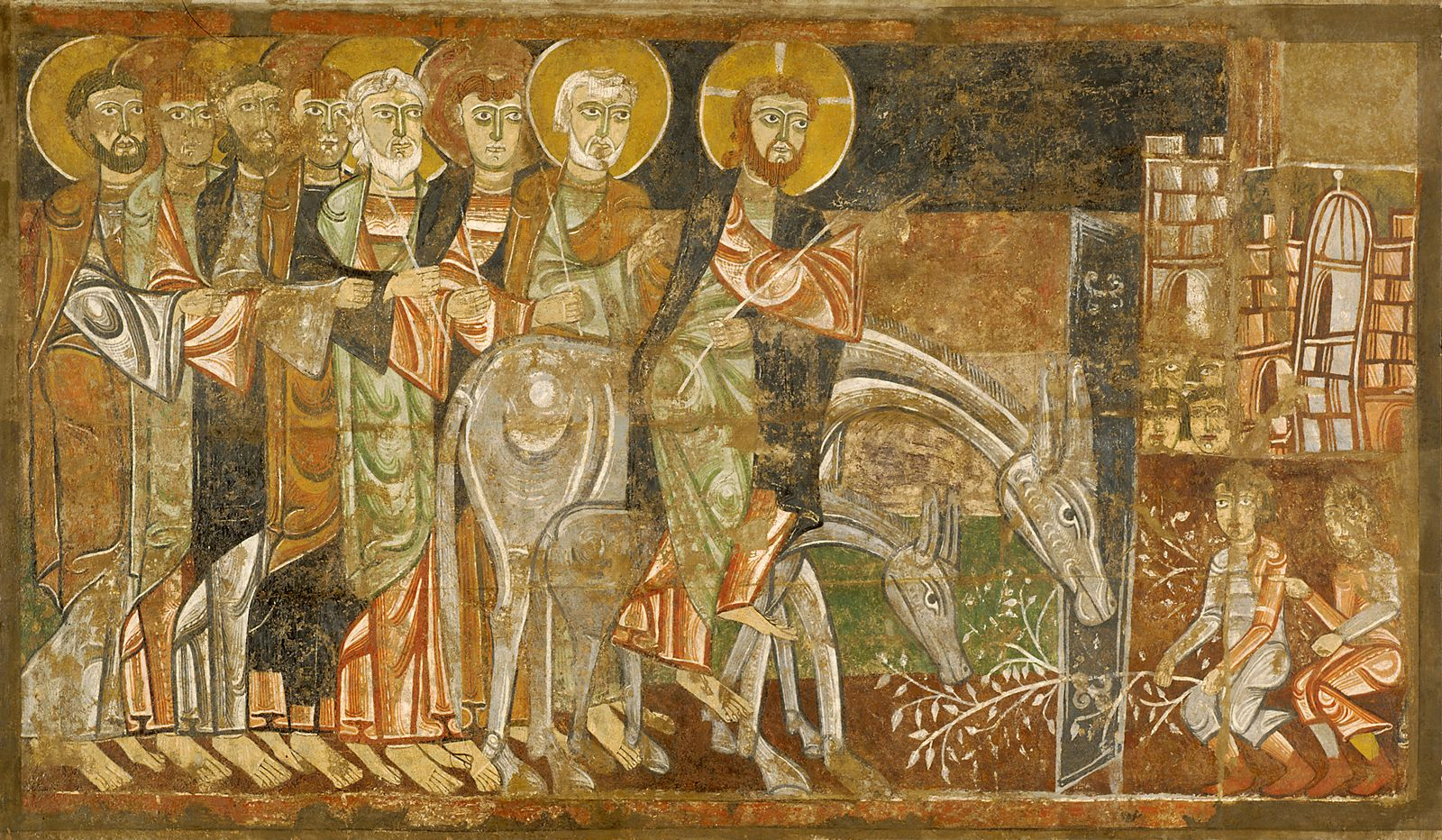
Невідомий романський художник 12 ст. з Іспанії. Романська фреска Вхід Господній у Єрусалим, 1125 р. (Первісно — Каплиця Сан Бауделіо де Берланга (Іспанія), Музей мистецтв Індіанаполіса, США

## Романська доба
В XI—XII ст. ст. на території Іспанії розвивається романський стиль в архітектурі, найкраща пам'ятка стилю — собор у місті Сантьяго-де-Компостела, перебудови в добу бароко. 

### Романські фрески Каталонії
У межах романського стилю розвивалися й монументальні живопис і скульптура. За художніми ознаками мистецтво цього періоду схематичне, умовне. Для романської композиції характерні простір, позбавлений глибини, різномасштабні фігури, різкі кольорові гами.
Унікальні місцеві особливості мав фресковий живопис романської доби в Каталонії. Схематизм композицій каталонські майстри поєднують з геометричними орнаментами, витоки яких в античному мистецтві і в ретельно розроблених мозаїках Візантії. Відсутність коштовних смальт в Каталонії компенсували яскравими фарбами. На збагачення художніх образів працюють як спроби відтворити шати з коштовних тканин, так і широкі, різнокольорові смуги на тлі. Зроблені перші спроби надати індивідуальних рис і образам святих, що подані з застиглими, виряченими очима: але вони вже розрізняються зачісками, чорним чи сивим волоссям. Поряд з безбородими юнаками — сиві чоловіки з «біогрфіями». Найшанованіших святих супроводжують написи (Апостол Вартоломей, Євангеліст Матвій, Св. Петро). За вказівкою атрибутів можна розпізнати шанованих святих і без написів (Апостола Петра подають з ключами, які той отримав від Христа). Серед біблійних персонажів — і серафіми з крилами замість тіл, і жертовні багатоокі тварини (віл, ягня). Біблійні сюжети на фресках доповнені притчами (діви розумні і нерозумні), які стануть сюжетами для скульптурних композицій доби готики у Франції.
Залишки каталонських фресок були знайдені в малих сакральних спорудах в Піренеях. В 1920-ті роки їх обережно зняли зі стін і перенесли в Барселону. На початку 21 століття їх експонують в окремих залах на штучно відтворених архітектурних поверхнях, що точно копіюють первісні романські форми в тодішніх інтер'єрах.

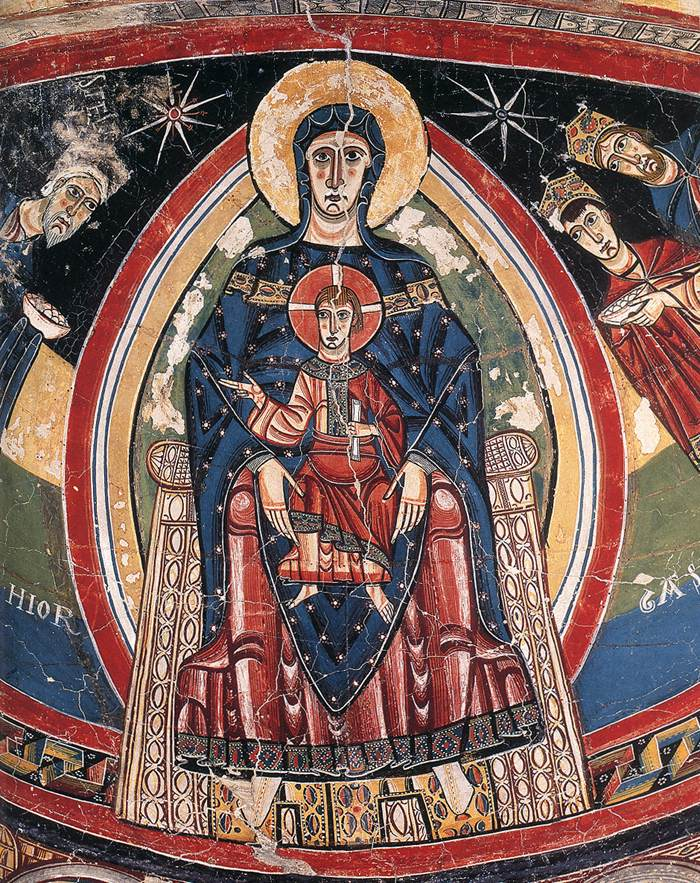
Фрески з церкви в Таулі, 1123 рік, Національний музей мистецтва Каталонії, Барселона
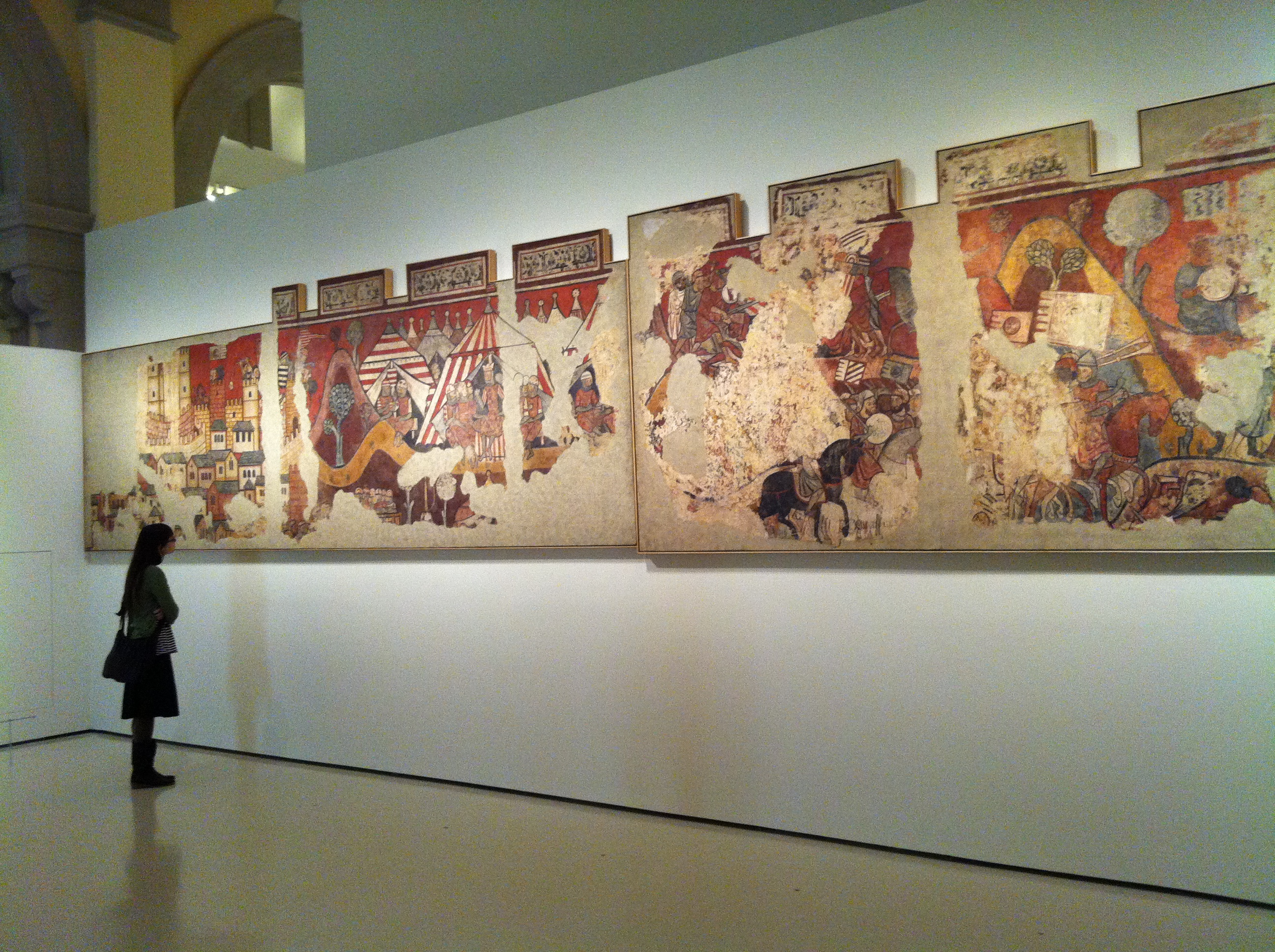
Зала з фресками циклу «Завоювання Майорки»
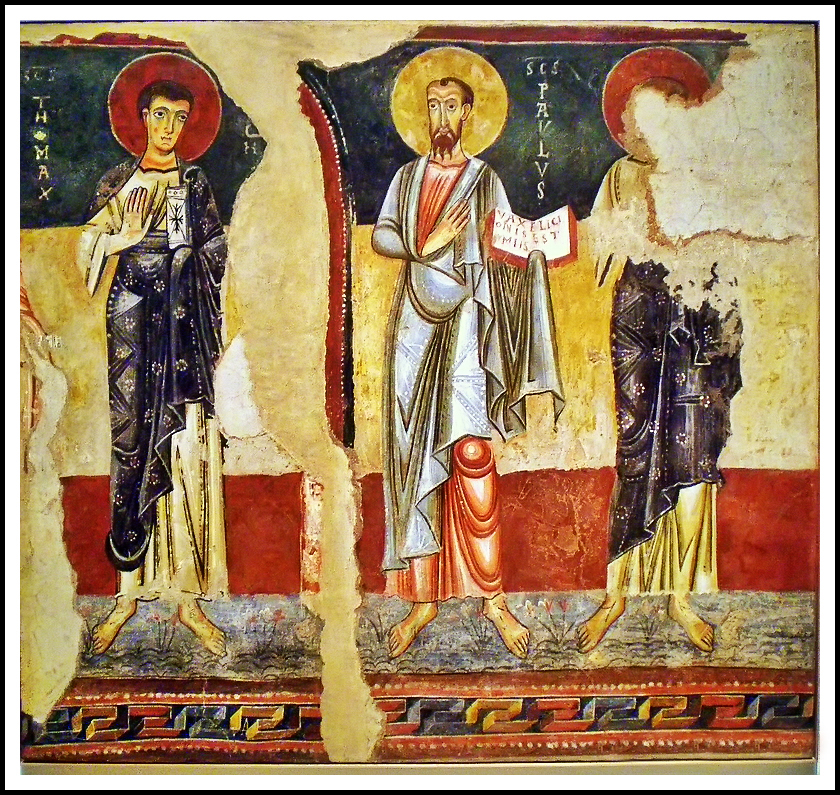
Апостоли з Оркау. 12 століття. Обидві - Національний музей мистецтва Каталонії, Барселона.
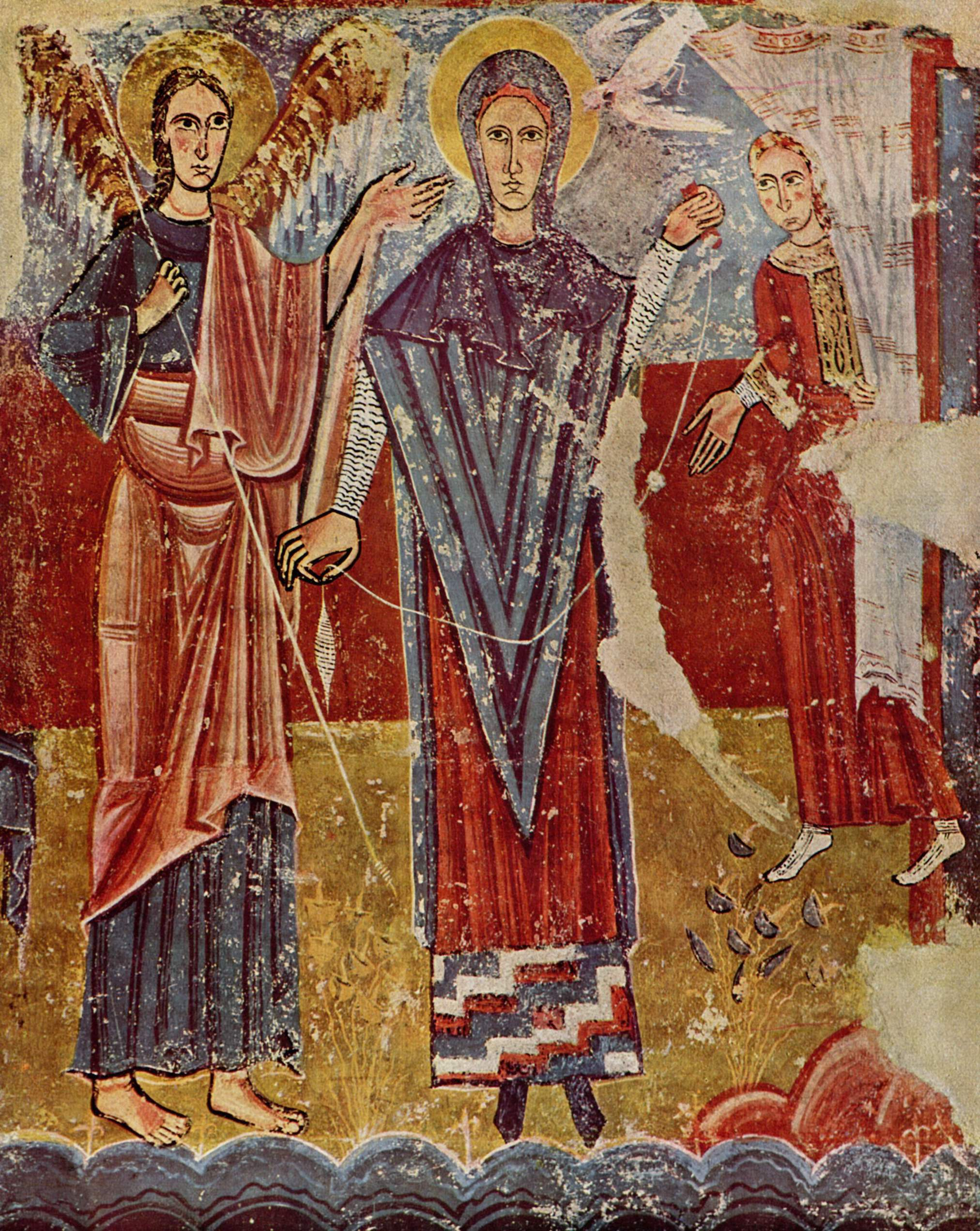
Майстер із Оркау. «Благовіщення.» 1125-1130 рр.

## Готика

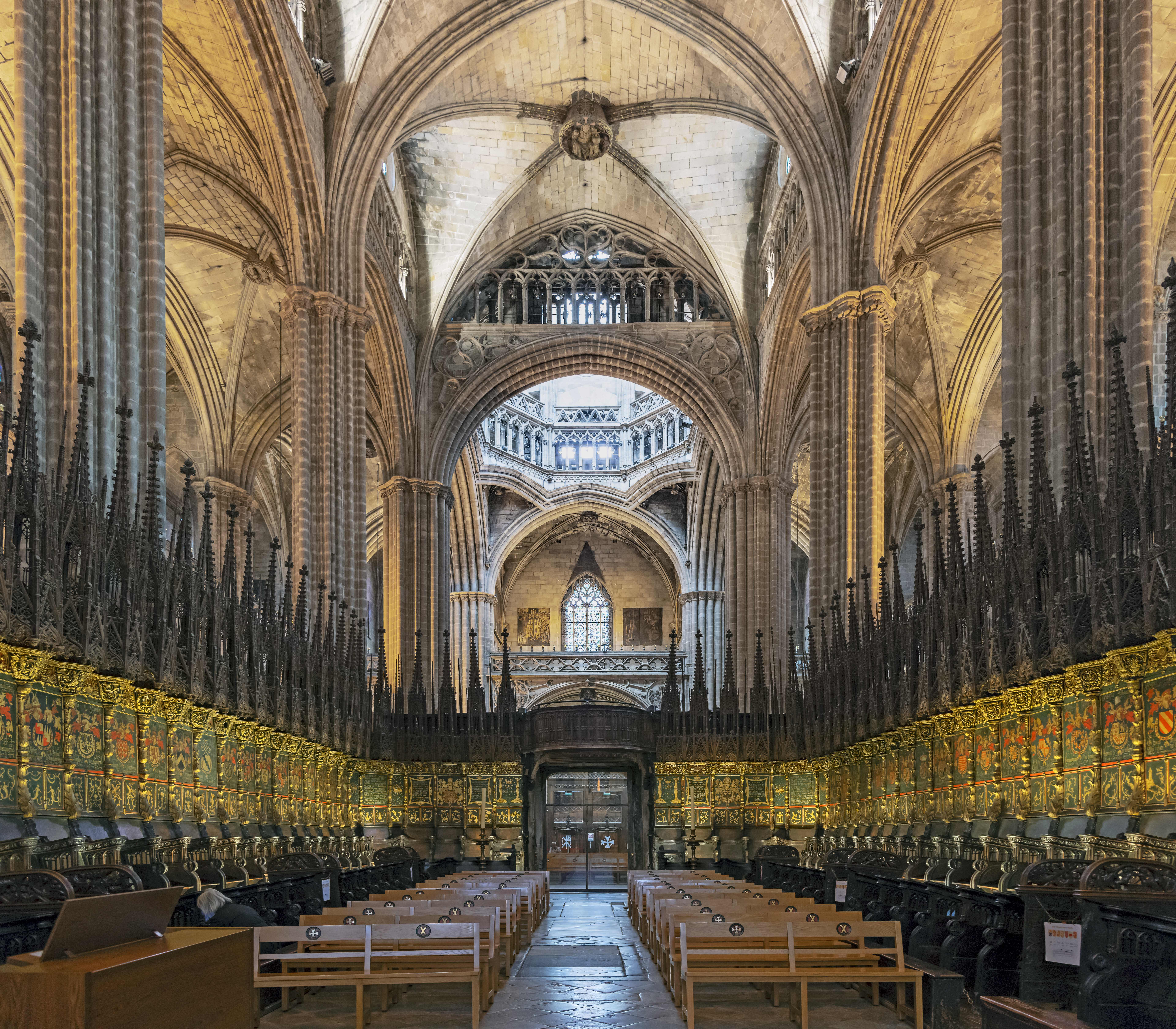
Катедральний собор, Барселона

У XIII — першій половині XV ст. в Іспанії, як і у всій Західній Європі, формується готичний стиль.
Кінець 12 — початок 13 ст. в Іспанії, як і у всій Європі, були позначені важливими змінами: посилилась могутність великих монархів, об'єднувалися дрібні держави, монастирі втрачали свій вплив, виникли міські общини з їх самоуправлінням. Все це сприяло пробудженню народної свідомості усіх сфер життя суспільства і насамперед мистецтва, архітектури, що відобразилось в готиці.
Іспанська готика нерідко запозичує мавританські риси (собори в Севільї, Бургосі і в Толедо).
Готичний Катедральний собор в Толедо — серед найбільших у Європі. Його заклали у 1227 році чи близько тої дати. Має п'ять нефів і нагадує французькі взірці. Толедо був центром католицизму в Іспанії, тому собор постійно добудовували (зала капітулу, ризниця, релікварій, навіть гардеробна зала.) Внаслідок цього він втрачав чистоту стилю готики, але збагачувався рисами других стилів та насичувався зразками мистецтв (різьблення крісел Алонсо Берругете — шедеври ужиткового мистецтва Іспанії у хорі кафедрального собору).
За планом мало бути дві вежі на західному фасаді за французьким взірцем. Але звели лише одну, та таку високу, що стала домінантою історичного центру Толедо.
Особливе художнє явище в Іспанії — так званий стиль «мудехар», що сформувався злиттям в архітектурі елементів готики (а пізніше — Відродження) з мавританською спадщиною.

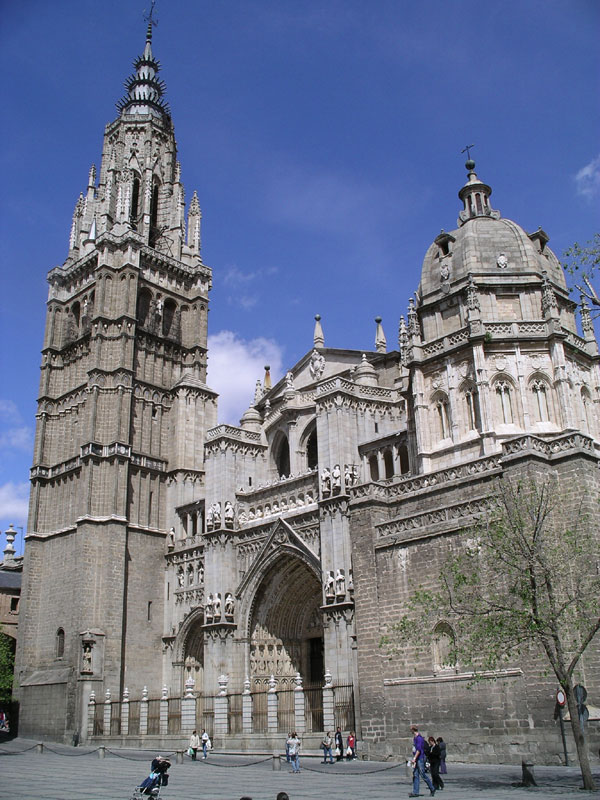
Катедральний собор, Толедо
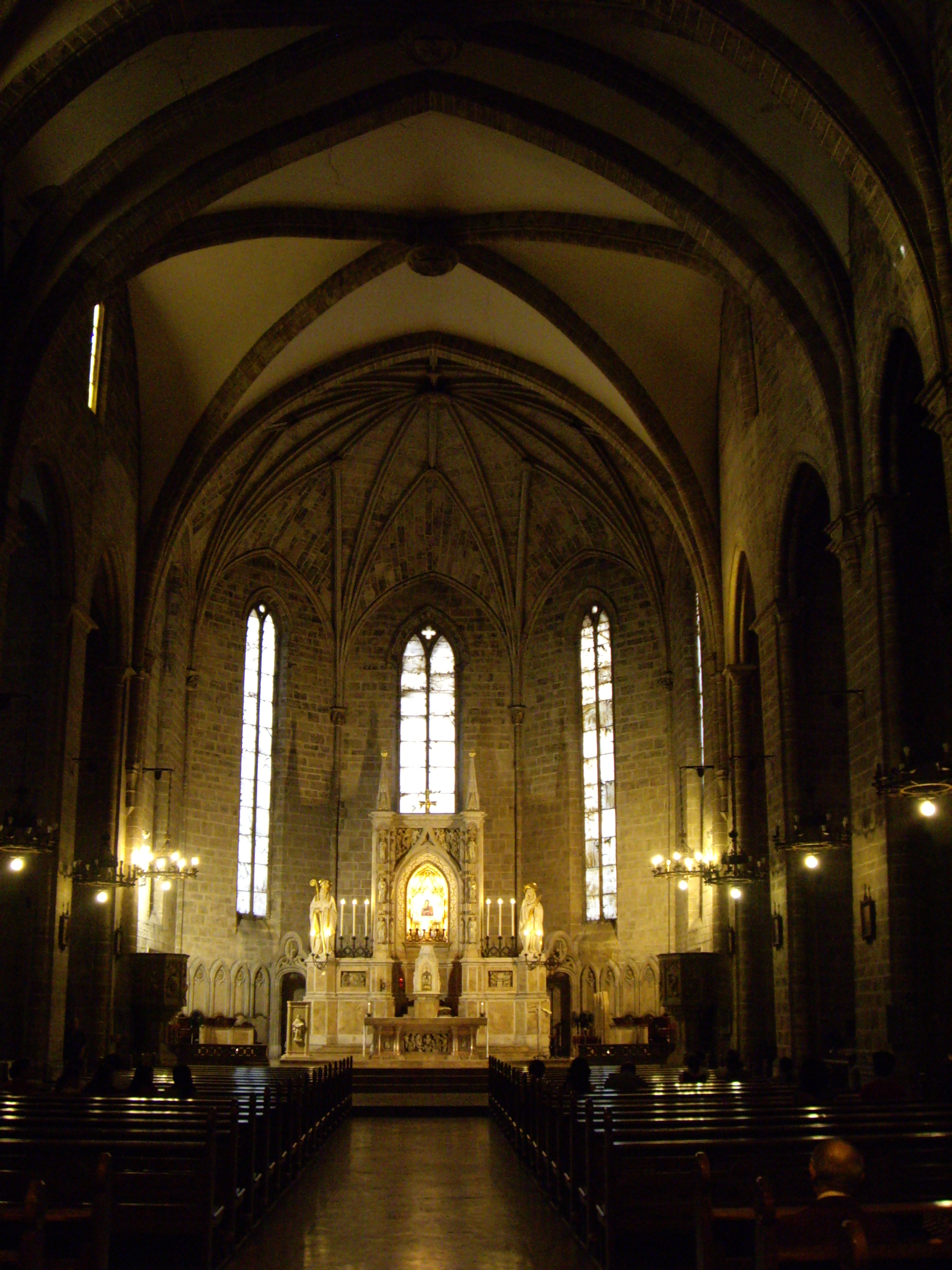
Церква Св. Августина, вівтар, Валенсія
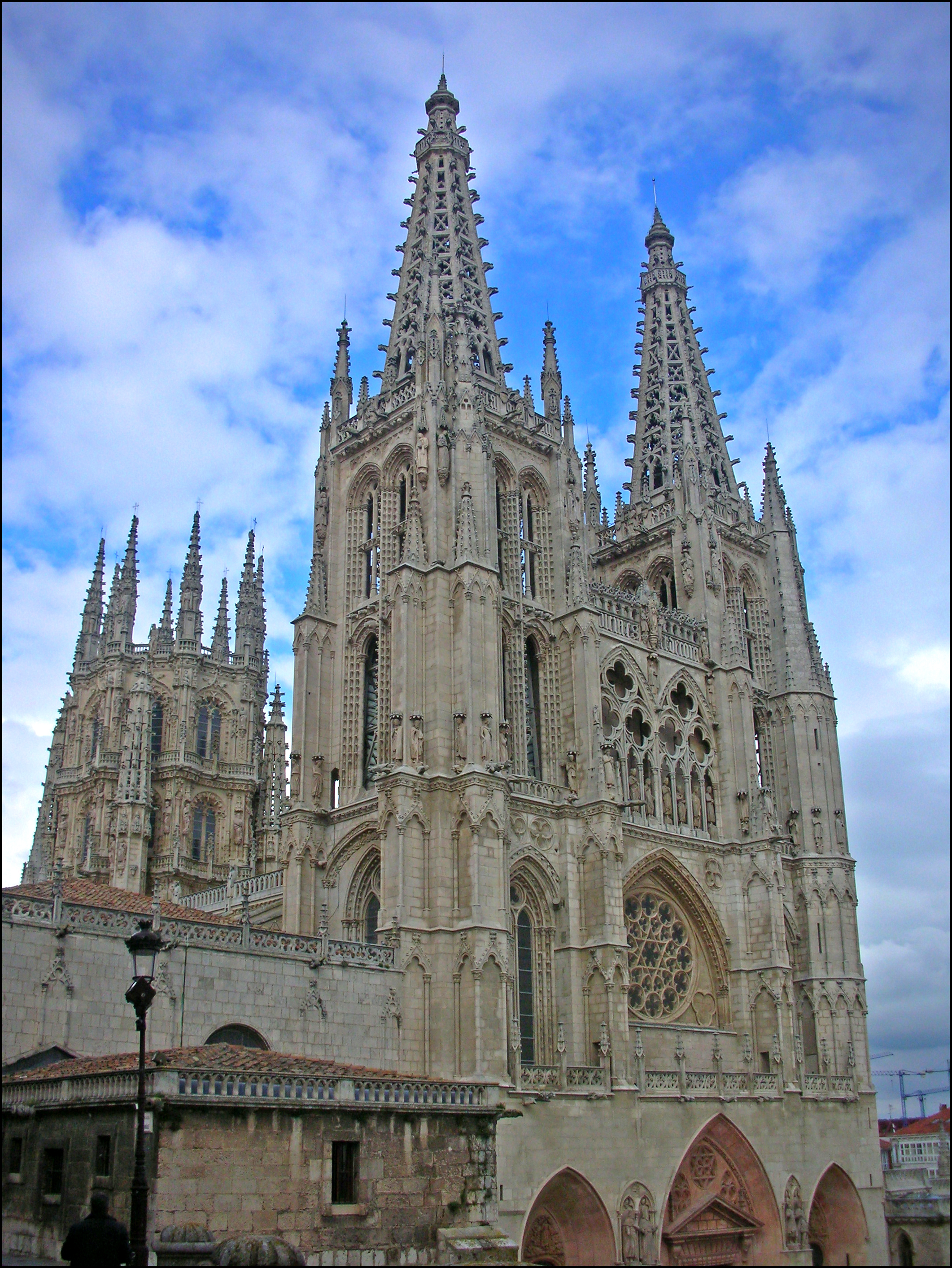
Собор Санта Марія. Бургос
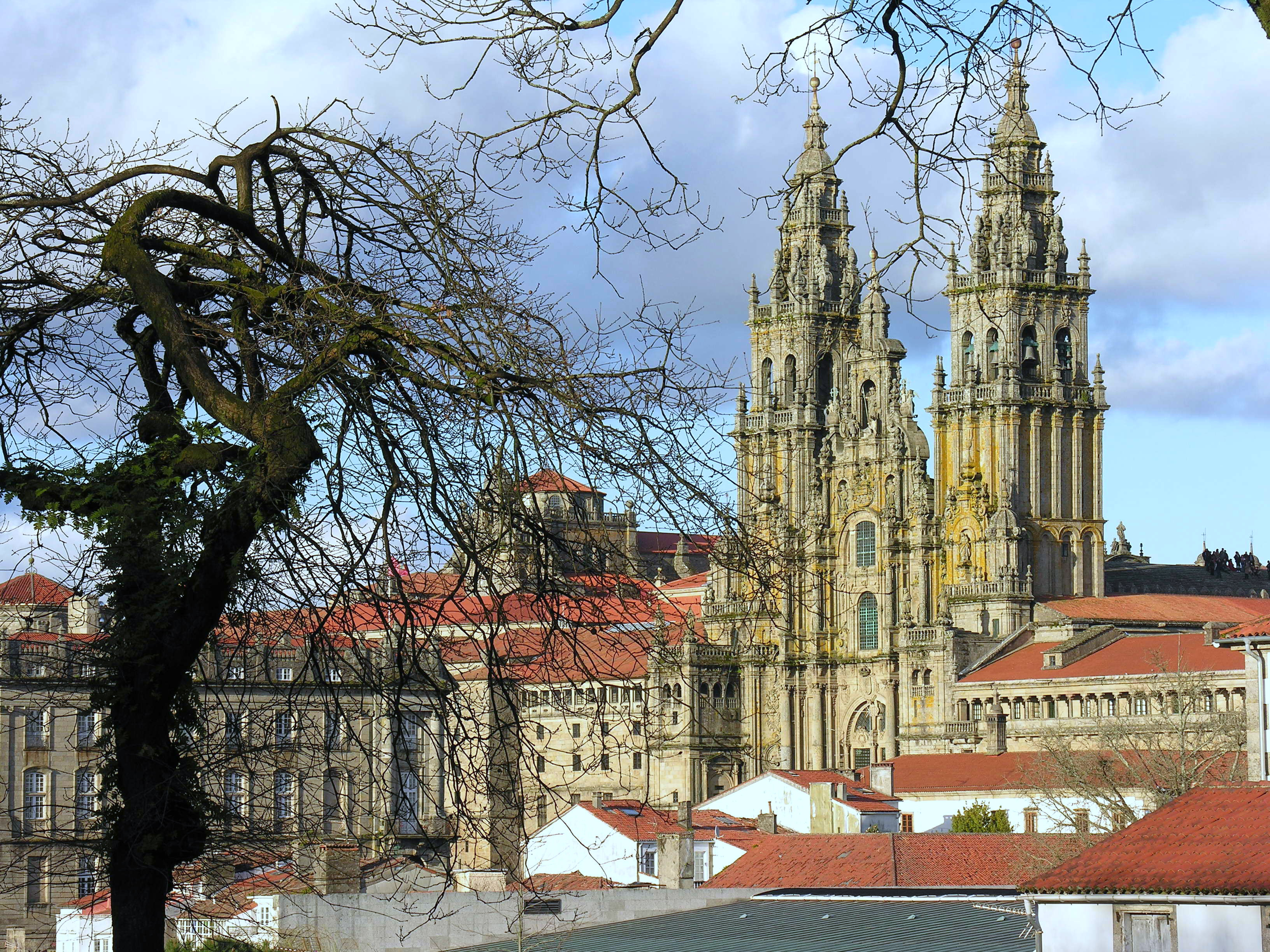
Катедральний собор, Сантьяґо-де-Компостела, Галісія, добудови в добу бароко

## Декоративні шкіри в середньовічній Іспанії

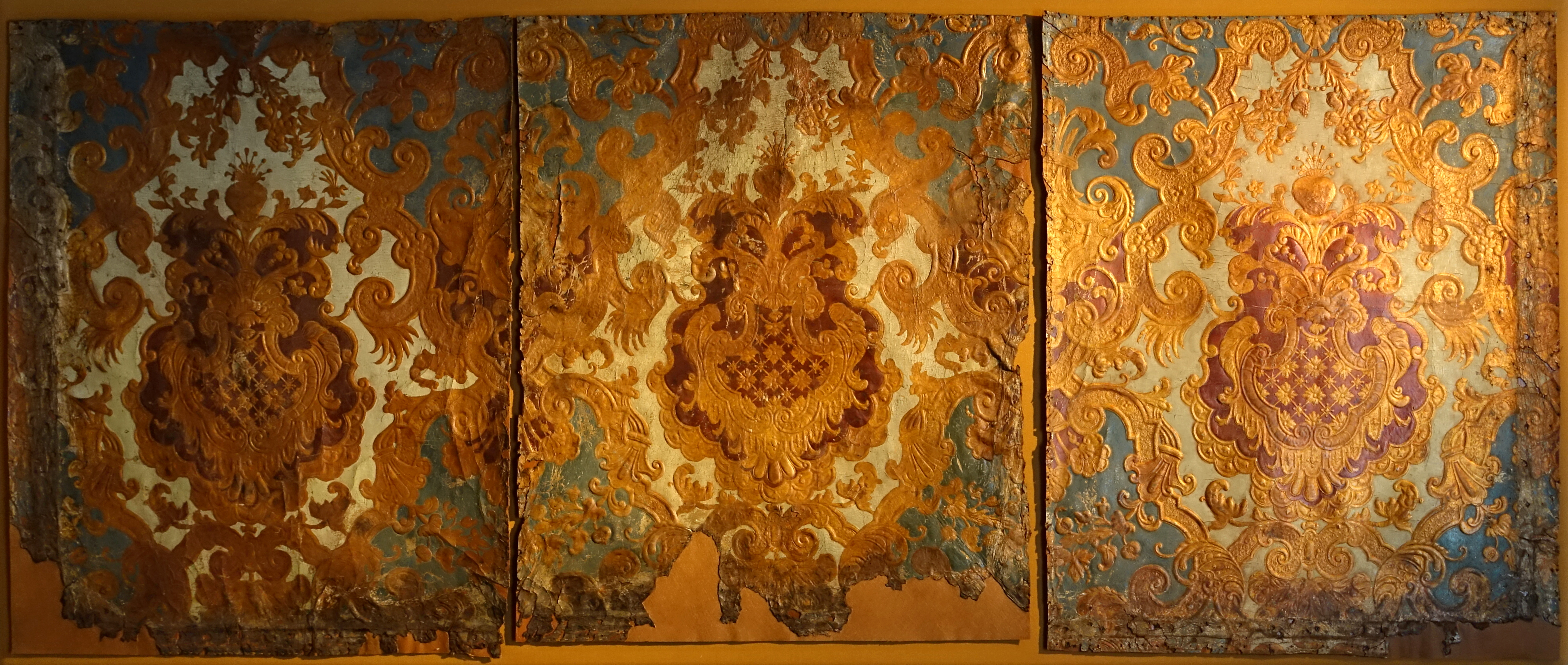
Збережені шматки золочених шпалер, Коімбра, музей

Існувало декілька центрів обробки шкіри тварин, де мешкали мисливці, а потім і кочівники-скотарі. Серед цих центрів — Північна Африка. Так, традицію обробки та декорування шкіри тварин на півень сучасної Іспанії перенесли вихідці з Північної Африки ще у дев'ятому ст. Відомий середньовічний центр обробки шкіри тварин сформувався у арабському тоді місті Кордова. Майстри Кордови використовували шкіри убитих кіз та обробляли їх рослинними речовинами для дубіння. Декоративні шкіри з Кордови ширилися Піренеями та перетнули кордони тодішніх держав і потрапили у країни середньовічної Європи. Вони були настільки довершеними, що за місцем їх виготовлення вироби почали називати «кордобан». Експорт шкіряних виробів зростав і дойшло до того, що всі вироби зі шкіри з Іспанії почали називати «кордобан», хоча були і інші центри обробки та декорування шкір в арабській Іспанії (не такі довершені як в Кордові). Так, у 1316 році в середньовічній Барселоні вже існувала гільдія майстрів з виготовлення «кордобан».

## Стиль мудехар

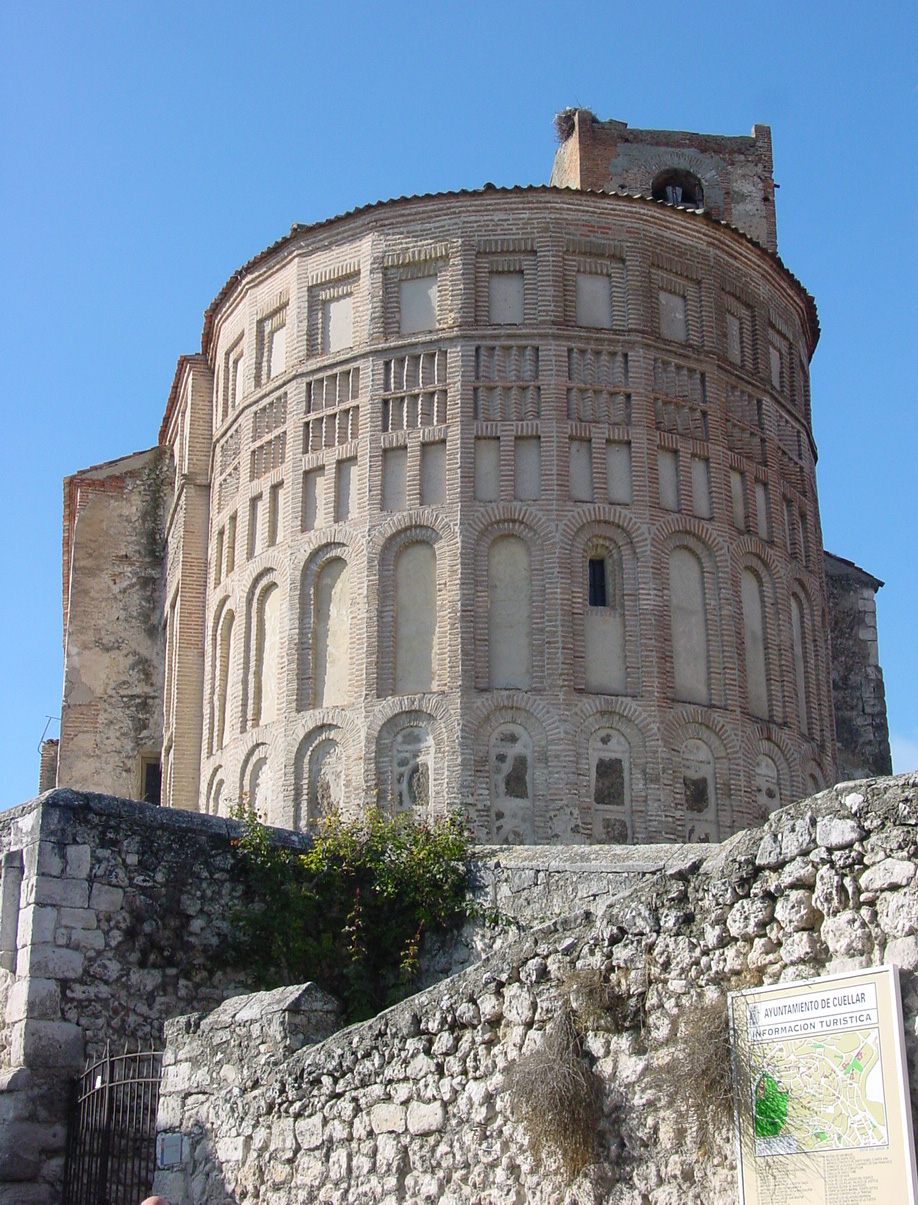
Церква Сан Себастьян, вівтарна частина, Сеговія
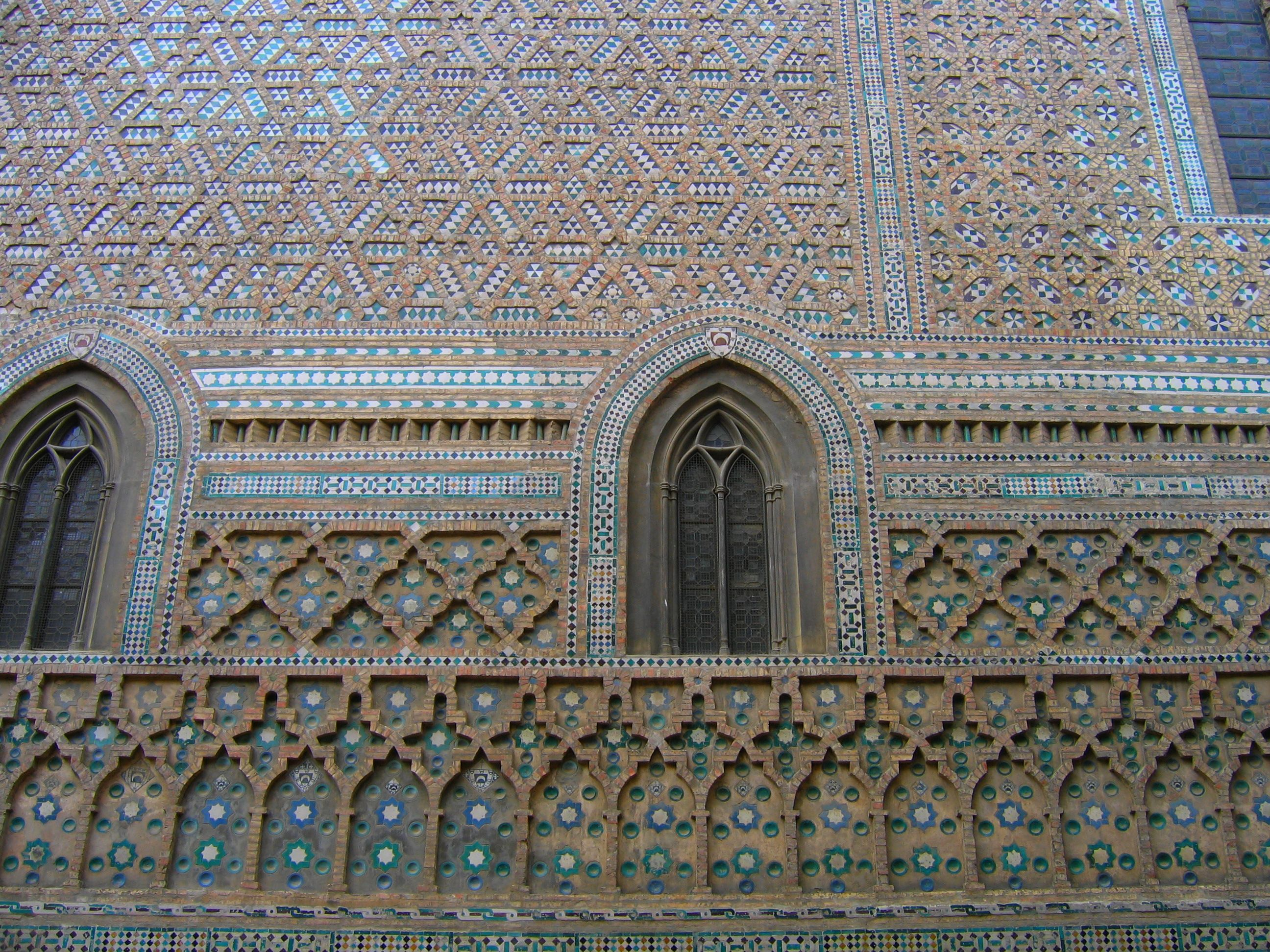
Декор фасаду в стилі мудехар, Сарагоса
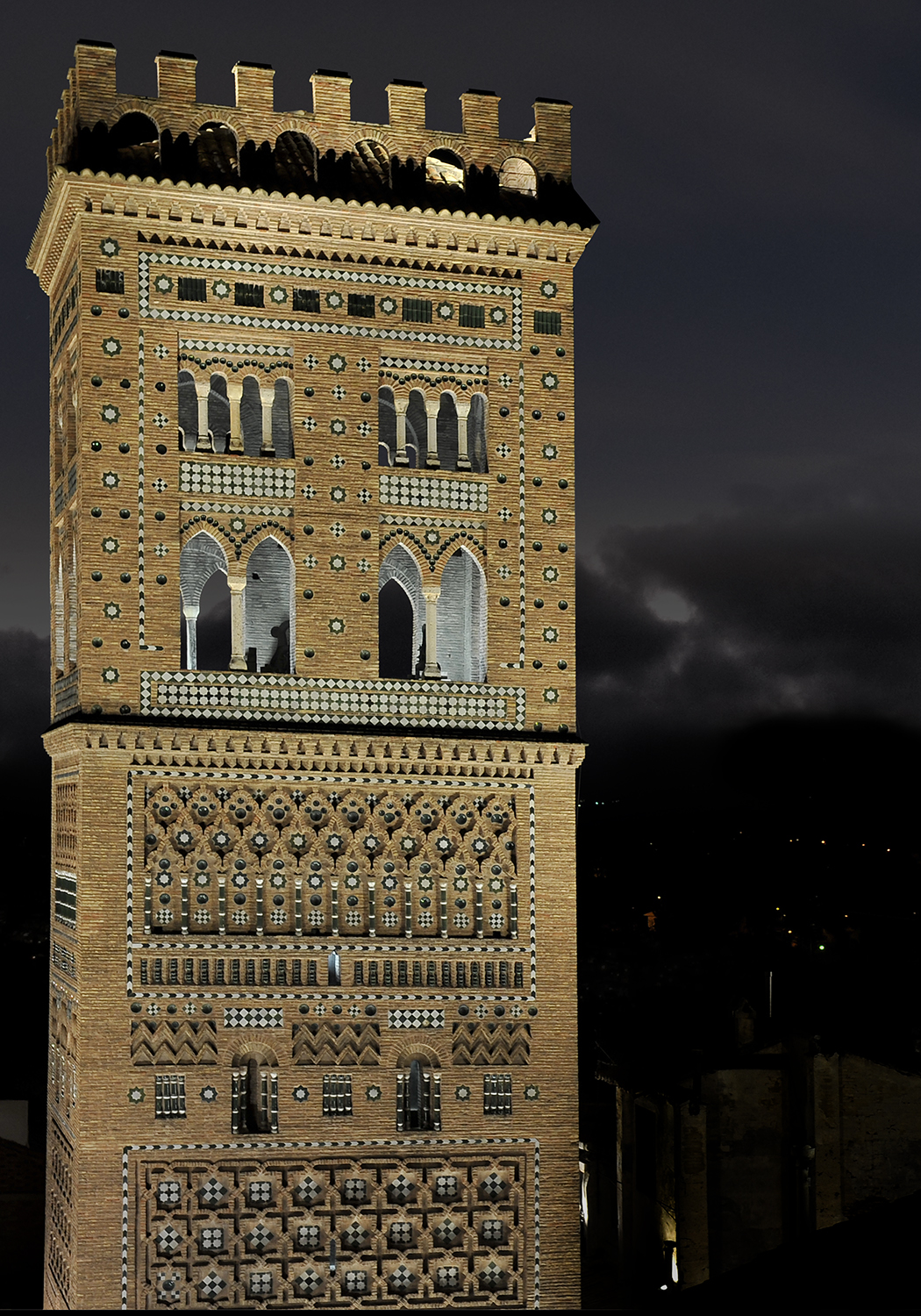
Вежа Ель Сальвадор, Теруель
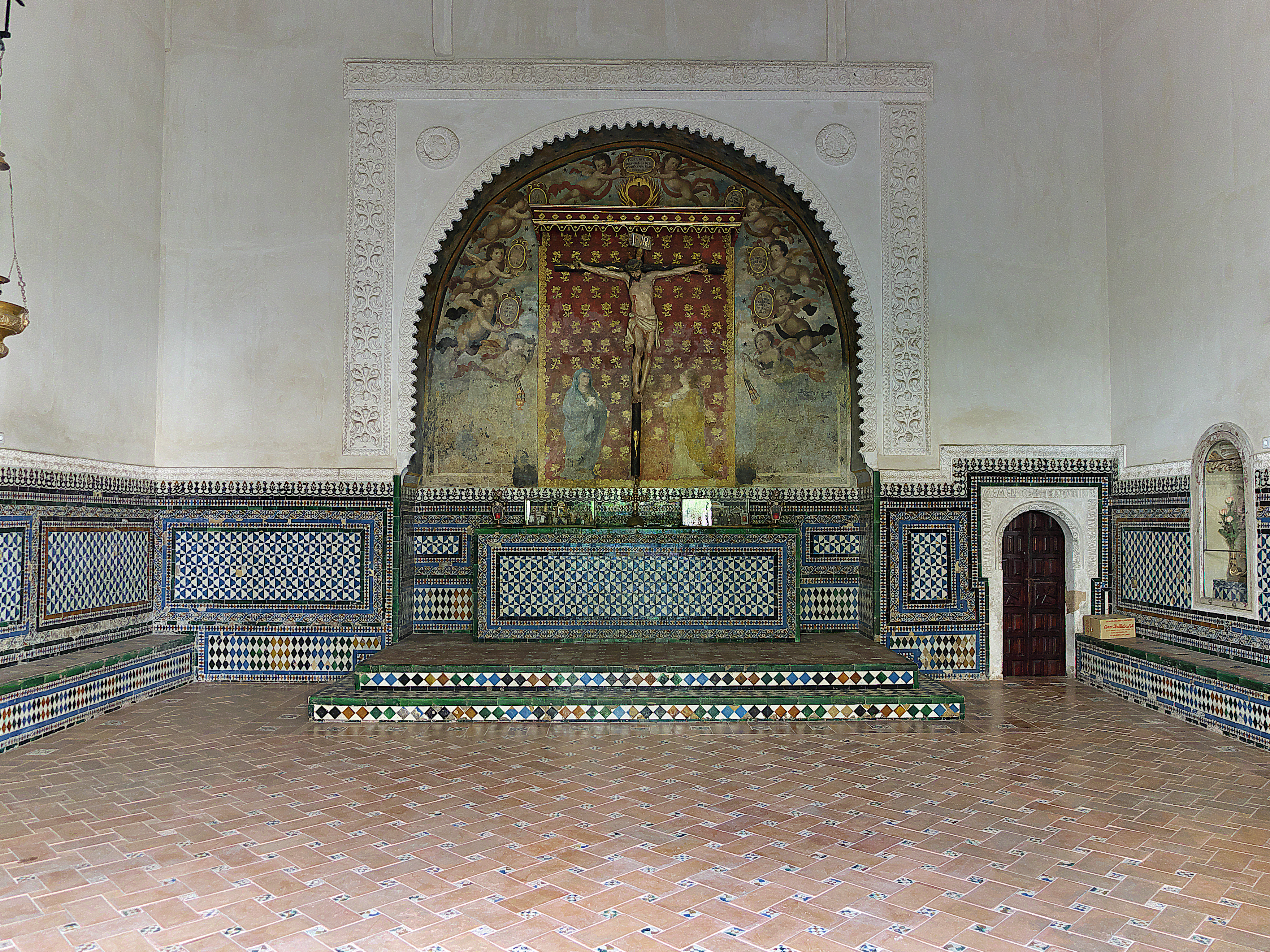
Монастир Санта Інес, Зала капітула, кахлі у стилі мудехар. Севілья
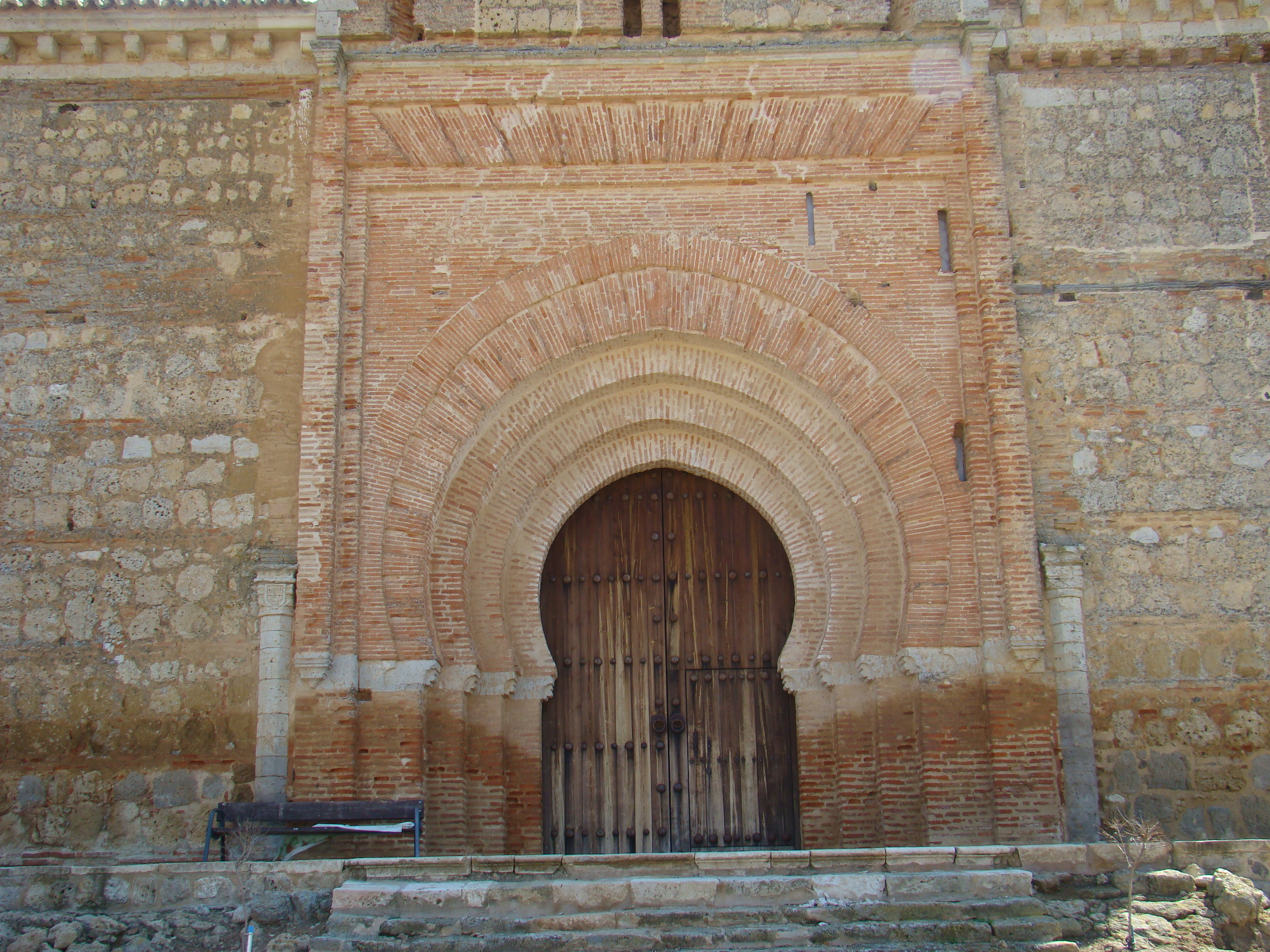
Церква Сан Андрес, портал у стилі мудехар 16 ст., провінція Вальядолід
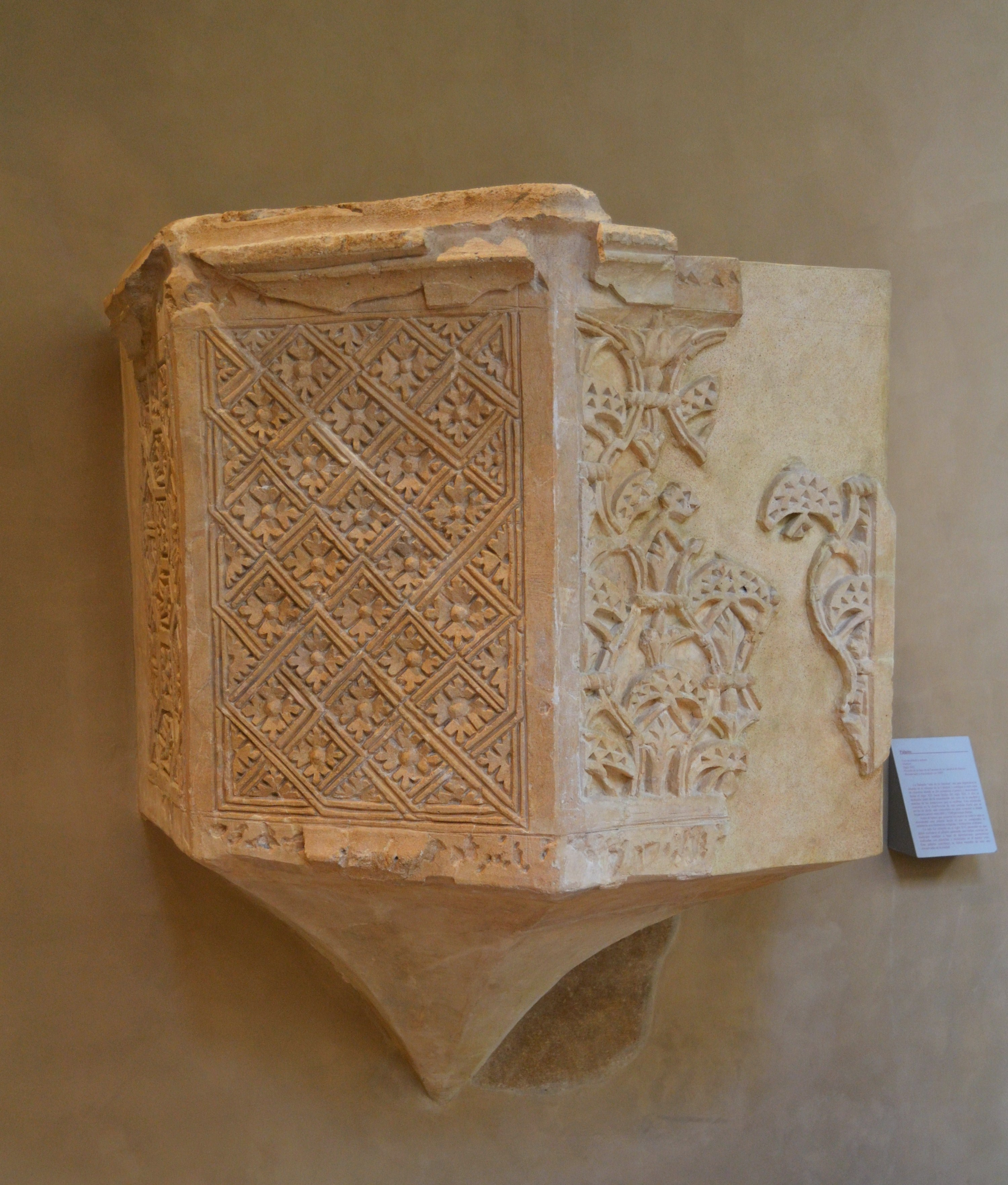
Пульпіт у стилі мудехар 16 ст., Церковний музей, Уеска
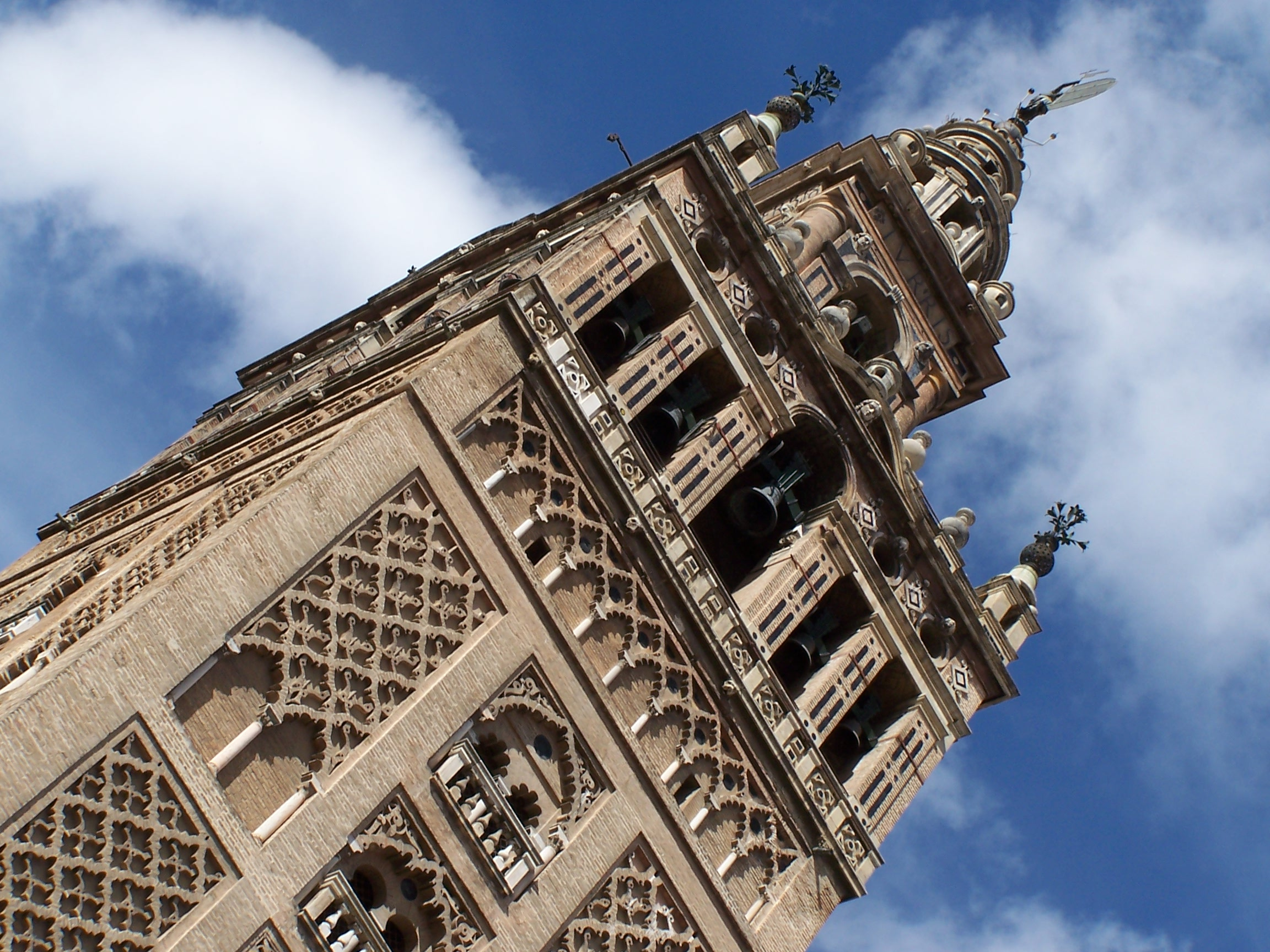
Вежа Хіральда, пристосована під дзвіницю (стиль мудехар), Севілья

## Доба Відродження (15-16 ст.)
Початок доби Відродження пов'язують з 2-ю половиною 15 століття. Іспанія прийшла до неї з запізненням в порівнянні з найрозвиненішими країнами Європи — Нідерландами та Італією. На відміну від Італії, залишки античних споруд та антична скульптура, античні форми як такі, не мали впливу на мистецтво країни. Показовим було, наприклад, зображення Геракла не оголеного, а як середньовічного лицаря в обладунках. З античним героєм його пов'язувало лише ім'я. В порівнянні з Нідерландами чи Італією Іспанія не дала значних фігур в живопису Відродження на кшталт Мазаччо, Доменіко Гірляндайо, Сандро Боттічеллі, Джорджоне, Джованні Белліні, хоча регіональні мистецьки центри Арагону, Каталонії, Валенсії тяжіли до мистецтва Італії, а Кастилія — до мистецтва Нідерландів.
З затриманням приходили до Іспанії і зразки ренесансної архітектури. Для побудови катедрального собору в Севільї в 15 ст. зруйнували арабську мечеть. Новий собор планували звести на її площі, відразу наголосивши про велетенський масштаб споруди. При будівництві, однак, звернулися не до ренесансних зразків Риму, а до звичної для іспанців готики. Навіть ренесансний купол над середхрестям собору, що обвалився у 1511 (ще живі Браманте, Рафаель Санті, Бальдассаре Перуцци) відновили не куполом, а пласким готичним склепінням, збереженим донині.
До найкращих зразків ренесансної архітектури в Іспанії відносять палац Карла V в Альгамбрі (архітектор Педро Мачука) та собор Успіння в місті Вальядолід (архітектор Хуан де Еррера), які на століття залишилися недобудованими. До того ж, їх архітектура мала вже риси маньєризму та ранішнього бароко, значно відходячи від гармонійних рішень зразків Італії.

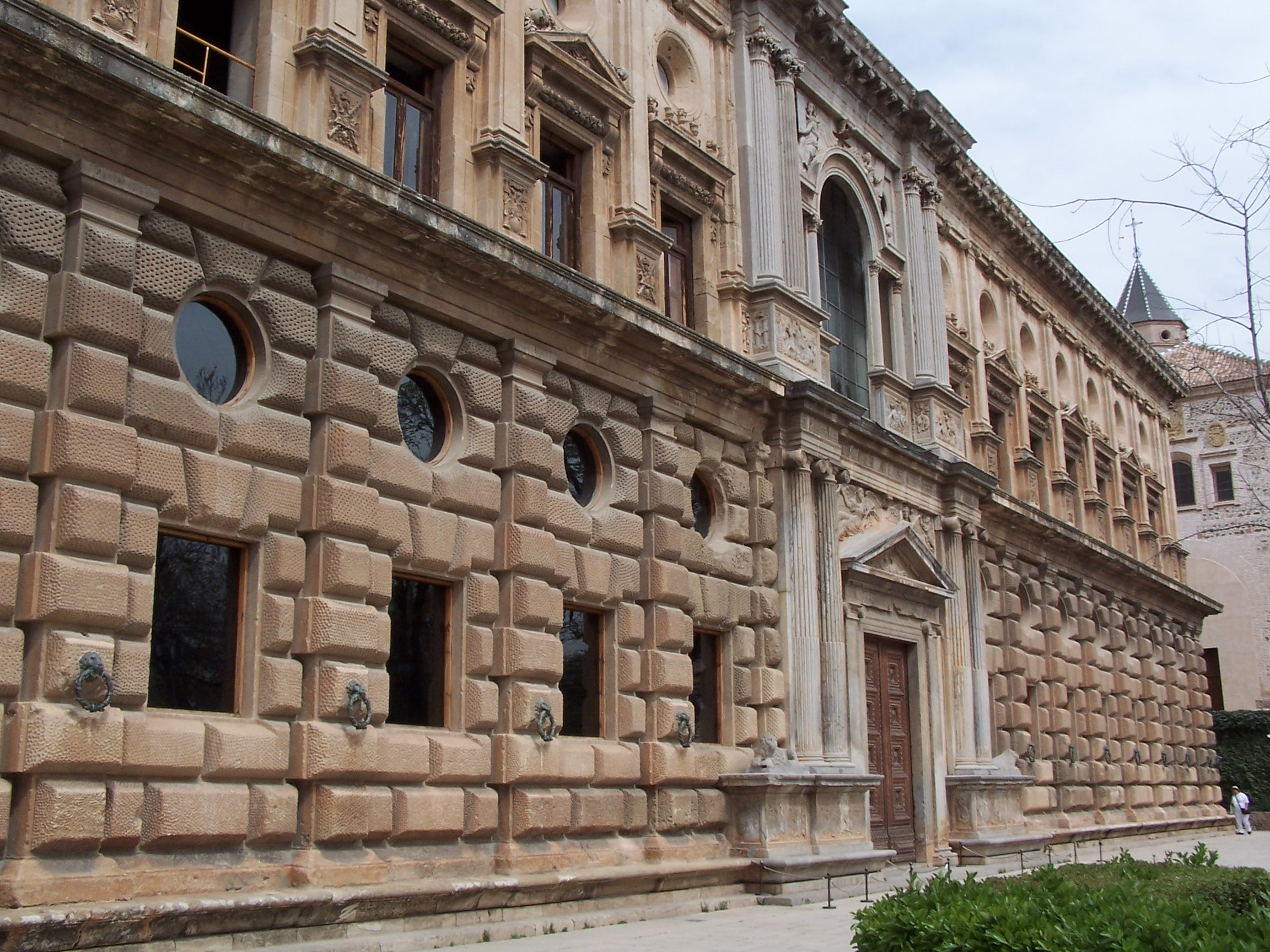
Палац Карла V
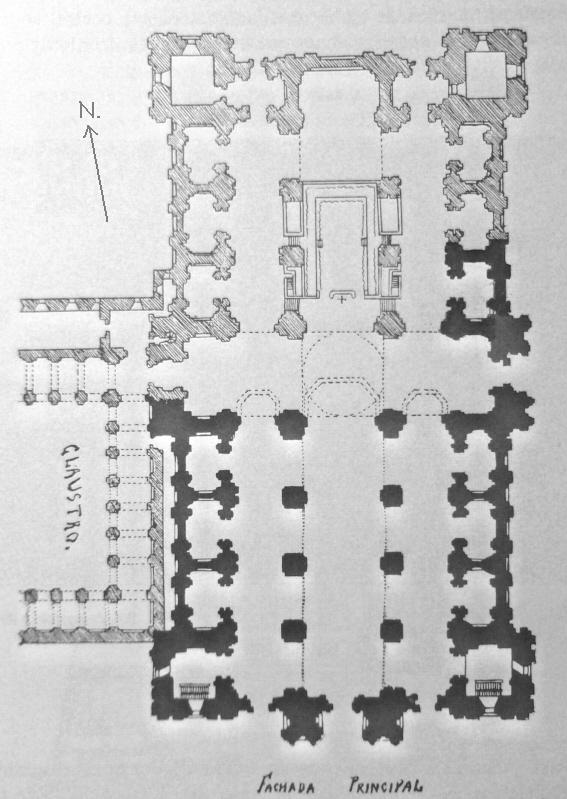
План собору Успіння, Вальядолід, чорним показані побудовані частини.
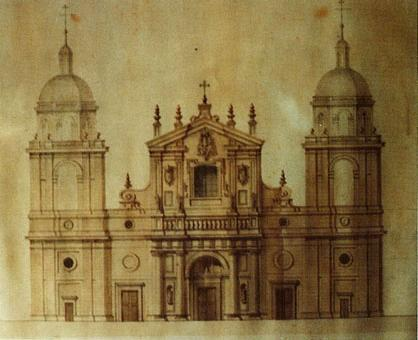
Ескіз, головний фасад собору Успіння (недобудований)
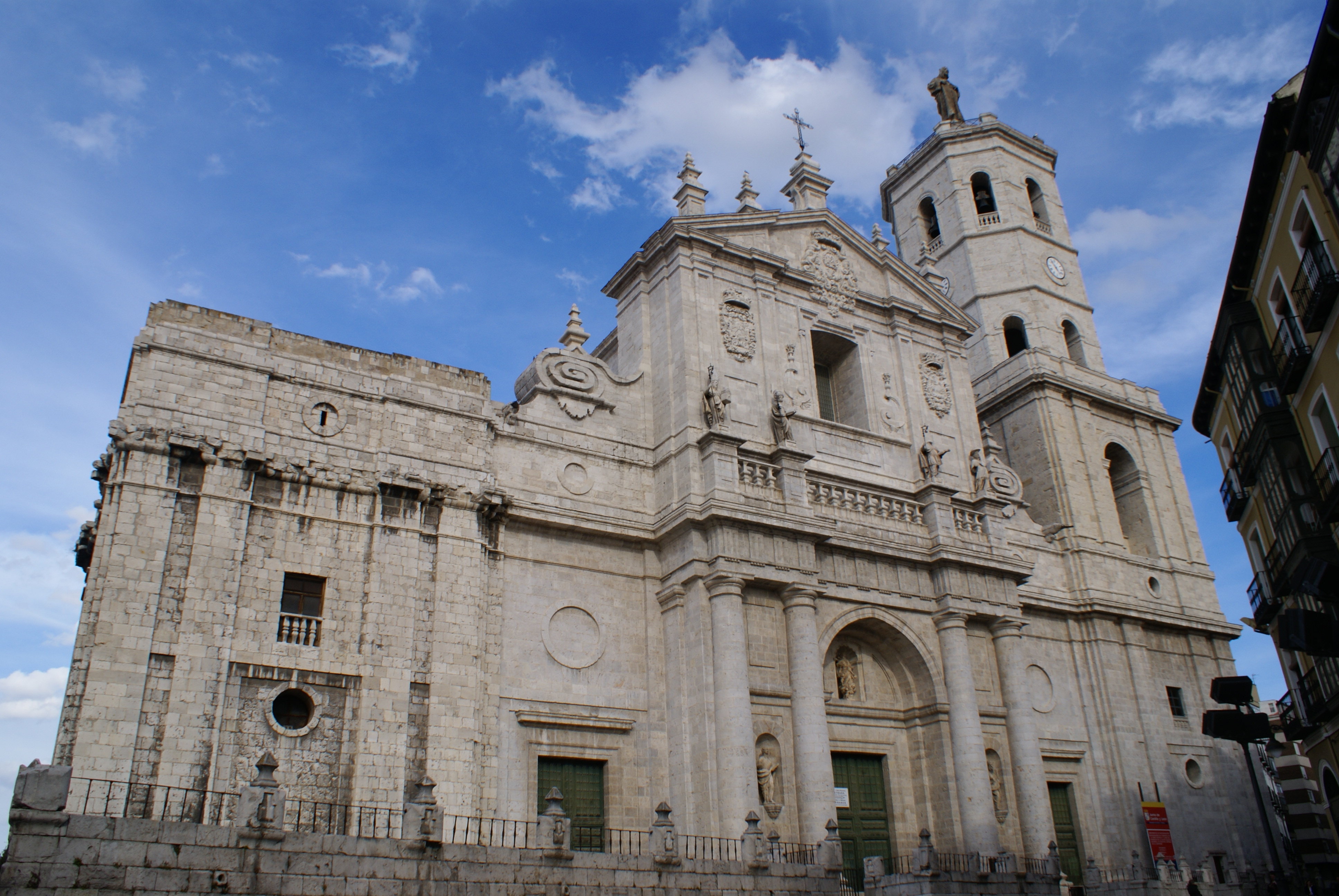
Собор Успіння, Вальядолід
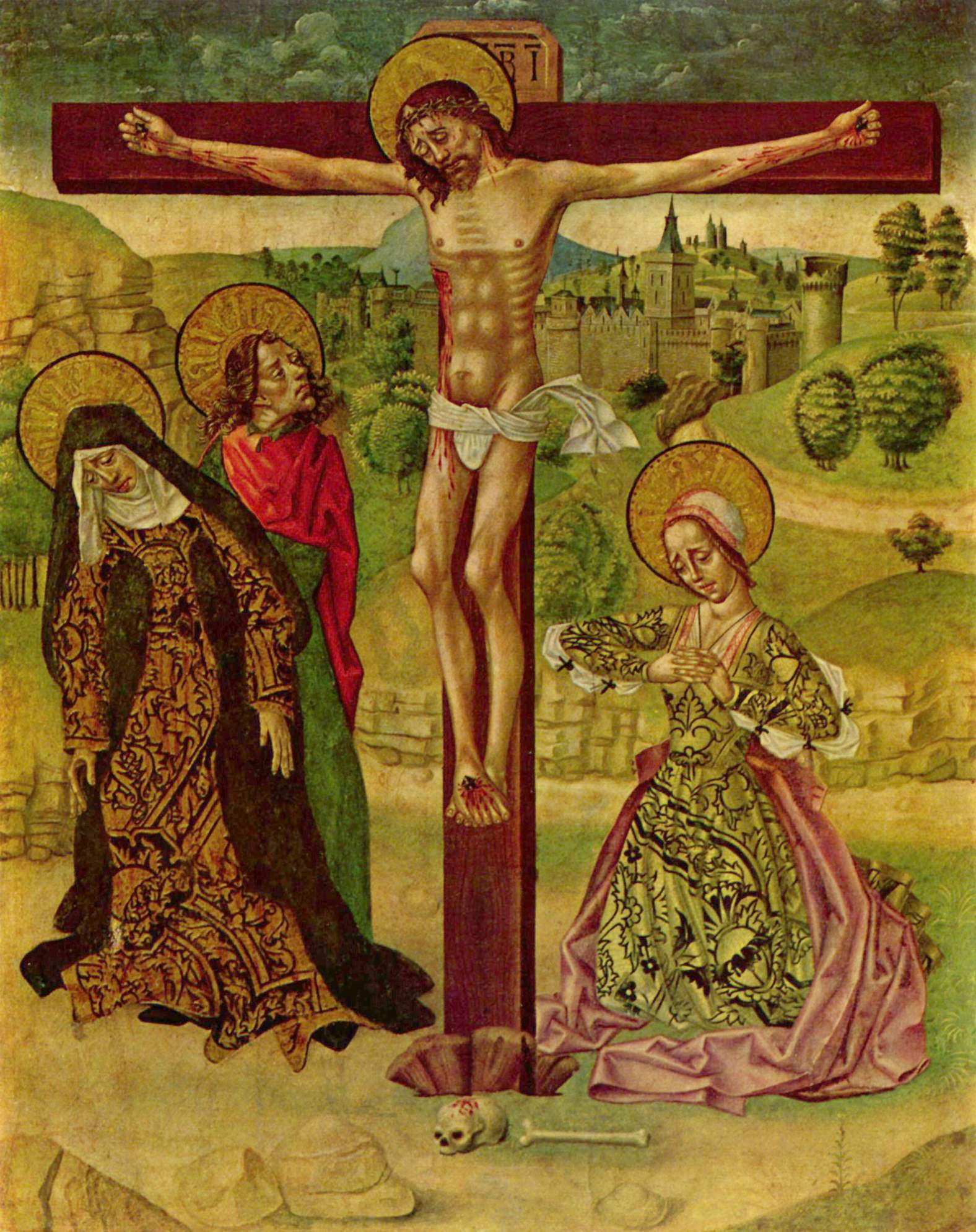
Невідомий майстер з Іспанії нінця 15 ст. «Голгофа», бл. 1500 р.,Музей образотворчих мистецтв (Будапешт)
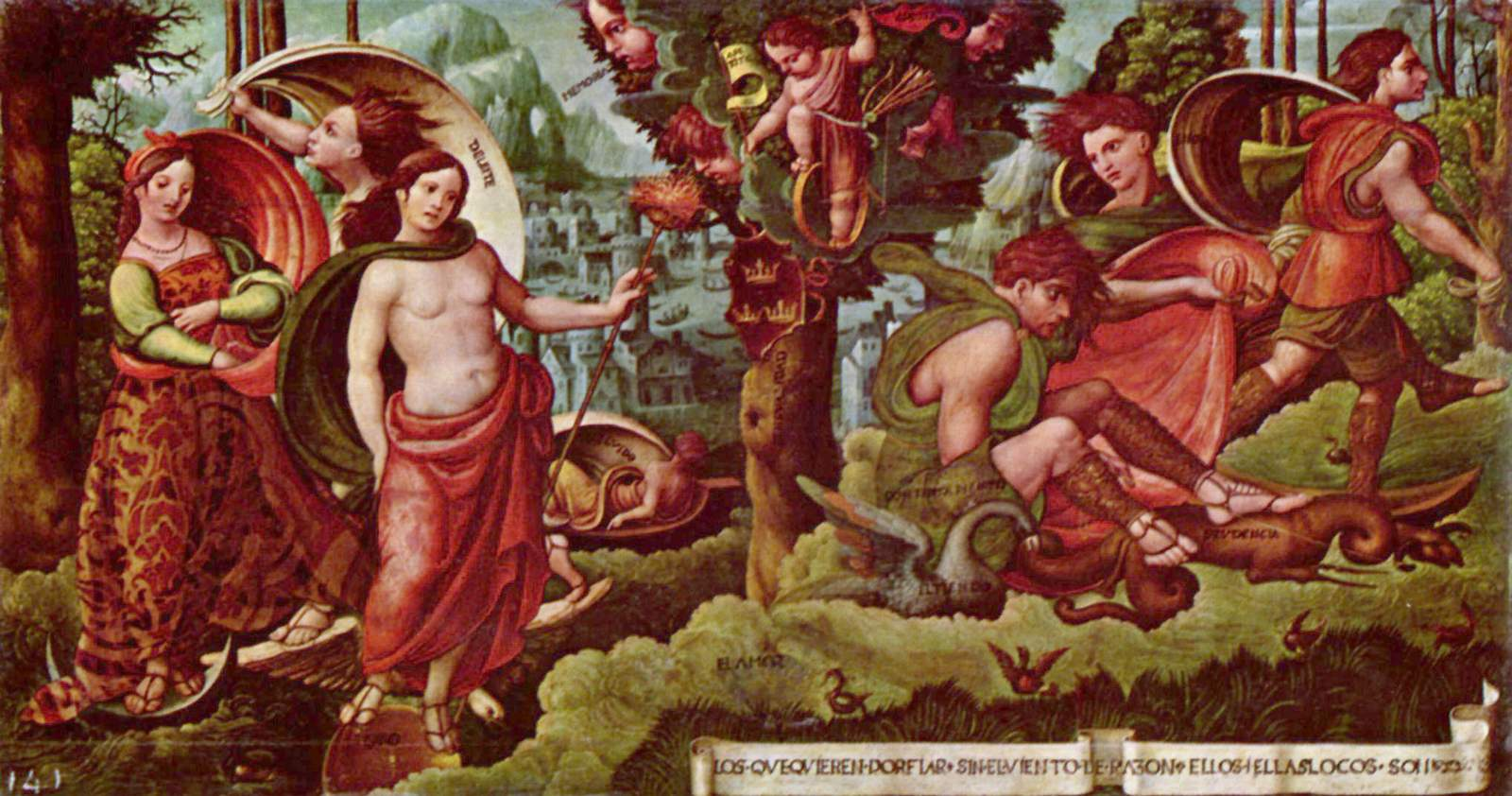
Майстер з Алсіри. «Алегорія», бл 1560 р.,Музей образотворчих мистецтв (Будапешт)
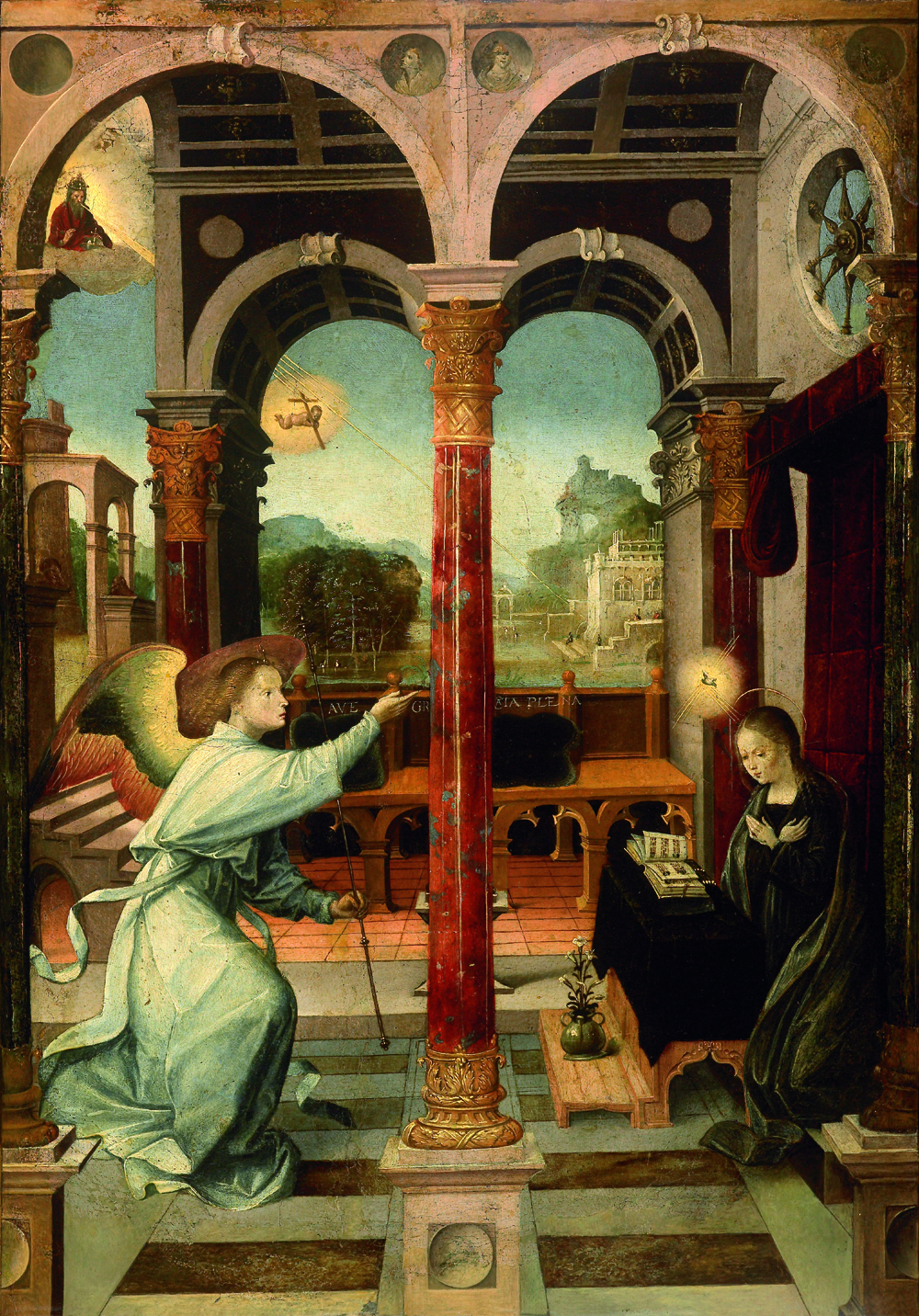
Алехо Фернандес. «Благовіщення», 1508, Музей красних мистецтв, Севілья
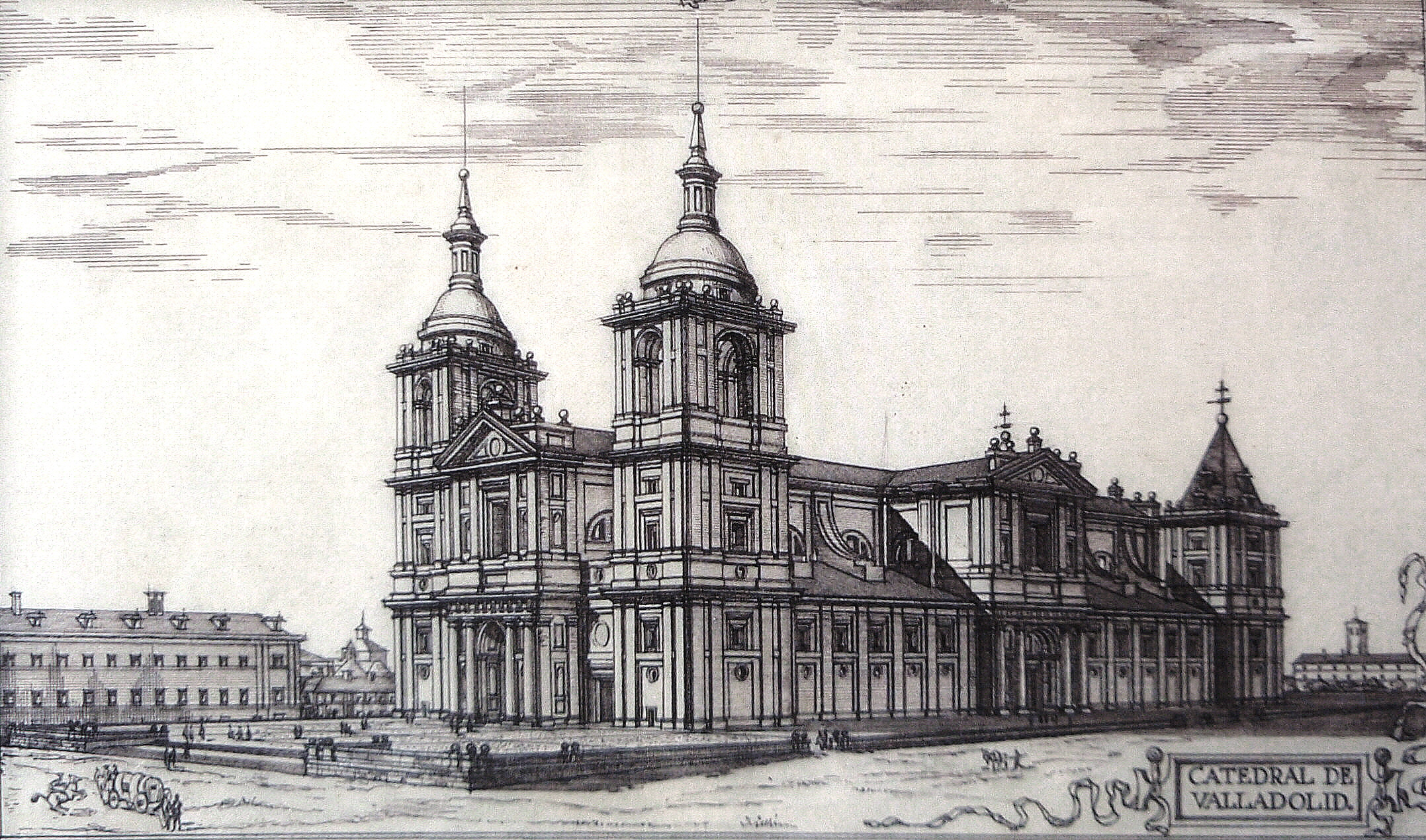
Арх. Хуан де Еррера. Проект собору Успіння, залишився недобудованим, Вальядолід
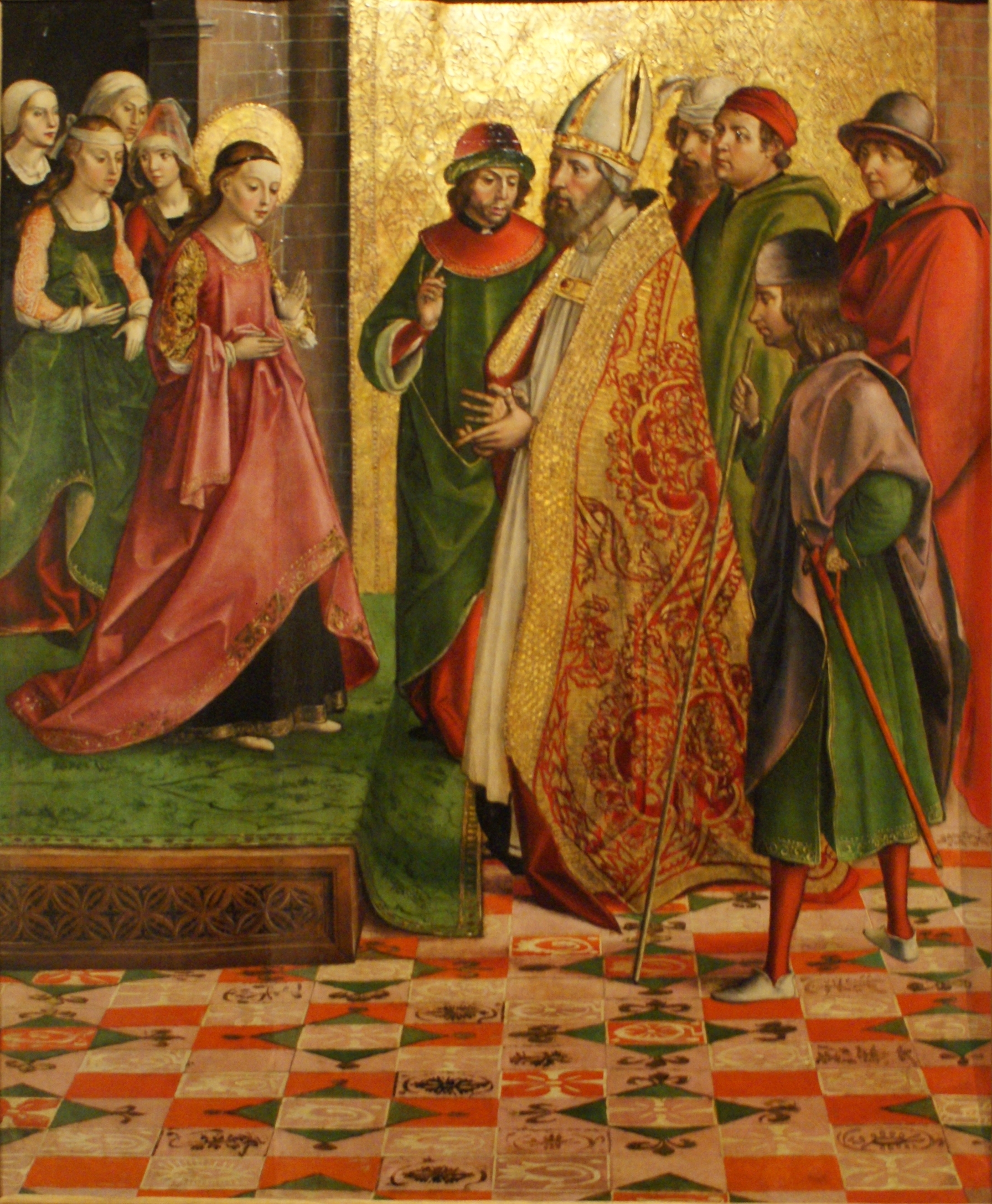
Худ. Педро Берругете, зразок живопису, 1490

## Маньєризм

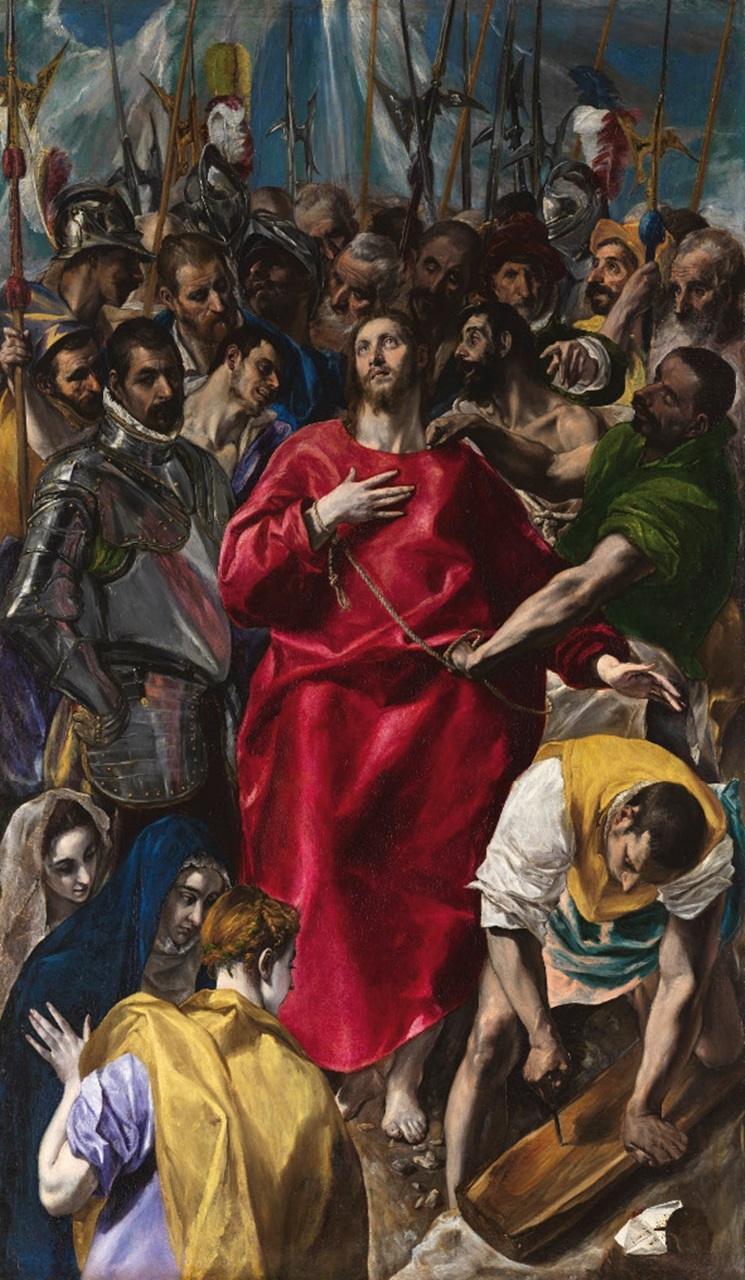
Вівтарний образ «Есполіо» або « Ганебне роздягання Христа перед стратою», сакрістія катедрального собору в Толедо, 1579 р.

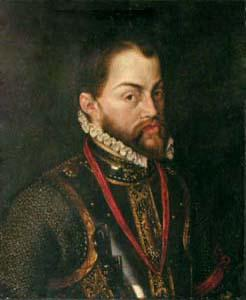
Філіп II

Важливе місце в мистецтві Іспанії 16 століття посів не Ренесанс (короткий за терміном, мало підтриманий місцевою культурою і не перейшовший у фазу Високого Відродження, як в Італії), а маньєризм. В Іспанії сформувалося декілька центрів маньєризму, серед яких Бадахос, Толедо, Мадрид та Ескоріал. Найбільший вплив стиль мав на іспанську архітектуру та живопис і розвивався під впливом зразків маньєризму з папського Риму.
Найзначніший центр іспанського маньєризму склався в Ескоріалі, могутньо підтриманий іспанським королем Філіпом II. Химерна ідея створити величний храм і «палац для Бога» та (при ньому) хижку для короля стала втіленням доби деспотизму, релігійного фанатизму, епохи «початку кінця». Цей комплекс водночас уособлював:
- Монастир Сан Лоренцо
- місце усамітнення Філіпа II та свідоцтво його благочестя
- іспанський аналог біблійного храму Соломона в Єрусалимі
- усипальню іспанських монархів по заповіту батька (Карла V)
- символ абсолютної влади короля
- палацик — хижка для Філіпа II, адже перед християнським Богом нема князів, а є лише смертні паломники.

Філіп II Габсбург, якого ненавиділи за жорстокість і якого прозивали «демон південних країн», спрямував колосальні зусилля на побудову Ескоріалу. Були запрошені іспанські архітектори, що стажувалися в Римі (Хуан де Толедо, Хуан де Еррера). А для оздоб — справжній натовп другорядних італійських художників-маньєристів, серед яких:
- Лука Камб'язо або Лукето
- Пеллегріно Тібальді
- Федеріко Цуккаро
- Ромуло Чінчінато
- Бартоломе Кардуччі
- Нікколо Гранелло
- Фабріціо Кастелло.

Але головними, найталановитішими, ключовими особами іспанського маньєризму були не вони, а іспанець Луїс де Моралес з Бадахосу та Ель Греко, що оселився в місті Толедо. Обидва не були залучені до робіт в Ескоріалі, хоча спробу мати замови від короля Ель Греко зробив, але без успіху. Відсутність замов від короля на творчості Ель Греко не позначилась погано, а віддаленість від королівського тиску сприяла збереженню індивідуальності та яскравої художньої манери митця.

### Твори Моралеса

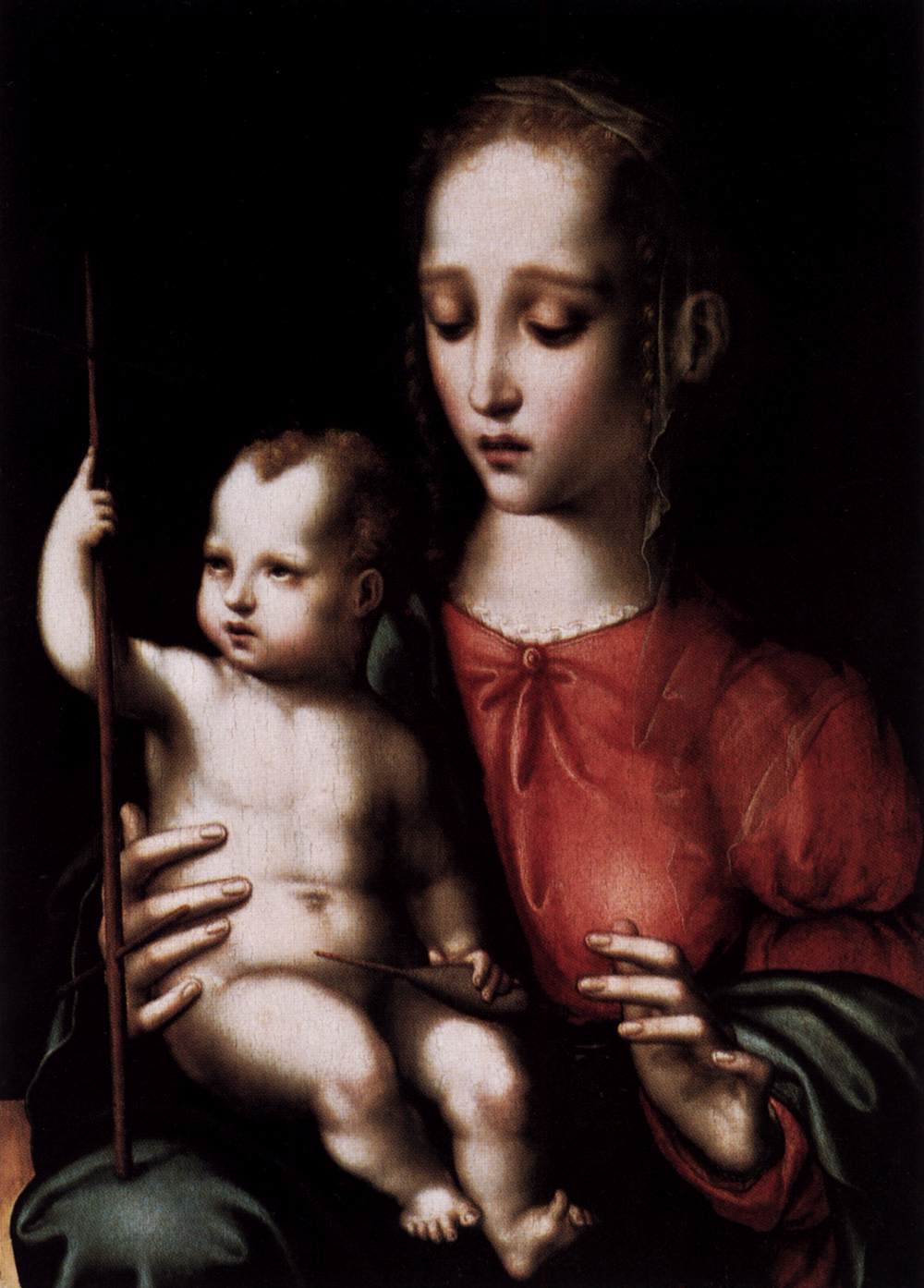
Мадонна з немовлям, Берлін
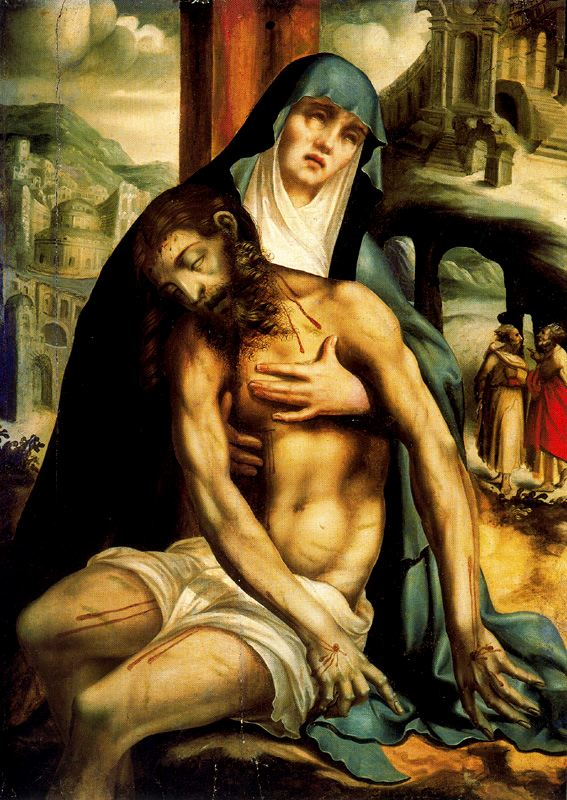
Оплакування Христа
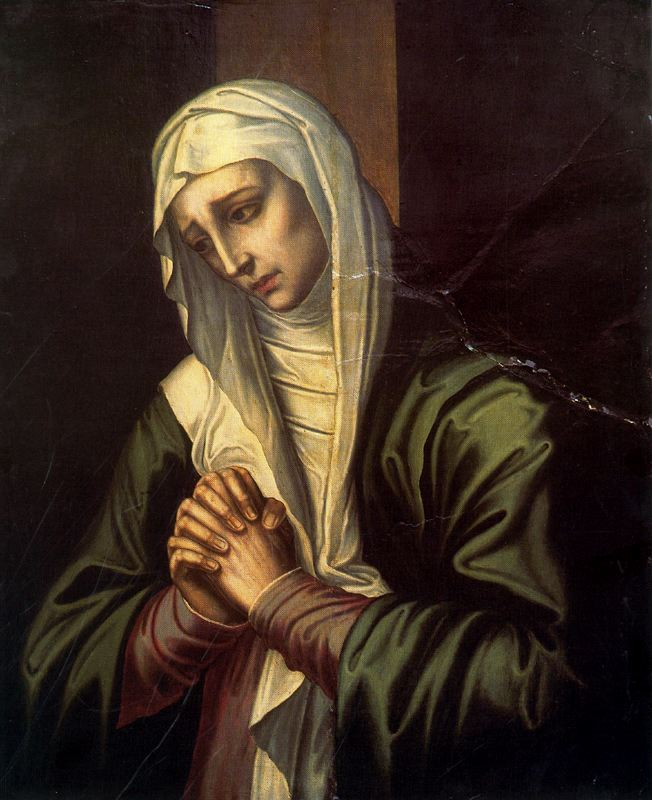
Скорботна Богоматір, Катедрал, Толедо
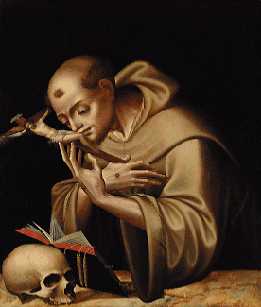
Франциск Асізький, Київ

### Твори Ель Греко

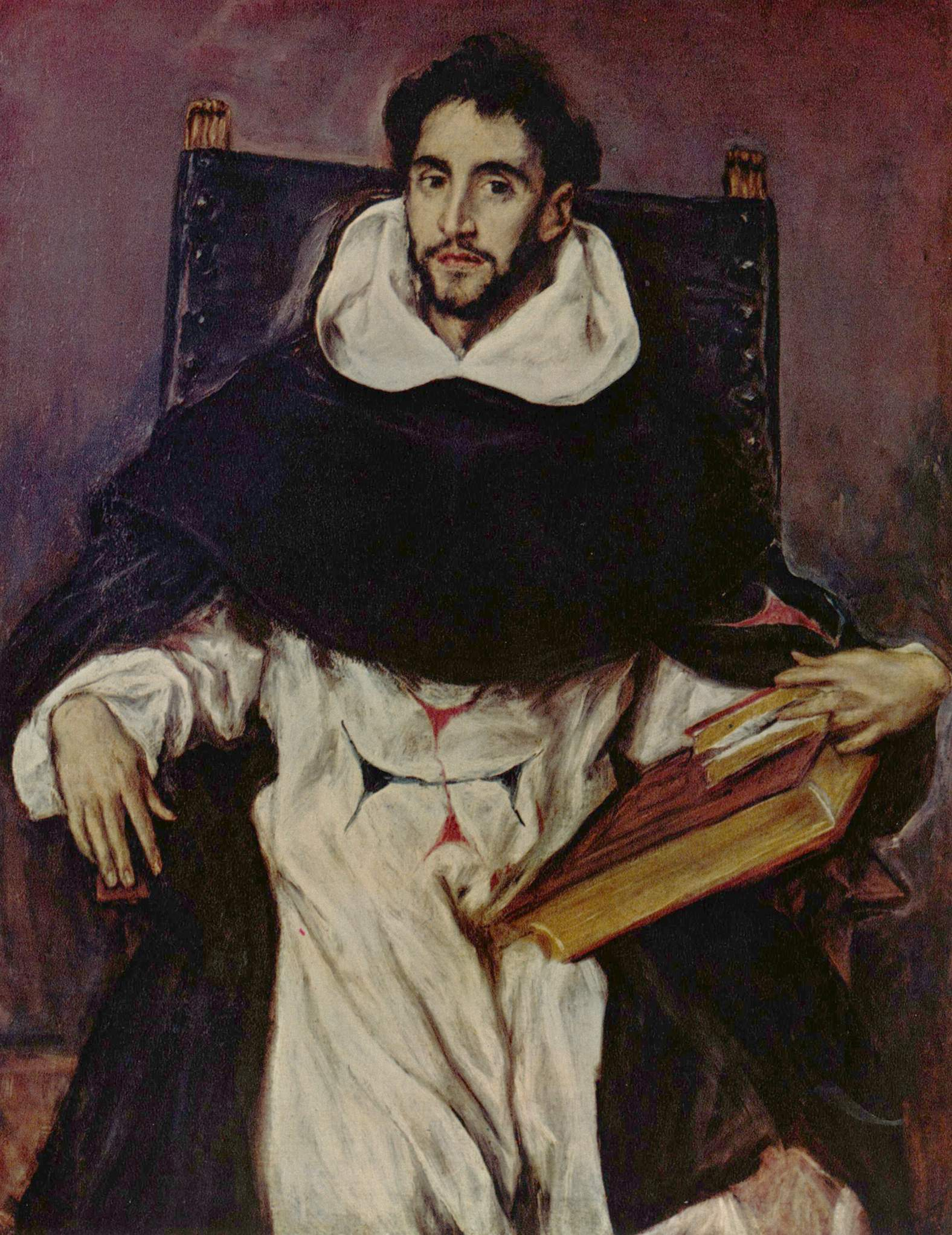
Портрет Паравісіно
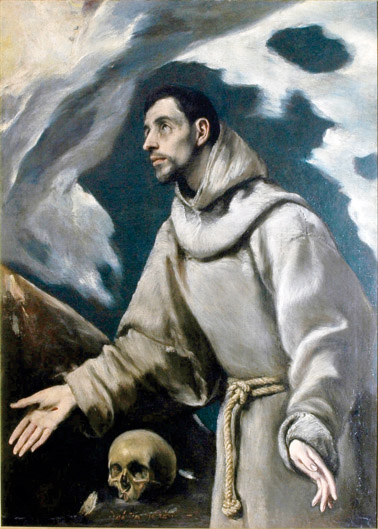
Страсті Святого Франциска, Польща
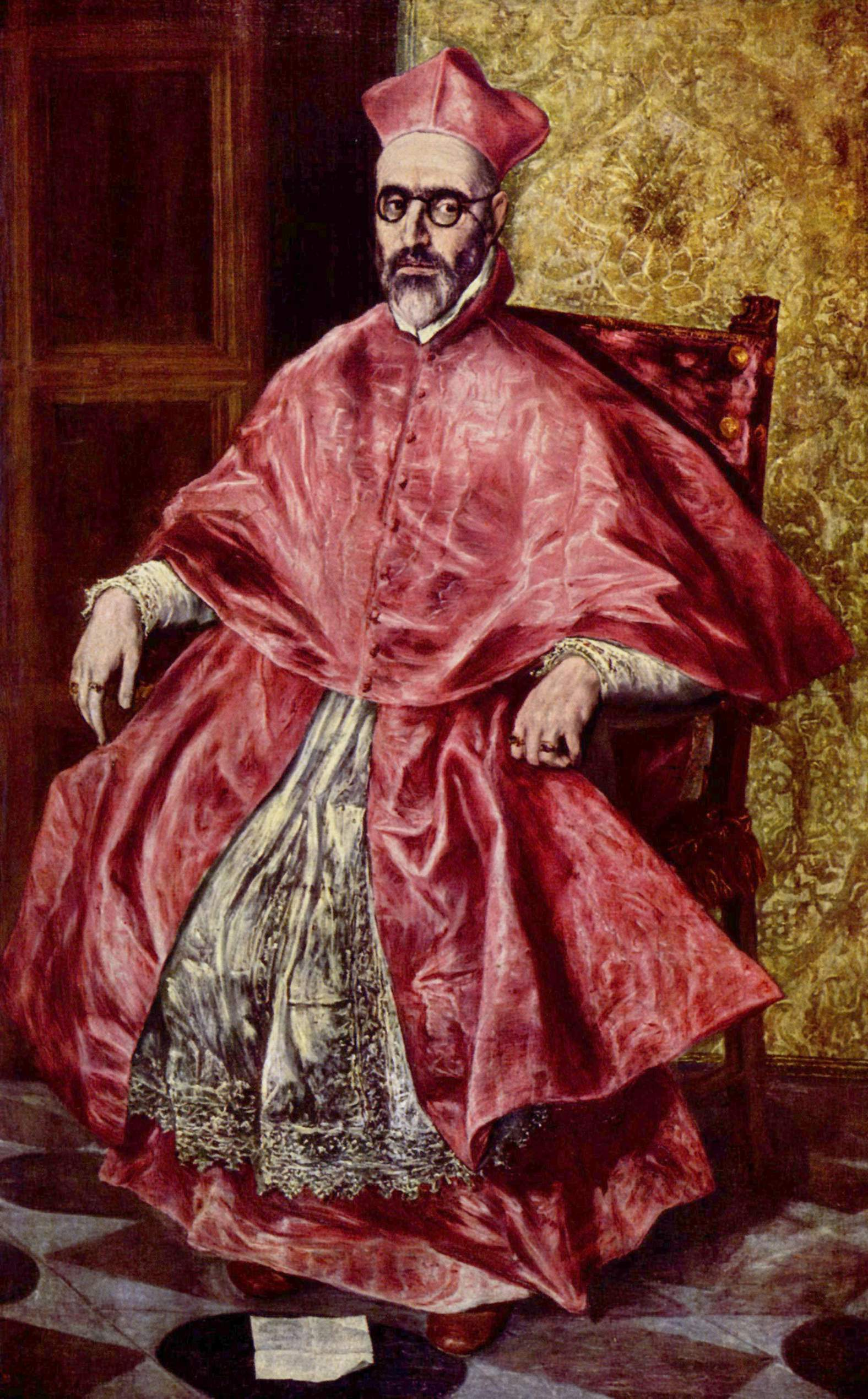
Портрет головного інквізітора дон Фернандо Нуньєс де Гевара
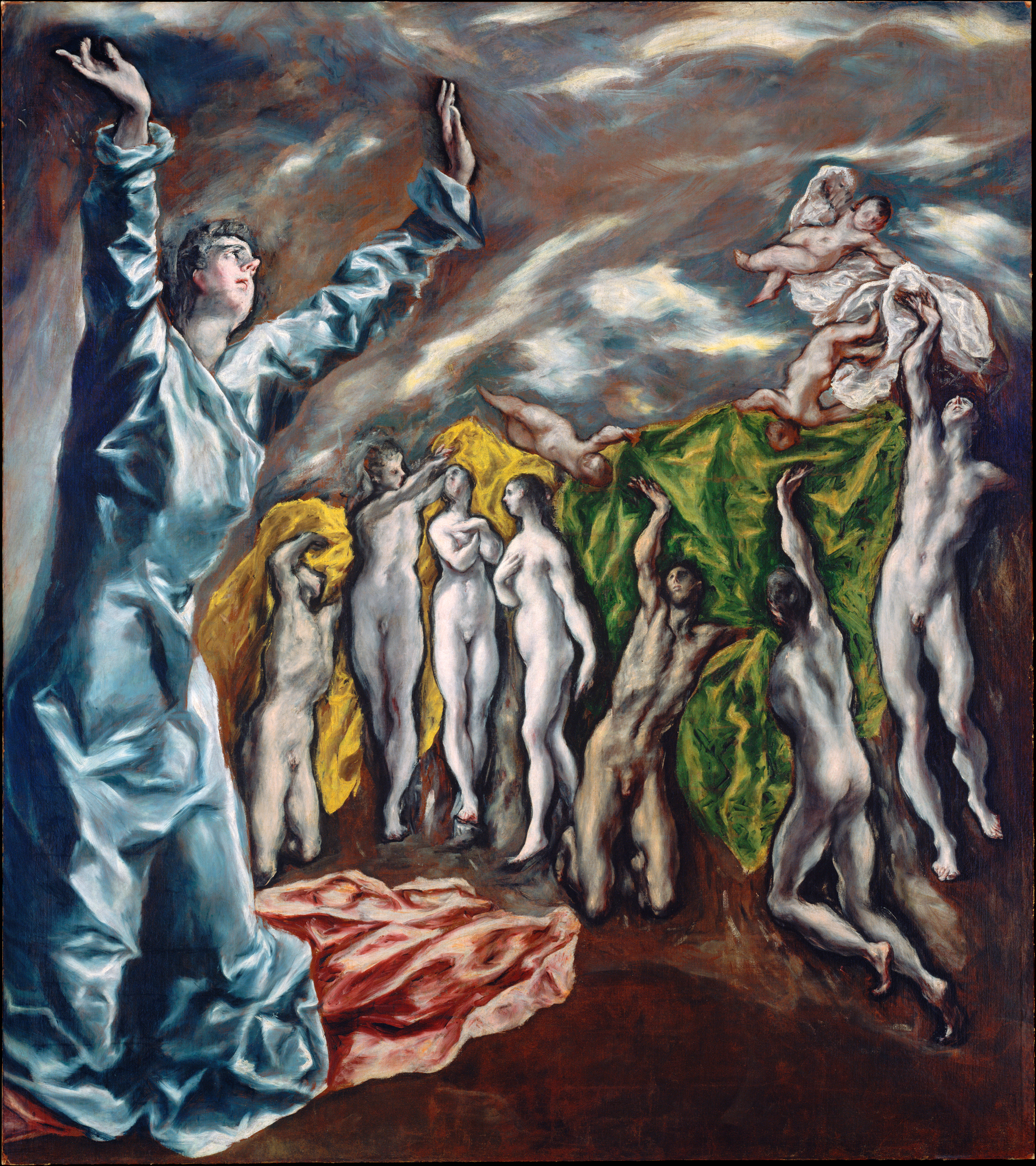
«Відкриття п'ятої печатки», (1608-1614)
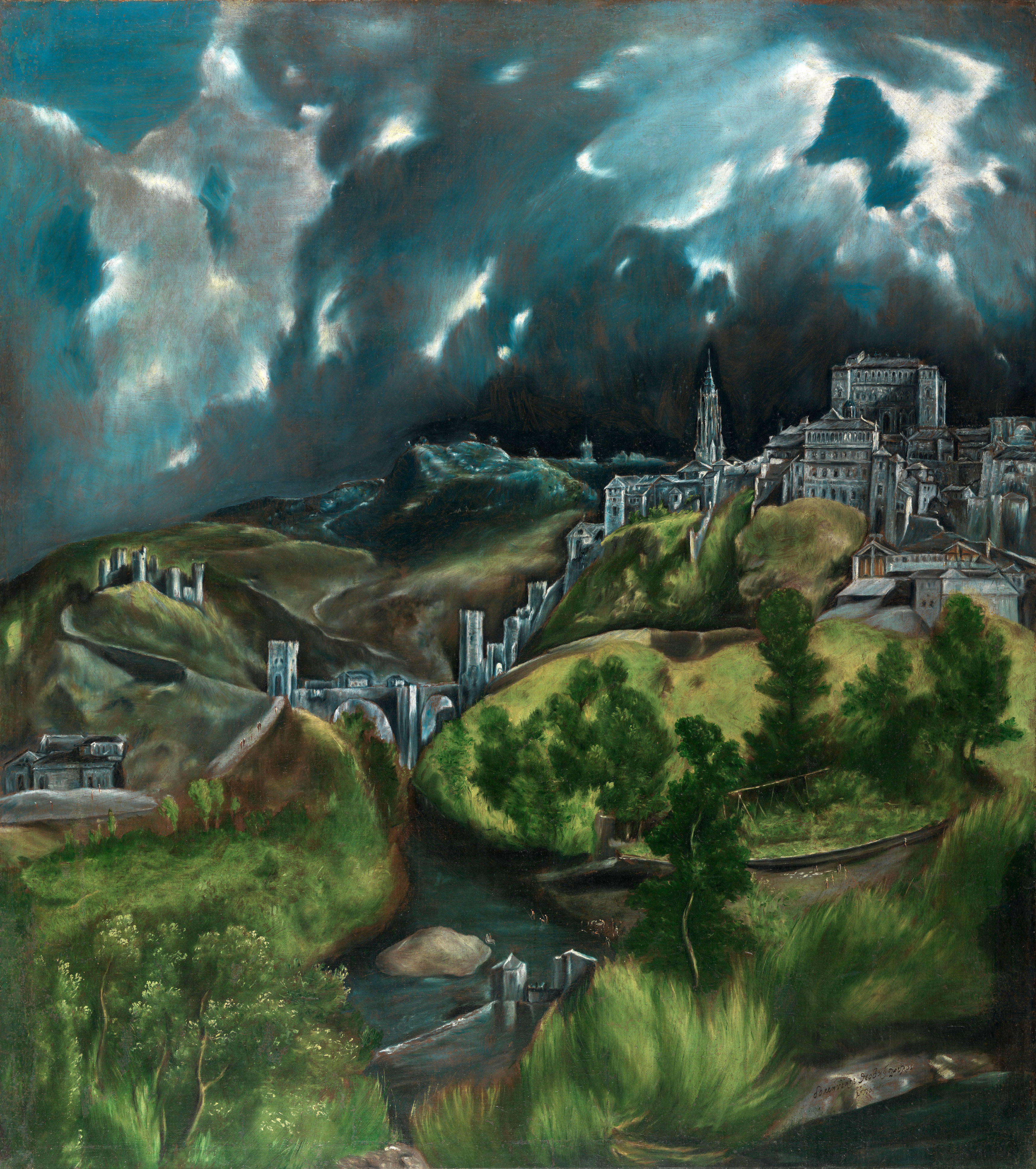
«Краєвид Толедо». 1604-1614. Музей мистецтва Метрополітен, Нью-Йорк
Лаокоон (Ель Греко)
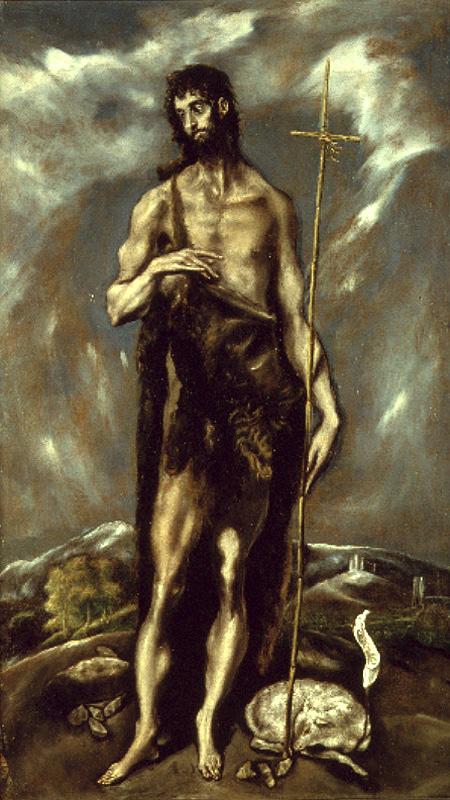
Іван Хреститель, 1605, Валенсія
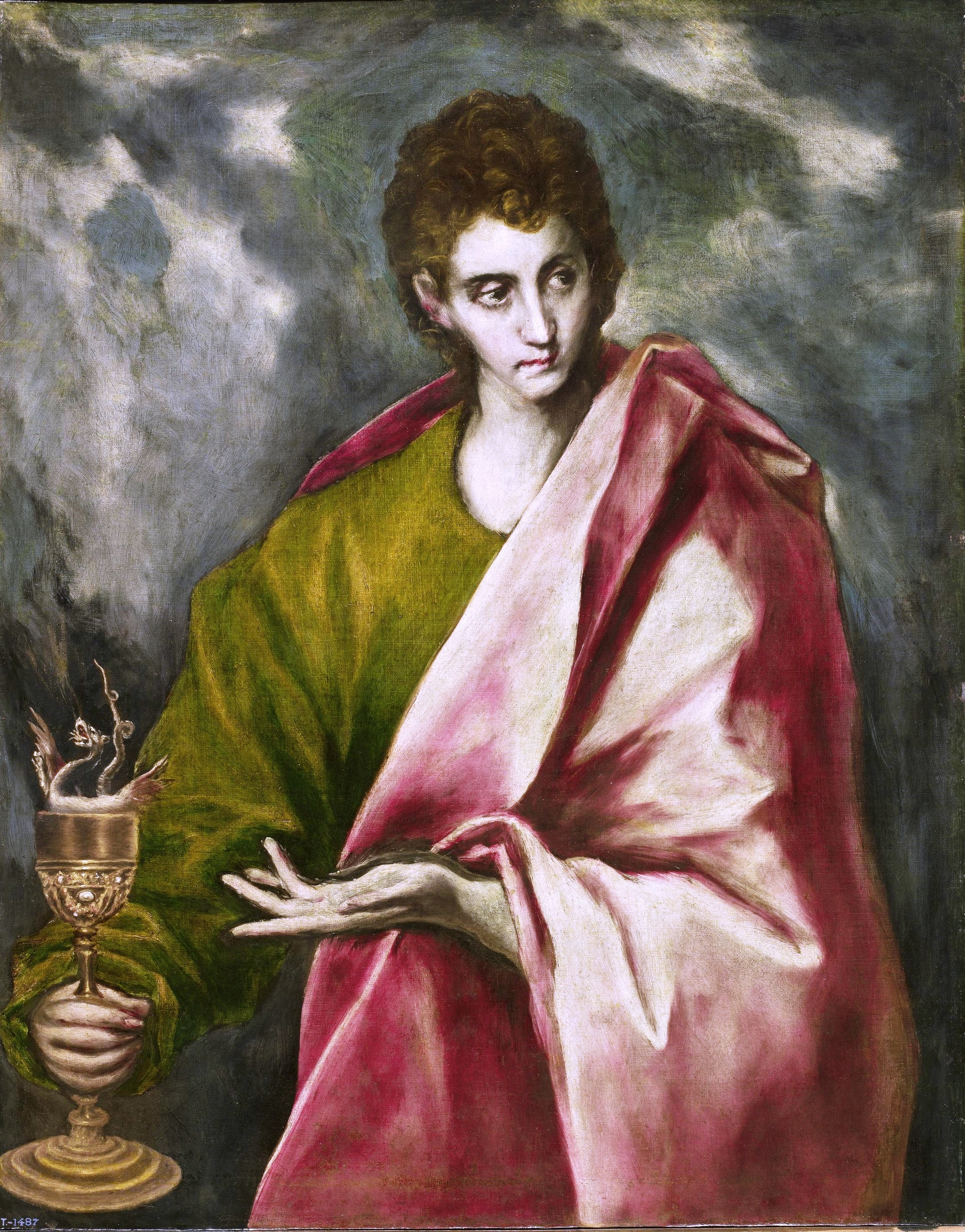
«Іоанн Євангеліст». Музей Прадо, Мадрид
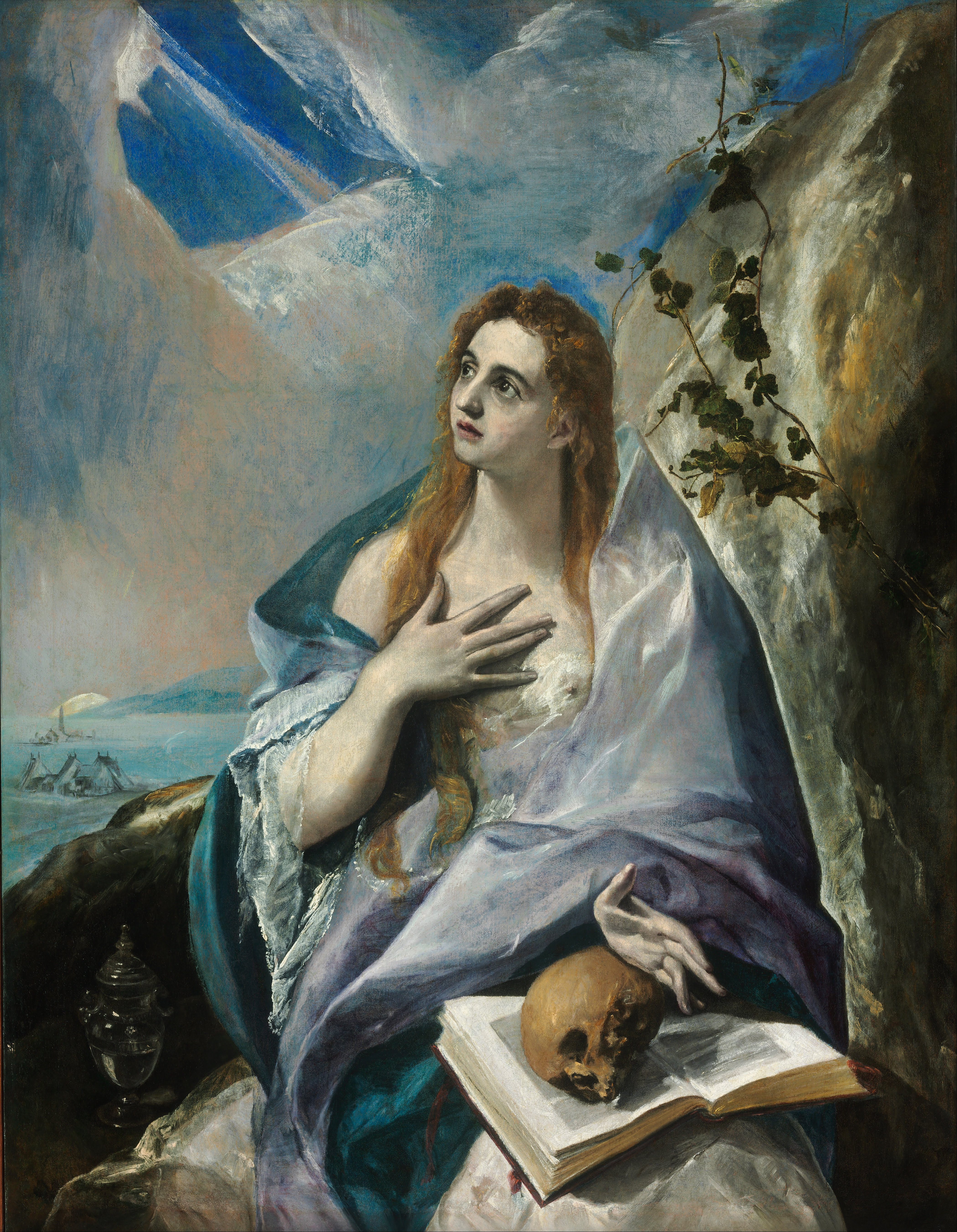
«Каяття Марії Магдалини». Ок. 1589. Музей витончених мистецтв, Будапешт
Апостоли Петро та Павло. Ермітаж
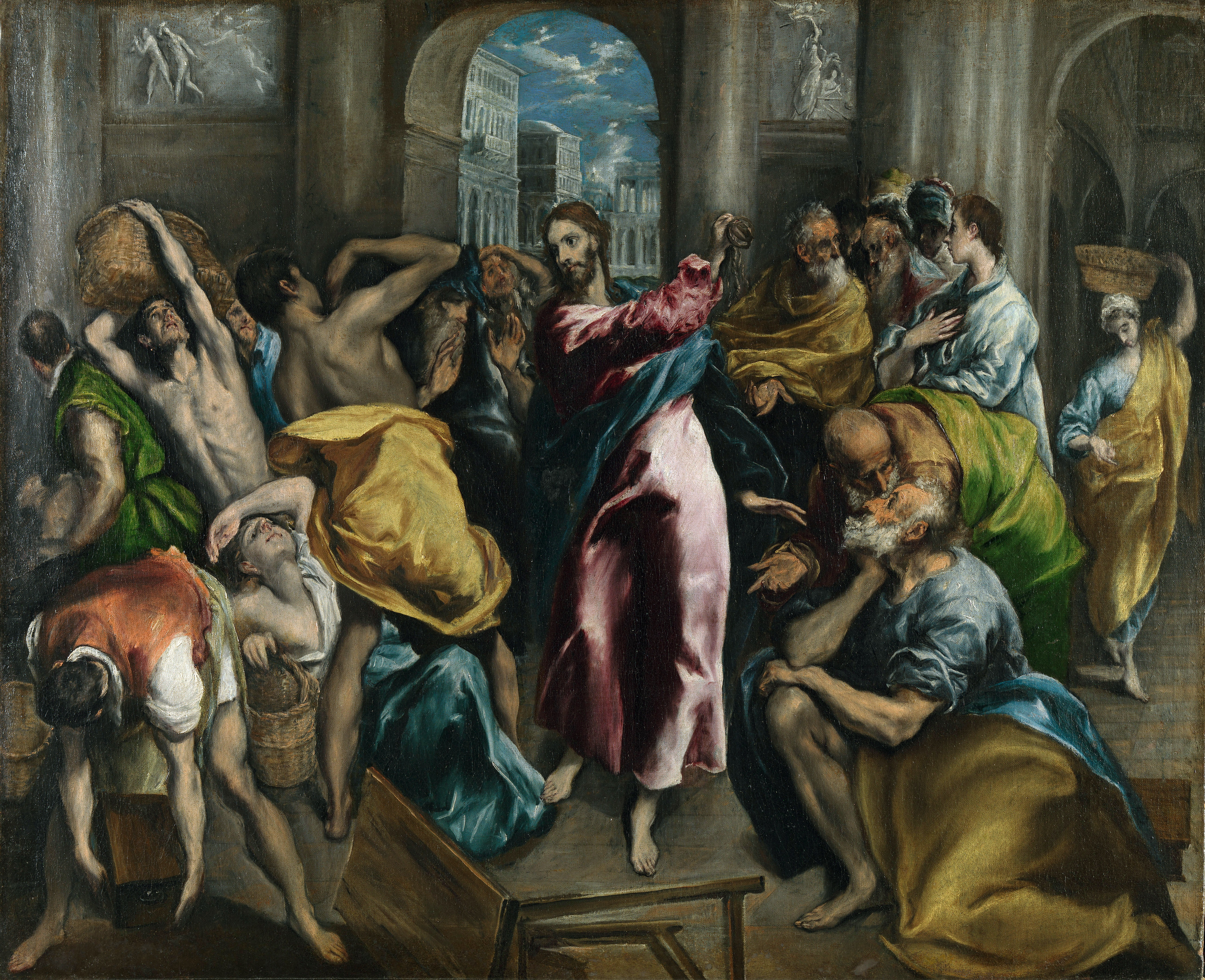
«Вигнання торгашів з храму»
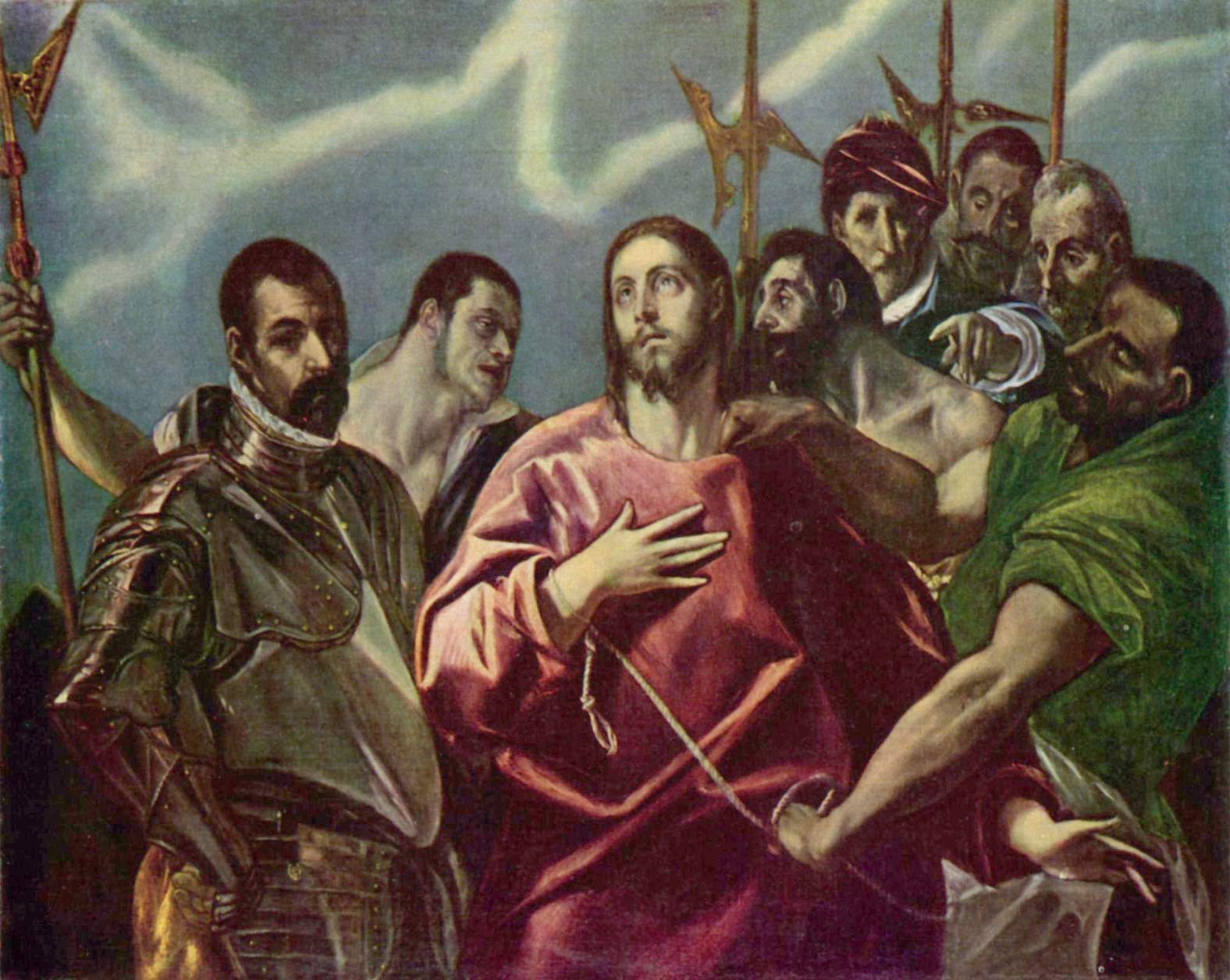
Ескіз до картини «Есполіо», тобто Ганебне роздягання Христа перед стратою
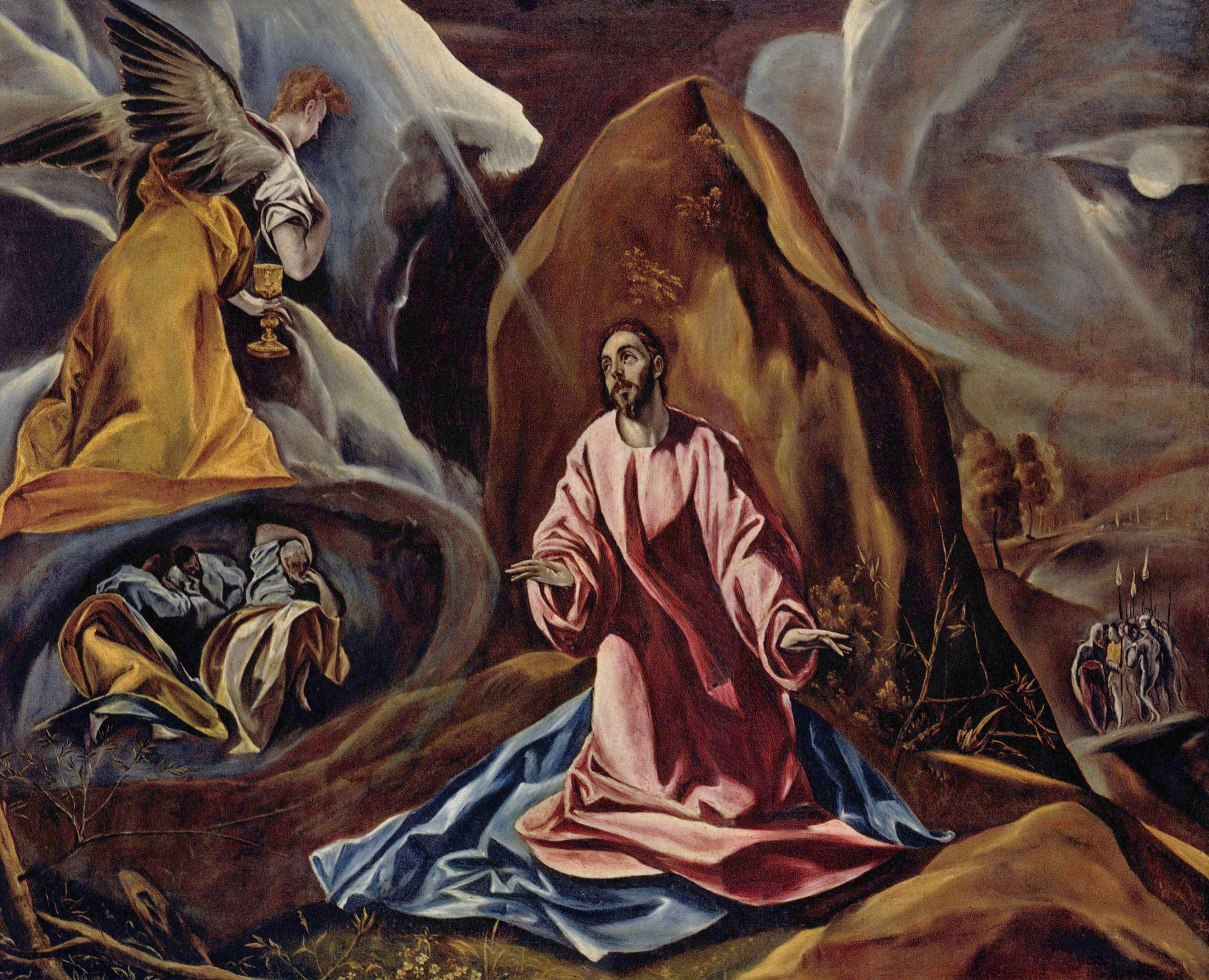
(Гетсиманський сад) або Моління про чашу (Ель Греко)

### Обрані твори маньєристів

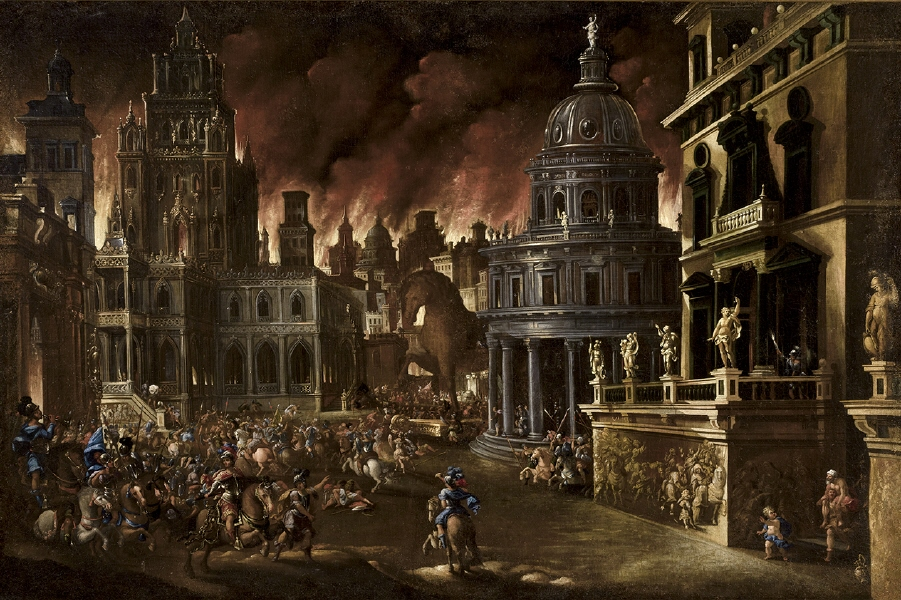
Франсіско Гутьєррес. «Спалення Трої», 1657 р. Севільський музей образотворчих мистецтв.

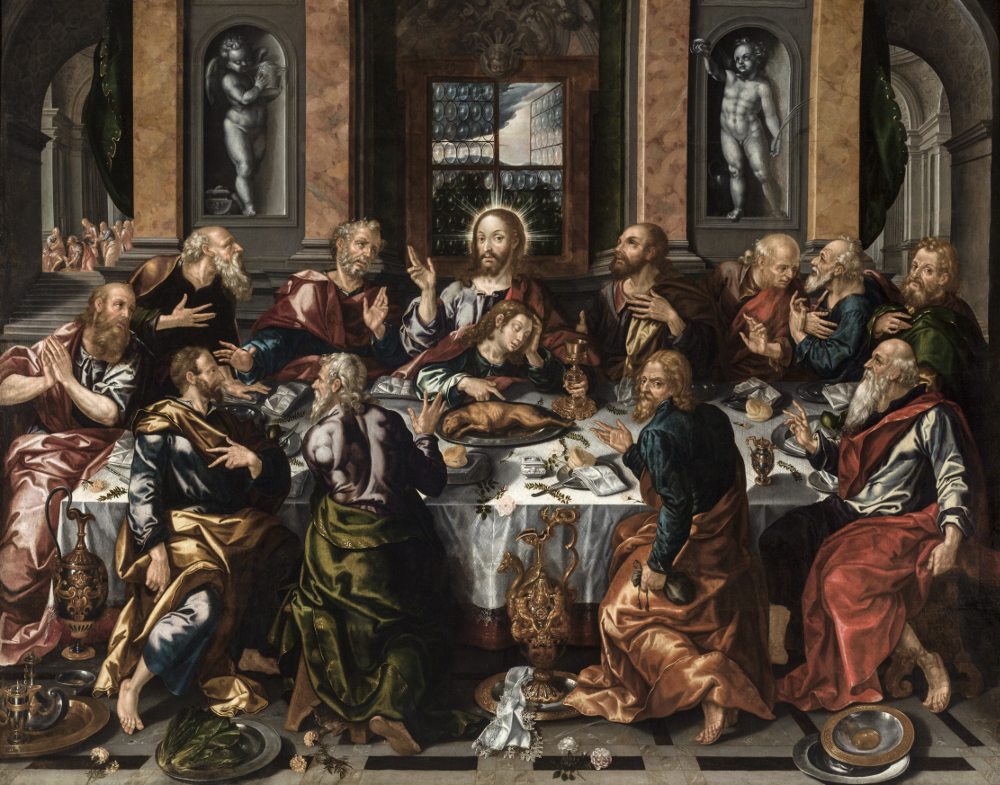
Алонсо Васкес. «Таємна вечеря», бл. 1588,Музей красних мистецтв (Севілья)
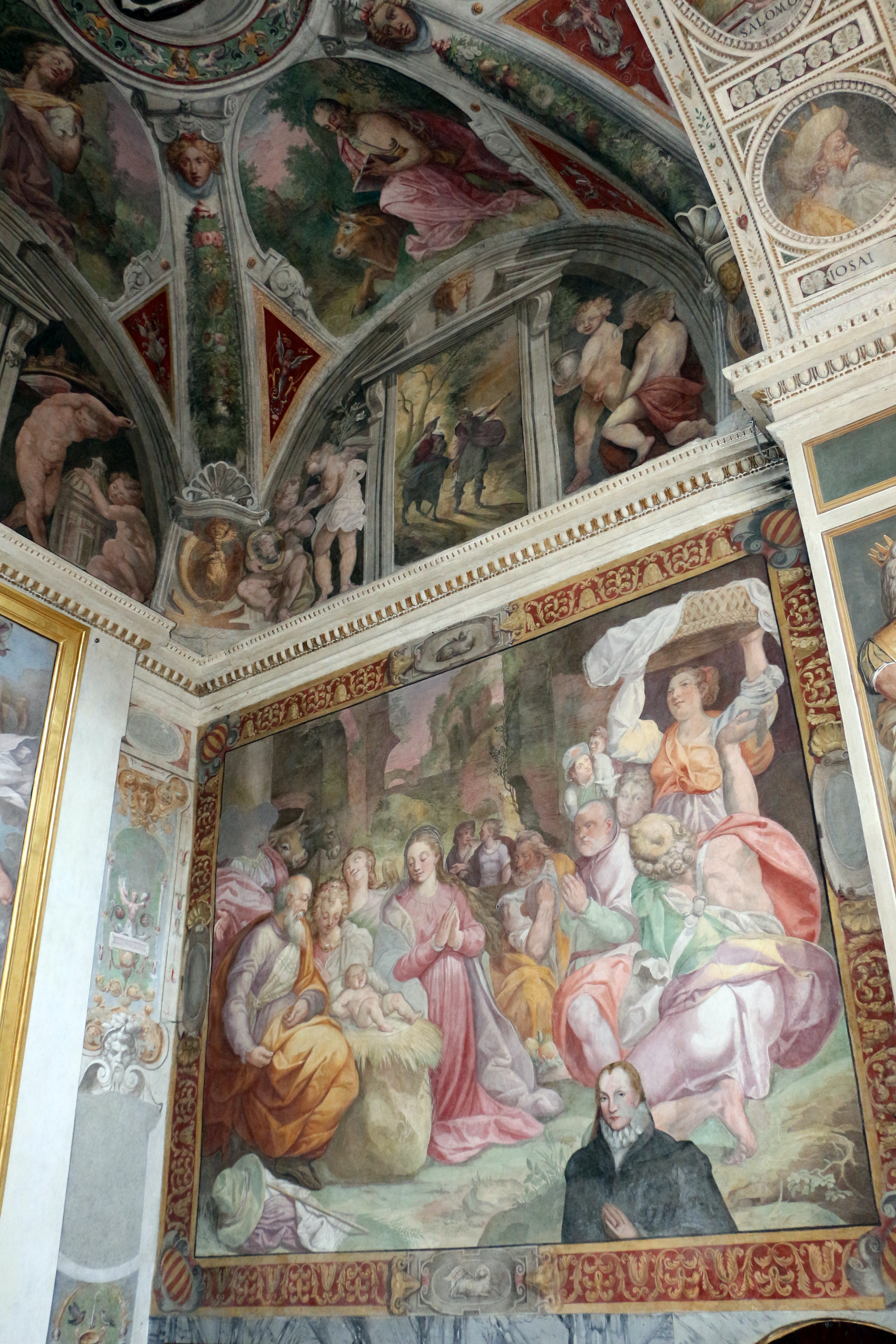
Пабло де Сеспедес та Чезаре Арбазія. Фрески в каплиці Депозишин (Житіє богородиці), до 1577, церква Триніті-дей-Монті, Рим
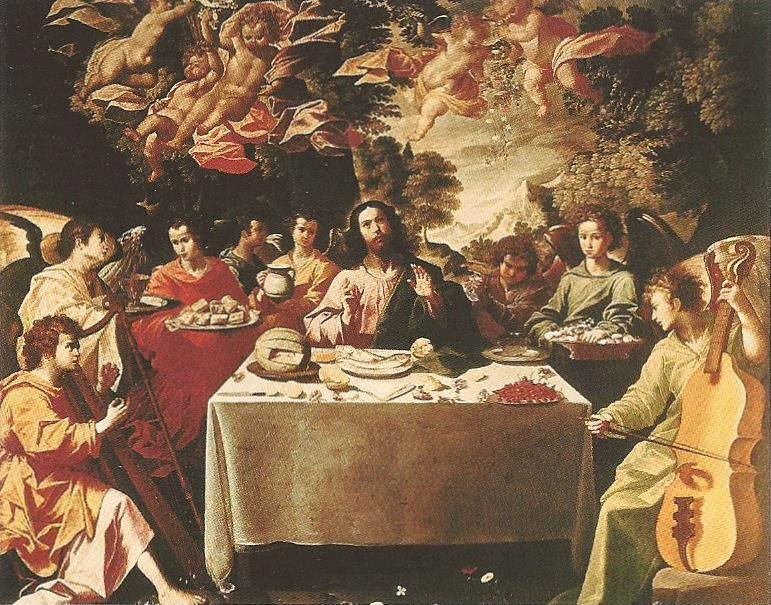
Пабло де Сеспедес. «Христос і янголи», Палац Орьєнте, Мадрид
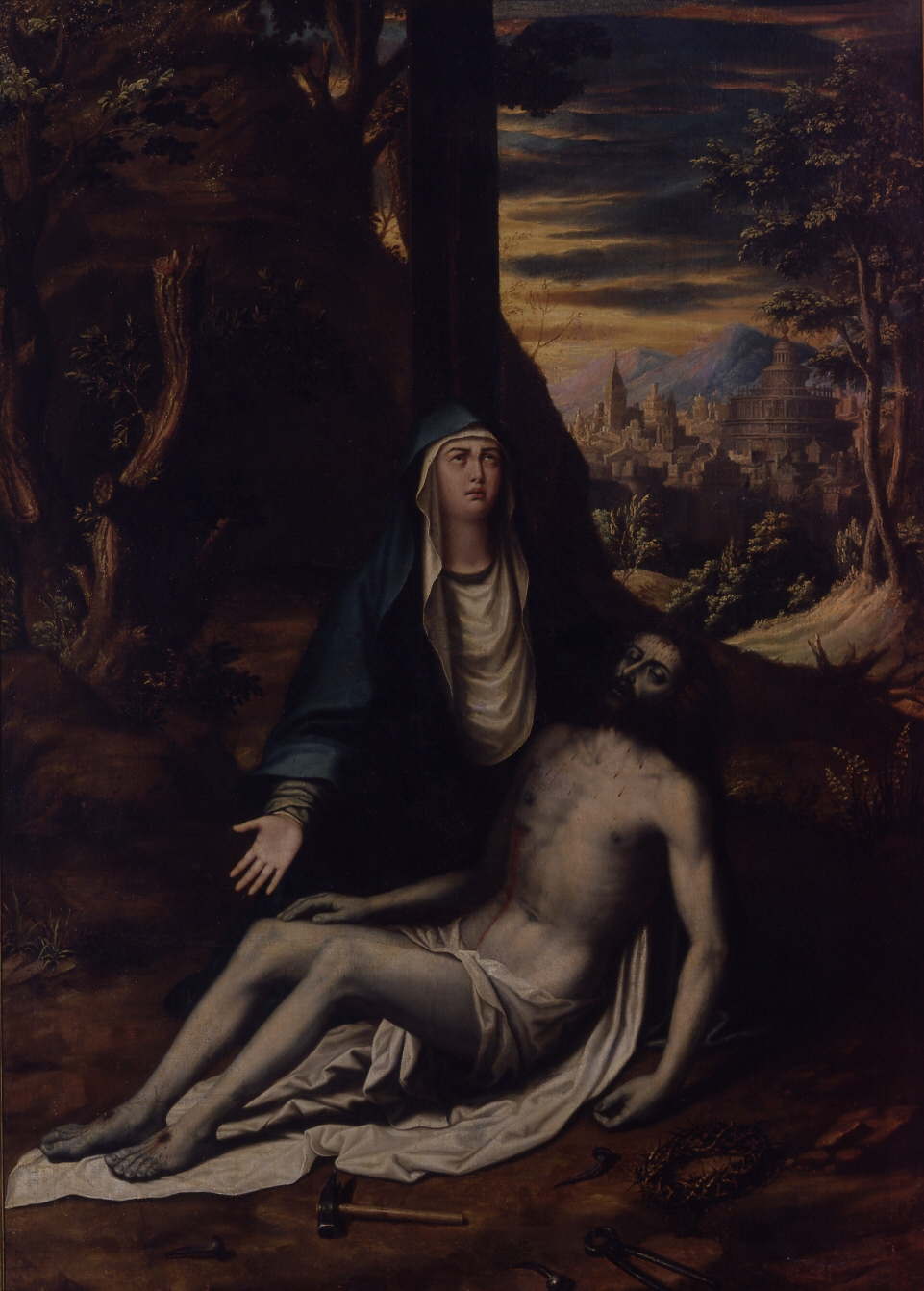
Хуан Санчес Котан. «Оплакування Христа»
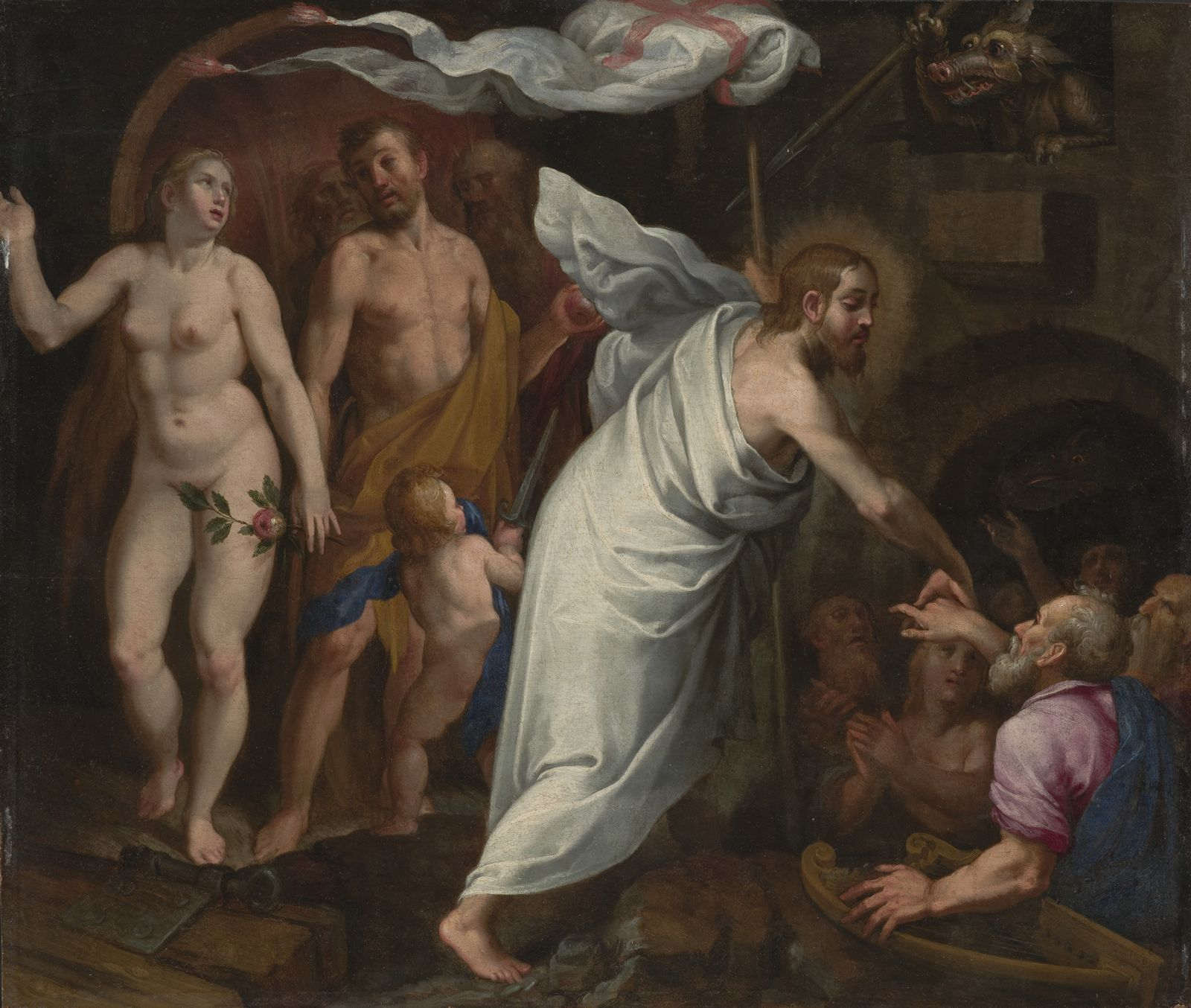
Пабло де Сеспедес. «Сшестя Христа у безодню», бл. 1600, Художній музей, Індіанаполіс

## Доба бароко
Бароко зародилось в Італії приблизно в середині 16 ст. і деякий час співіснувало з пізнім відродженням і маньєризмом. Саме цю стилістичну суміш і перенесли на Піренейський півострів гасторлюючі італійські майстри та майстри Іспанії, що стажувались в Римі. Переважно середньовічна на той час країна сприйняла і маньєризм, і раннє бароко як моду, як новітні віяння в культурі Італії. І маньєризм, і раннє бароко в Іспанії обслуговували перш за все королівський двір і вузьке коло вищої та освіченої аристократії, тобто носили аристократичний характер.
При іспанському королівському дворі працювала переважна більшість художників-заробітчан з Риму, Флоренції, Венеції (Лука Камб'язо, Пеллегріно Тібальді, Бартоломе Кардуччі, Нікколо Гранелло, Федеріко Цуккарі). Прихильності королівського двору первісно шукав і виученик Венеції Ель Греко, однак зазнав поразки і вимушено оселився в місті Толедо.
Практично тільки королівський двір обслуговують і архітектори (італійці і іспанці-стажори) носії новомодної у Іспанії стилістики. Серед архітекторів-іспанців вдалу кар'єру зробив Хуан де Еррера (1530—1597), що пізніше переробилося у його школу. Стилістику Еррери пов'язують з відродженням, хоча вона узяла більше від маньєризму і самостійних прагнень Еррери у бік холодної офіційності, суворої спрощеності, особливо помітної у спрощених фасадах монастирського комплексу Ескоріал. В 17 ст. архітектори Іспанії доклали чималих зусиль для подолання стилю ерререско (безорнаментального стилю) — у бік контрастності, більшої декоративності, що переходила у орнаментальну феєрію на окремих ділянках парадних фасадів (пишні портали іспанських монастирських шпиталів, пишні портали деяких палаців аристократії, парадні фасади низки іспанських соборів і церков на тлі оголених, позбавлених декору стін).
Парадні фасади римських церков нечасто слугують зразками, в Іспанії нема чіткої уяви про чистоту стилю. Була створена низка власних, не схожих на італійські зразки варіантів, ефектних, дивацьких, іноді по варварські пишних (Гуадікс, провінція Гранада, катедральний собор).

Кафедральний собор Сантьяго-де-Компостела, бароковий бічний фасад.
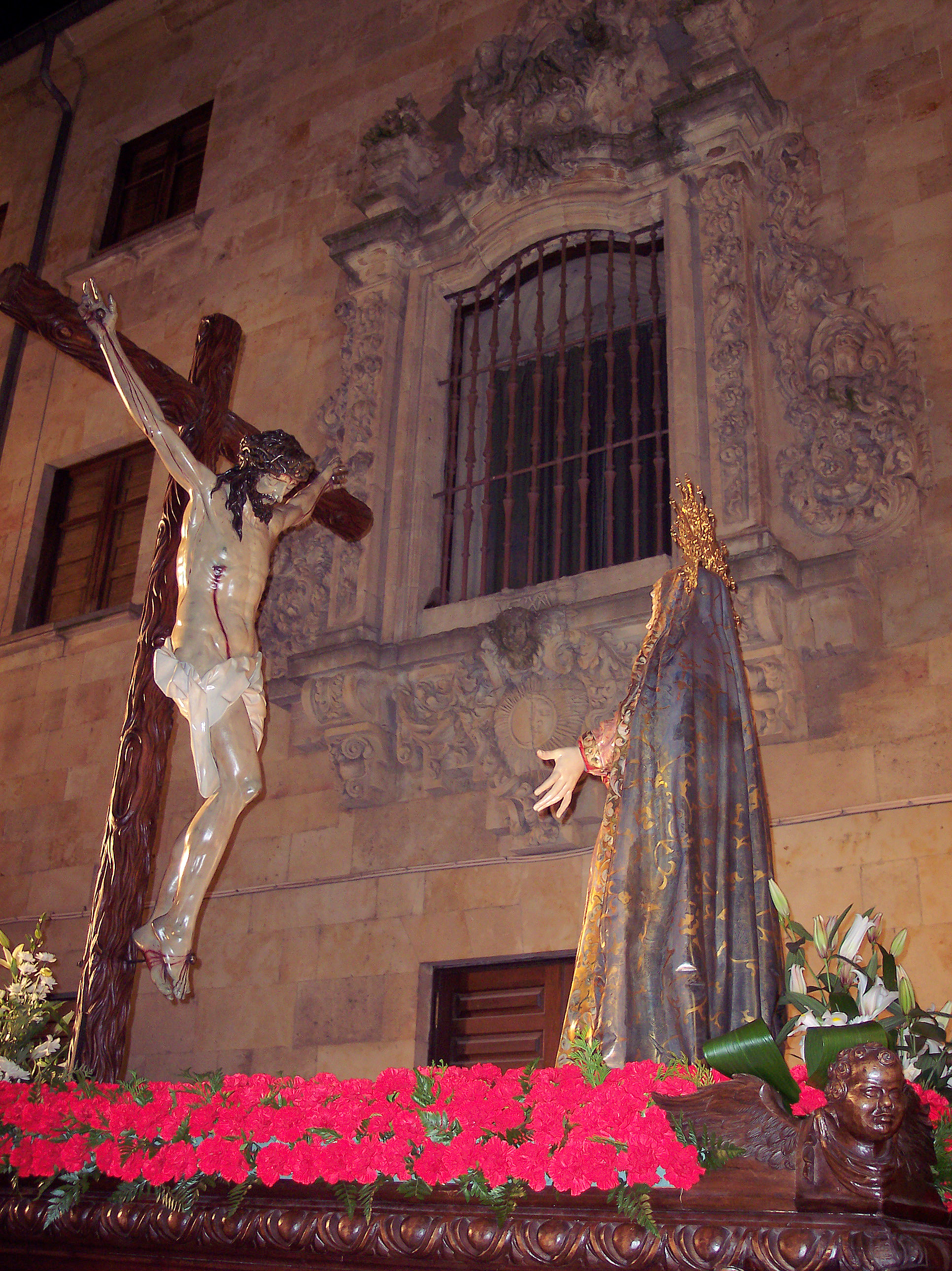
Дворик Саламанського університету, релігійна містерія
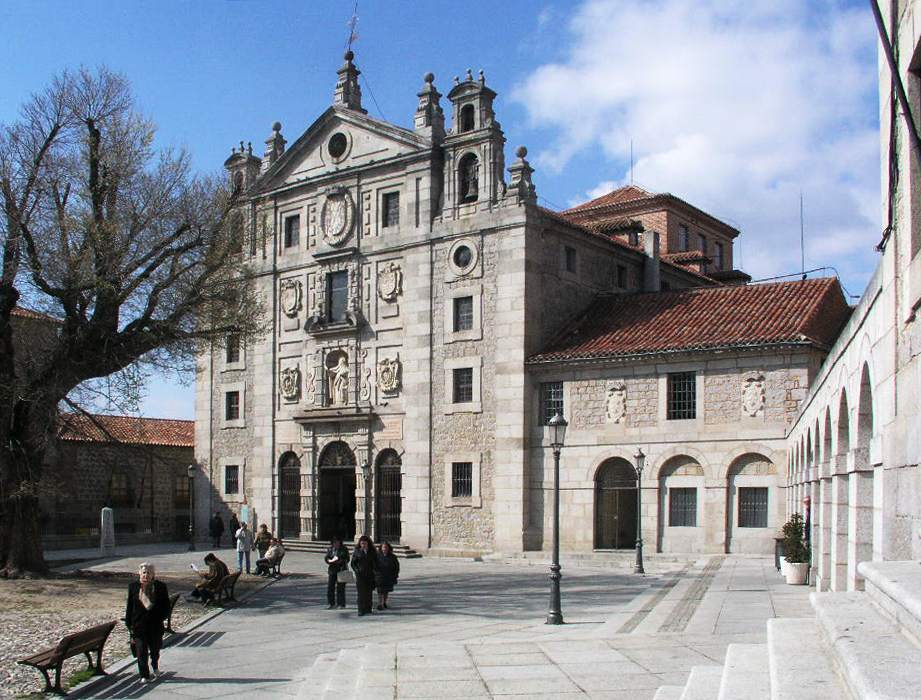
м. Авіла, монастир Терези Авільської
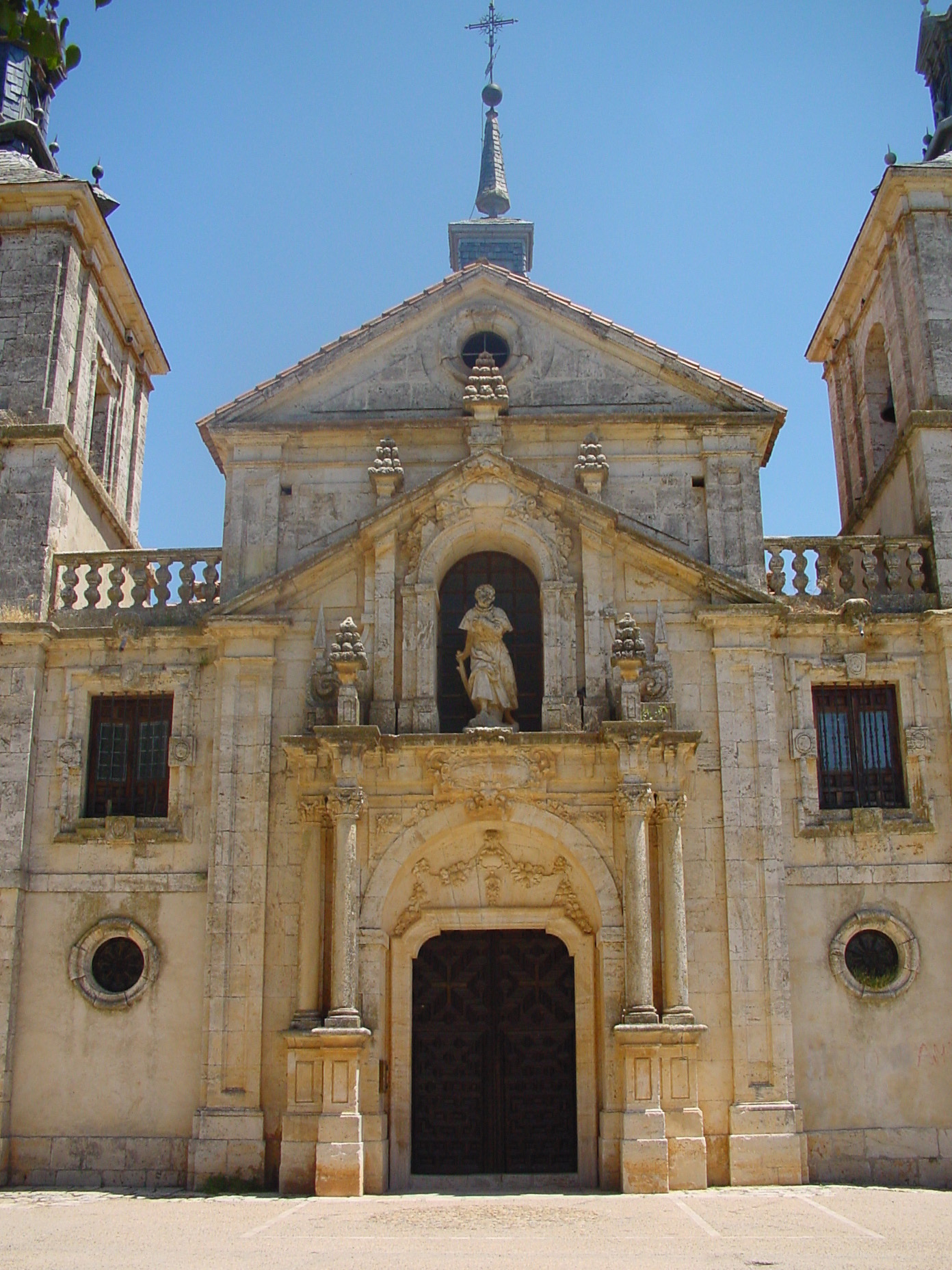
Хосе Беніто Чуррігера. Церква Св. Франсіско Ксавьє, м. Нуева Бастан
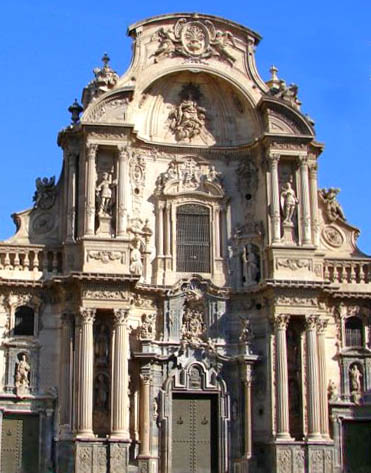
Мурсія. Катедральний собор, головний фасад (проект і підмурки — Себастьян Ферінга, виконроби — Хайме Борт та Педро Фернандес, 1737-1754)
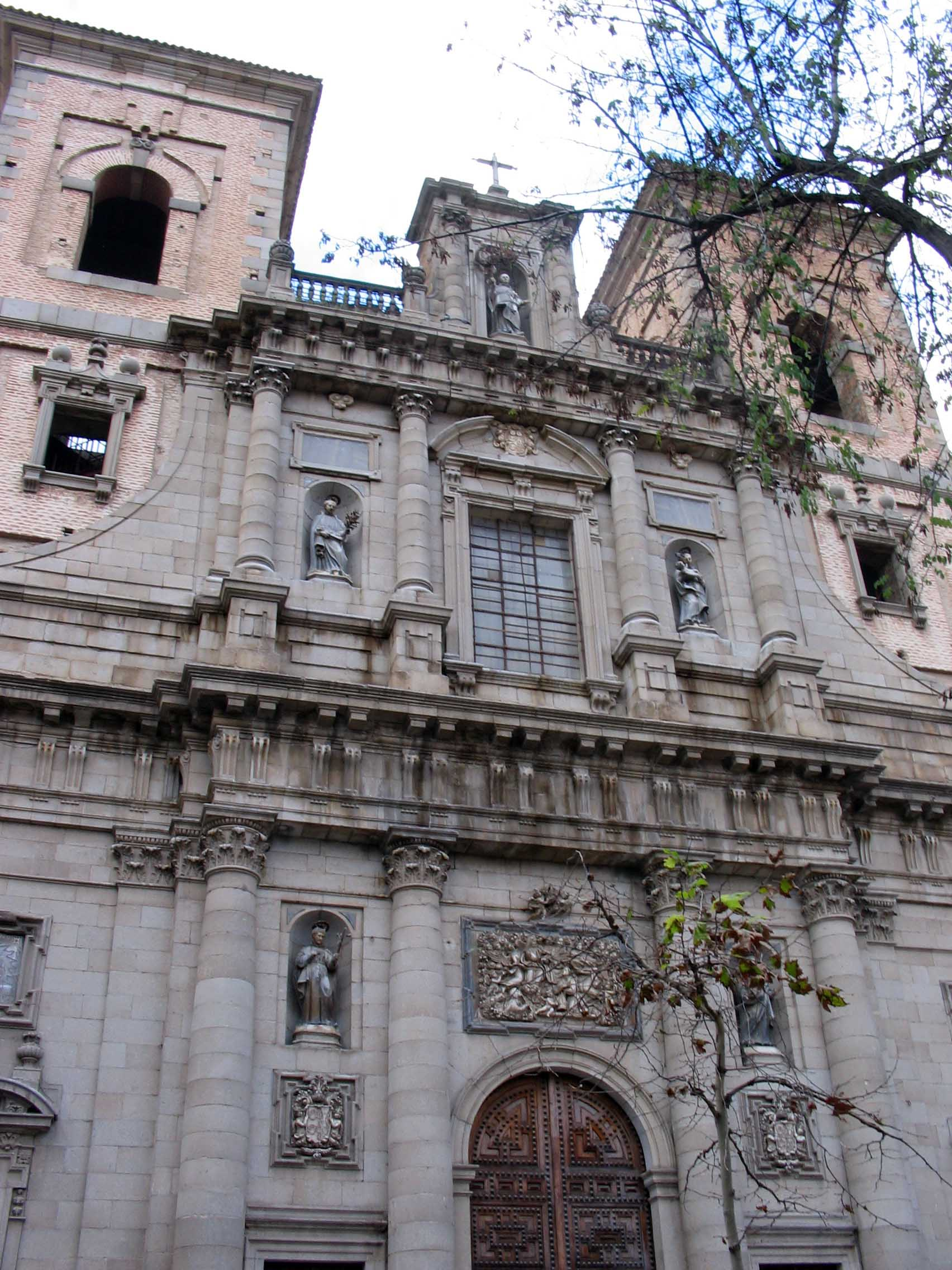
Архітектор-чернець Франсіско Баутіста. Церква Івана Хрестителя, Толедо
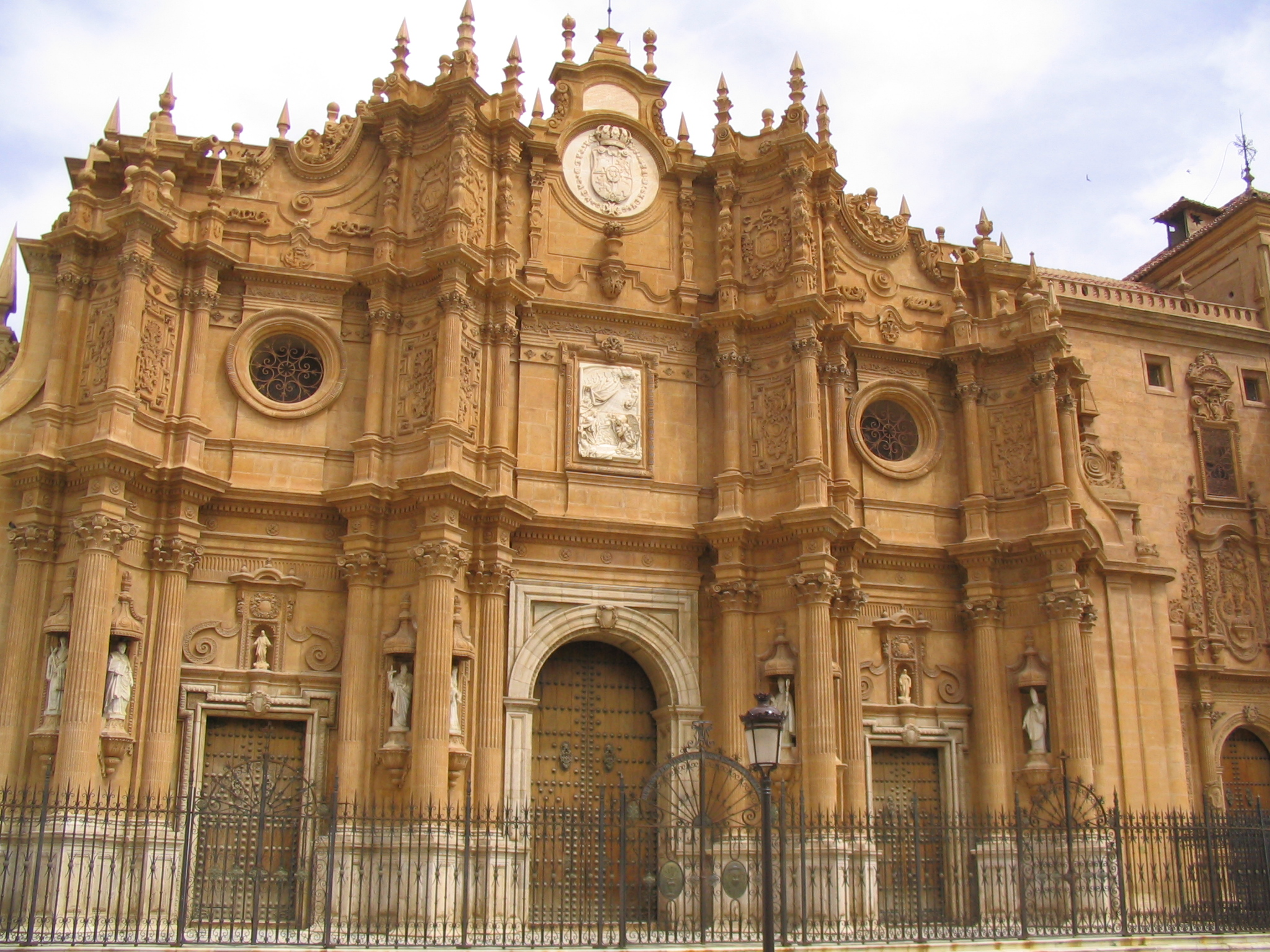
Місто Гуадікс, провінція Гранада.  Бароковий фасад катедрального собору
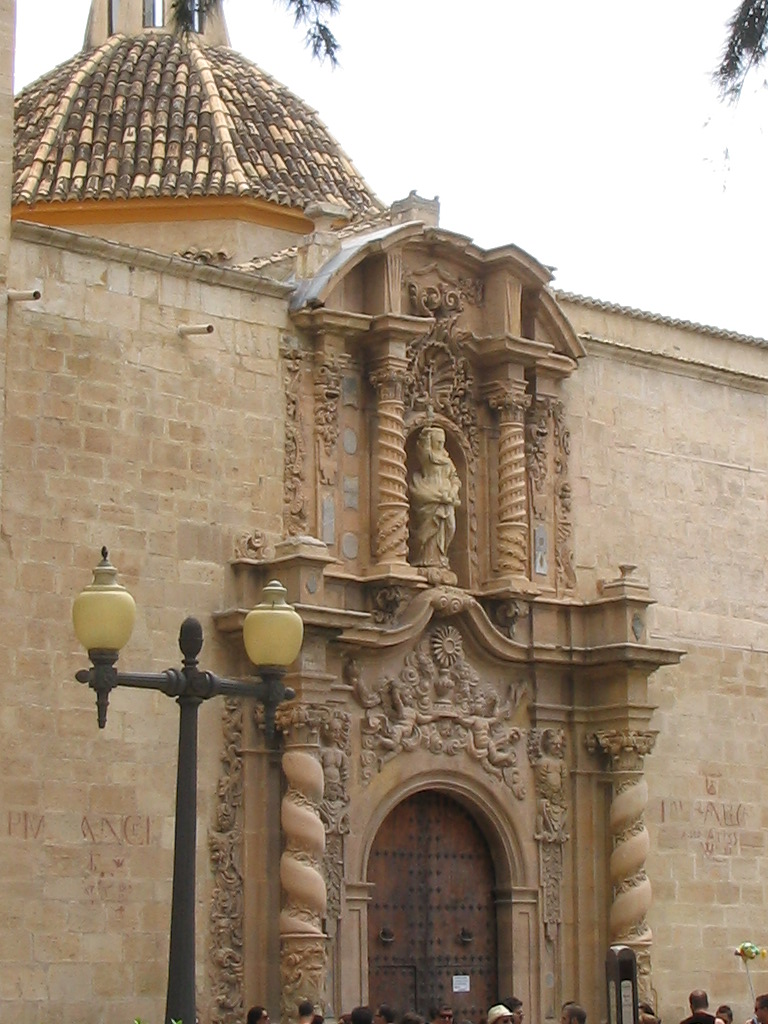
Оріуела. Бароковий портал церкви Сантьяго апостола

### Архітектура пізнього бароко
Етап розвиненого і пізнього бароко припав на добу політичної і економічної кризи. Окремі споруди будують за проектами уславлених іноземців (Карло Фонтана. Монастир Ігнатія Лойоли в селі, де той народився). Але цим спорудам — не наслідують. В Іспанію запрошують низку іноземних майстрів, що як і колись, обслуговують могутню іспанську церкву, королівський двір і аристократію. Серед запрошених — архітектор Філіппо Ювара, низка першокласних художників-іноземців, переважно декораторів — Лука Джордано, Джованні Баттіста Тьєполо.

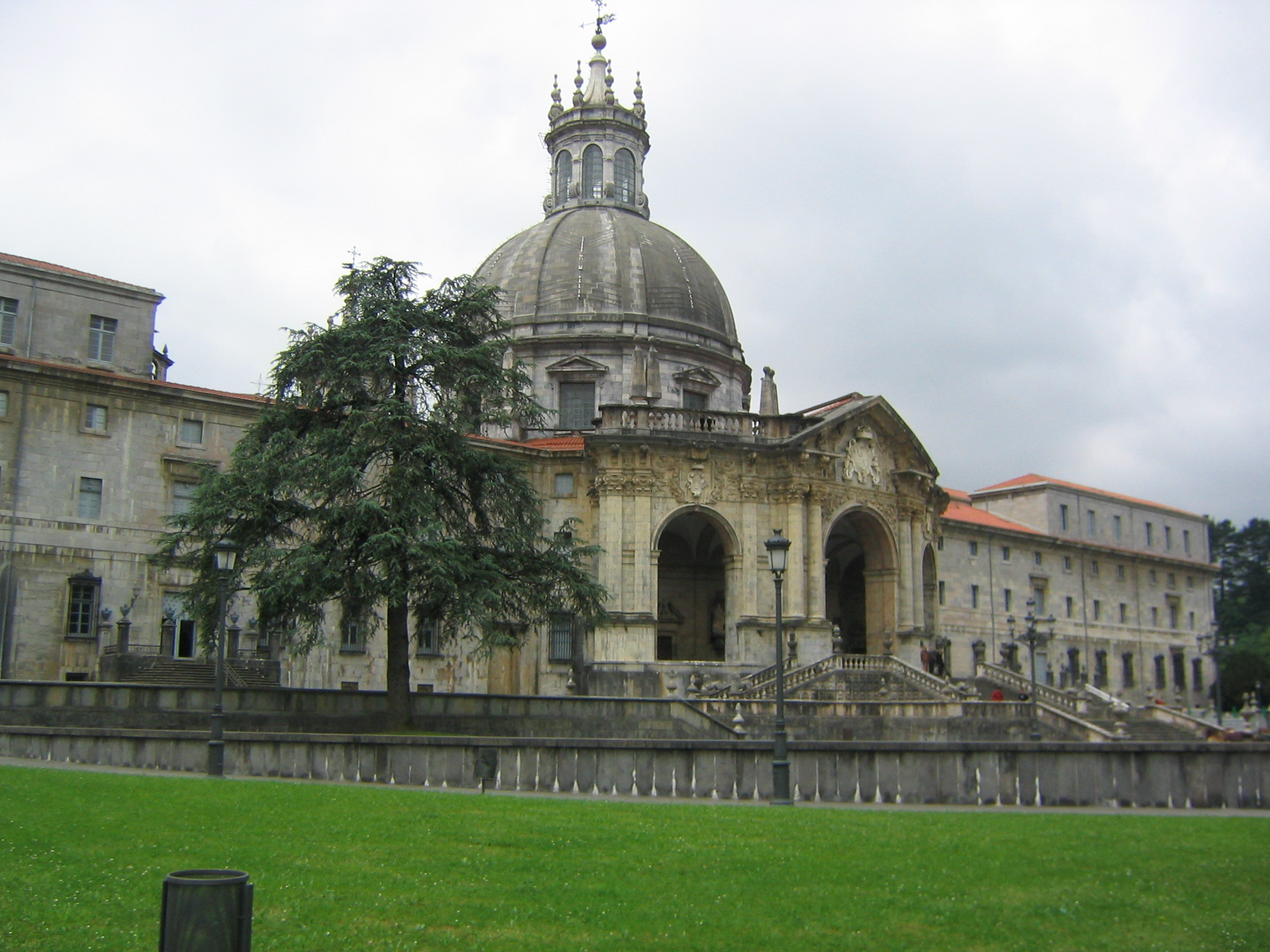
Карло Фонтана. Монастир Ігнатія Лойоли в селі, де той народився
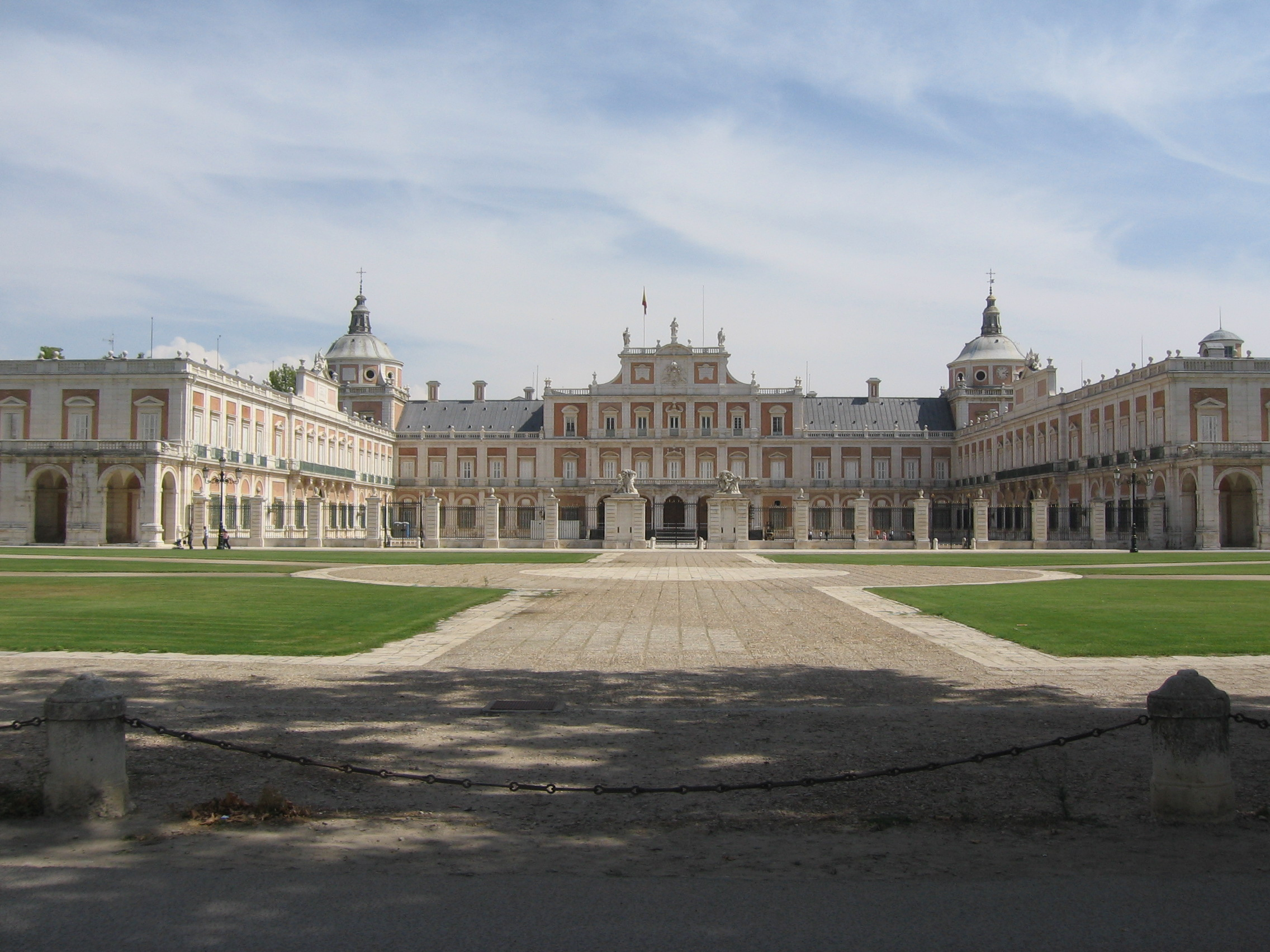
Королівський палац Аранхуес
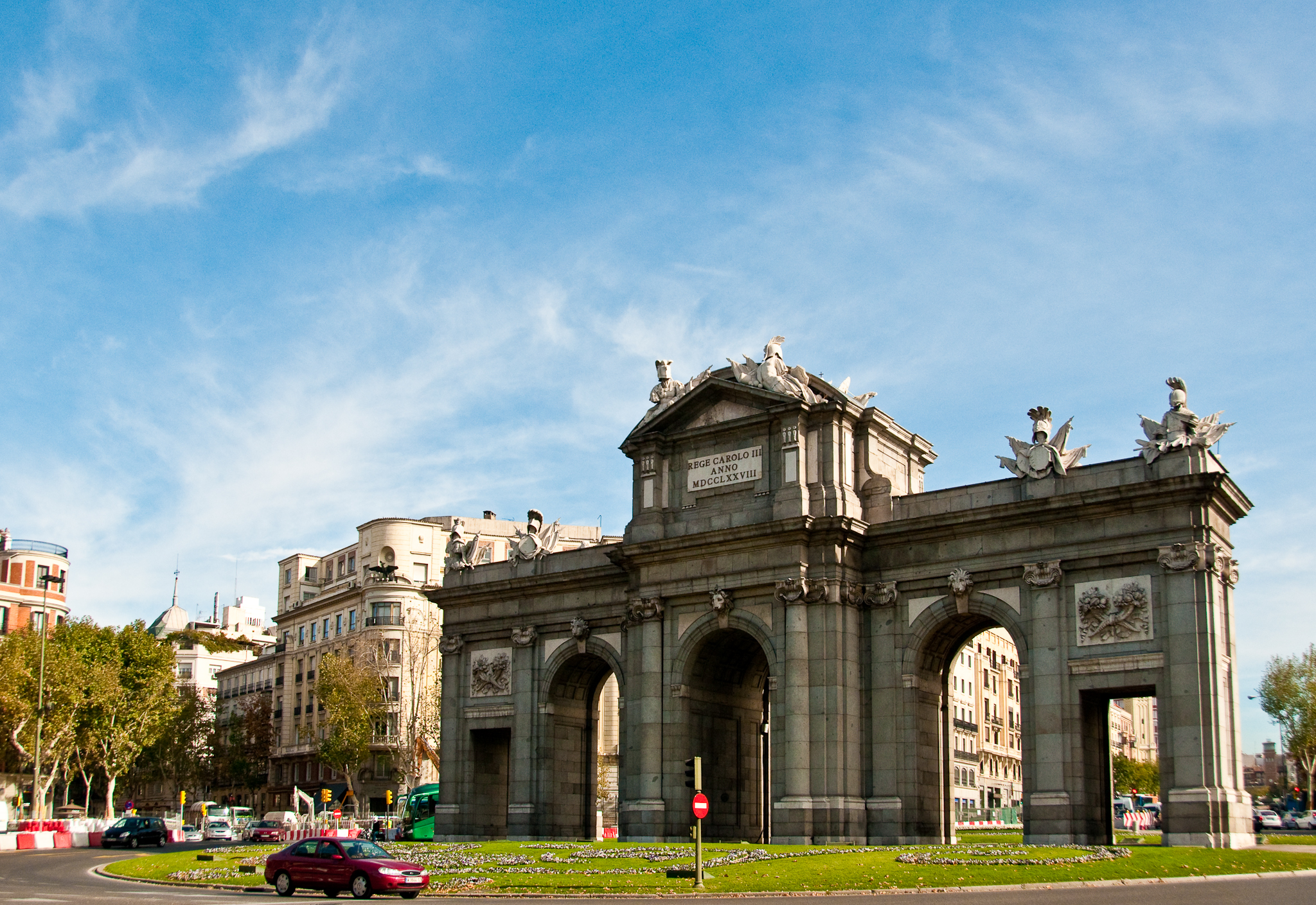
«Пуерта де Алкала», Мадрид
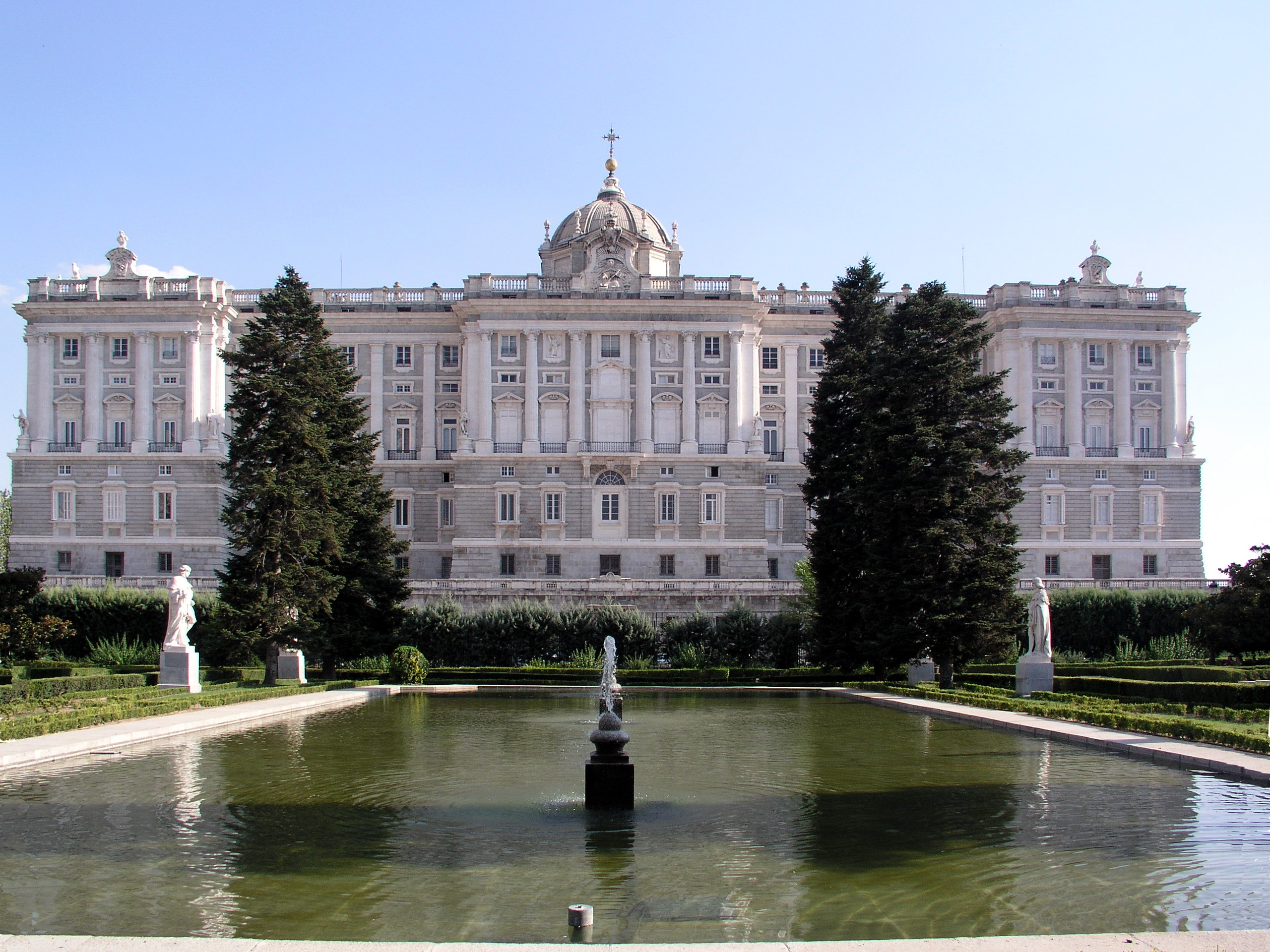
Філіппо Ювара. Мадрид, палац Орьєнте (королівський палац)

## Релігійний живопис

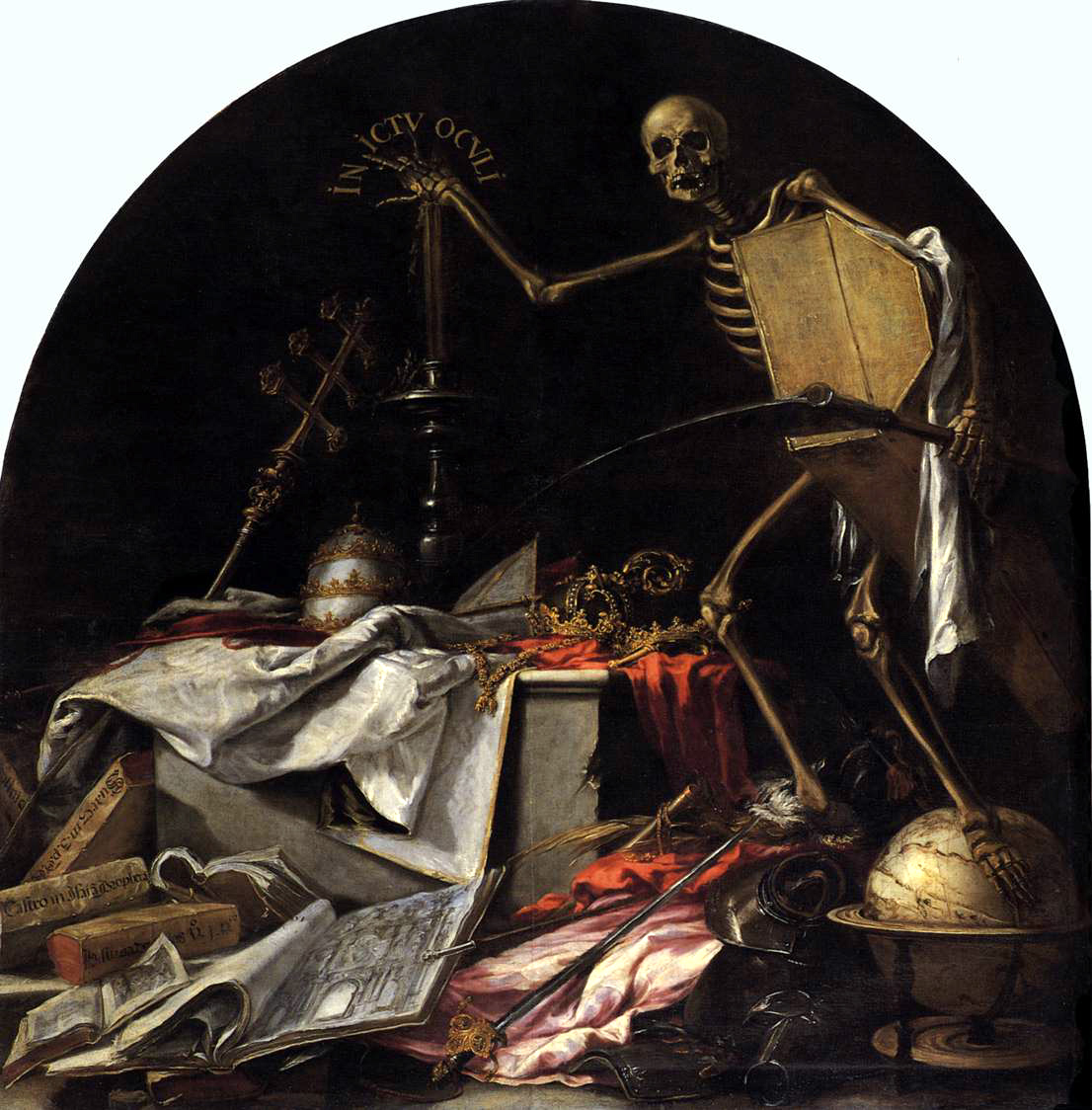
Хуан де Вальдес Леаль. Схаменіться!

Особливістю монархічної влади в Іспанії був тісний, майже нероздільний зв'язок з католицькою церквою. Слабкі королі шукали підтримки і знайшли її в церкві. В Європі неможливо знайти більше країну, де влада світська була б так міцно прикута до церкви, проросла в неї, випередивши в цьому навіть Італію, Португалію, Польщу, відомі центри католицизму в Європі. Толерантність до вірян Іспанії інших віросповідань в ранньому середньовіччі тепер перейшла в непохитну ненависть та найжорстокіші форми католицького гноблення. Країну вкрила рясна мережа соборів, монастирів, церков. Наприкінці 15 століття в Іспанії запрацювала інквізиція, а церква почала контролювати усі форми суспільного життя. Постійна цензура чатувала і на усі форми іспанського мистецтва і жорстоко викорінювала усе більш-менш сміливе століттями, гальмуючи їх розвиток. Так, тема спалення єретиків була доволі поширеною в іспанському живопису. А останнє реальне спалення єретика на вогнищі в Іспанії відбулося ще за життя Гойї, Пушкіна, Тараса Шевченка.
Сцени мучеництва святих, пристрастей та видінь святих, їх екстази та молитви в живопису та скульптурі — найпоширеніша частка усього мистецтва Іспанії.

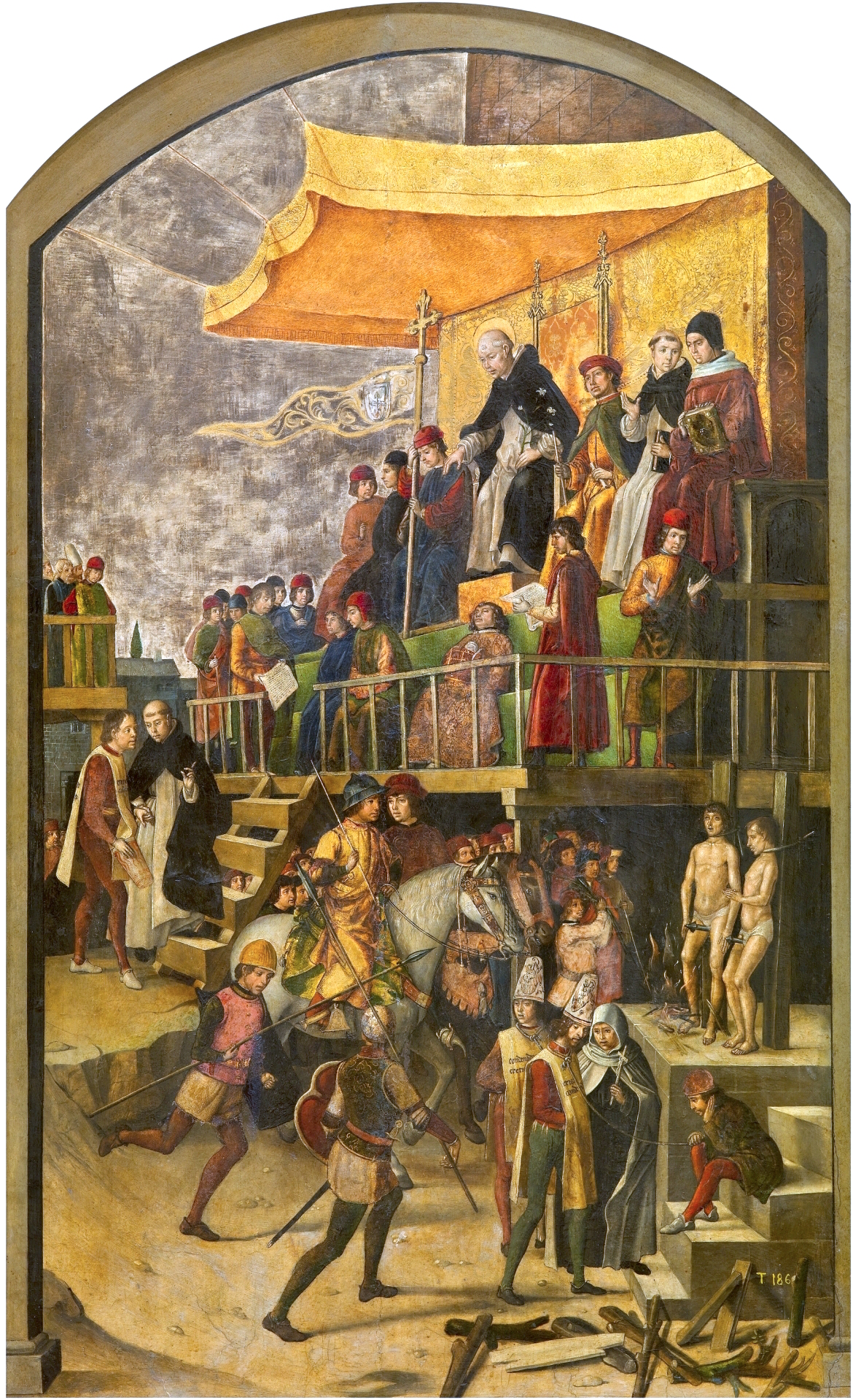
Педро Берругете. Приготування до спалення єретиків, 1475 р.
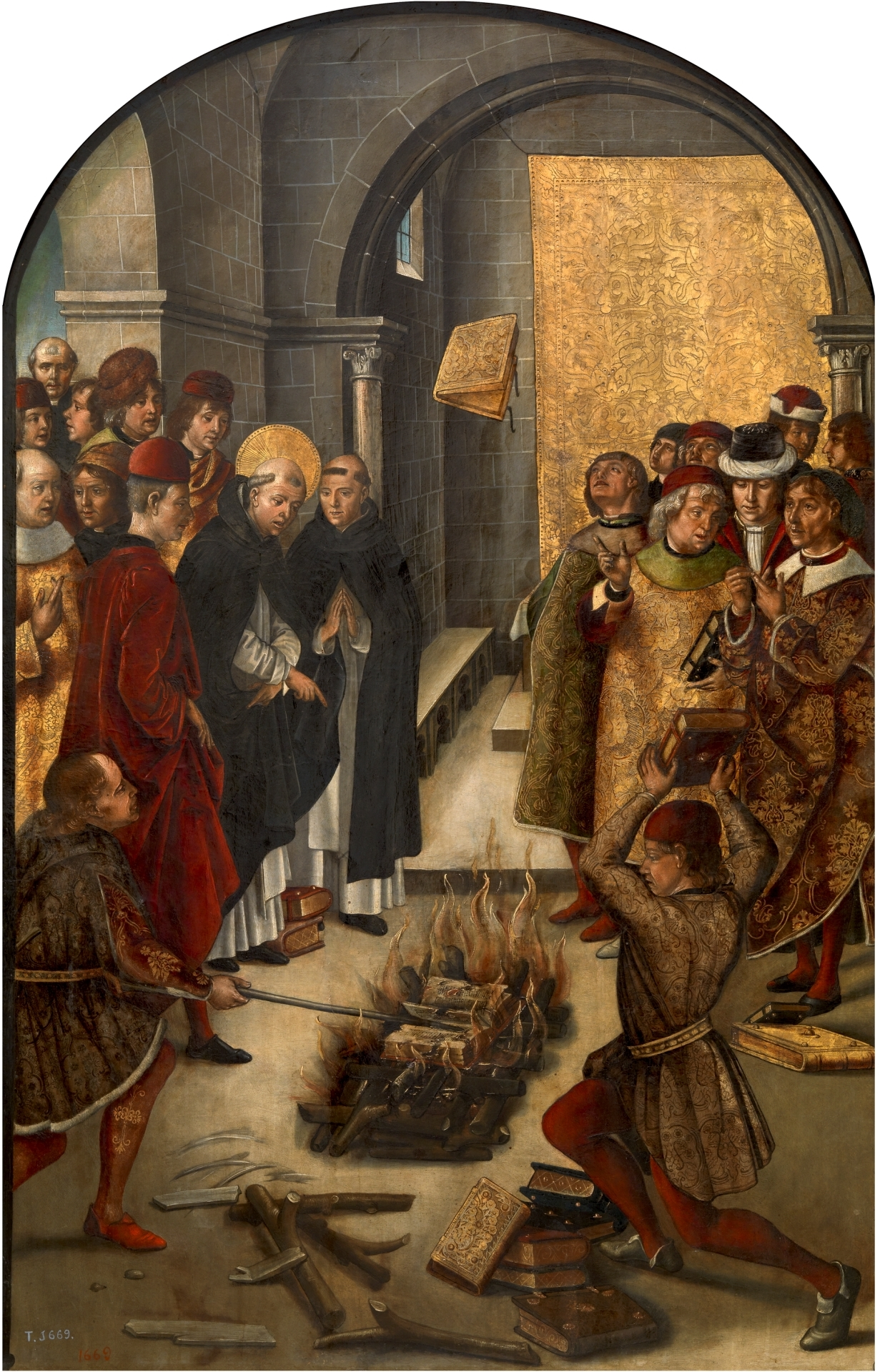
Педро Берругете. Випробування вогнем книг єретиків, Прадо
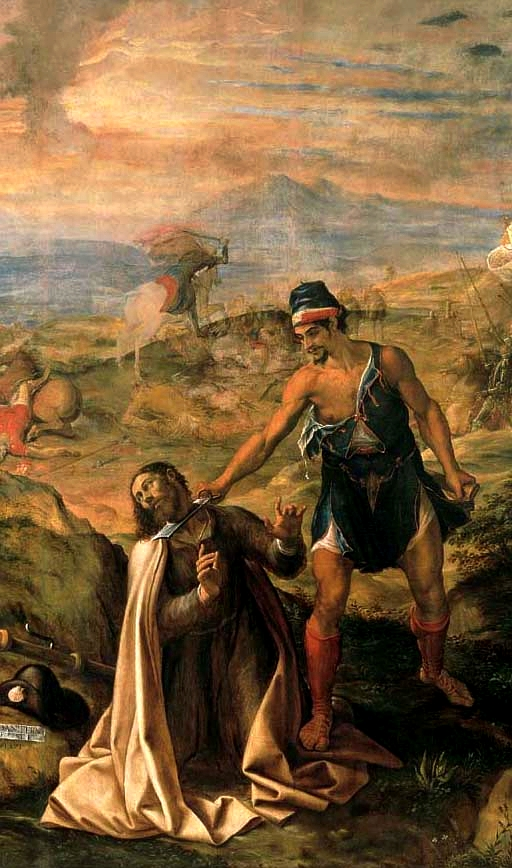
Мучеництво Сантьяго, 1571 р.
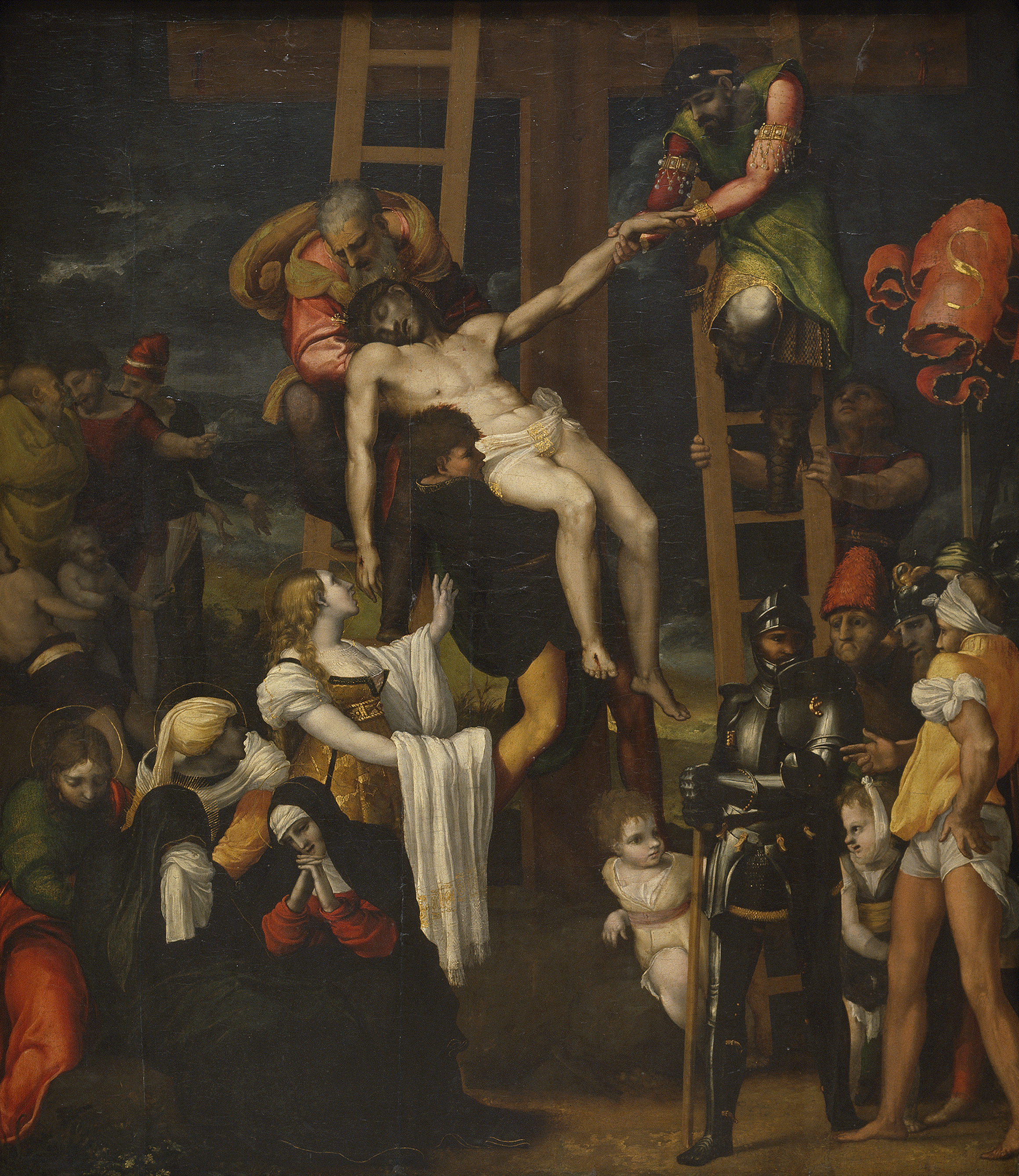
Педро Мачука, Ісуса знімають з хреста, початок 16 ст.
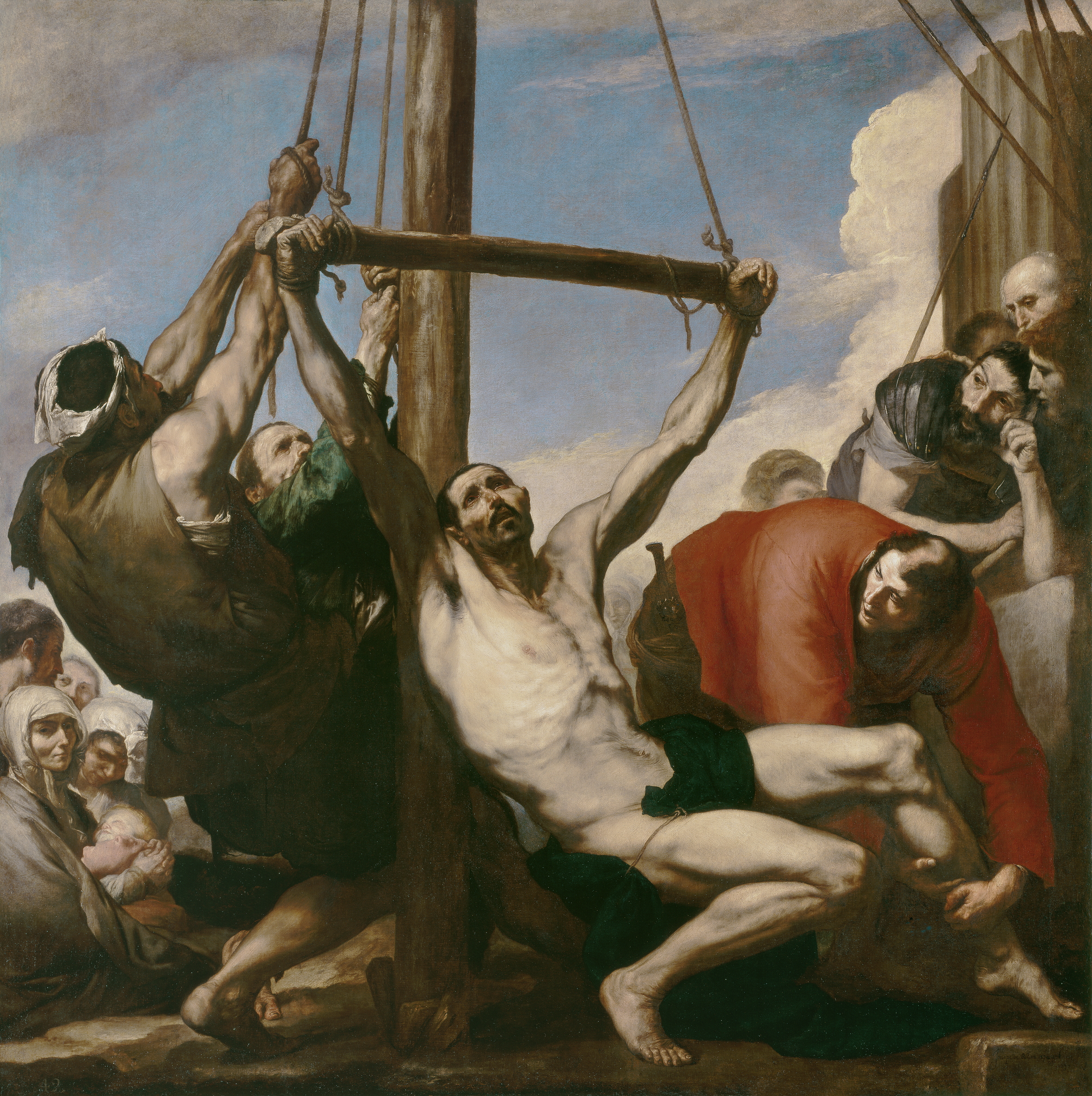
Хосе де Рібера, Мучеництво Св. Філіпа
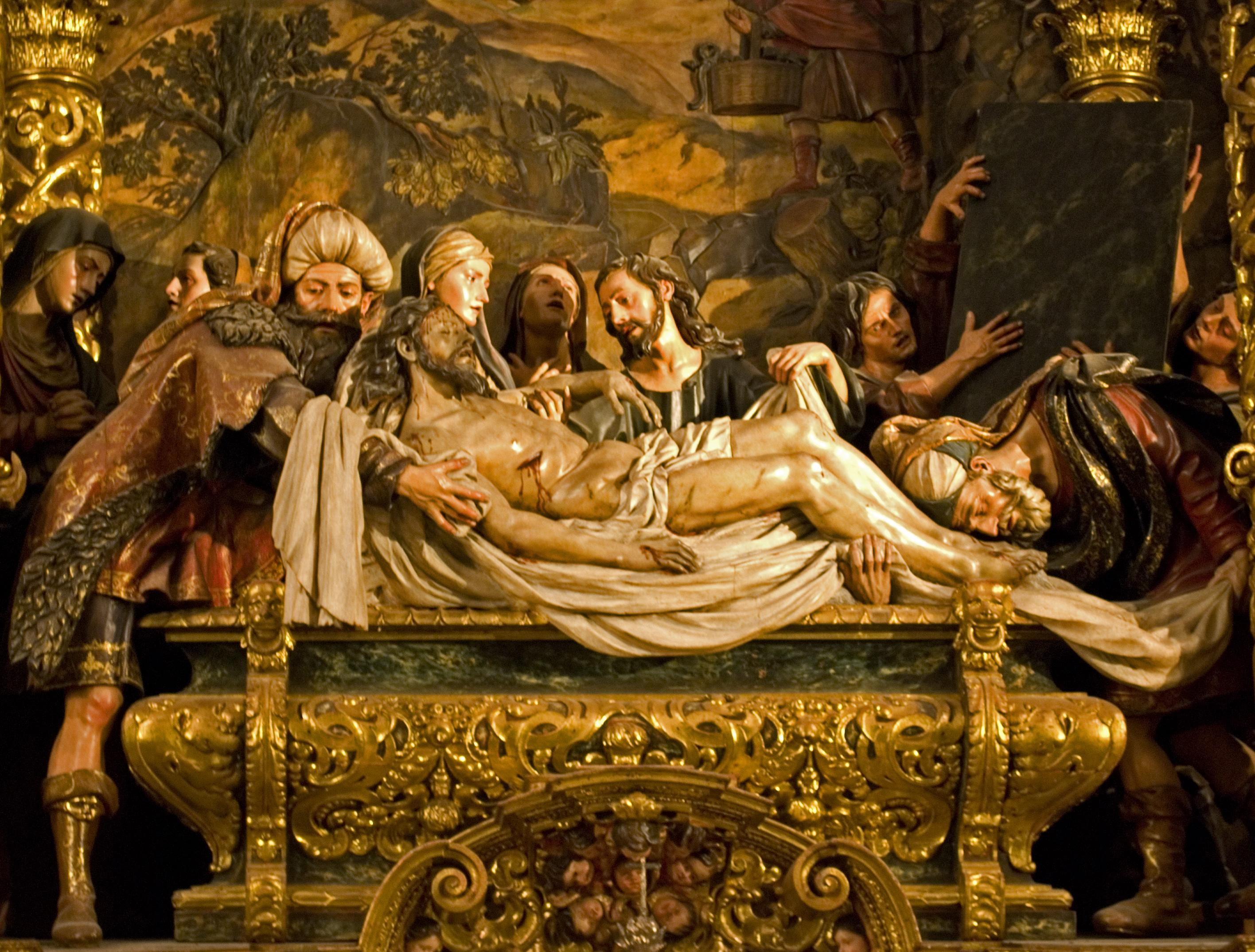
Деталь ретабло, церква Санта-де-ла-Каридад, Севілья
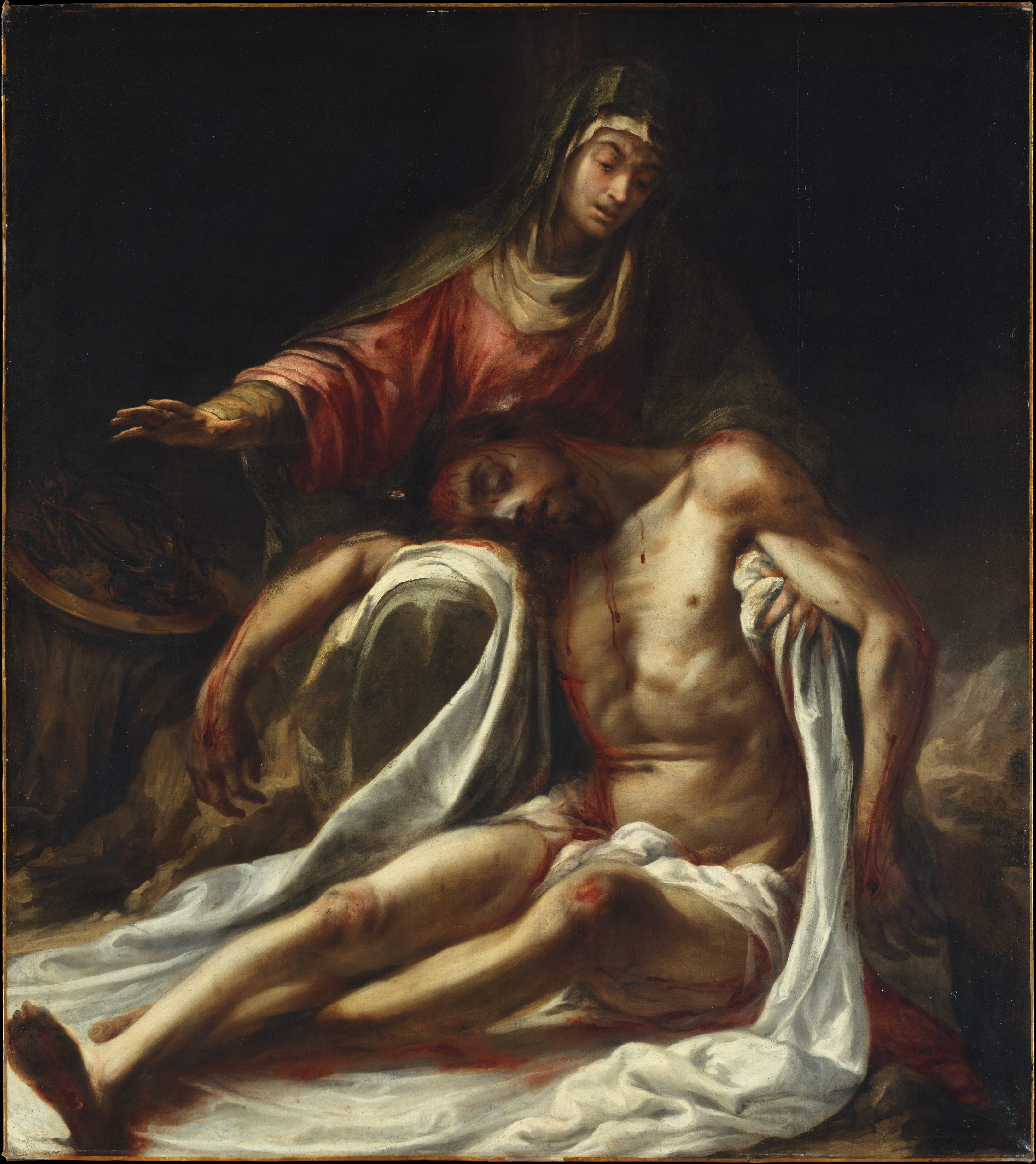
Хуан де Вальдес Леаль, Оплакування Христа
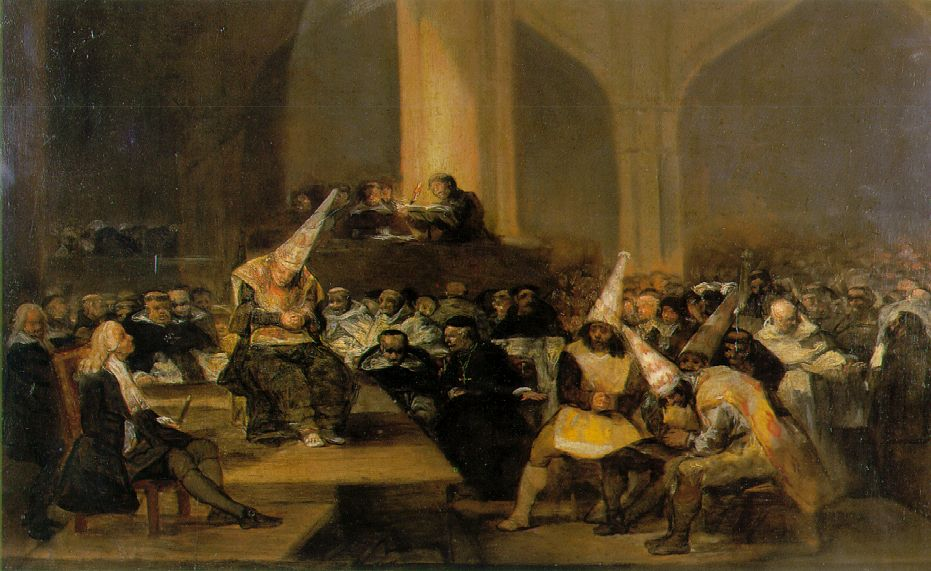
Гойя, Суд в інквізиції

## Колонізація Америки

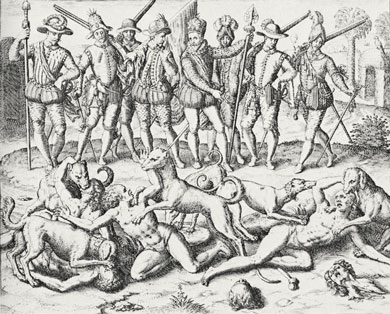
Теодор де Брі, Цькування конкістадорами американських індіанців собаками.
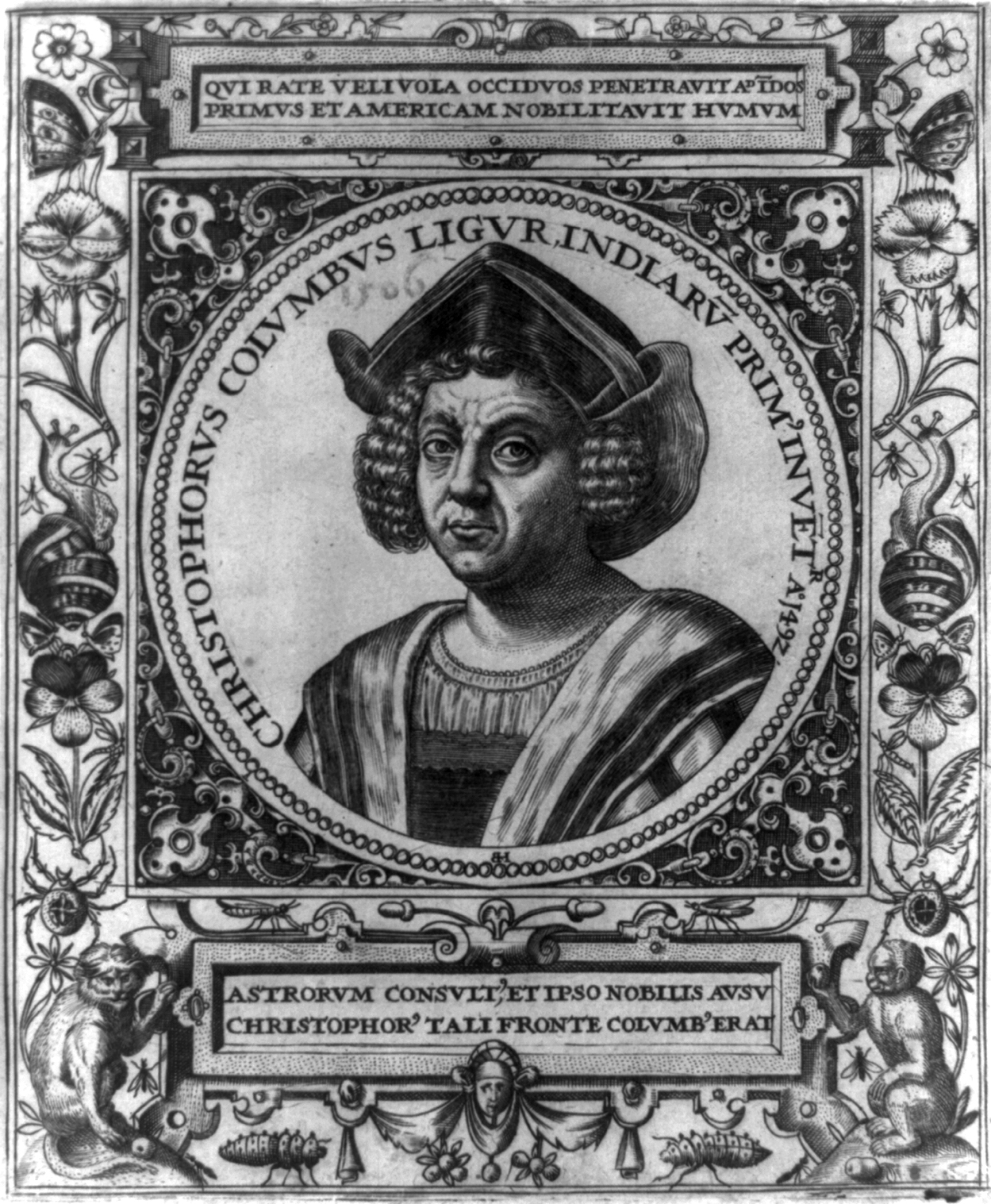
Теодор де Брі. Портрет Колумба
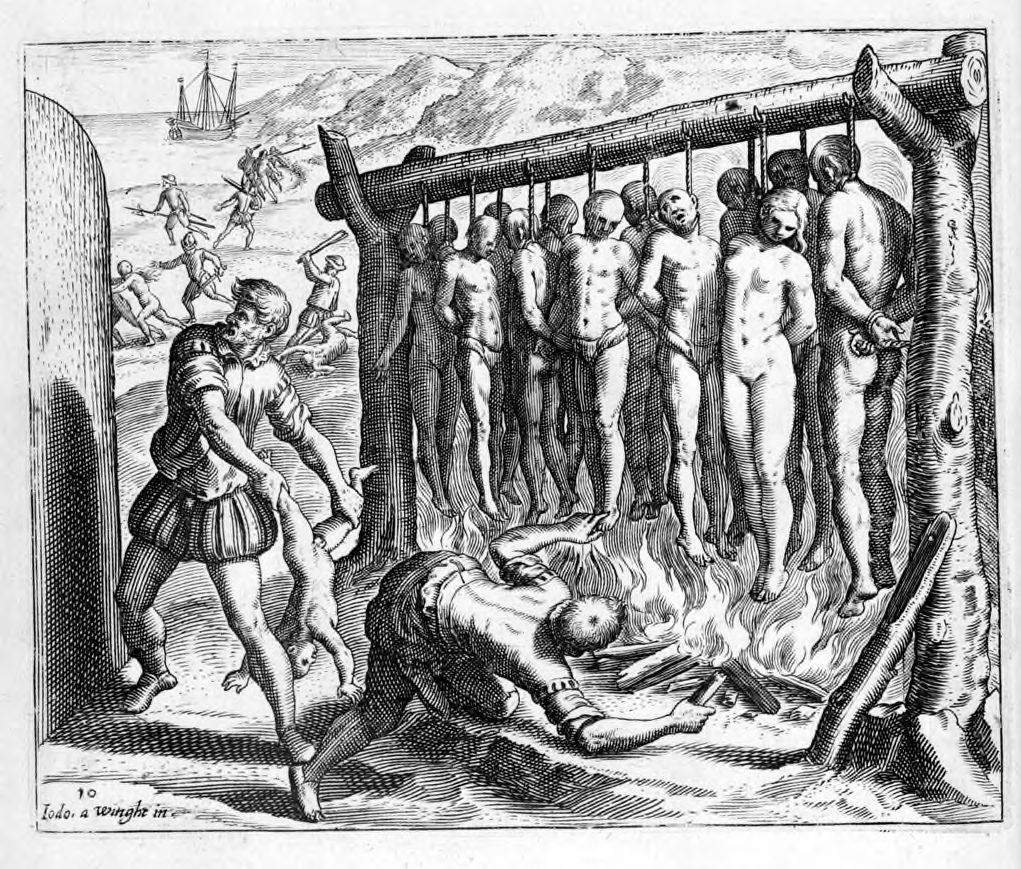
Теодор де Брі, покарання індіанців Америки, 1552 рік
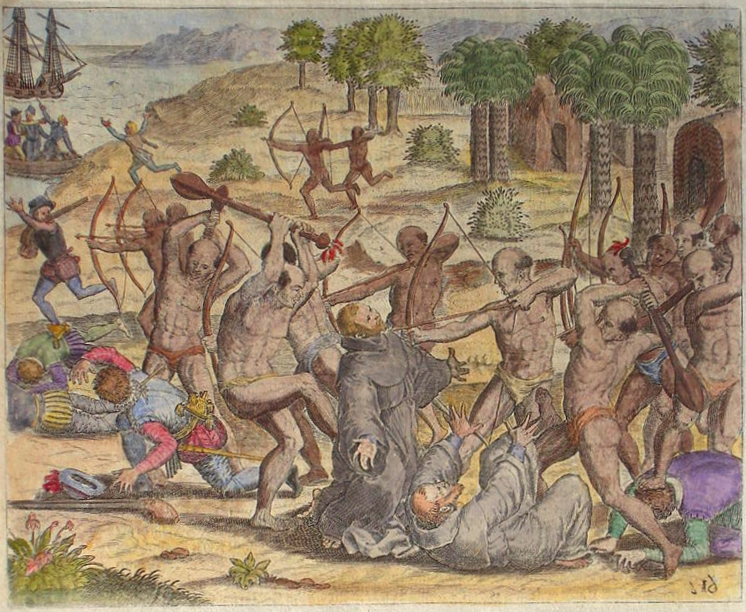
Спротив індіанців, гравюра 1631 р.

## Іспанський портрет

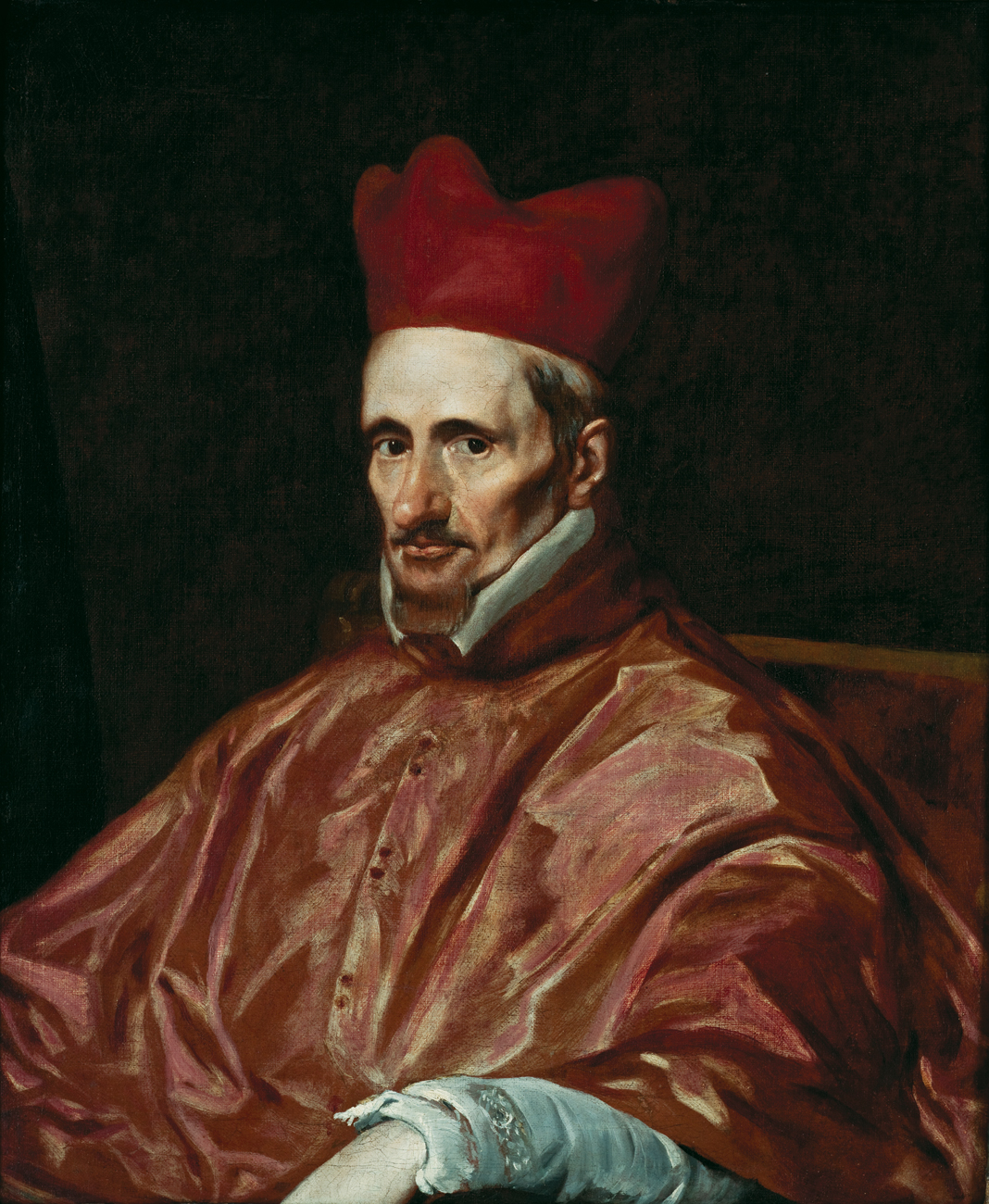
Діего Веласкес. «Кардинал Гаспар де Борха і Веласко», 1643

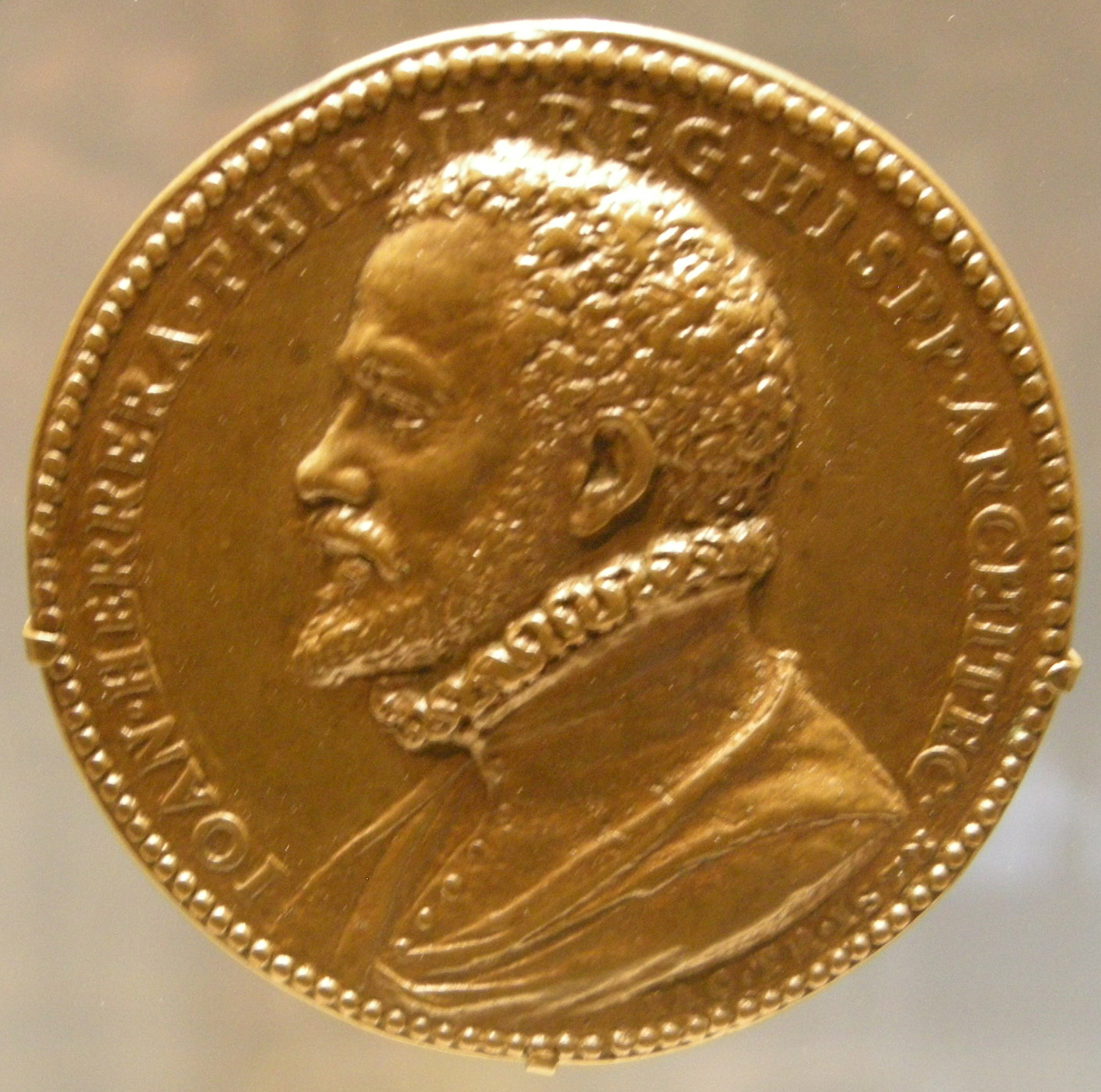
Медальєр Якопо да Треццо. Хуан де Еррера. 1578

Серед світських жанрів, не пов'язаних з релігійним мистецтвом, головне місце посів портрет. Саме в цьому жанрі найбільше відбилися зацікавленість в особі людини, увага до її внутрішнього світу, до індивідуалізму, народженому добою Відродження. На відміну від Італії, іспанським портретам не притаманні орієнтація на ідеальний зразок чи героїзація особи. Реалістичні настанови і традиції, навпаки, спонукали до тверезого, майже документального відтворення зовнішності портретованих, не цураючись горбатих носів, злих очей, бридкої зовнішності, навіть фізичних вад особи. Портретисти Іспанії не схильні до компліментів навіть можновладцям, залишаючись в межах сословного, репрезентативного зображення. Особливою сферою став придворний, парадний портрет, до створення яких залучали як найкращих художників іноземців (Тиціан, Хуан де Фландес, Антоніс Мор), так і місцевих майстрів (Алонсо Санчес Коельо, Хуан Пантоха де ла Крус, Бартоломе Гонсалес, Велескес, Бартоломео Естебан Мурільйо, Хуан Кареньо де Міранда).

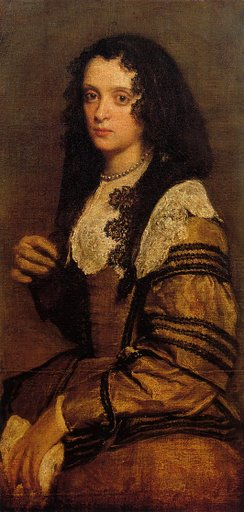
Дієго Веласкес. Невідома іспанка
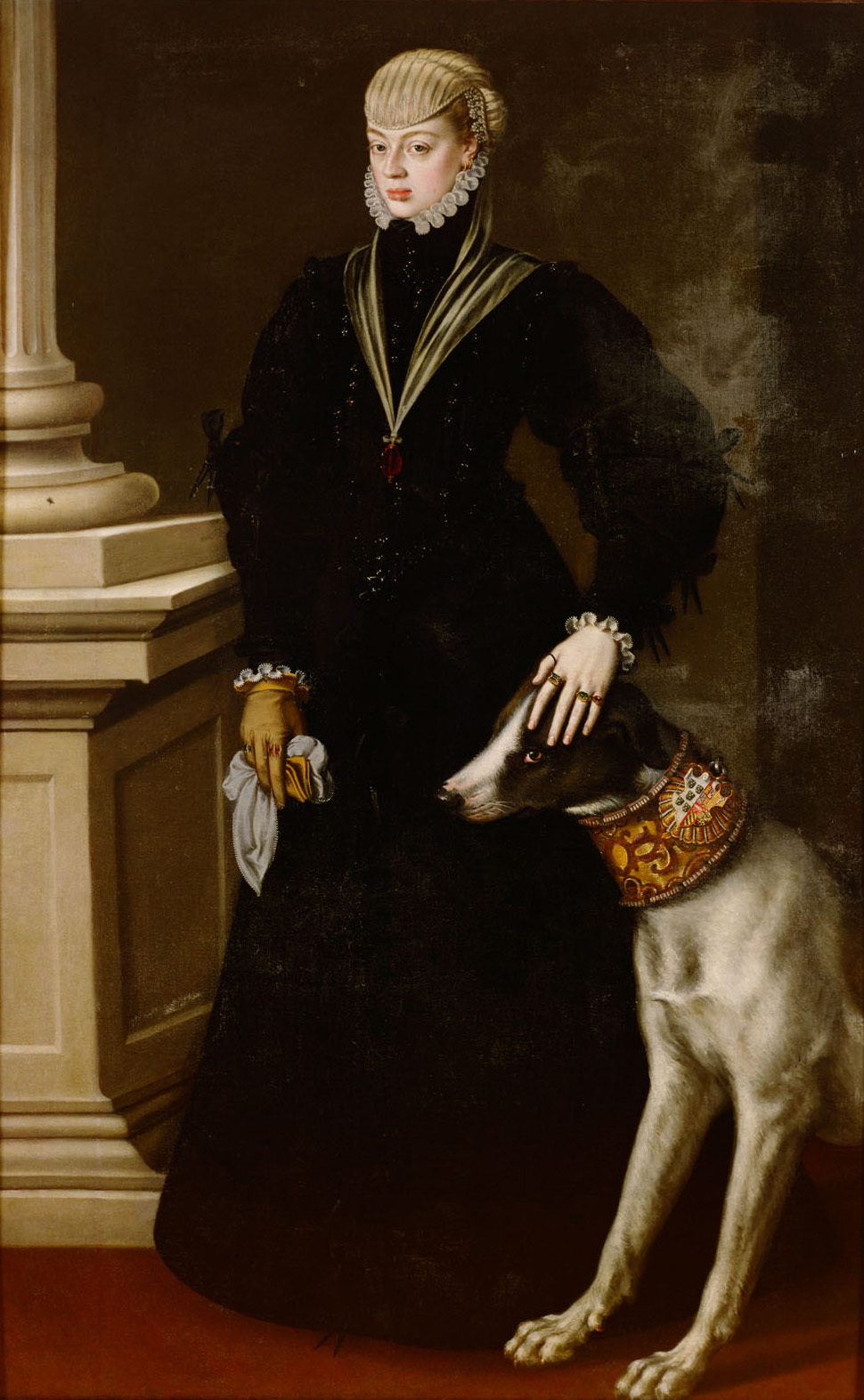
Алонсо Санчес Коельо. «Інфанта (принцеса) Хуана Іспанська», Музей історії мистецтв, Відень
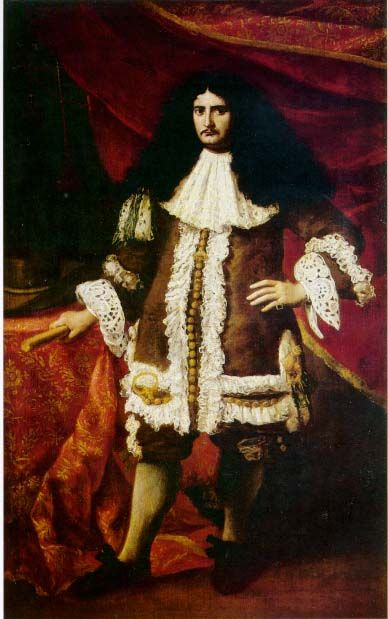
Дон Франсіско, 5-й маркіз де Санта Крус
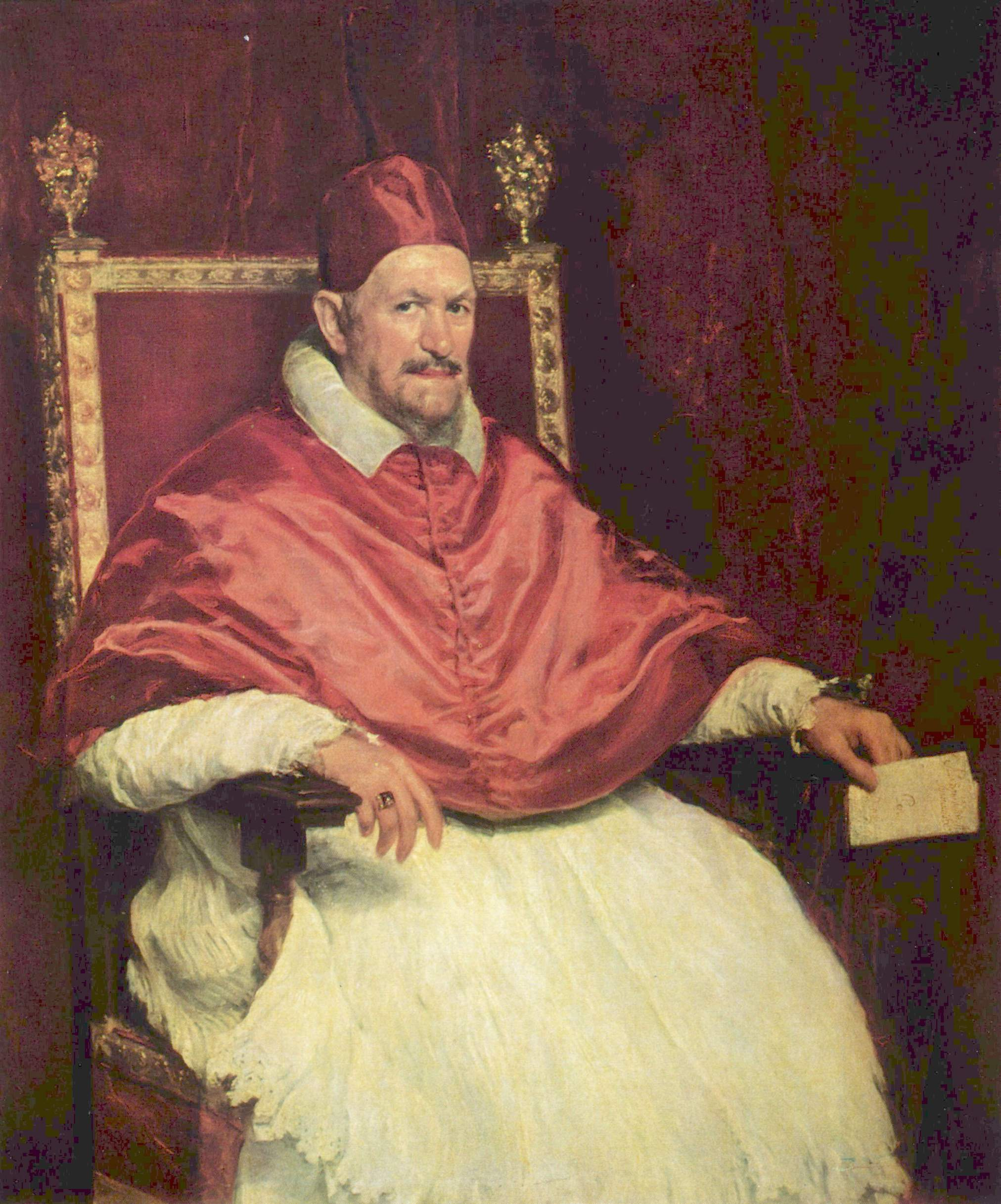
Дієго Веласкес. Папа римський Іннокентій Х

Саме в Іспанії розвинулось релістично-документальне зображення старих або карликів, спочатку як деталі припалацового побуту, а потім як явища суворої іспанської реальності.

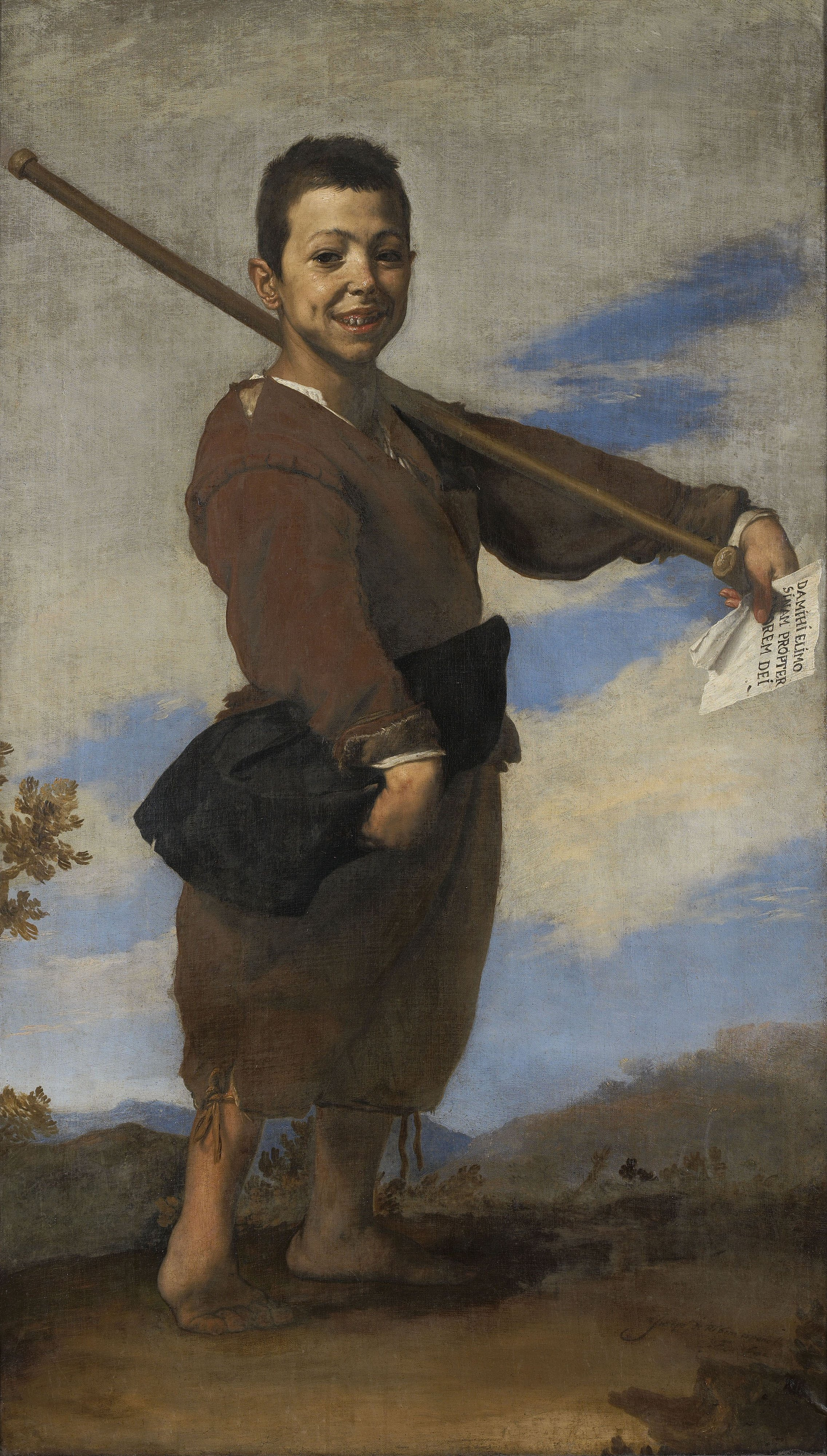
Хосе де Рібера, Кульгавчик, 1642, Лувр, Париж
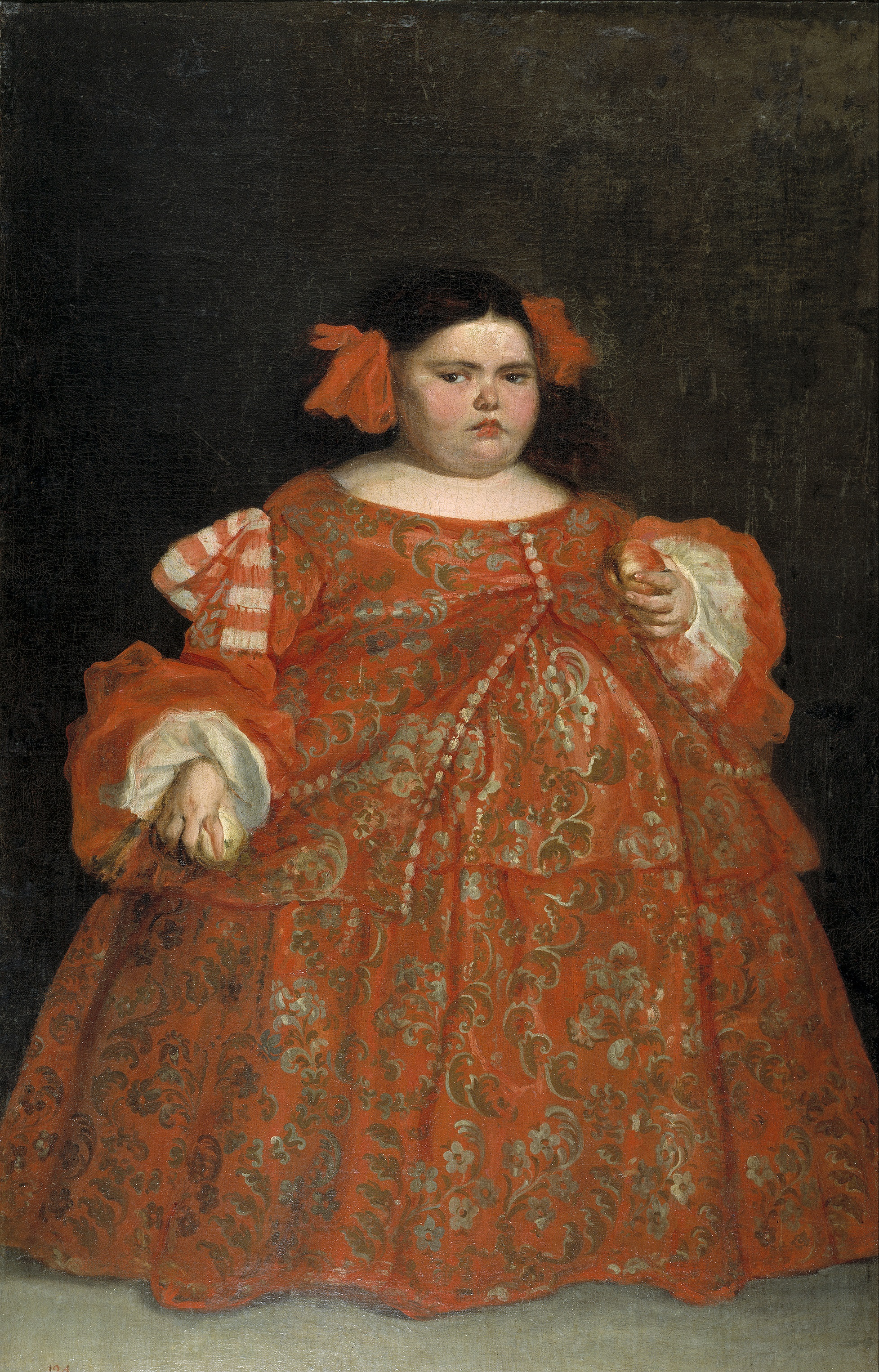
Хуан Кареньо де Міранда, карлиця Євгенія Вальєхо, Прадо
Веласкес. Карлик Себастьян де Морра, 1645

## Побутовий жанр 17 ст

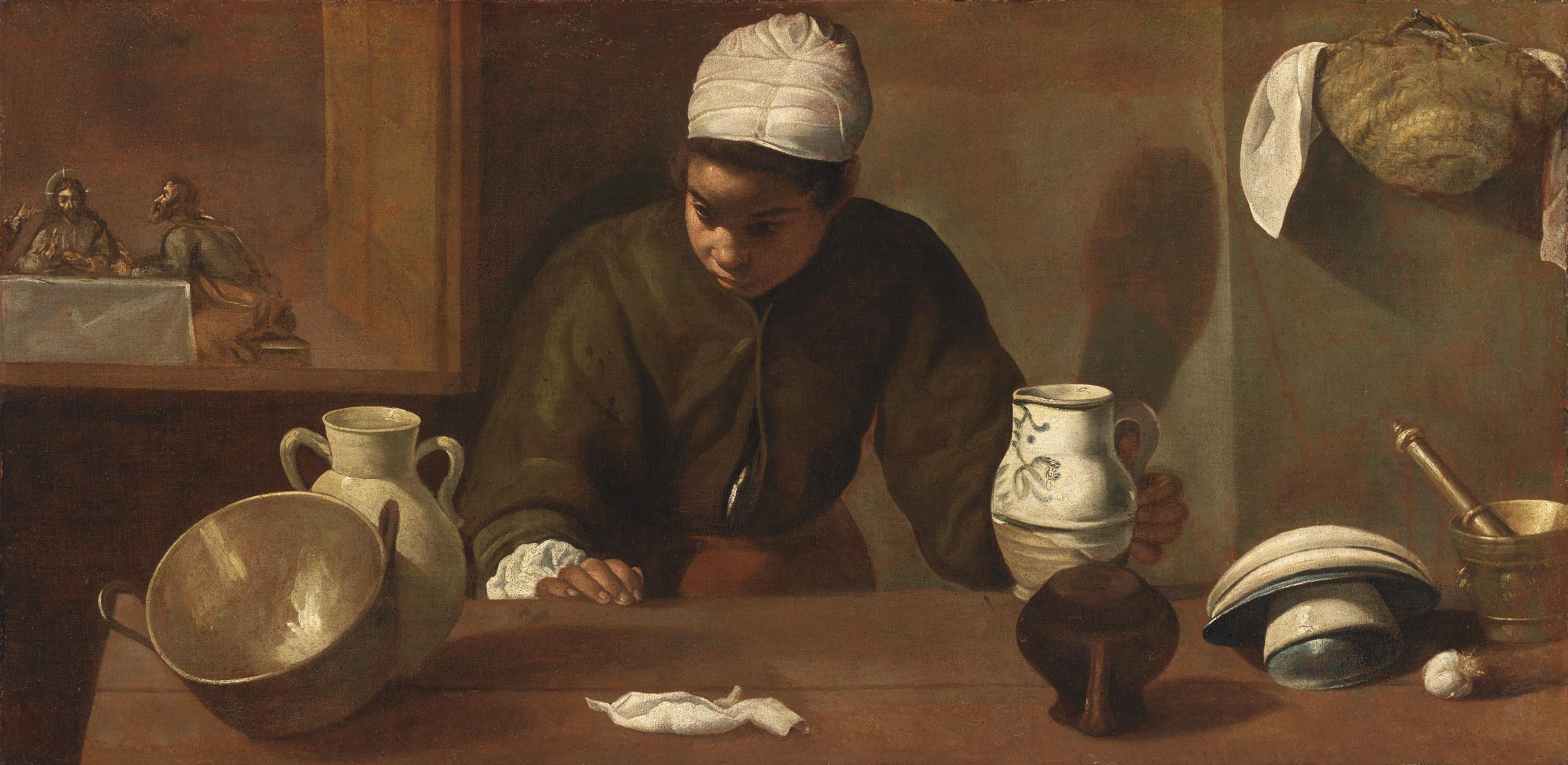
Веласкес, «Мулатка», 1618, Національна галерея (Дублін)
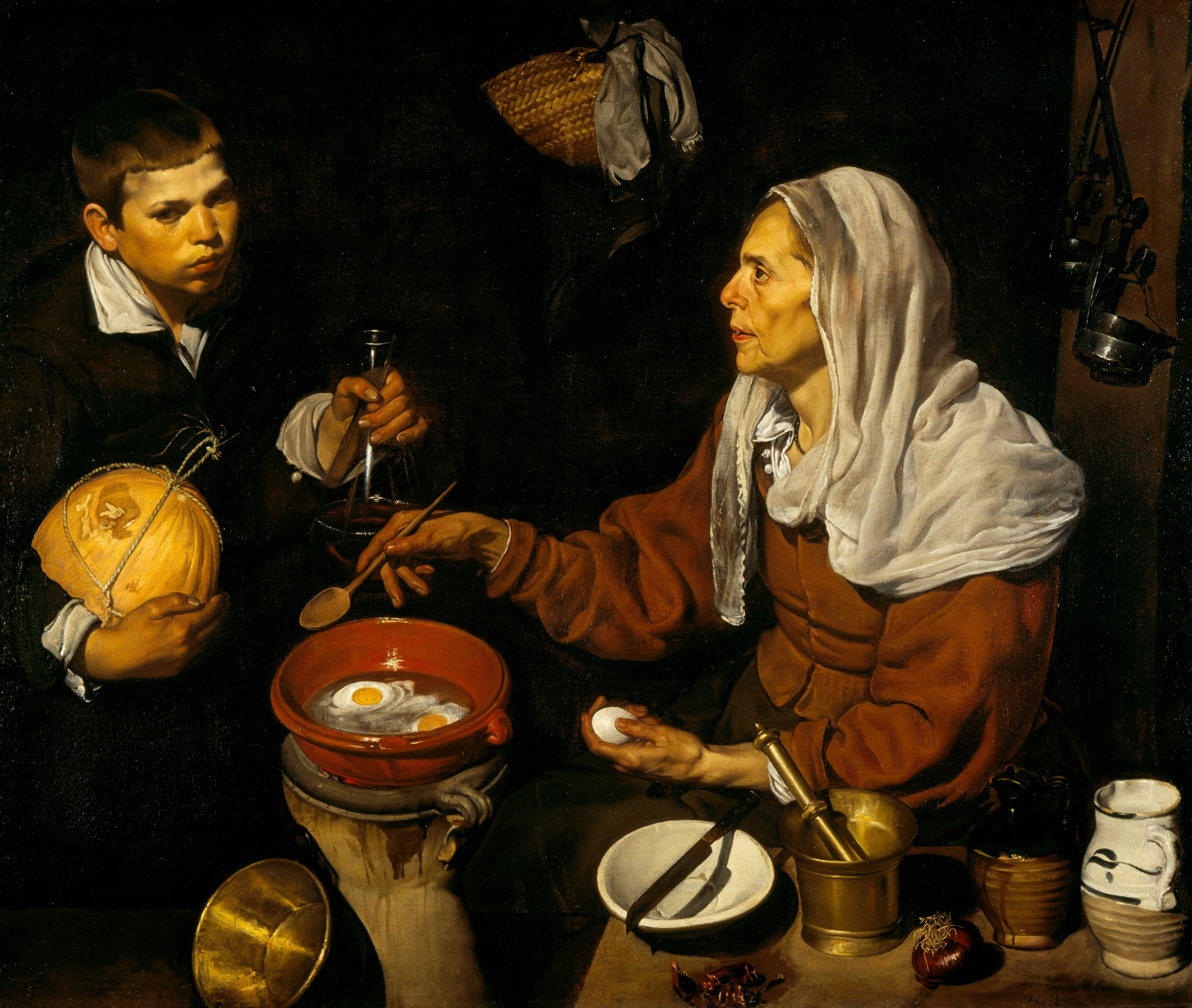
Веласкес, «Жінка готує яєчню», Единбург
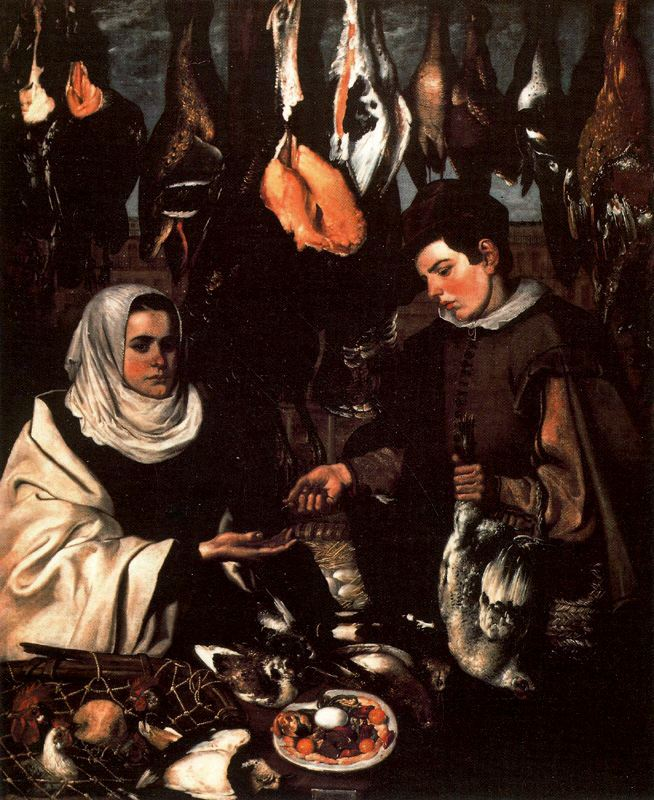
Алехандро де Лоарте, «Продана курка», приватна збірка
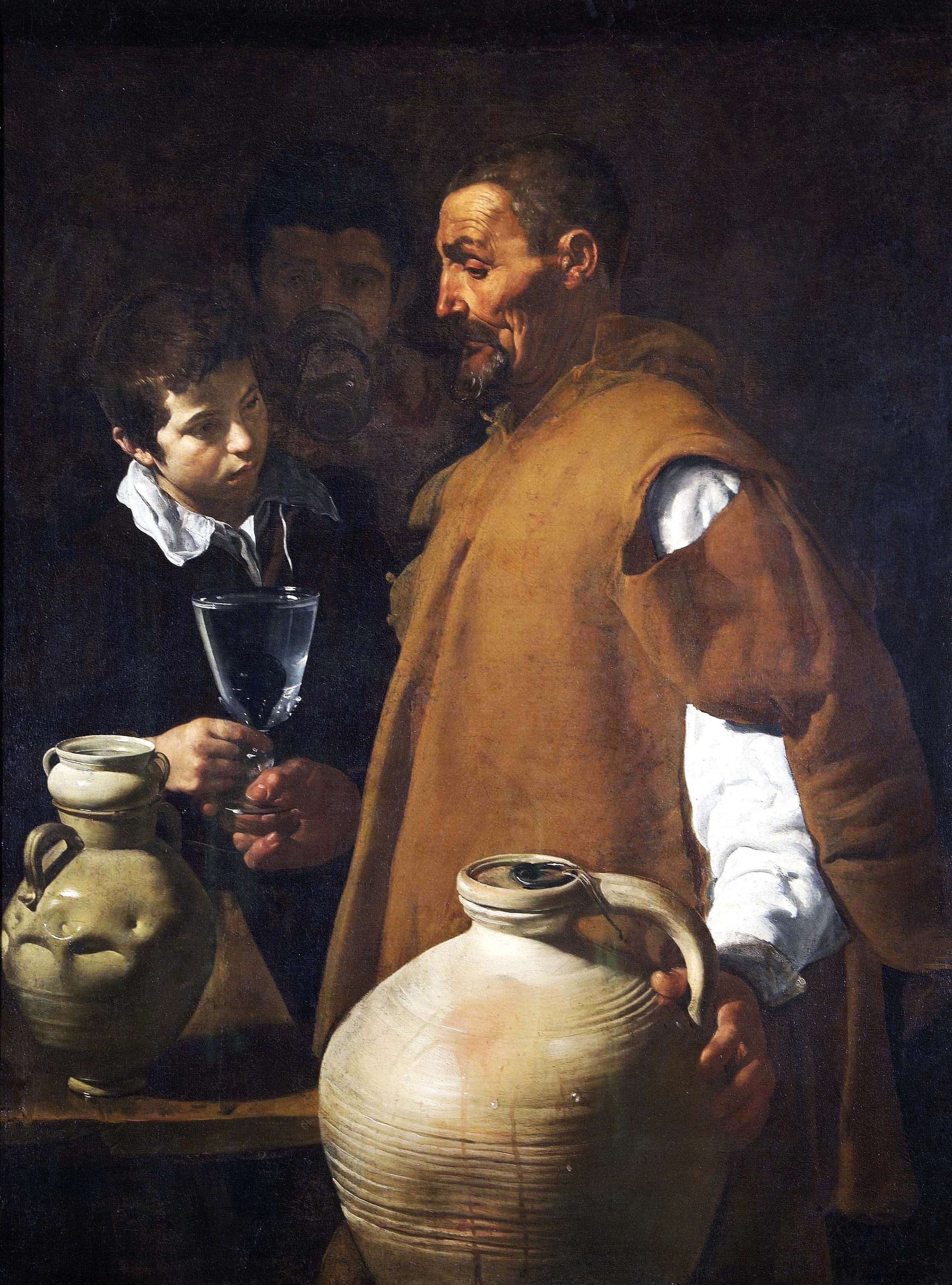
Веласкес, Водонос, 1621
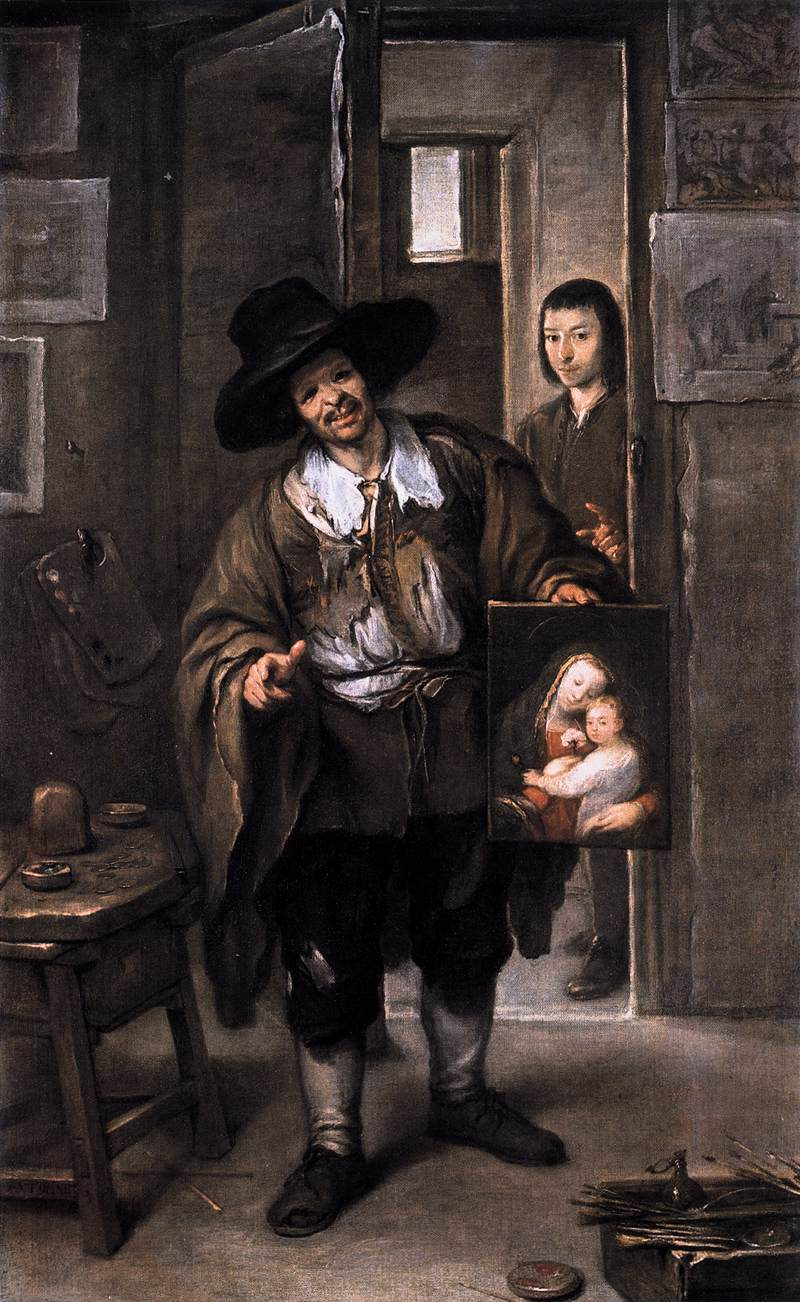
Хосе Клаудіо Антолінес. «Мандрівний продавець картин», 1670

## Натюрморт 17 ст
Іспанських натюрмортів було створено небагато, а поцінюють їх дуже високо. Іспанія довго утримувала Нідерланди у межах своєї колоніальної імперії. Звідси вивозили усе коштовне. Крім грошей у перелік цінних речей увійшли ще килими — гобелени або арраси та картини. А саме в мистецтві Нідерландів вперше з'являється натюрморт олійними фарбами, часто на зворотньому боці портретів. Ганс Мемлінг (1433—1494) виконав на дубовій дошці портрет молодого замовника. А на звороті намалював горщик з квітами на перському килимі. Це чистий натюрморт (музей Тіссен-Борнемісса).
Саме горщик з квітами намалював у своєму «Натюрморті» іспанець Хуан де Арельяно (1614—1676, Смоленськ, Смоленський художній музей ім. С. Коньонкова).
Іспанці підуть своїм шляхом і викинуть геть дріб'язки нідерландських манер у натюрмортах. Франсіско де Сурбаран в своєму «Натюрморті з лимонами та апельсинами в кошику» 1633 р. покладе фрукти суворо і просто. І не пожалкує ніяких кольорів своєї палітри, аби всі побачили красу іспанських сільських здобутків (Флоренція, збірка Контіні-Бонакоссі).
Ще суворіше і простіше розмістив овочі в «Натюрморті с гарбузом» Хуан Санчес Котан, уславлений майстер іспанського натюрморту. Одне яблуко, одна капустина, один гарбуз і одна його скибка, один огірок — от і весь сюжет. І всі скарби його душі. (м. Сан Дієго, США, Музей красних мистецтв). Аскетичність його натюрмортів не псувала, однак, досягнуту красу композицій і досконалість відтворення овочей та фруктів.
Навіть Антоніо де Переда, що надто нагромаджує в натюрмортах речі, залишається їх шанувальником і співцем («Натюрморт з годинником», Москва).

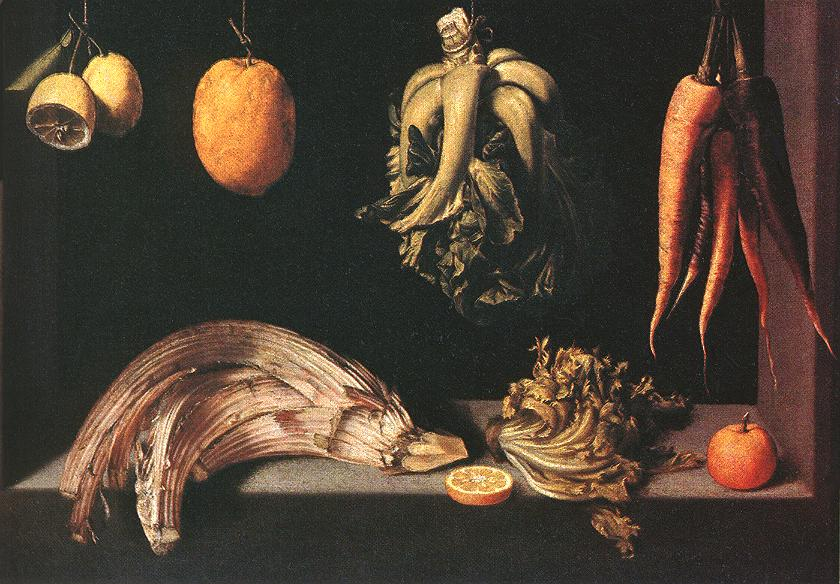
Х. С. Котан, Натюрморт, Мадрид.
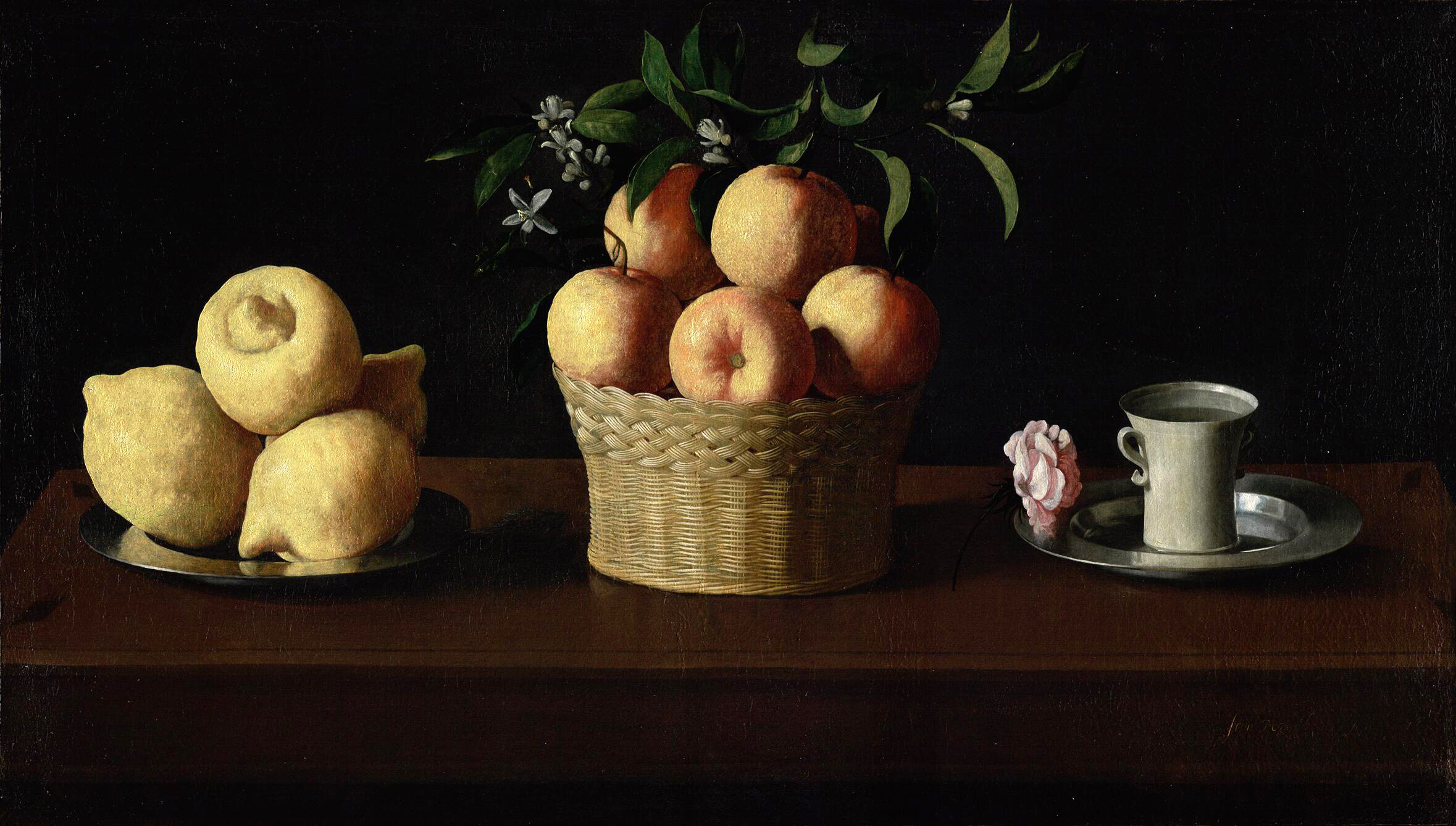
Сурбаран. Натюрморт з лимонами, апельсинами в кошику та трояндою. 1633. Фонд Саймона Нортона. Лос-Анджелес
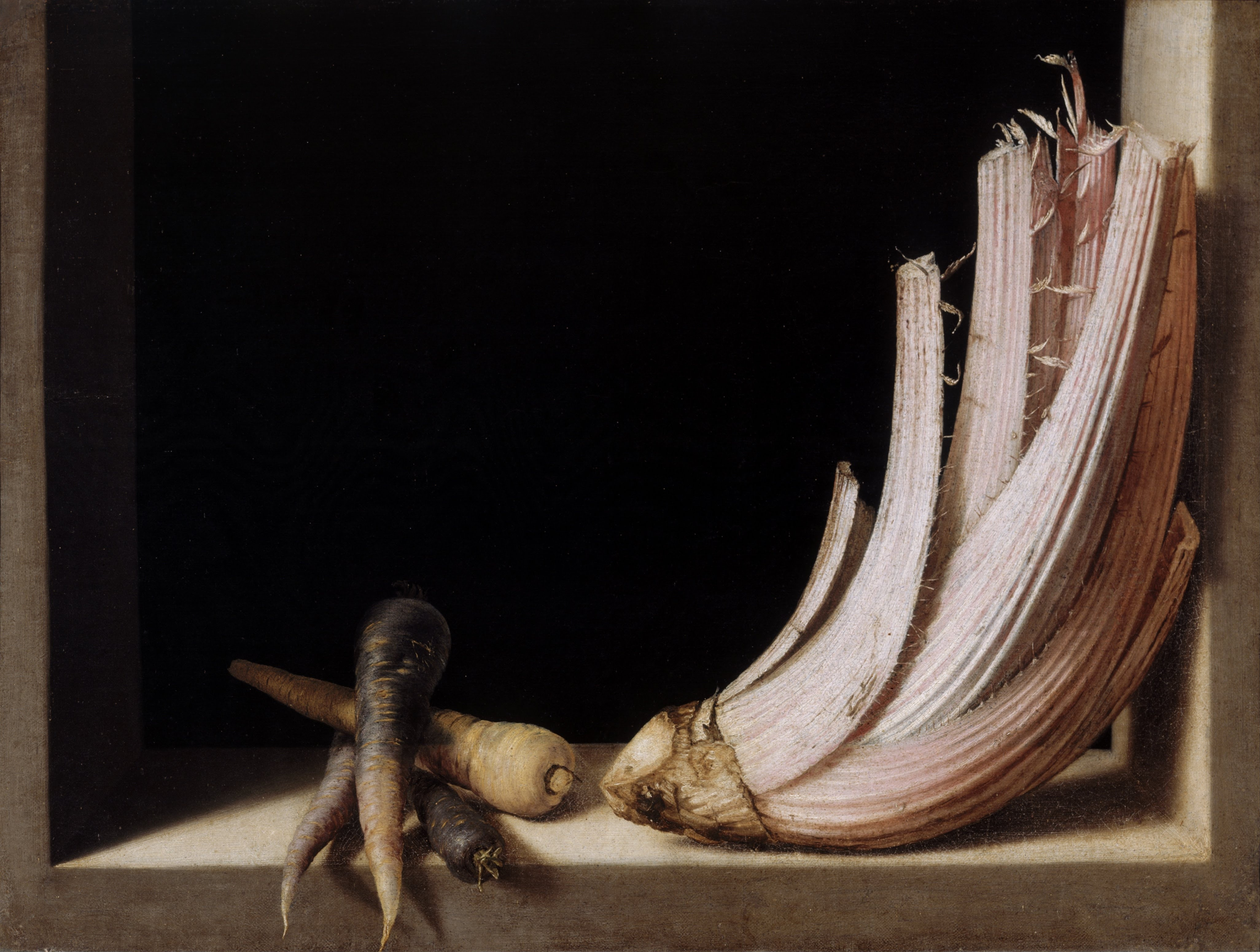
Х. С. Котан, Натюрморт, музей в Гранаді
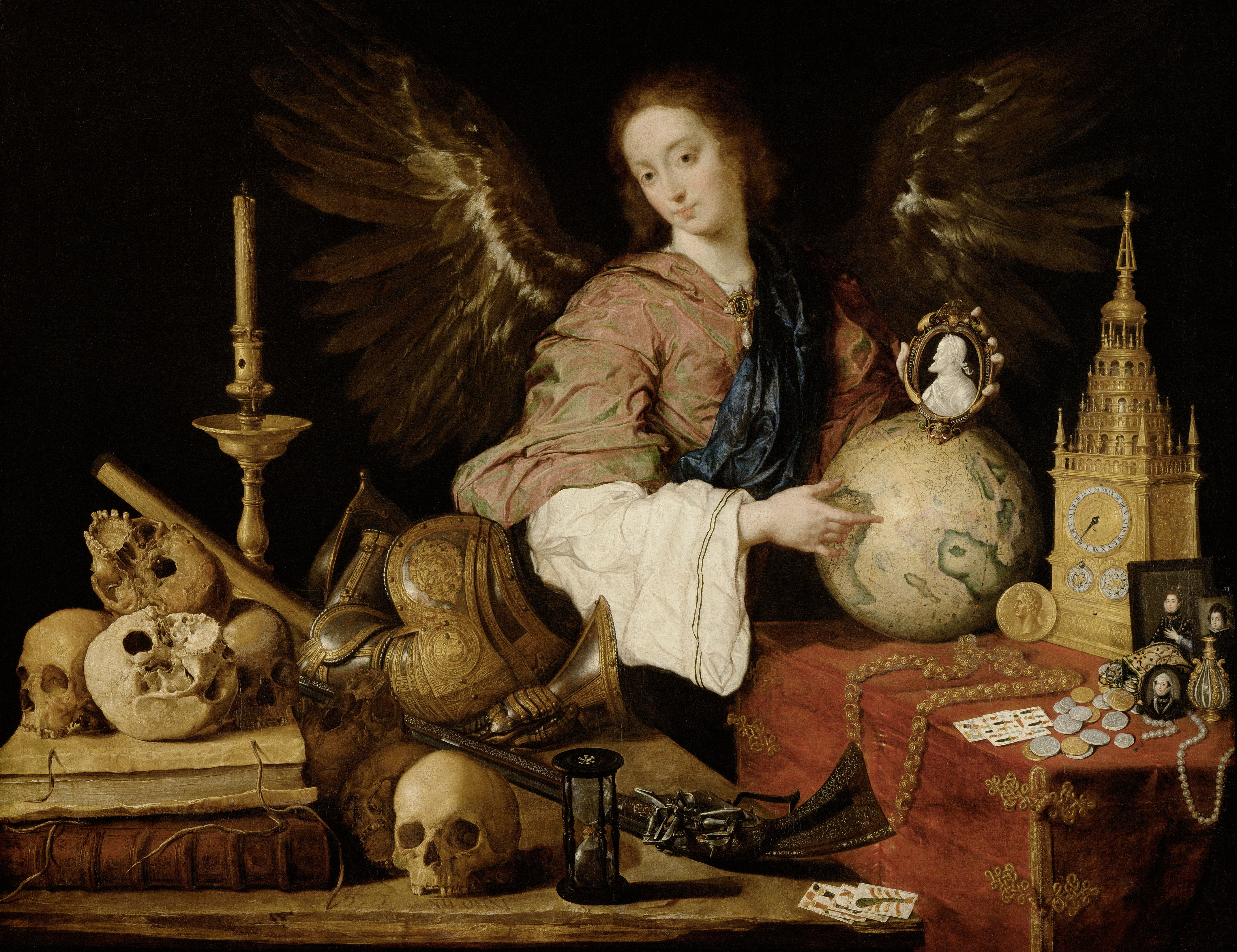
Антоніо де Переда. Натюрморт «Марнота марнот»
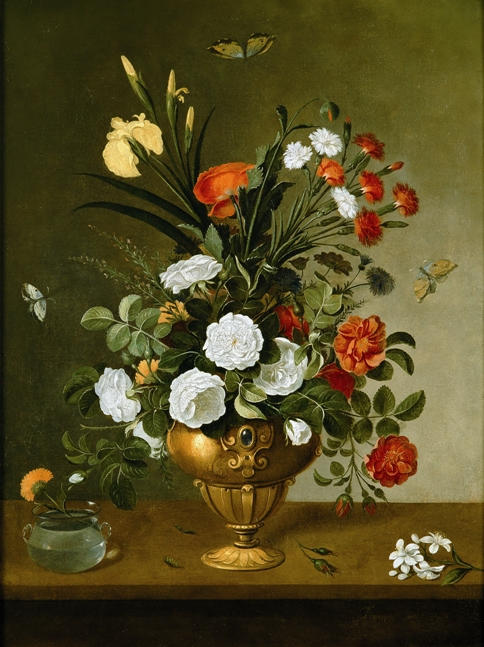
Педро де Кампробін. «Квіти в скляній вазі», Національний музей Прадо, Мадрид
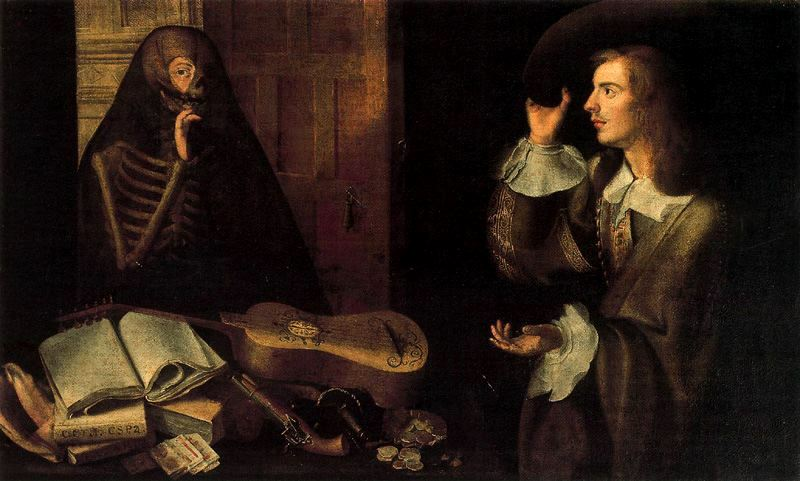
Педро де Кампробін, «Memento mori», Шпиталь де Карідад, Севілья
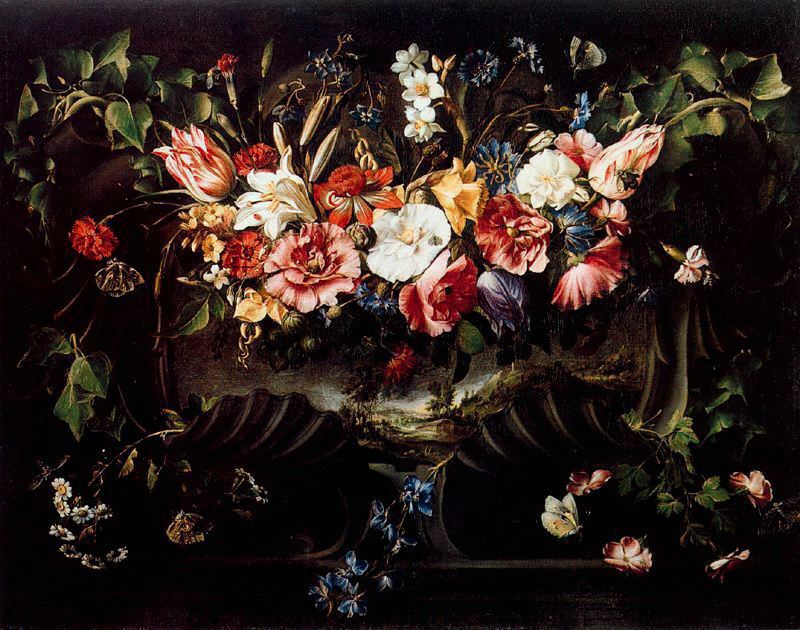
Хуан де Арельяно. «Квіткова гірлянда на тлі далекого пейзажу», Національний музей Прадо
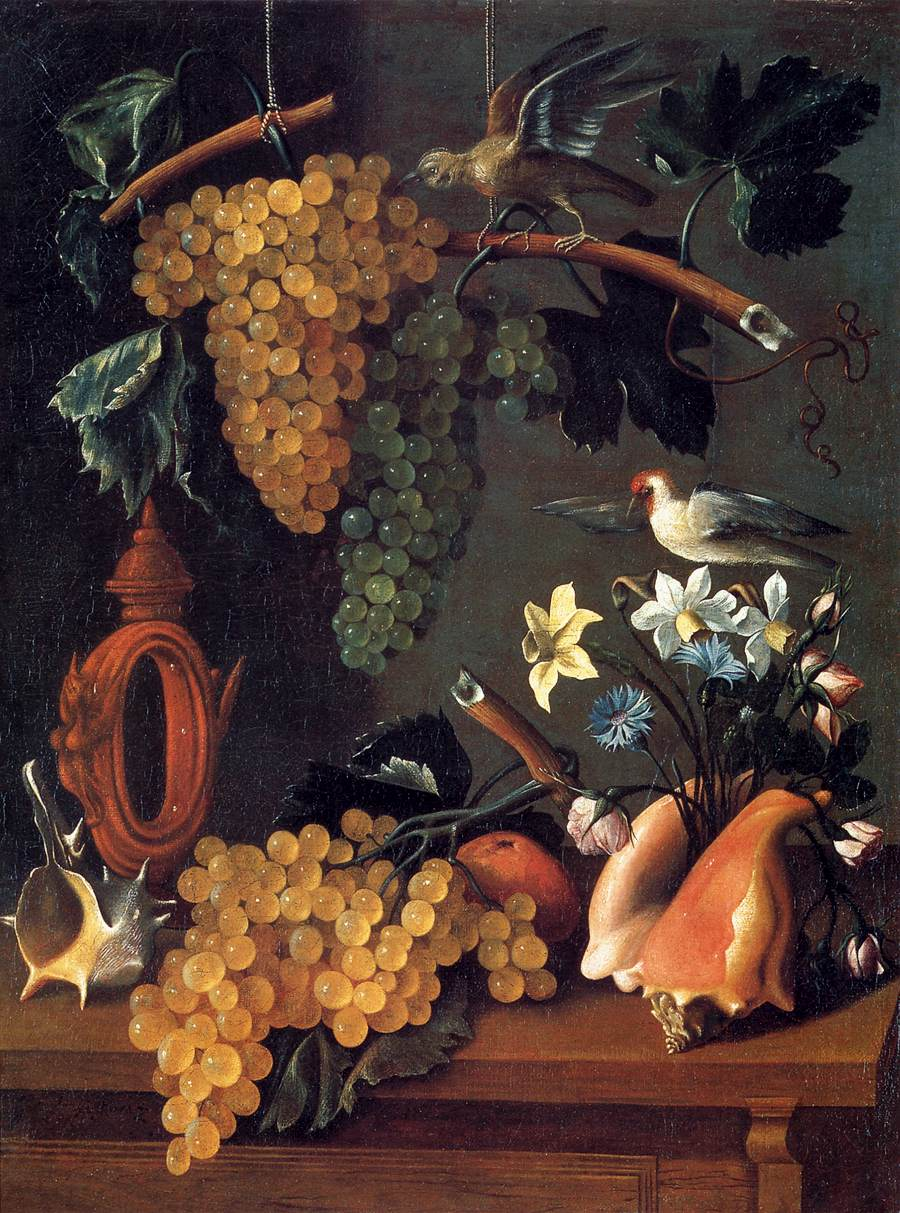
Хуан де Еспіноса. «Виноград, квіти і мушлі», Лувр, Париж

## 17 століття
- Докладніше: Мадридська школа

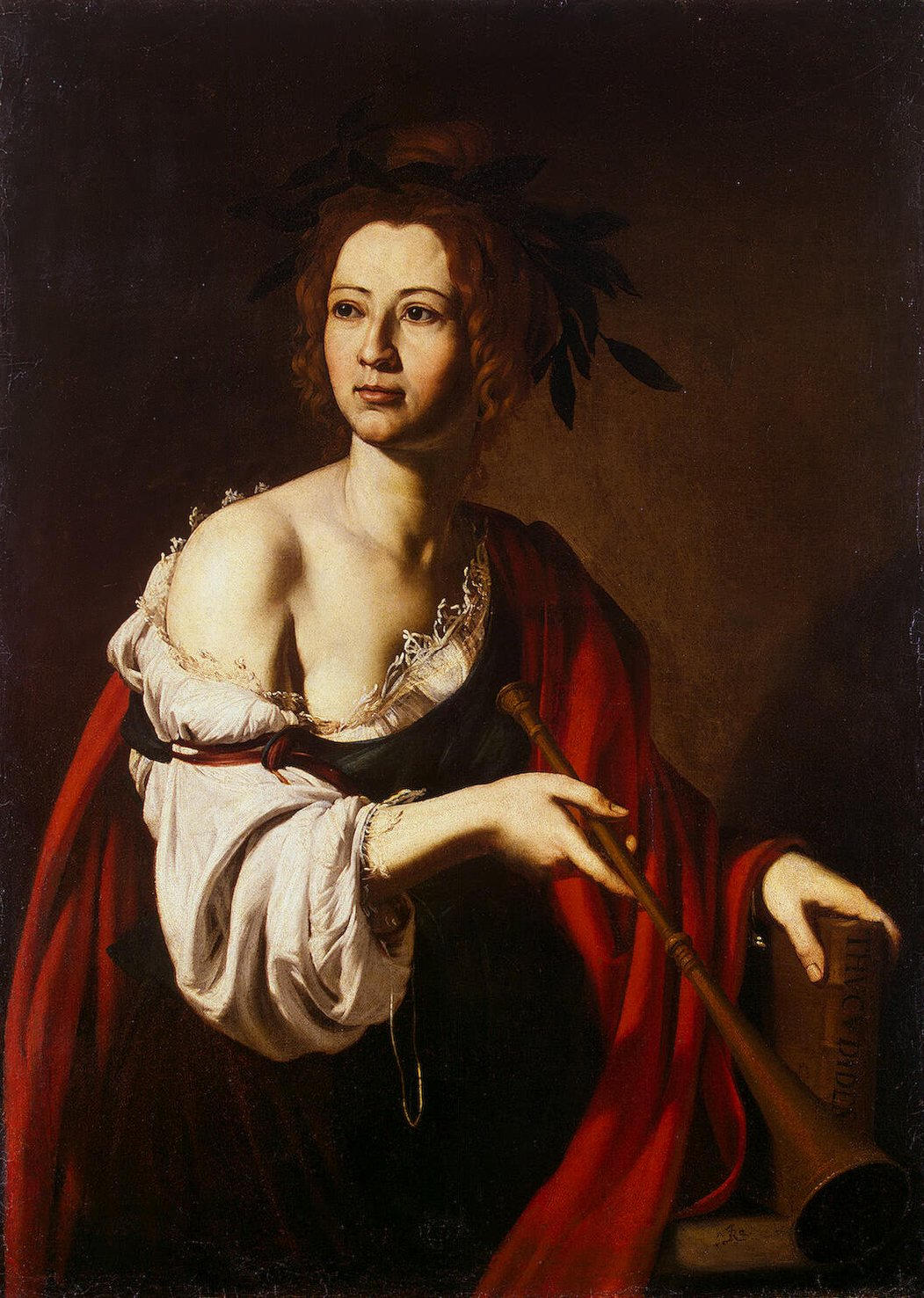
Кліо (Рібера), Ермітаж, Санкт-Петербург

Але мистецтвознавці Іспанії пізніше розширили межі «Золотої доби». Відлік починають з 1492 р., коли Небріха оприлюднив підручник «Іспанська граматика», а завершують 1681 роком, коли помер Кальдерон. В «Золоту добу», таким чином включають іспанське Відродження та маньєризм, іспанське бароко та художників реальності.
Отже, «Золота доба» іспанської культури ніяк не збігається з календарними межами 17 століття, хоча саме тоді відбувся пік розвитку і іспанської літератури, і іспанського образотворчого мистецтва. А їх мистецькі здобутки отримали світове визнання. Серед відомих літературних імен Європи почесні місця посіли:
- Сервантес
- Лопе де Вега
- Луїс де Гонгора
- Тірсо де Моліна
- Педро Кальдерон де ла Барка

Світове визнання отримали і іспанські художники 16-17 ст.:
- Луїс де Моралес
- Ель Греко
- Дієго Веласкес
- Франсіско де Сурбаран
- Хосе де Рібера
- Бартоломео Естебан Мурільйо.

Крізь руки іспанських можновладців текла річка золота та срібла, вивезеного із американських колоній. Цими коштами не лише сплачували постійні війни в Америці та Європі, але й підживлювали національну культуру. В Іспанії розгорнулося масове будівництво палаців, монастирів і соборів, замовлялись картини відомим художникам, національним та іноземним. Але консерватизм управління та відсутність далекоглядності в політиці значно загальмували економічний та промисловий розвиток країни майже на 200 років. Коштовна річка золота та срібла осідала не в Іспанії, а в розвинених державах Європи, де розпочав свій шлях первісний капіталізм — в Голландії та Фландрії, в Британії, Франції. Культурний пік іспанського мистецтва не збігався з економічним розвитком країни, яка слабшала й невпинно сповзала в політичну та економічну кризу. Покажчиками кризи стали і військові поразки Іспанії:
- на морі проти Британії,
- на континенті — проти Голландії,
- на Піренейському півострові проти Португалії. У 1640 р. від Іспанії відокремилася Португалія, що відновила свою незалежність і державність.

«Золота доба» в Іспанії завершилася без жодної значної фігури в політиці, літературі, мистецтві. Наприкінці 18 століття іспанське мистецтво частково реабілітував лише Гойя.

## 18 століття (бароко, рококо, класицизм)

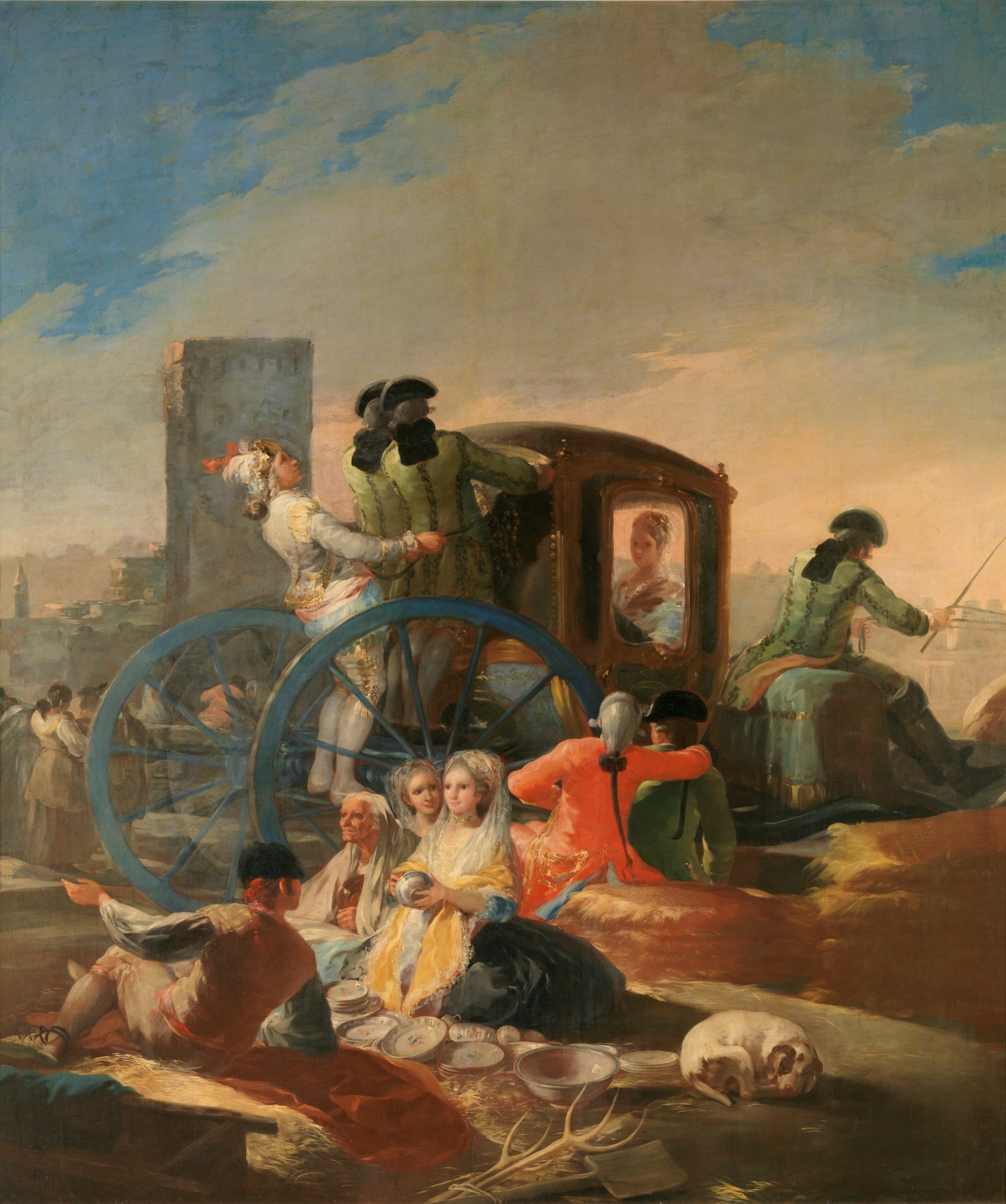
Гойя, «Продавець керамічного посуду», картон для гобелену, 1779 р.
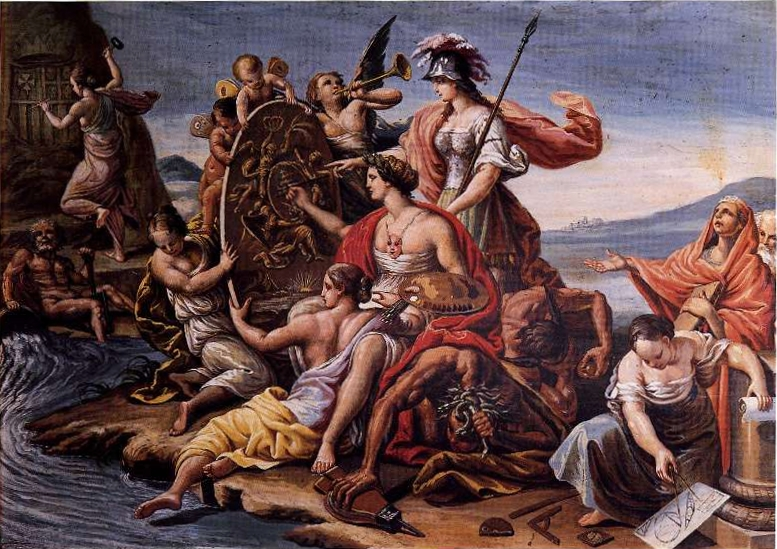
Мануель Байєу, «Алегорія красних мистецтв»
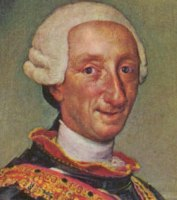
Карлос III, король Іспанії.
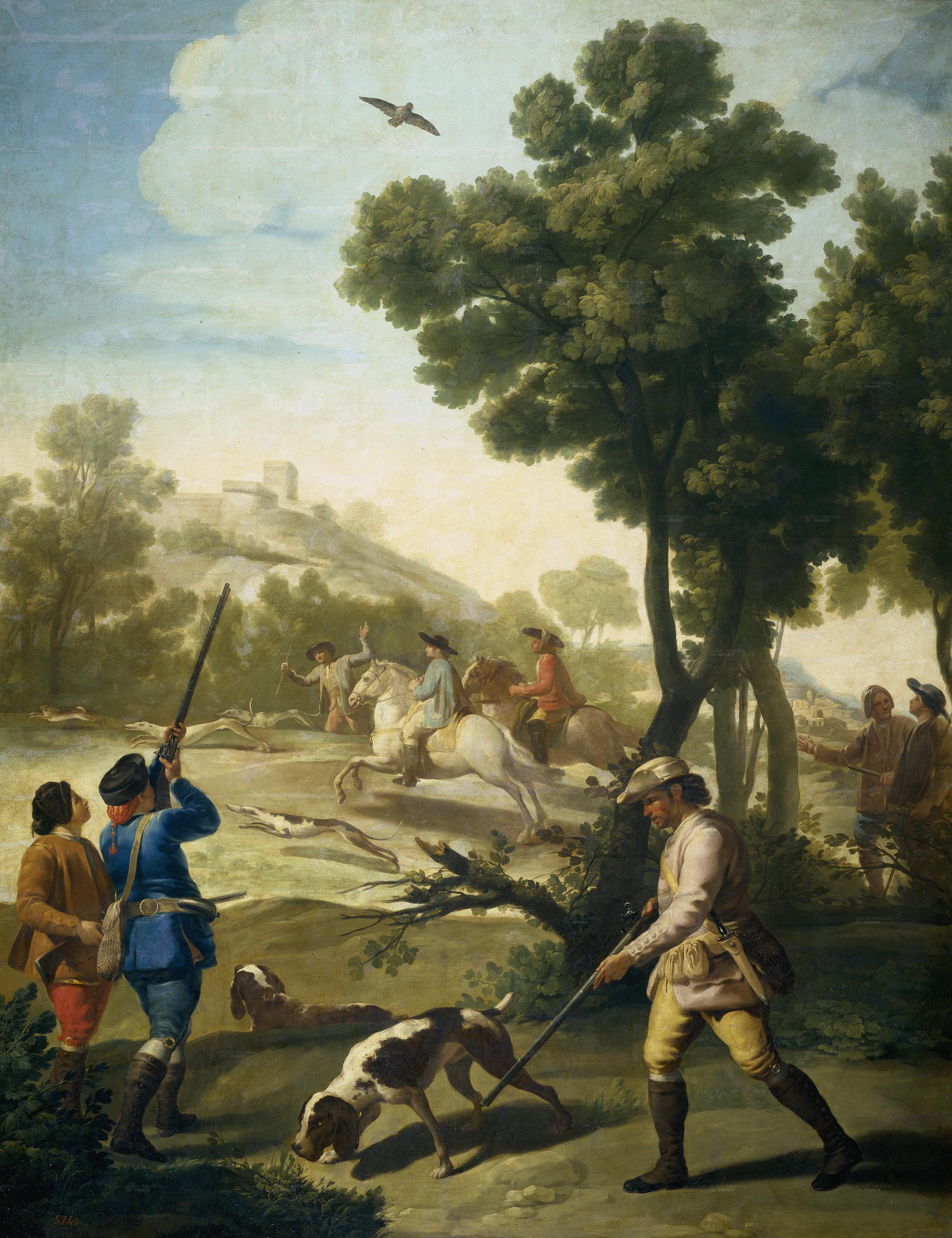
Гойя, «На полюванні», картон для гобелену, 1775 р.

## Іспанський натюрморт 18 ст

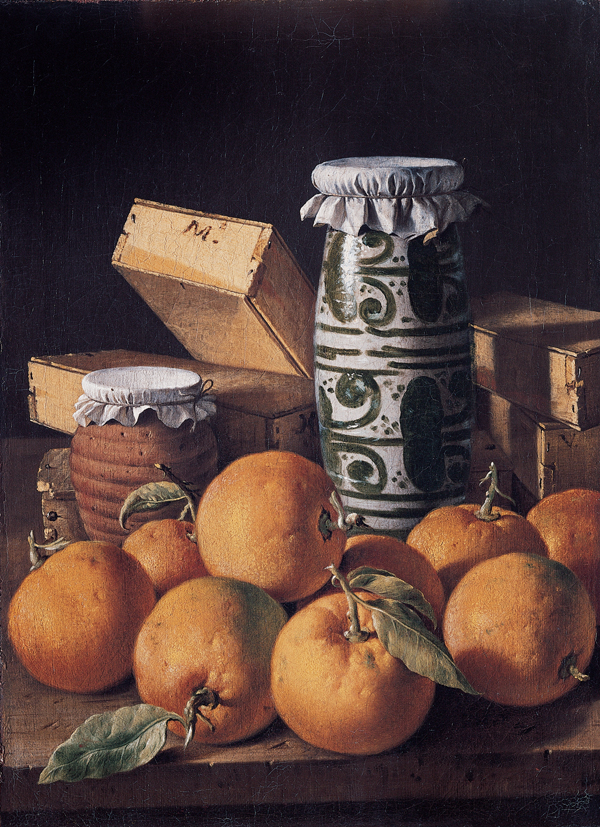
Луїс Мелендес. «Кераміка і апельсини», Кемпбел Арт Мьюзеум,
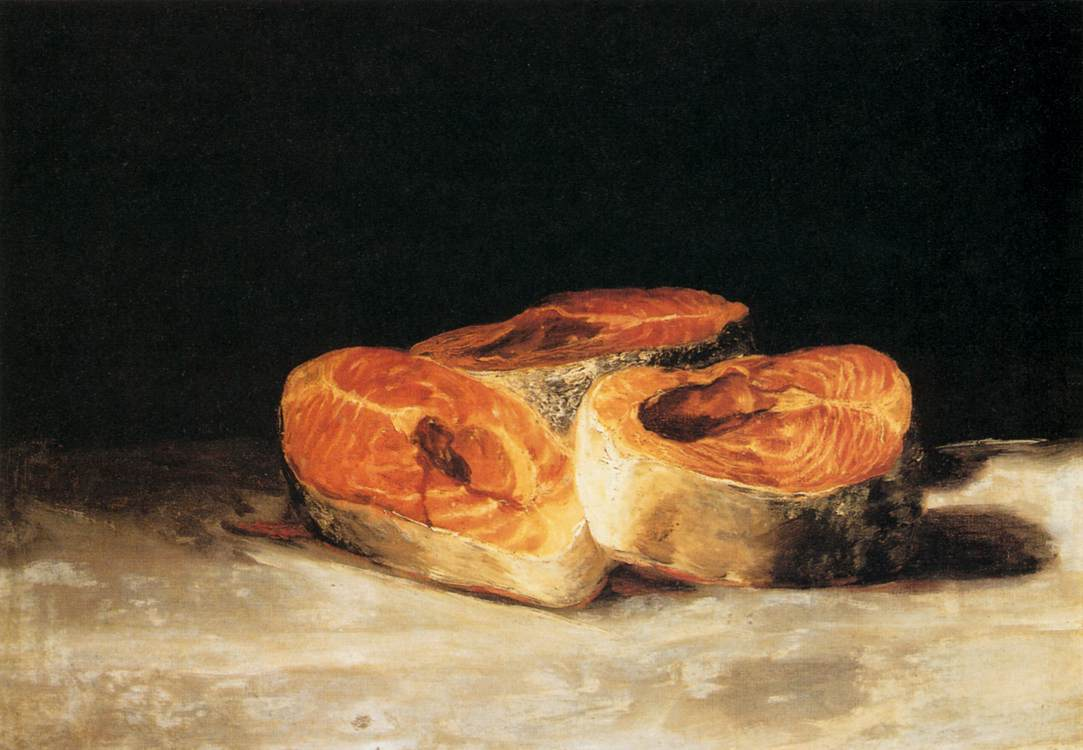
Франсіско Гойя. «Три шматочки лосося», Музей Оскара Рейнхарта
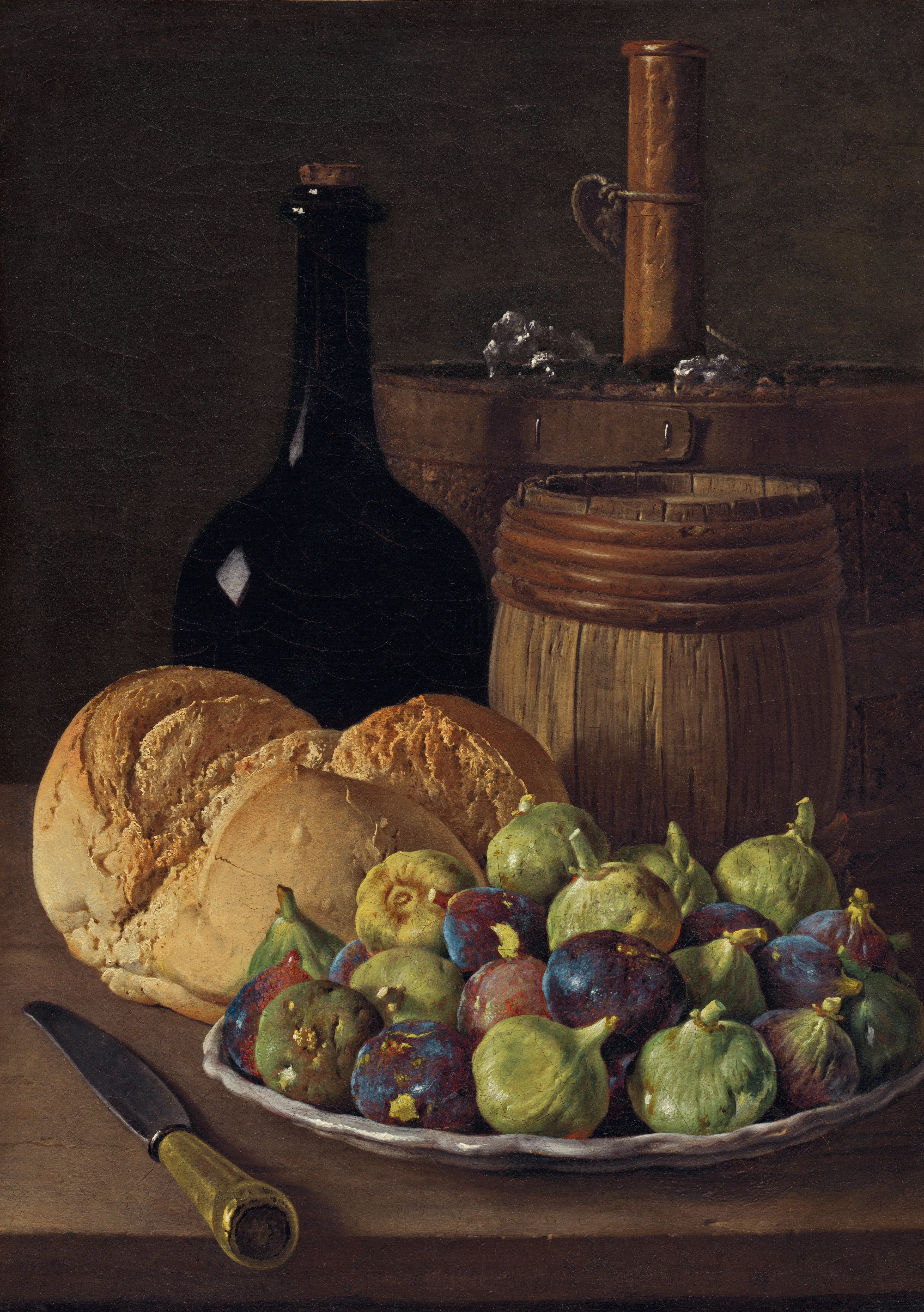
Луїс Мелендес. «Пляшка, хліб і інжир», Національна галерея мистецтв, Вашингтон
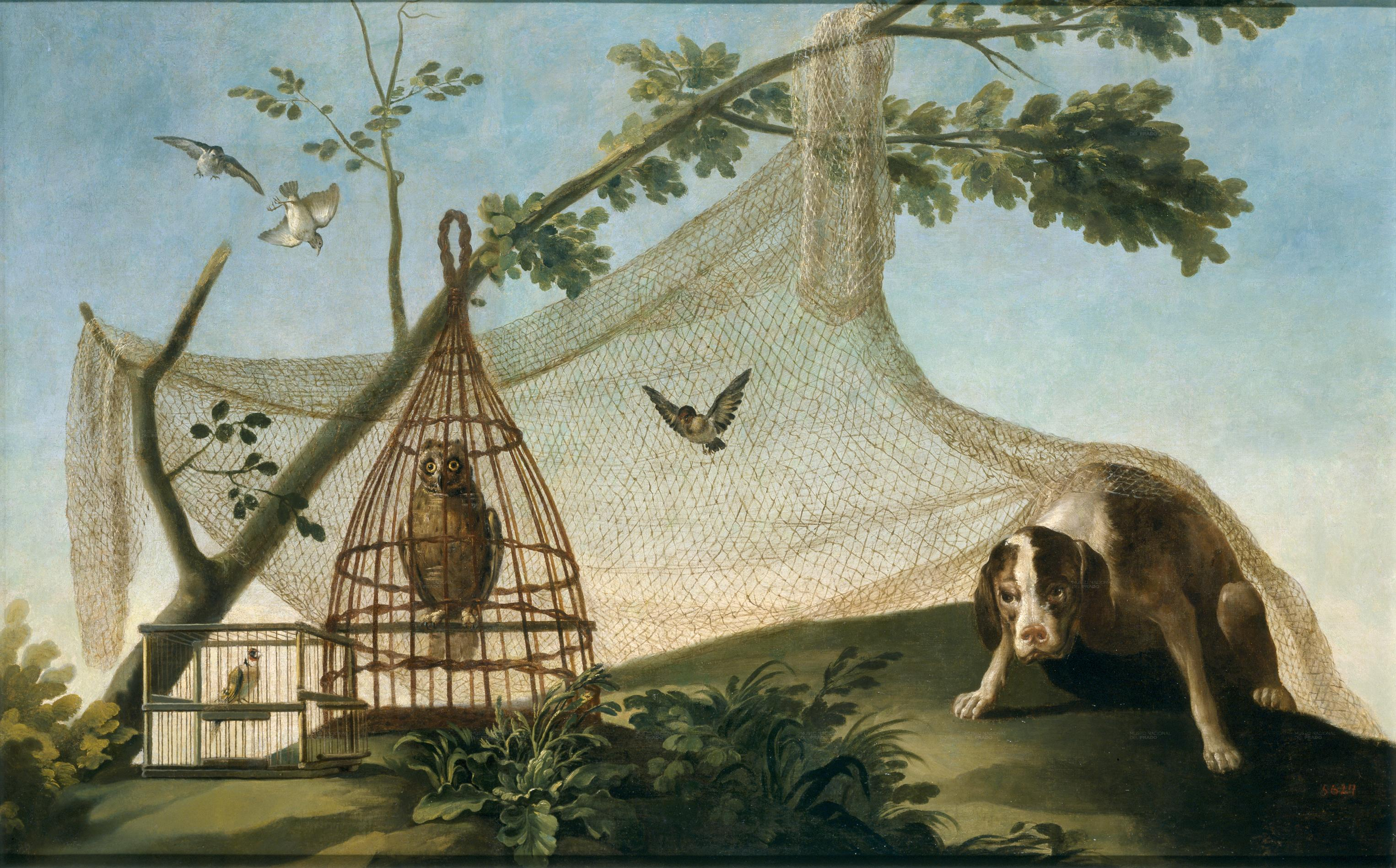
Франсіско Гойя. «Птахи і собака», Прадо, Мадрид.

## Твори Франсіско Гойї

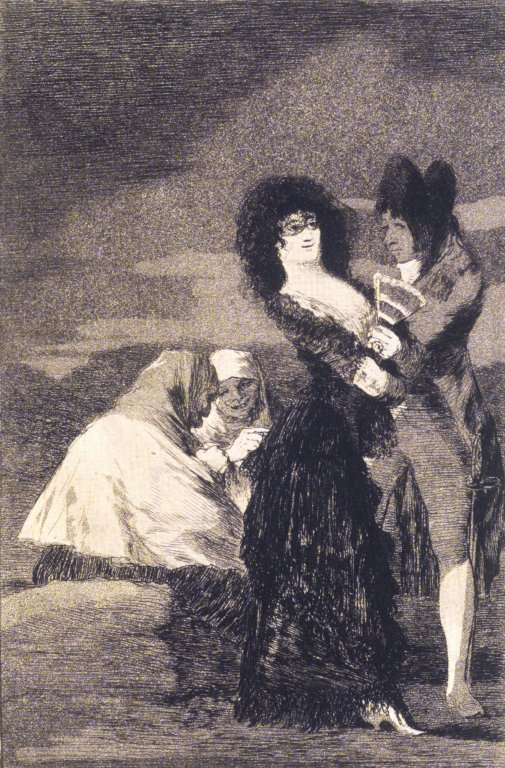
Худ. Гойя. «Двоє закоханих»
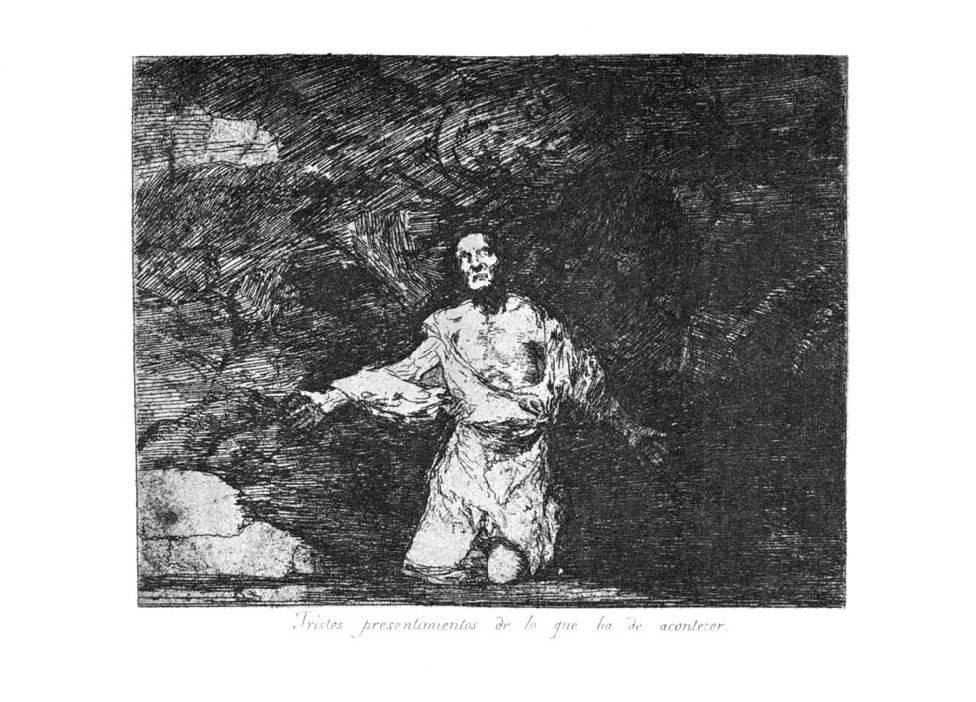
Передчуття небачених катастроф
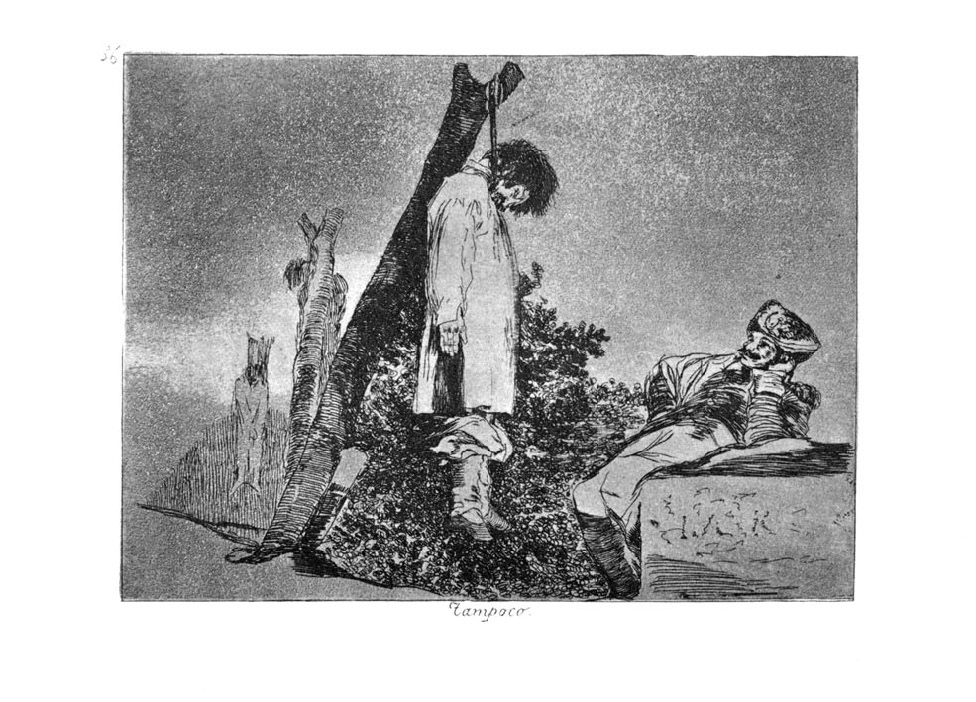
Аркуш № 36
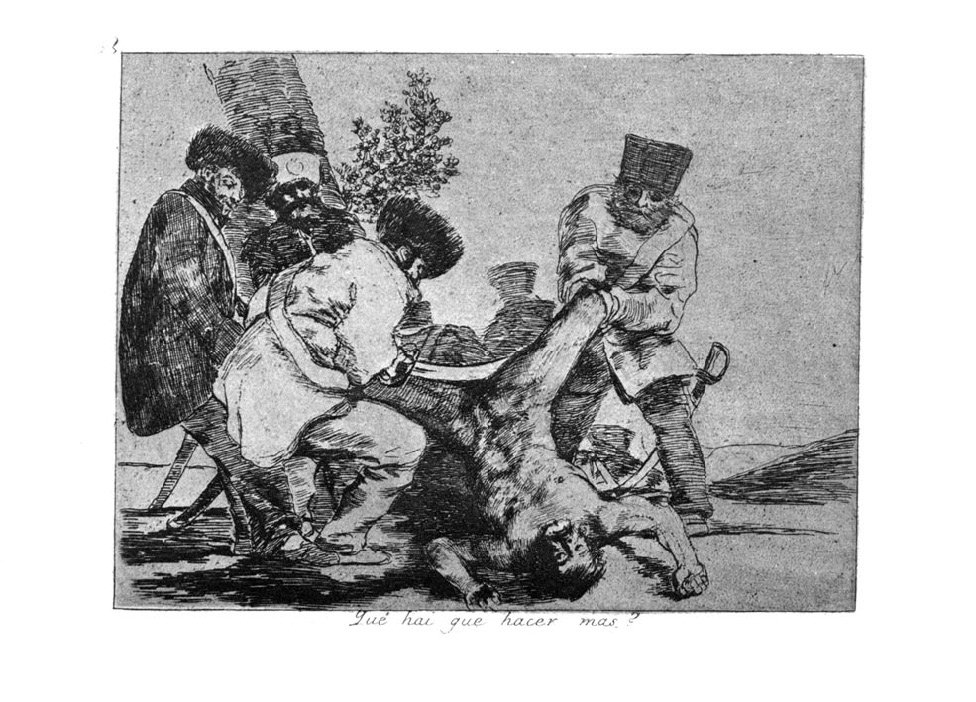
Аркуш № 33. Злочини війни
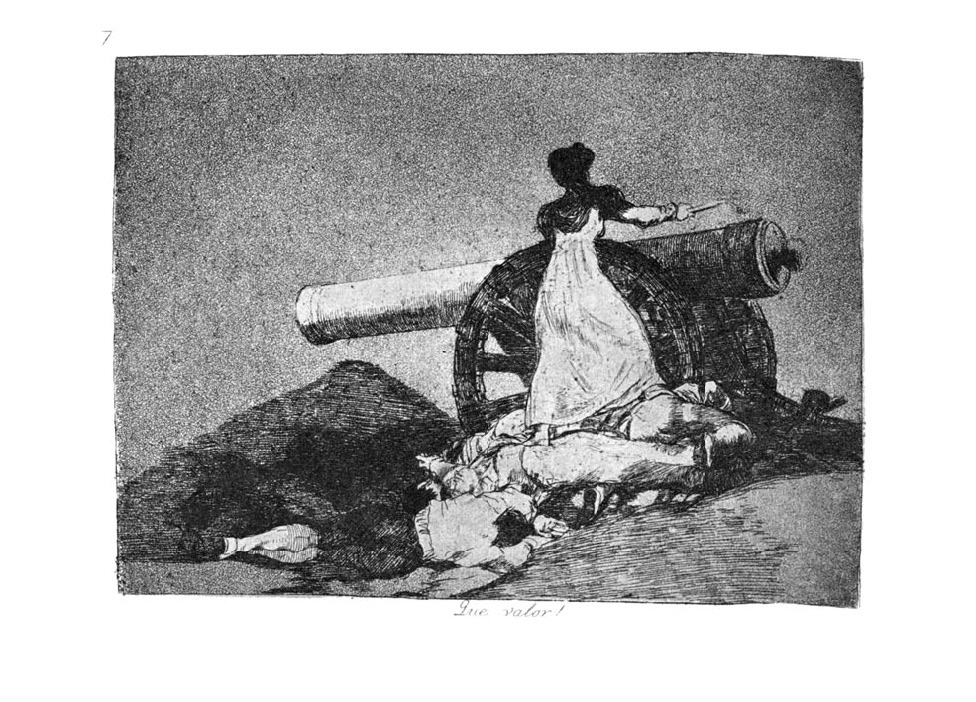
Аркуш № 7. Яка мужність!
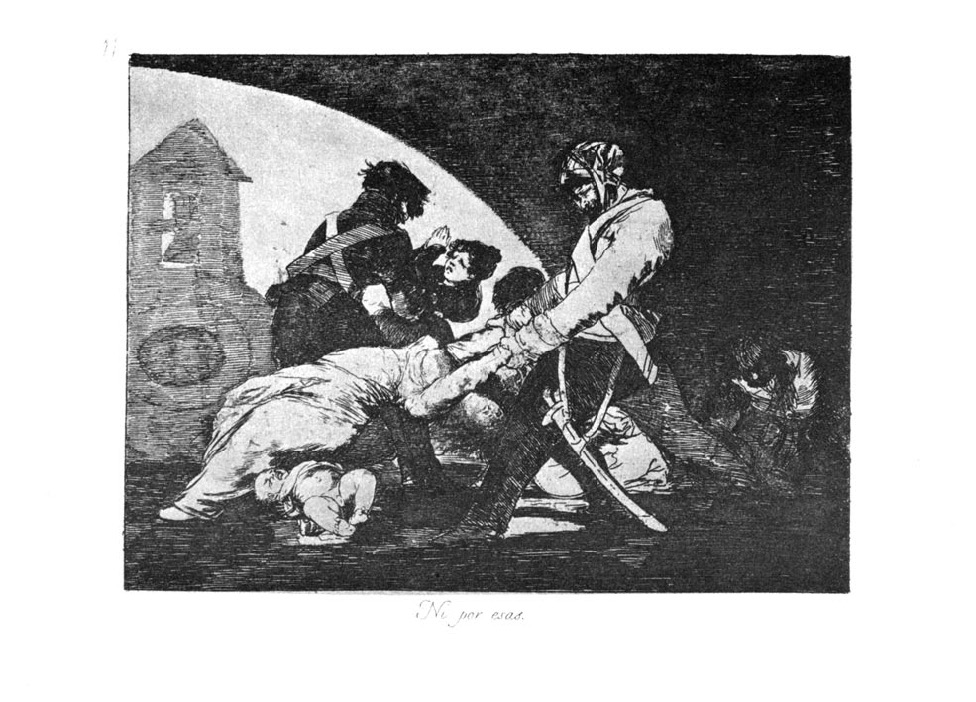
Аркуш № 11. Французи ґвалтують іспанських жінок
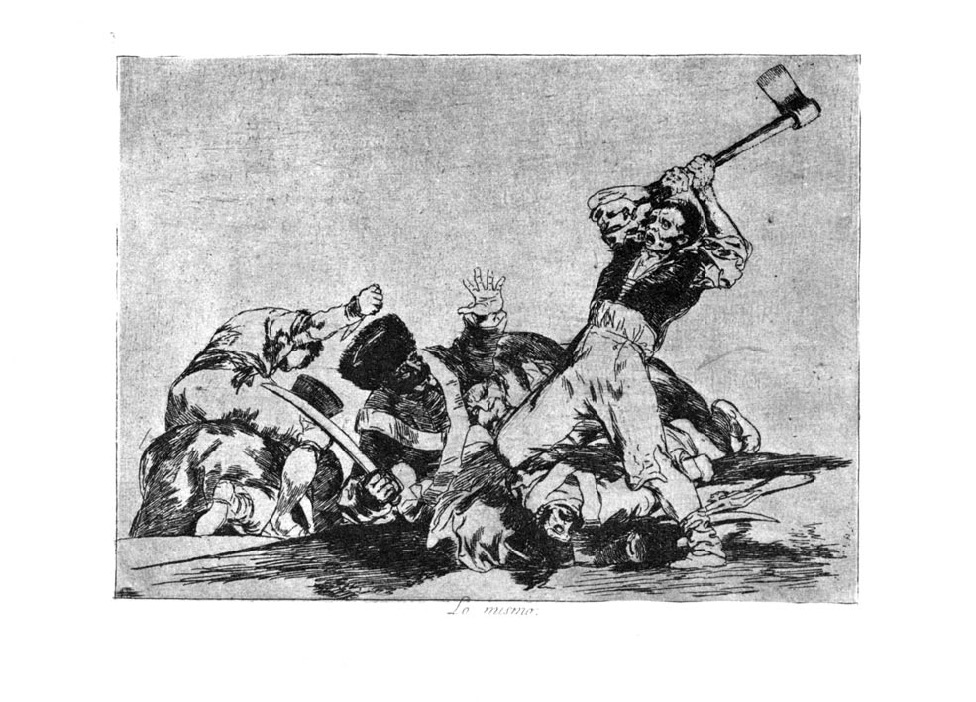
Аркуш № 3
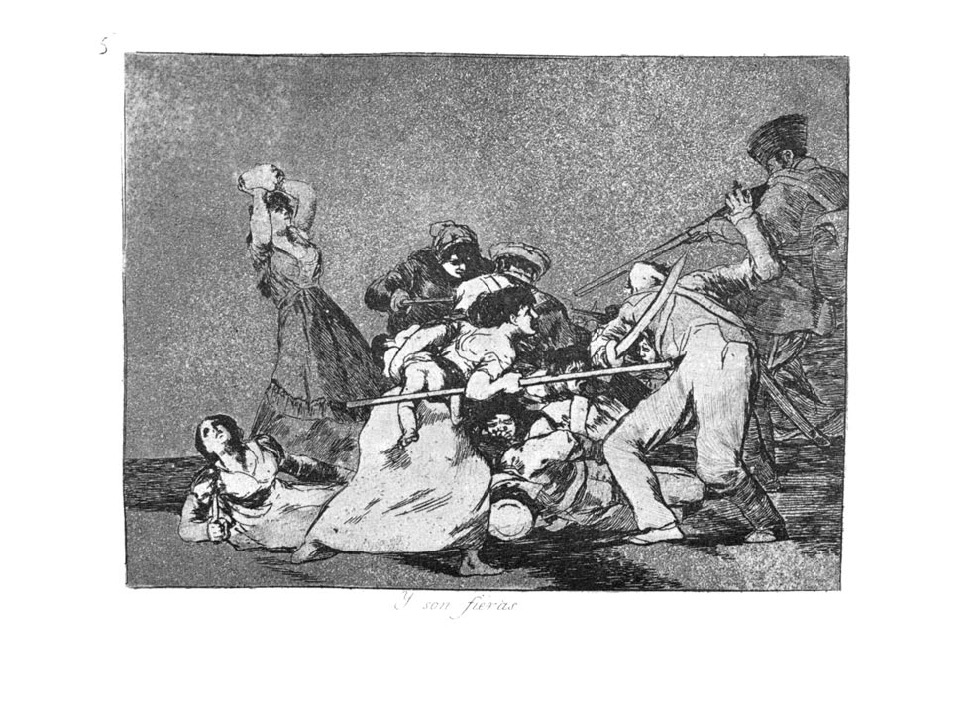
Аркуш № 5. Наче дикі звірі.
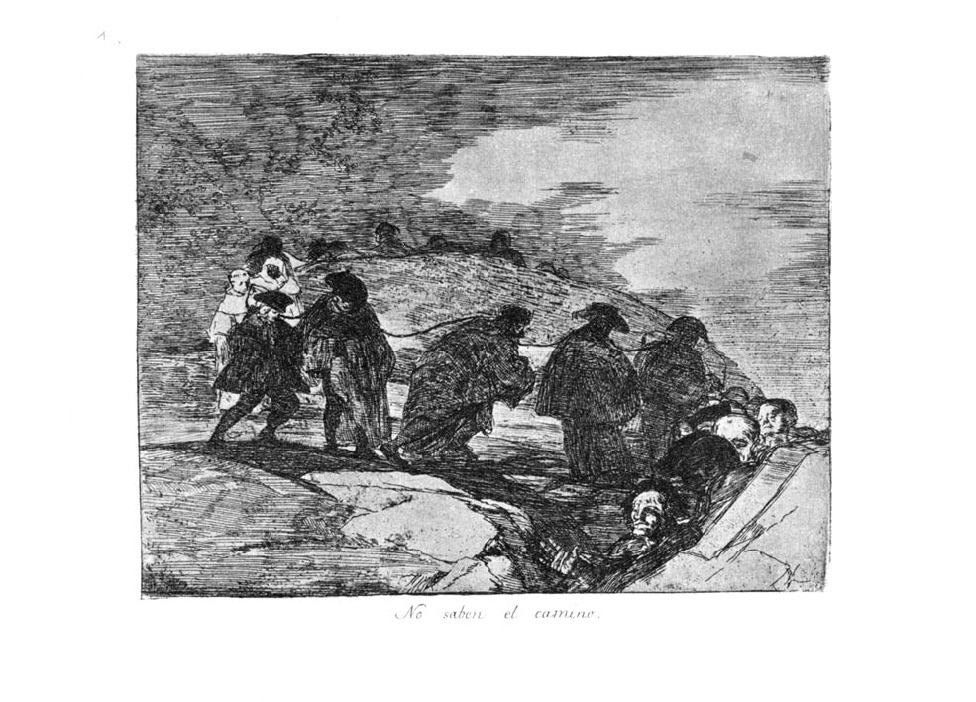
Аркуш № 70. Вони не знають шляху
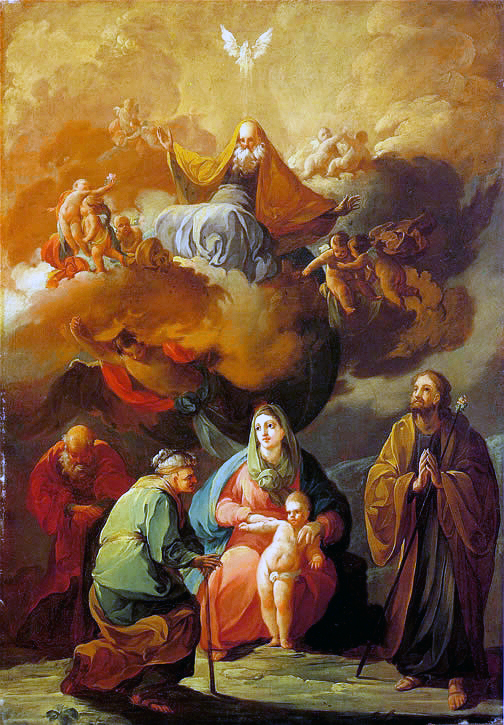
«La Triple generación», 1769
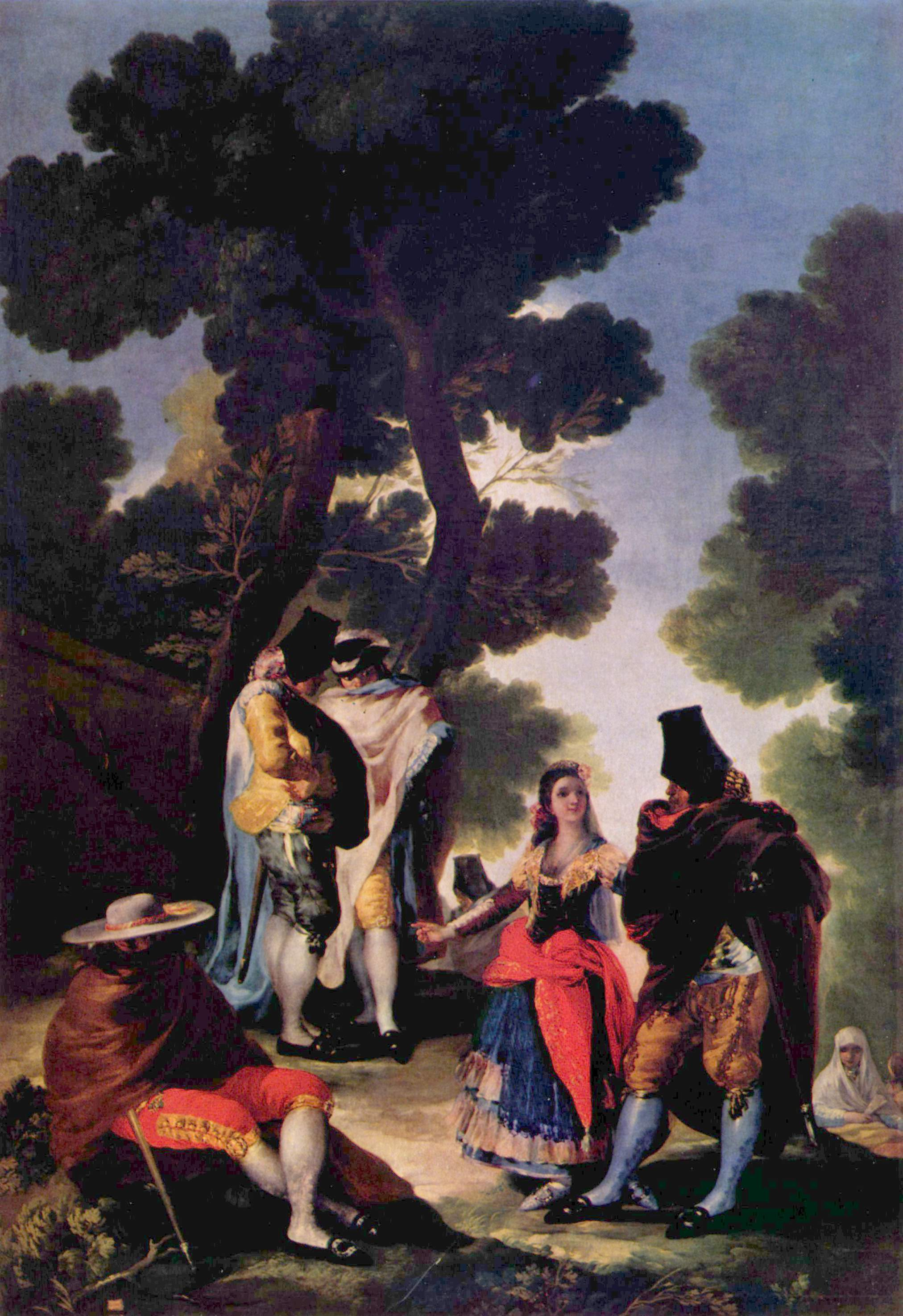
«Маха на прогулянці», 1777
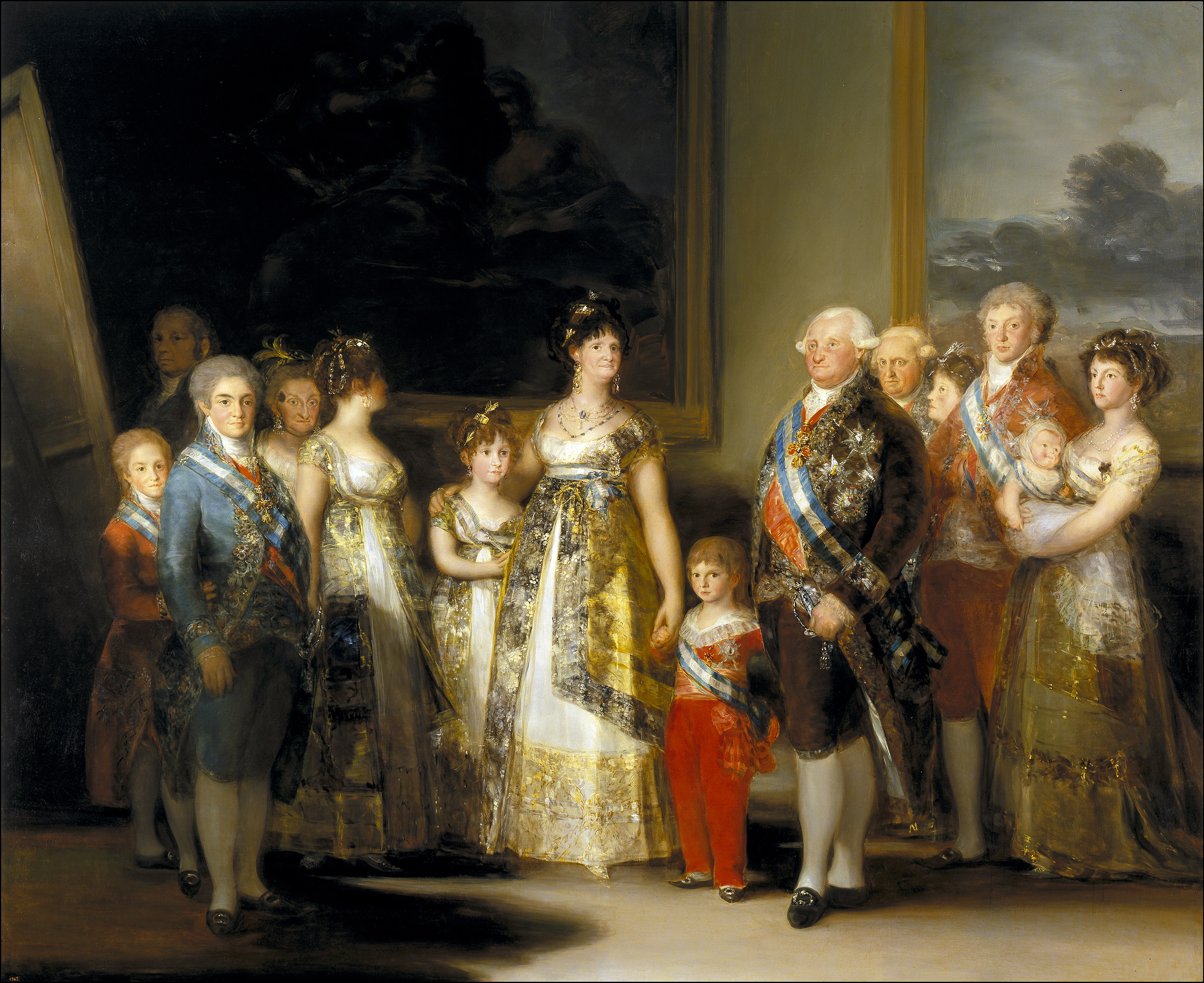
«Родина короля Карлоса IV»
«3 травня 1808 року»
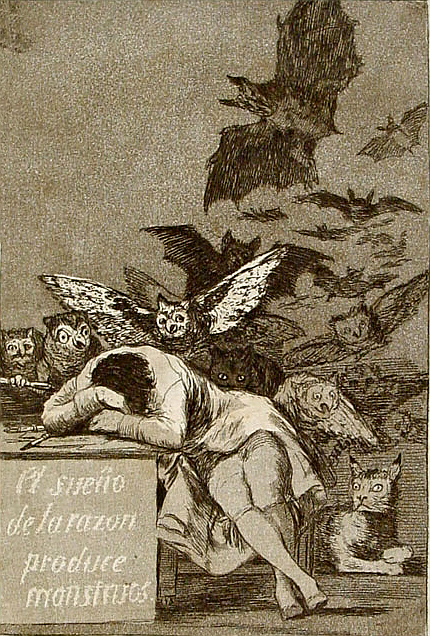
«Сон розуму породжує чудовиська»
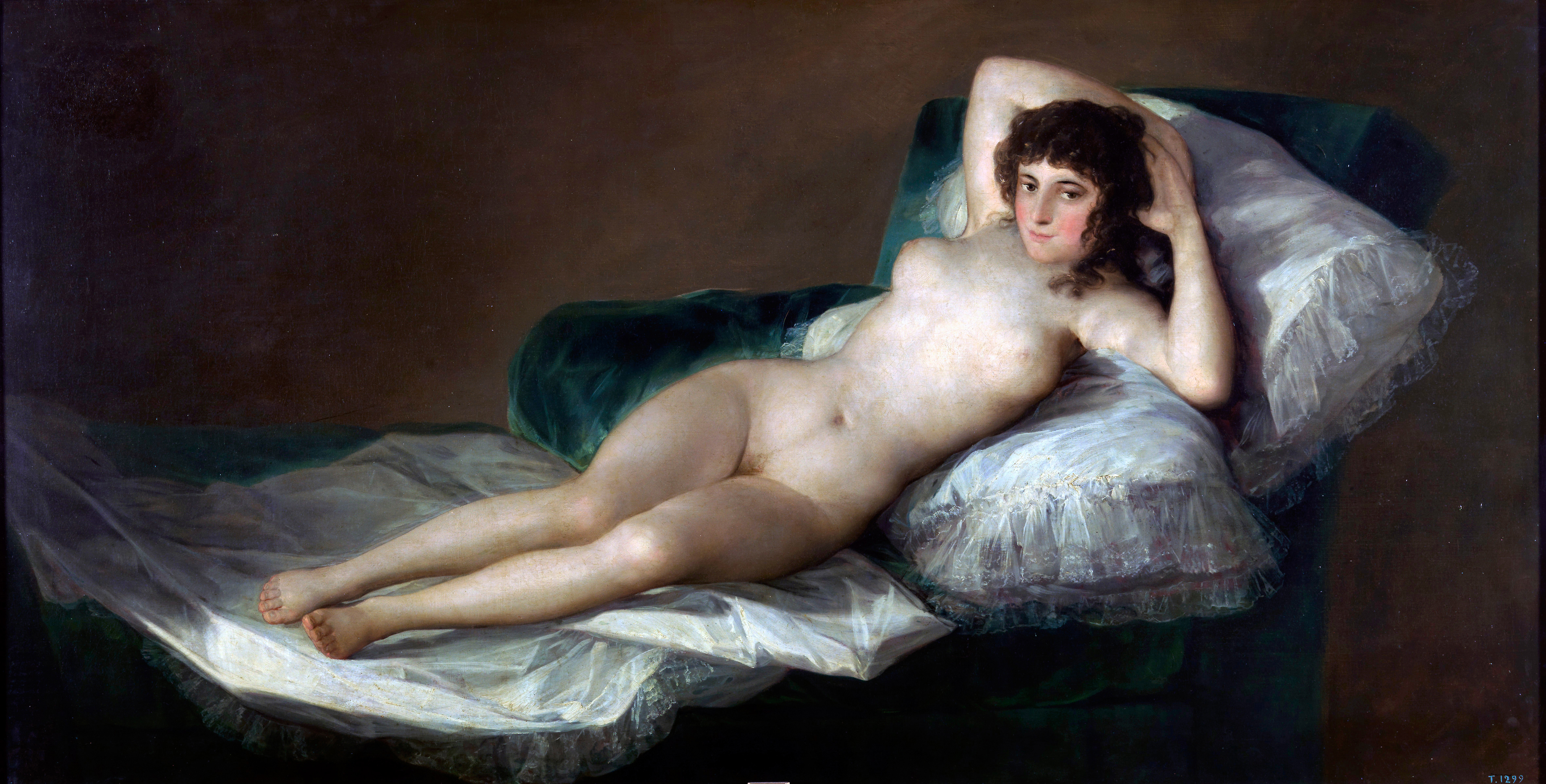
«Маха оголена», 1790-1800
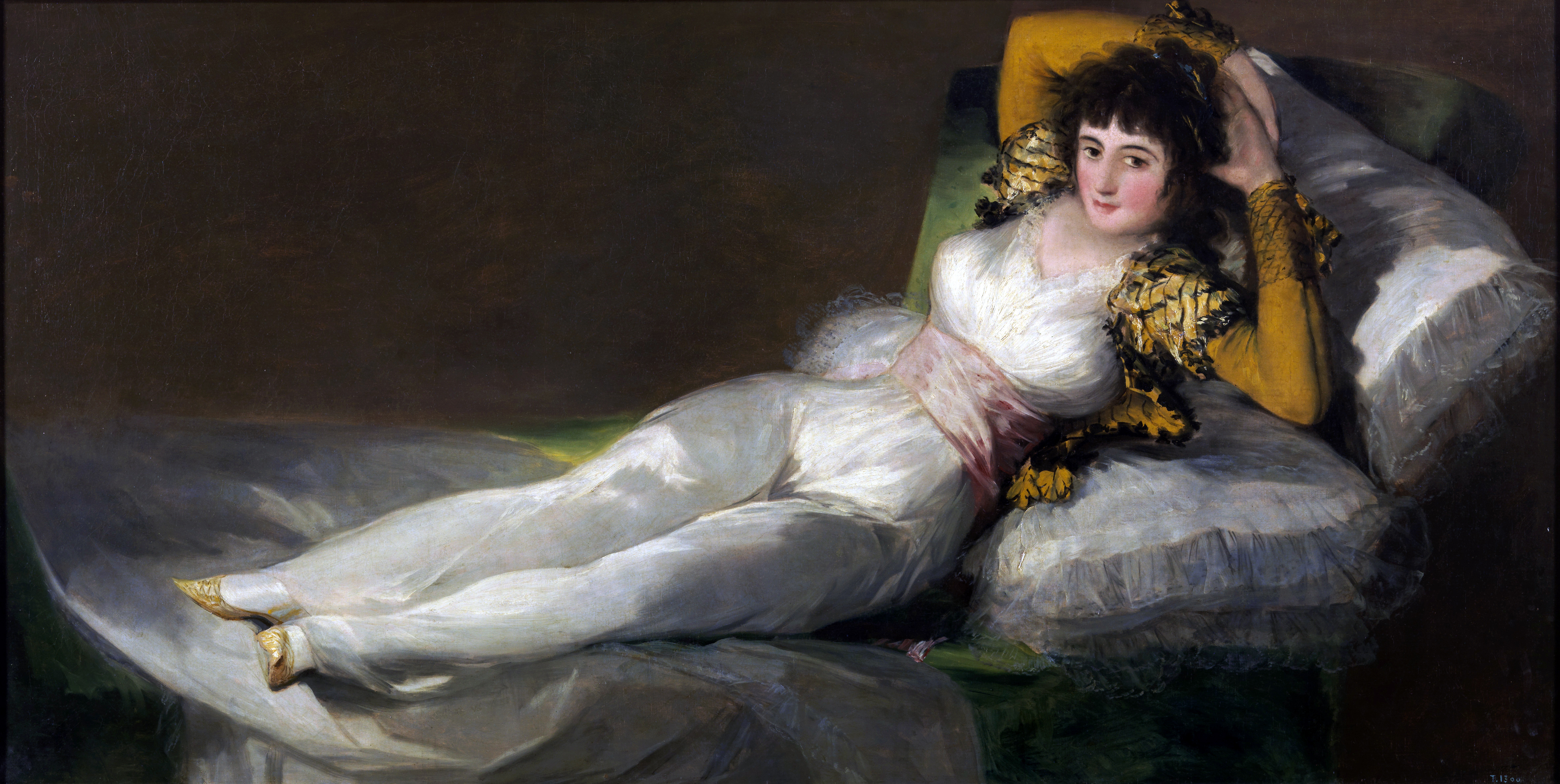
«Маха одягнена», 1802-1805
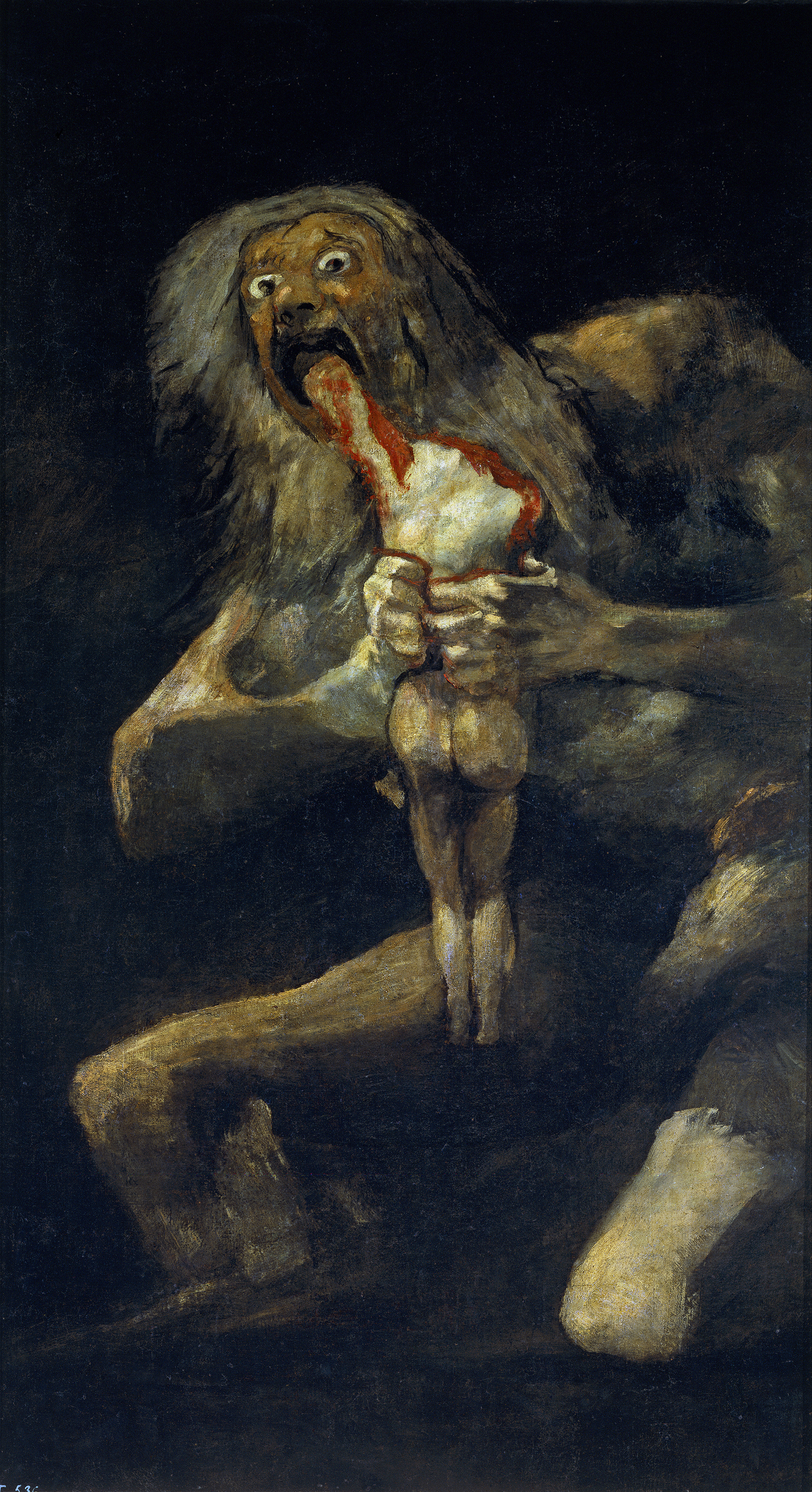
«Сатурн, що пожирає свого сина», 1821-1823, Музей Прадо
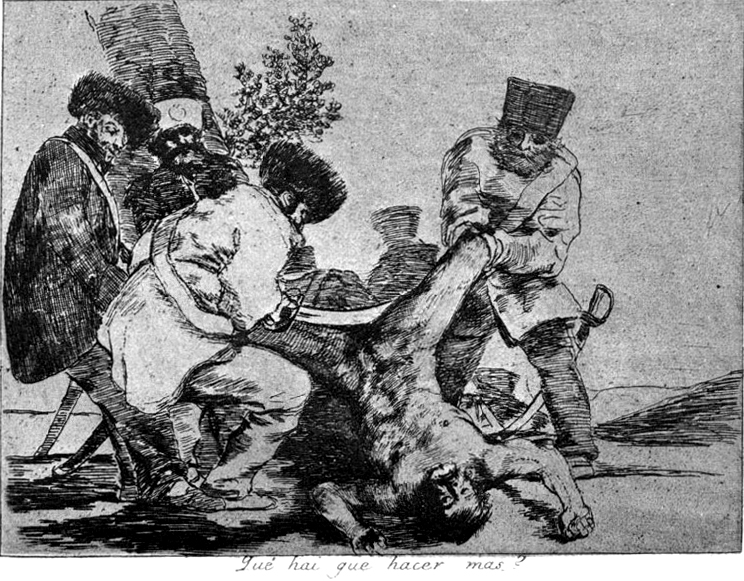
«Злочини війни»
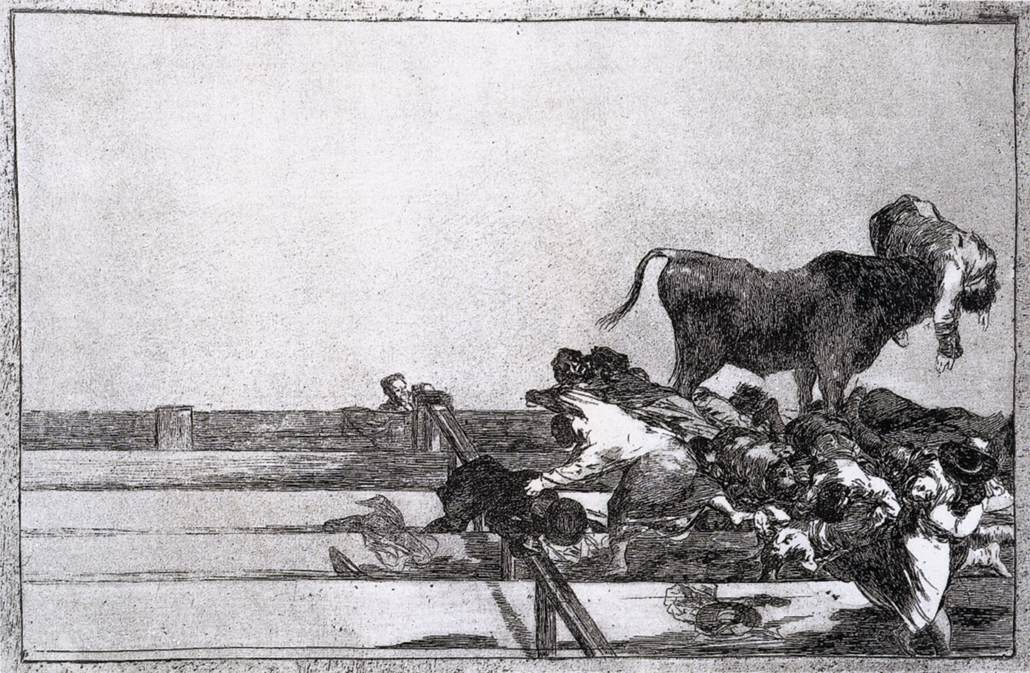
«Тавромахія»

## Мистецтво 19 ст
Після трагічних подій наполеонівський авантюр в Європі та в Іспанії, мистецтво країни розвивалось в межах панівних європейських стилів — пізній класицизм, еклектика, академізм, салонне мистецтво, сецесія (модерн). Іспанець Рамос, що працював у Франції, розробляв в живопису стилістику ампіру. Прихильником оріенталізму був Маріано Фортуні. Побутовий жанр з іспанським колоритом — головні теми картин, котрі писав Хосе Кордеро Вільєгас. Площі великих міст вкрили пафосні монументи історичним діячам середньої чи сумнівної якості. На позиціях академізму та салонного мистецтва в створенні картин на історичні сюжети стояли:
- Ульпіано Чека
- Алехандро Феррант
- Франсіско Праділья
- Касто Пласенсія

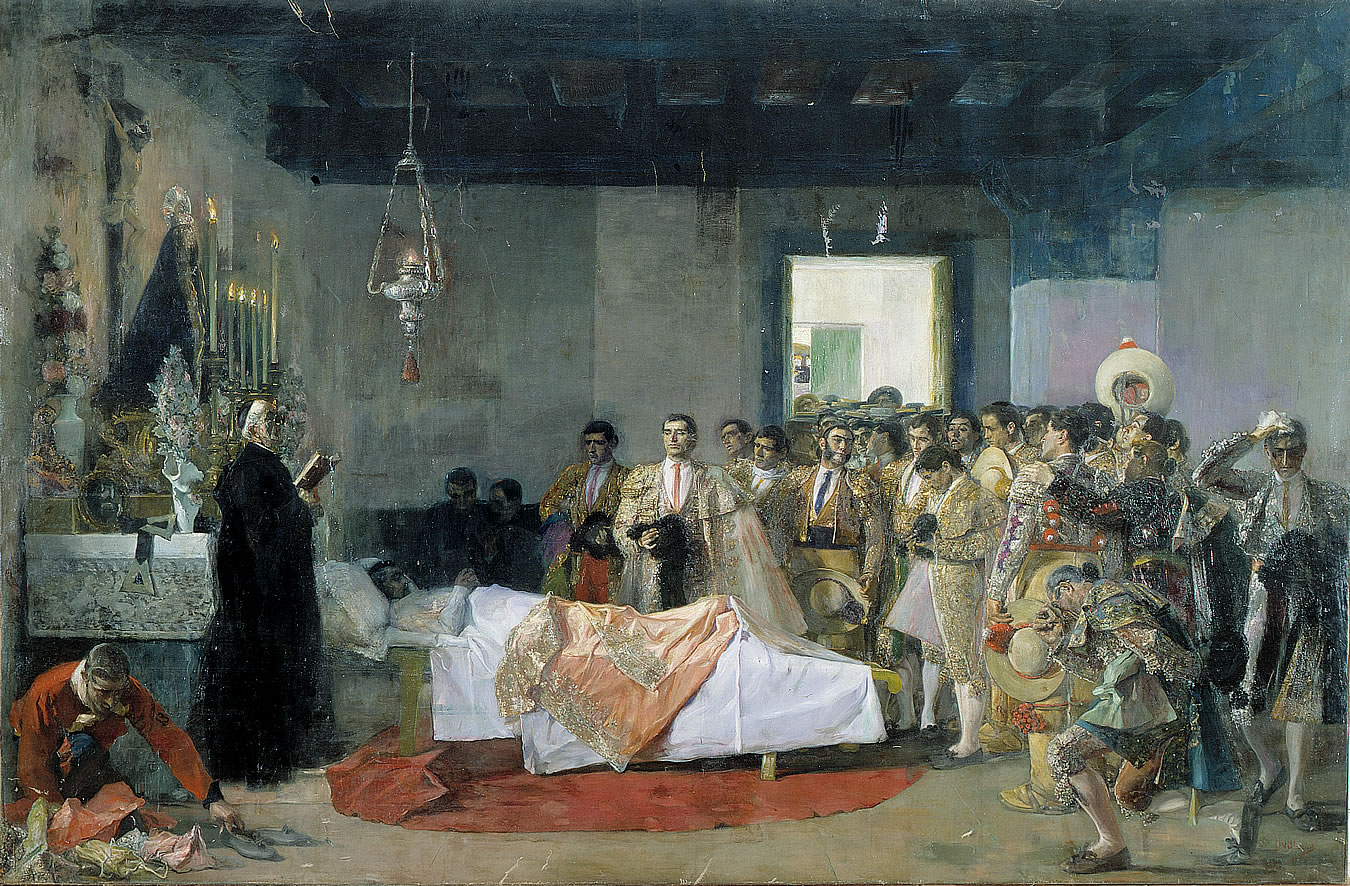
Хосе Кордеро Вільєгас. «Смерть матадора», 1884
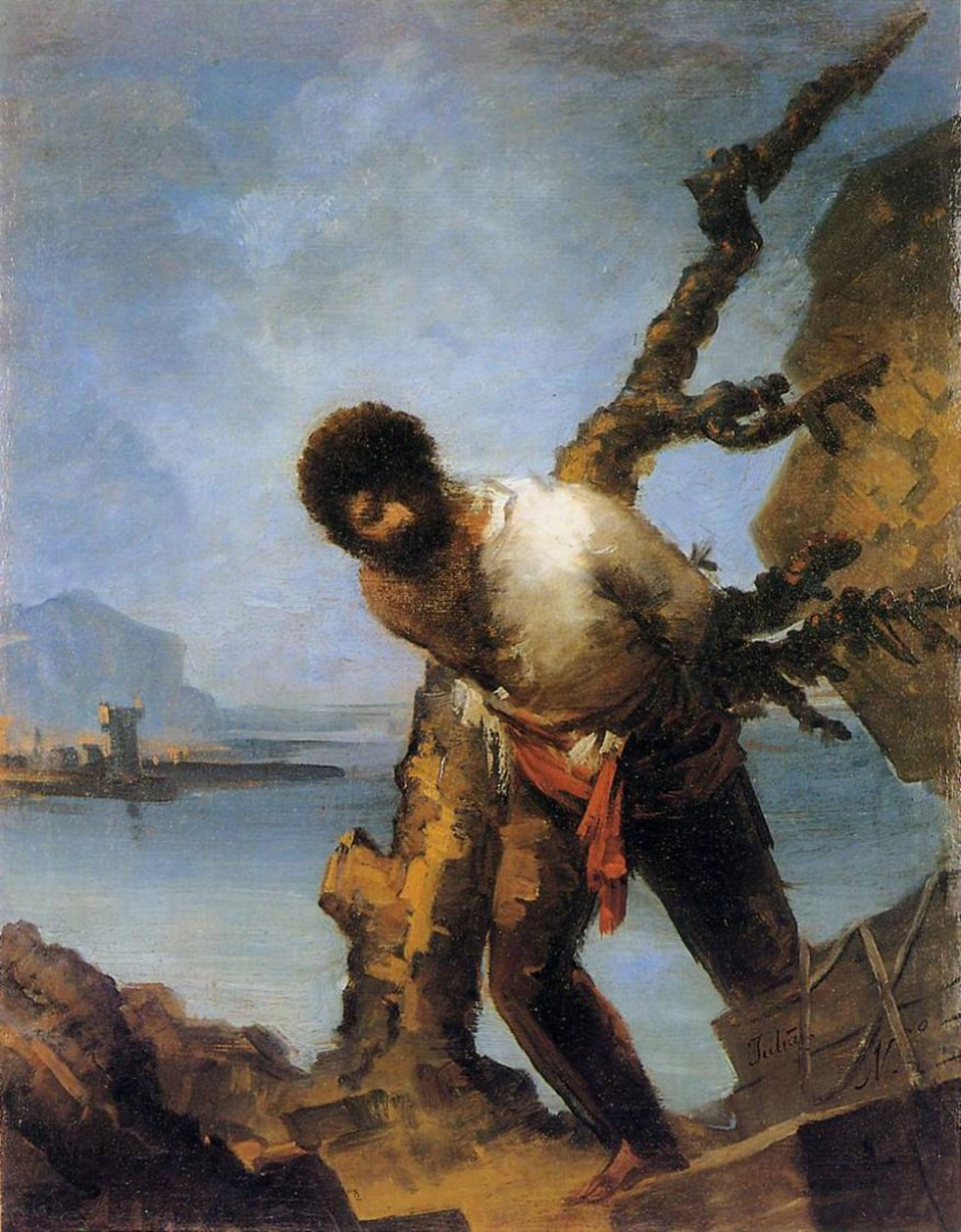
Худ. Асенсіо Гуліа, «Контрабандист»
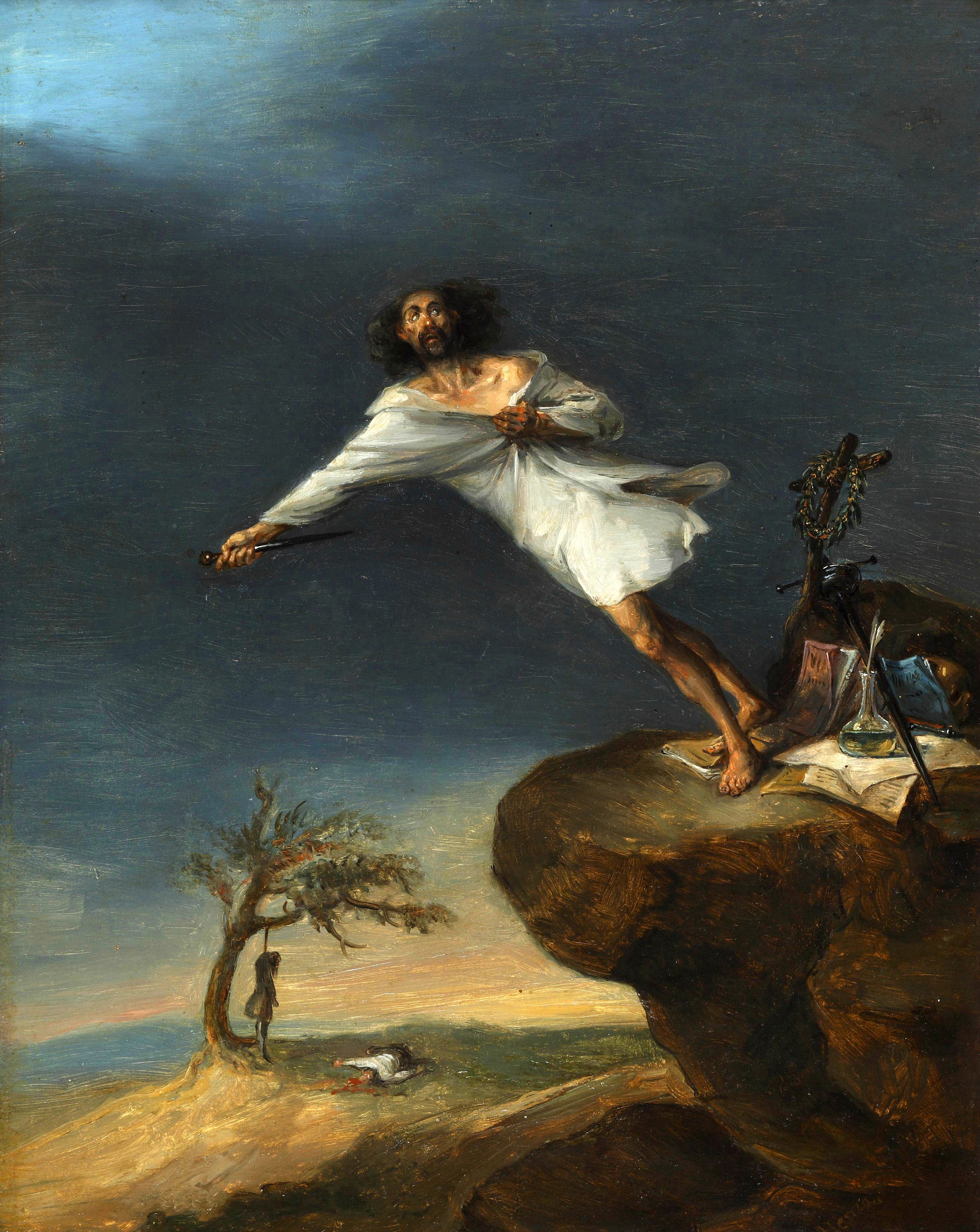
Худ. Леонардо Аленца, «Сатира на самогубців»
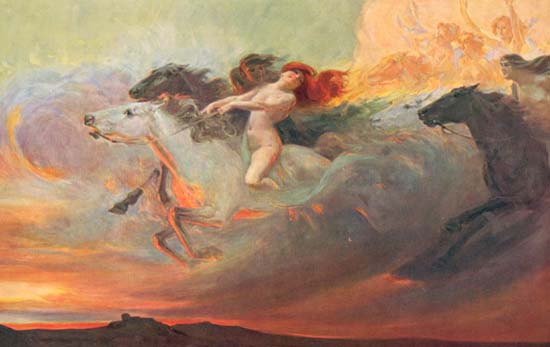
Ульпіано Чека, «Сутінки»

### Графіка 19 ст.

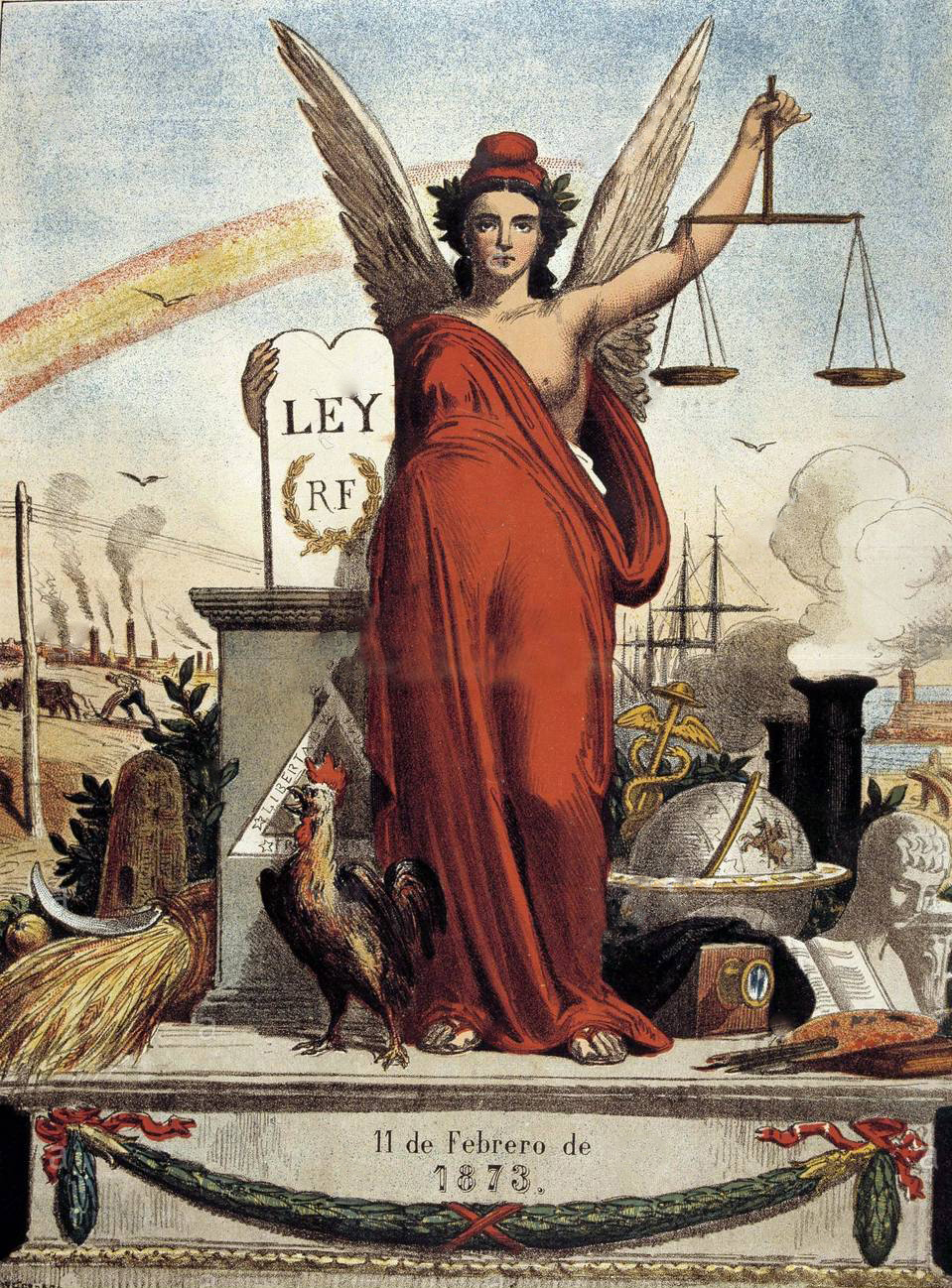
Томас Пабло Педрет. Алегорія 1-ї іспанської республіки, 1873

Графіка як окремий різновид мистецтва не мала помітного поширення в Іспанській імперії в добу відродження, маньєризму чи бароко. Невеликі потреби задовольнялись зазвичай іноземними майстрами, де писемність, графіка і книгодрукування були поширені набагато більше, ніж у самій Іспанії (Мартен ван Хемскерк. «Імператор Карл V при захопленні Тунісу», гравюра Дірка Курнгерта за малюнком художника).
Потеба в графічних творах, однак, була, особливо при створенні титульних сторінок (фронтиспісів). Ще одна галузь побутування графіки в Іспанії — аристократичний портрет, особливо для нових видань. Серед небагатьох іспанських граверів 16 ст. — Хуан де Арфе (1535—1603), ювелір, котрий також створював і гравюри (портрет поета Ерсільйо і Суньїга для видання його поеми «Араукани»).
Наприкінці 18 ст. серед небагатьох іспанських художників, котрі звертались до графіки — Франсіско Гойя (серія офортів «Капрічос», 1799).
Злам у справах припав на 19 ст., коли в Іспанії пришвидшився історичний процес і набули процеси переходу до капіталістичного виробництва. Отримали поширення нові періодичні видання і журнали, де почала працювати нова генерація графіків, ілюстраторів, карикатуристів. Незважаючи на спротив консервативних кіл і цензуру в Іспанії, графіки відгукувались на актуальні події створенням нових графічних творів. На хвилі політичних змін каталонський художник-карикатурист Томас Пабло Педрет створив Алегорію 1-ї іспанської республіки, 1873 р. Художник відштовхнувся від розповсюджених алегорій-зображень республіки у мистецтві сусідньої Франції. Звідси риси пізнього класицизму, велична поза крилатої жінки-алегорії, червоний фригійський капелюшок (як символ республіканських прагнень), скрижалі з написом «Закон». Поява подібного сміливого і надто радикального зображення в журналі «La Flaca» стала можливою лише через зречення іспанського короля Амадео 11 лютого 1873 і появу 1-ї іспанської республіки. Дата 11 лютого 1873 подана й Пабло Педретом на постаменті, як початок відліку нової доби іспанської історії.

### Побутовий жанр 19 ст.

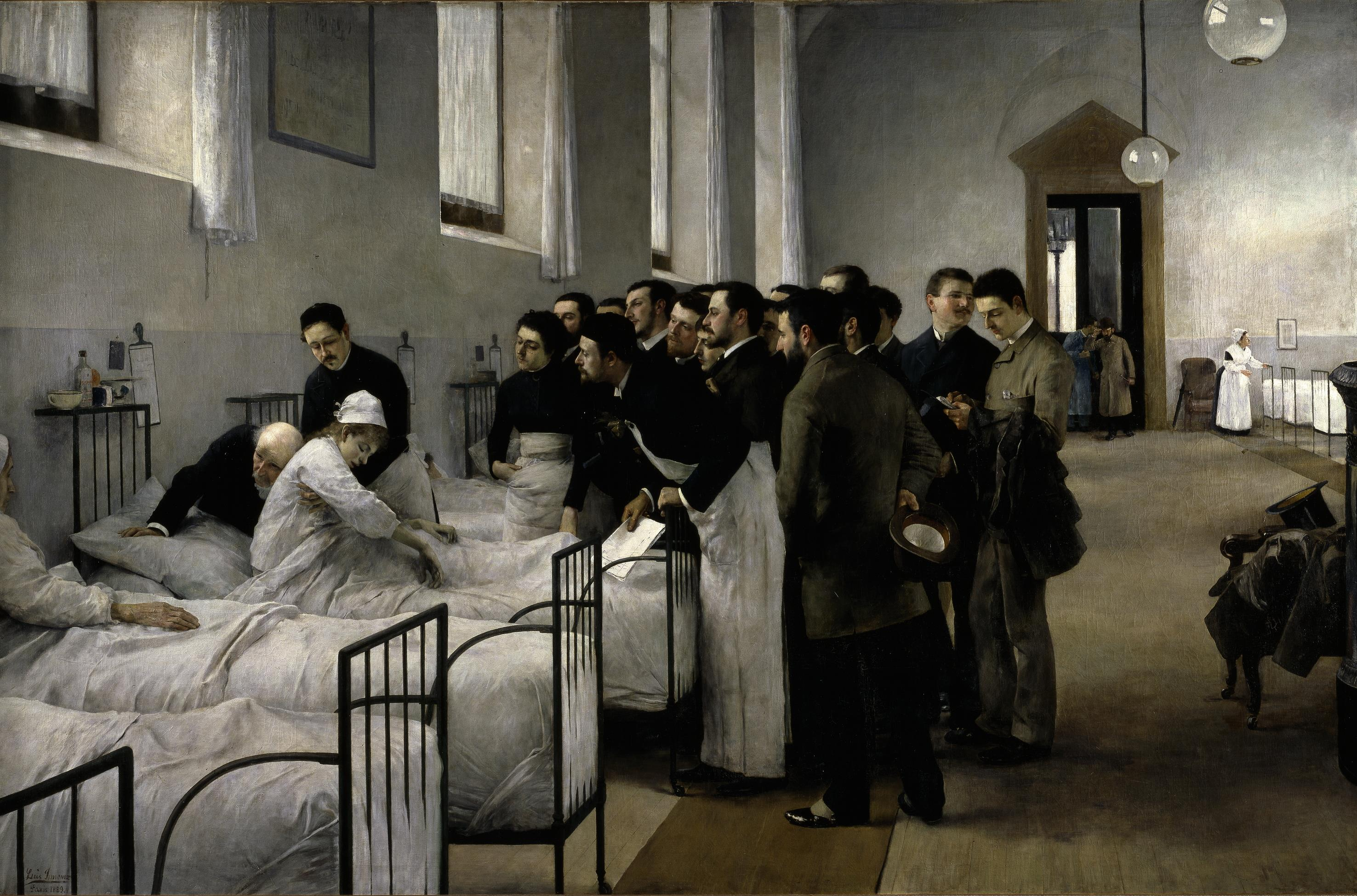
Луїс Аранда Хіменес. «Лікарський обхід», 1889 р.

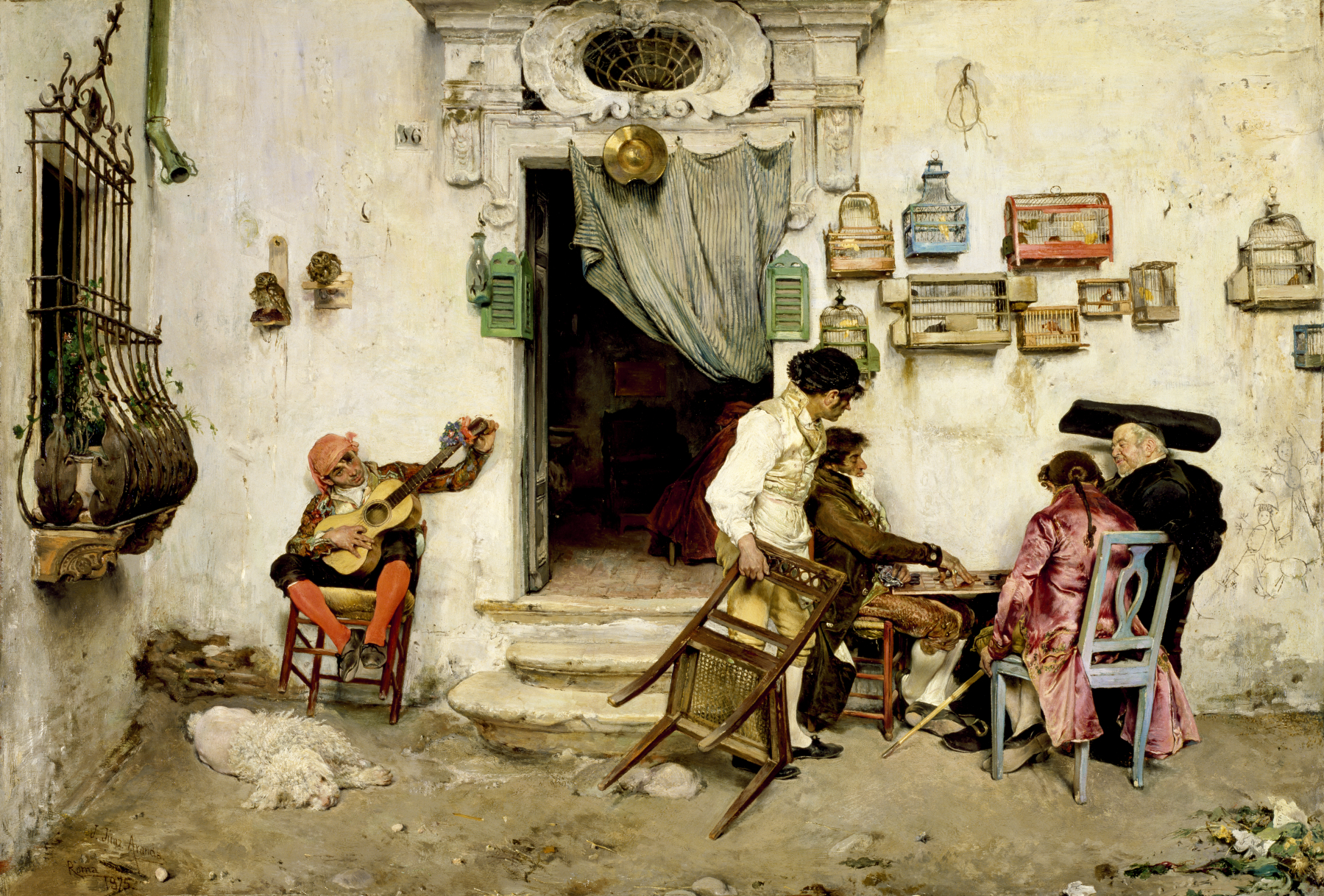
Хосе Аранда Хіменес. «Дворик крамниці Фігаро», 1875 р. Художній музей Волтерс, США.
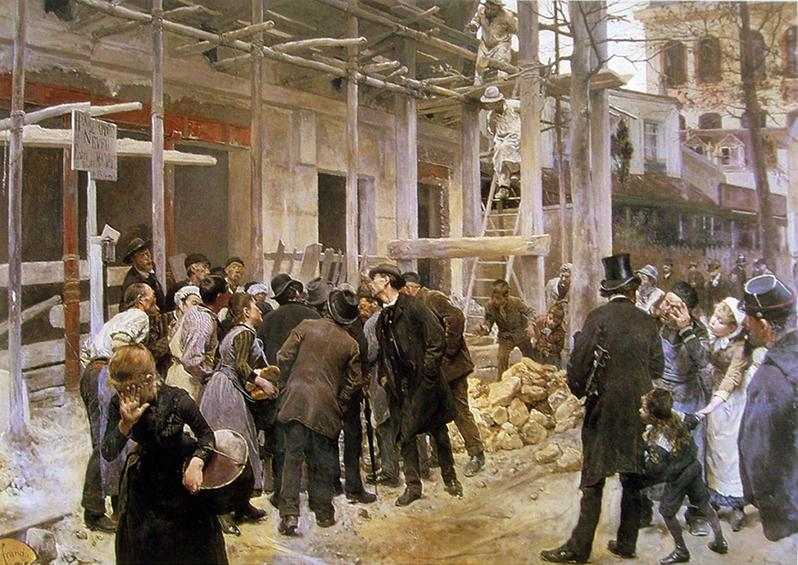
Хосе Аранда Хіменес.  «Нещасний випадок», 1890 р.
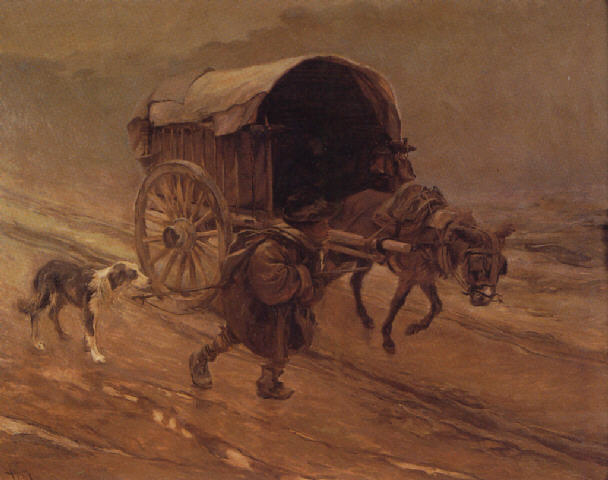
Альперіс Ніколас. «По дорозі у дощову пору»

### Салонне мистецтво

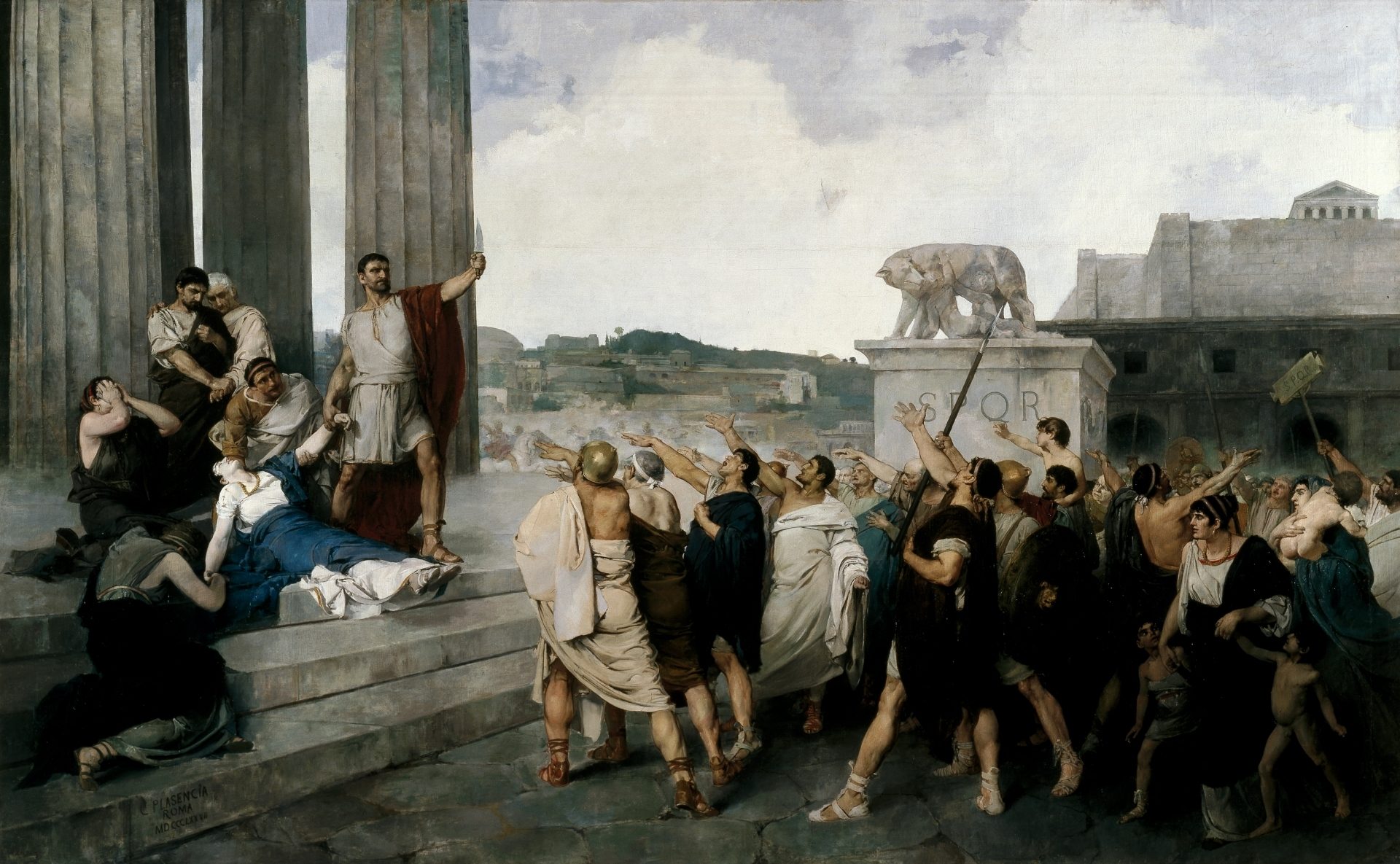
Касто Пласенсія, «Проголошення республіки в стародавньому Римі»
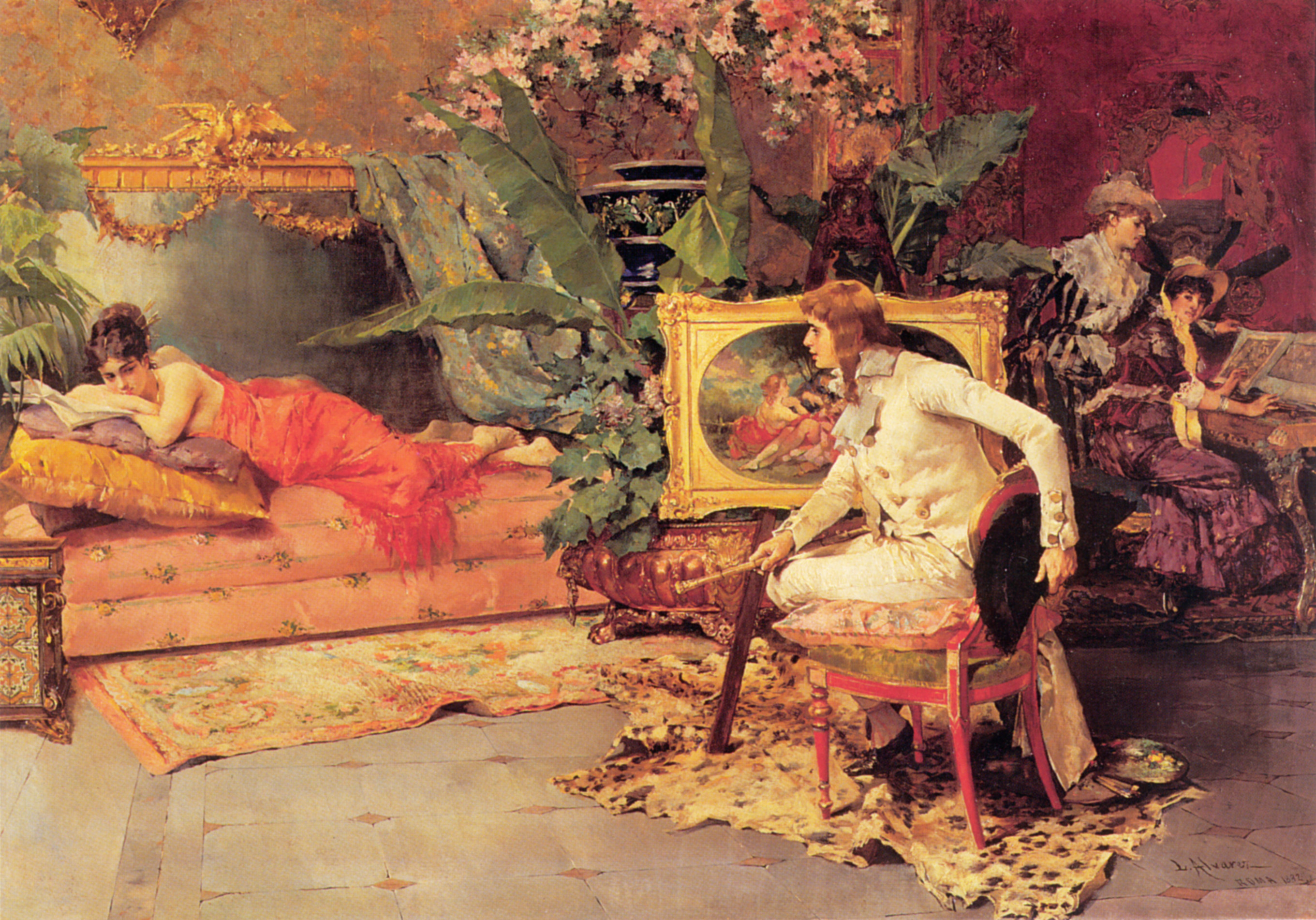
Луїс Альварес Катала, «Модель модного художника»
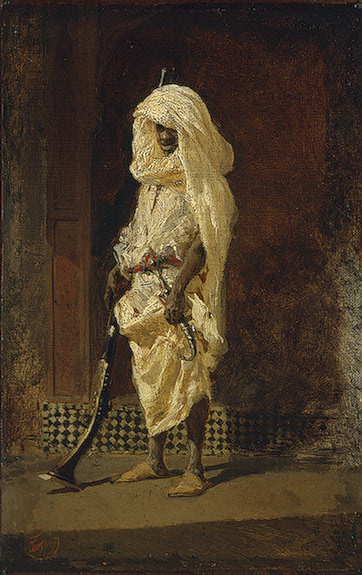
Маріано Фортуні, «Вояк з Марокко», 1860-ті рр.
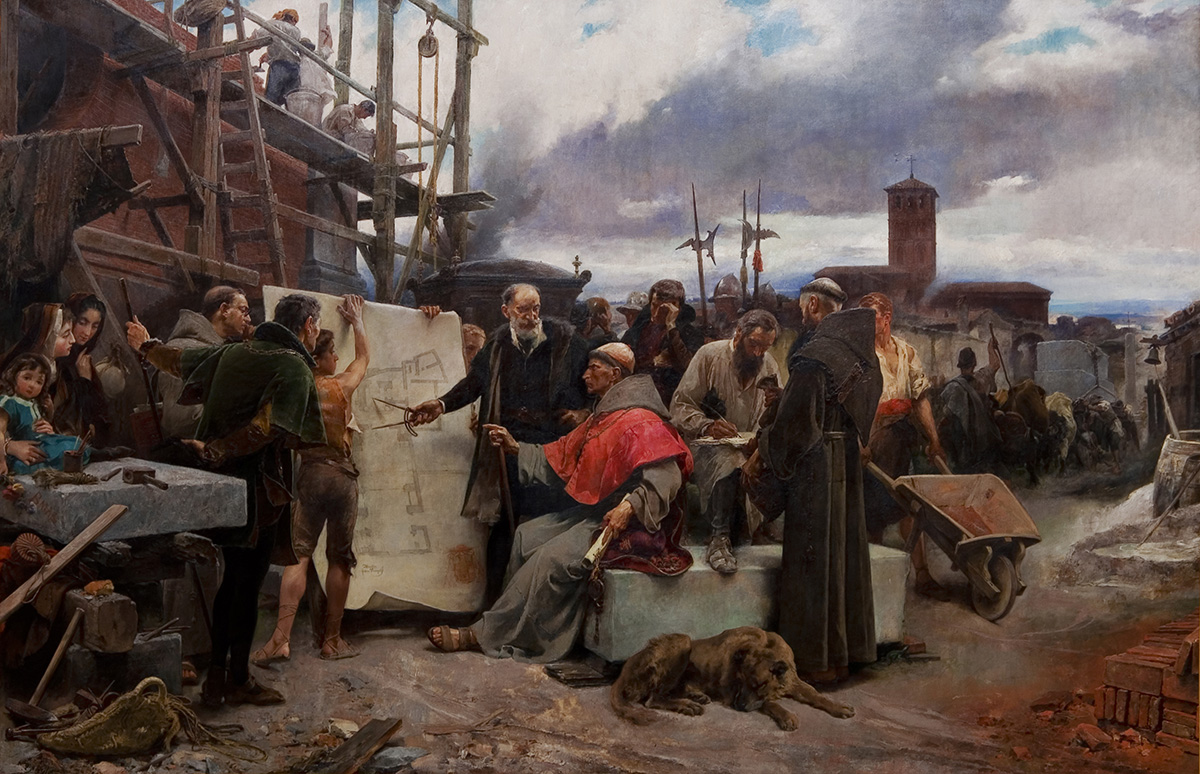
Алехандро Феррант, «Кардинал Сіснерос засновує шпиталь Ільєскас в Толедо»

### Скульптура

#### Монументи митцям

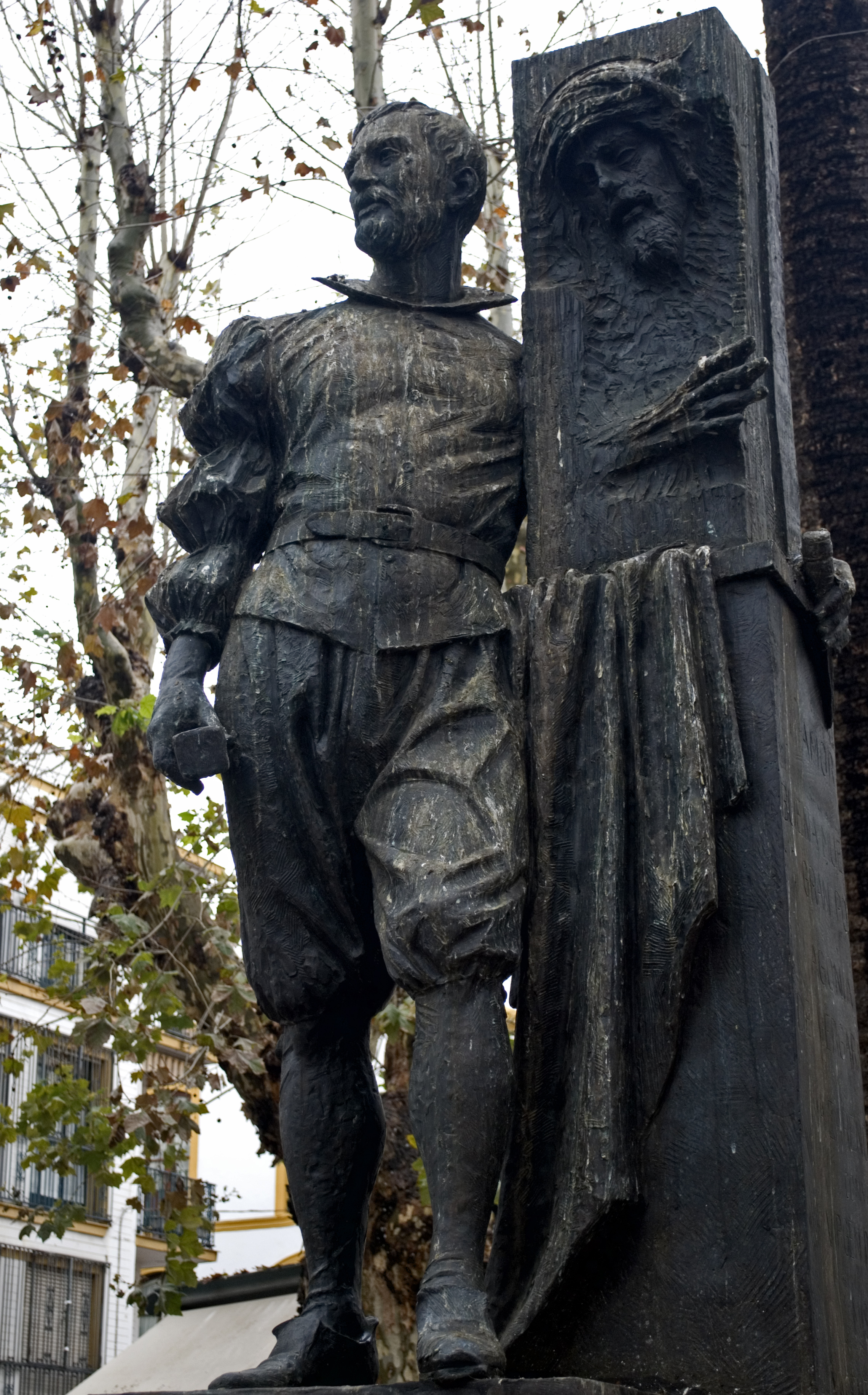
Скульптору Хуану де Меса, Севілья
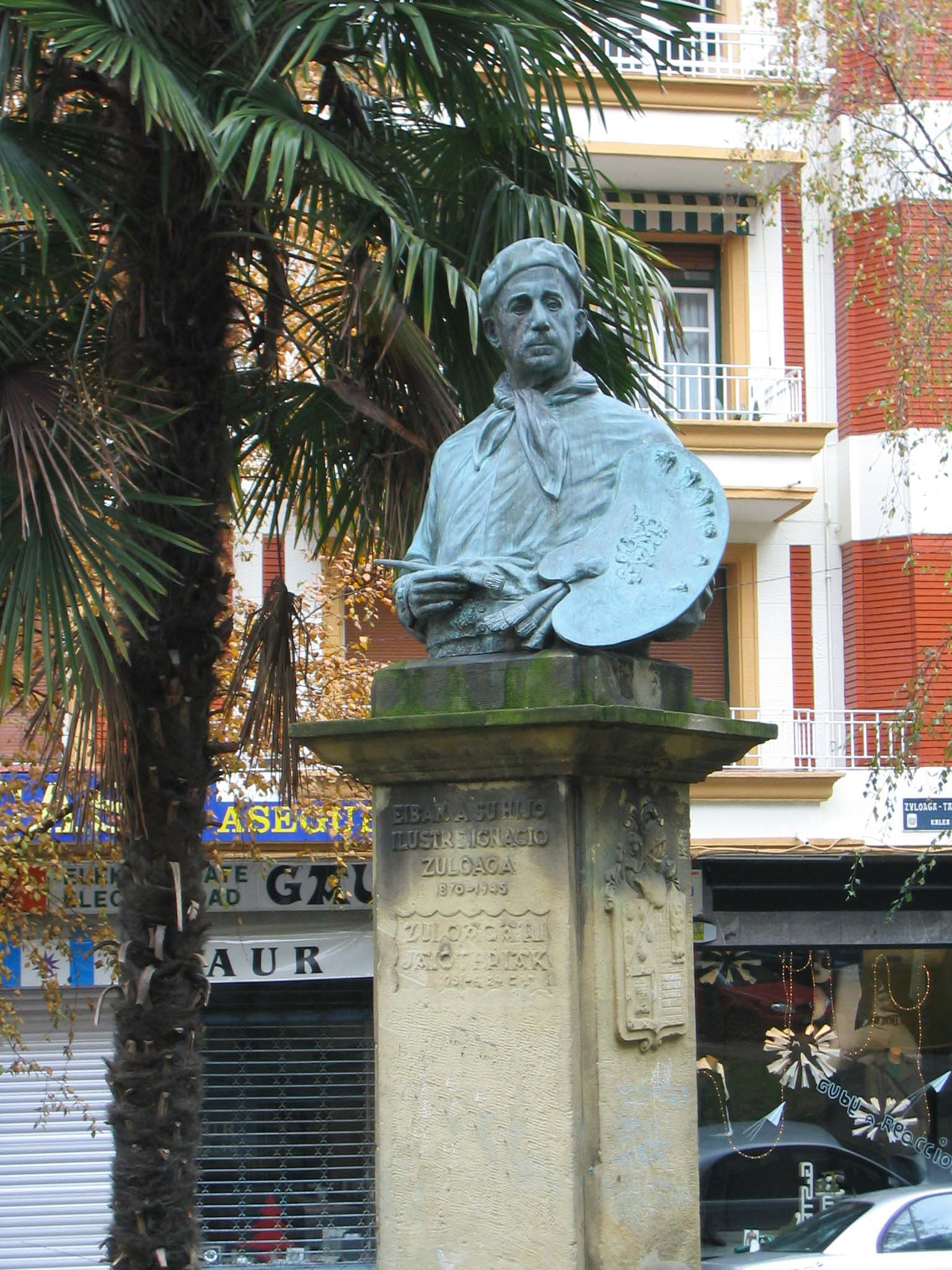
Художнику Ігнасіо Сулоага
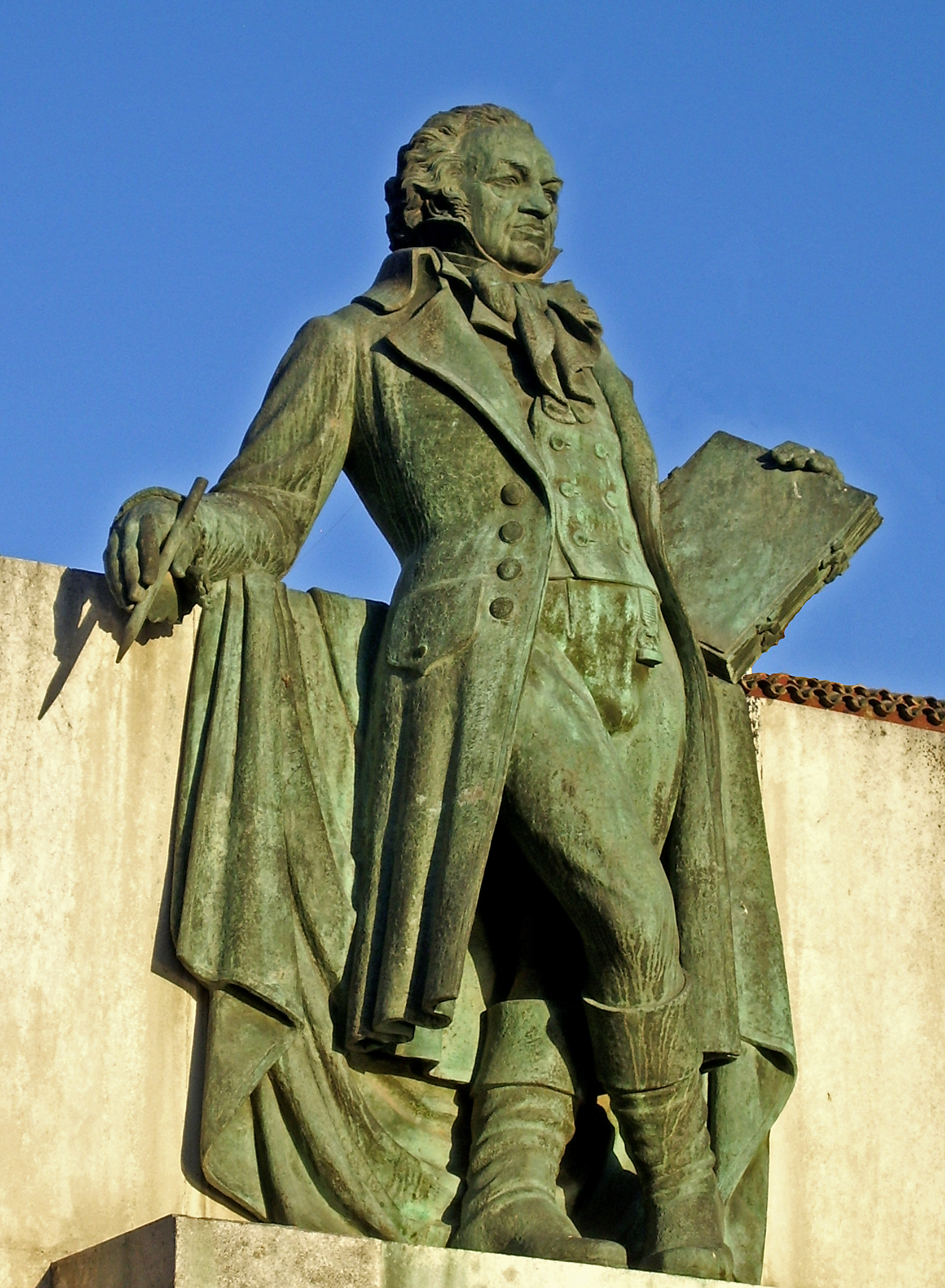
Гойя, монумент в Сарагосі
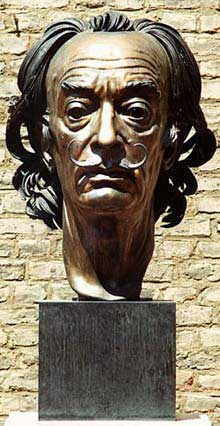
Арно Брекер, погруддя Сальвадора Далі

#### Пафосні монументи

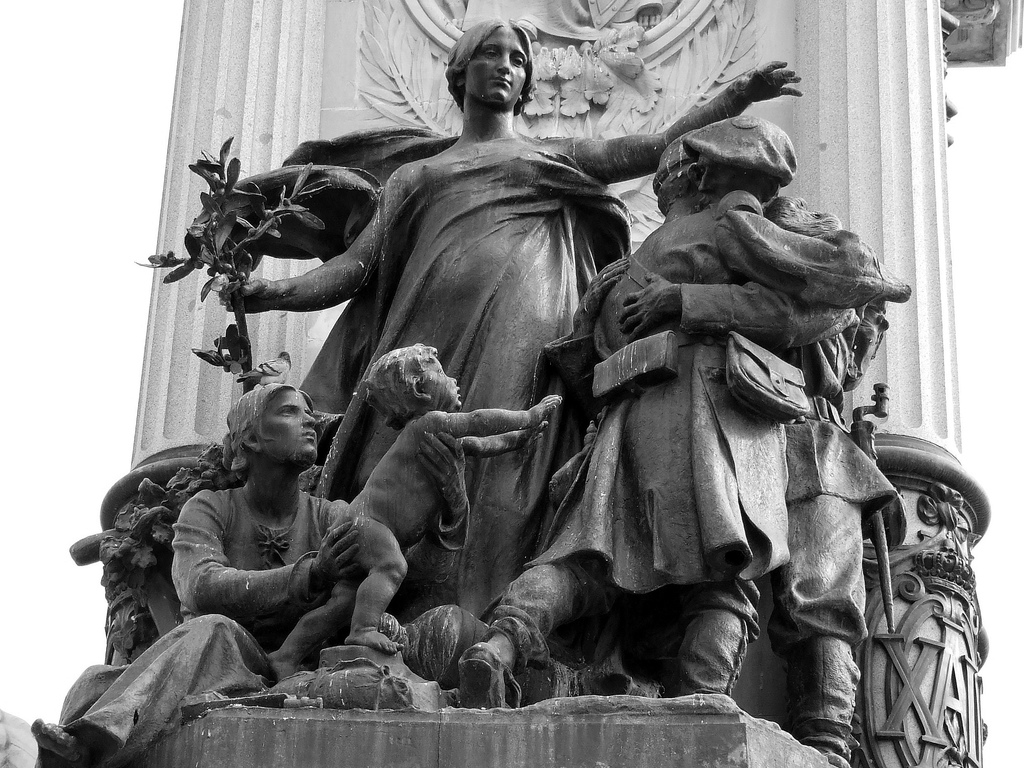
Мігел Блей. Монумент Альфонсо XII, Буен Ретіро
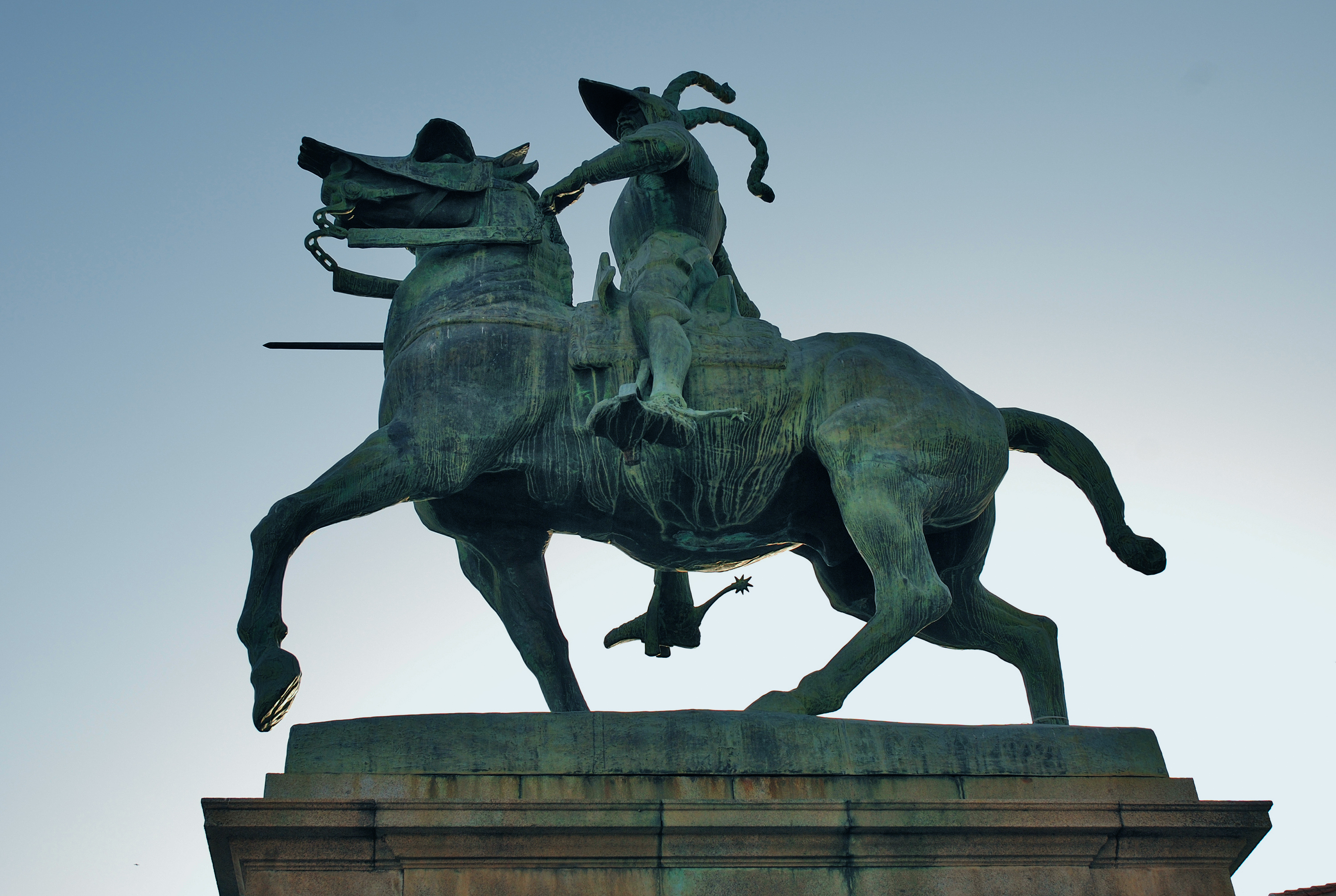
Монумент Франсиско Пісарро, Трухільйо, Іспанія
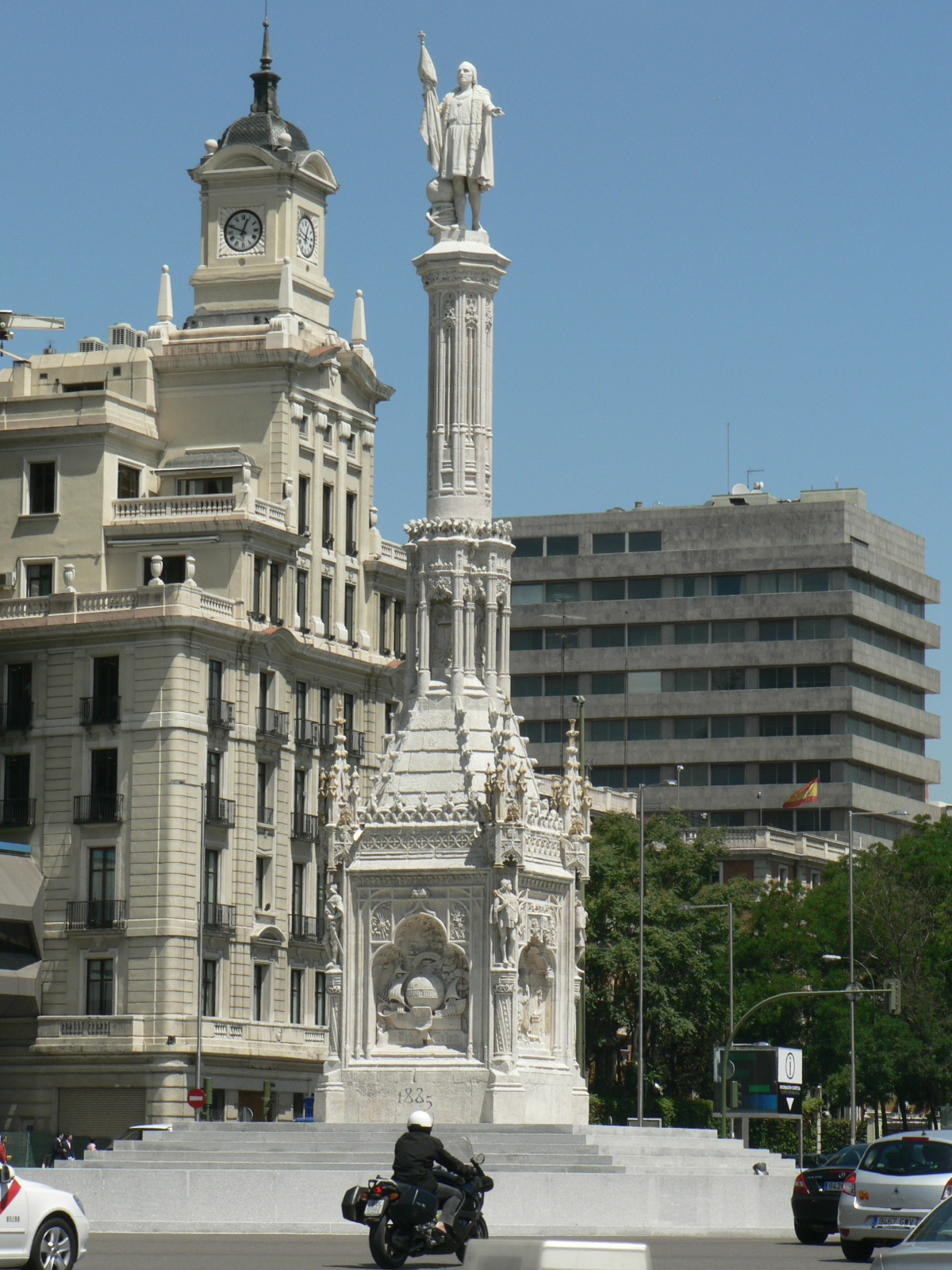
Артуро Меліда, монумент Колумбу, Мадрид
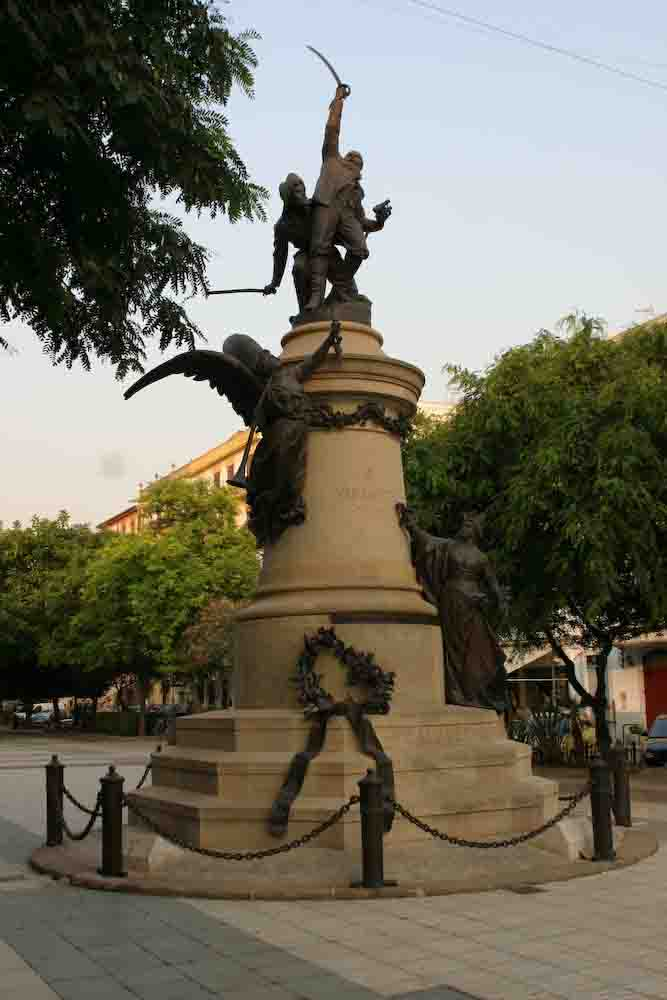
Монумент На острові Ібіца

#### Сюрреалізм в скульптурі

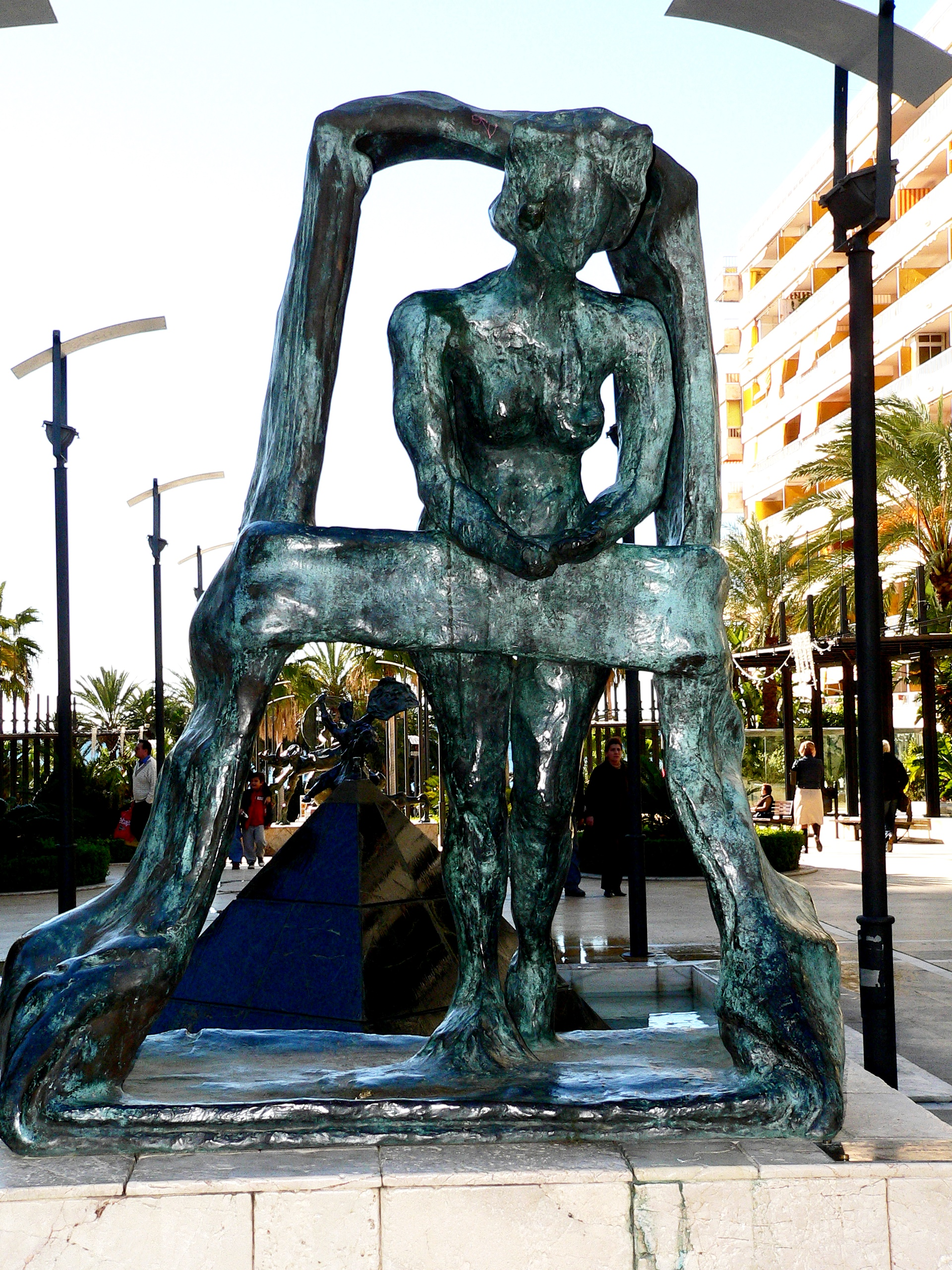
Сальватор Далі. «Гала у вікні», місто Марбелла.
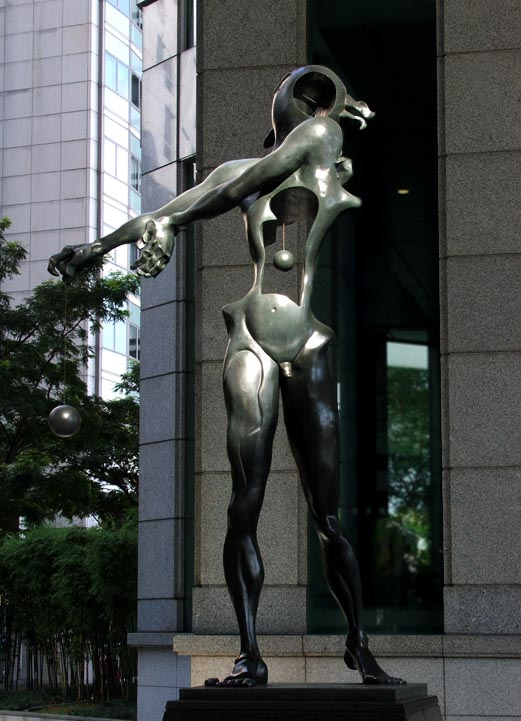
Далі, Внесок Ньютона, Сінгапур
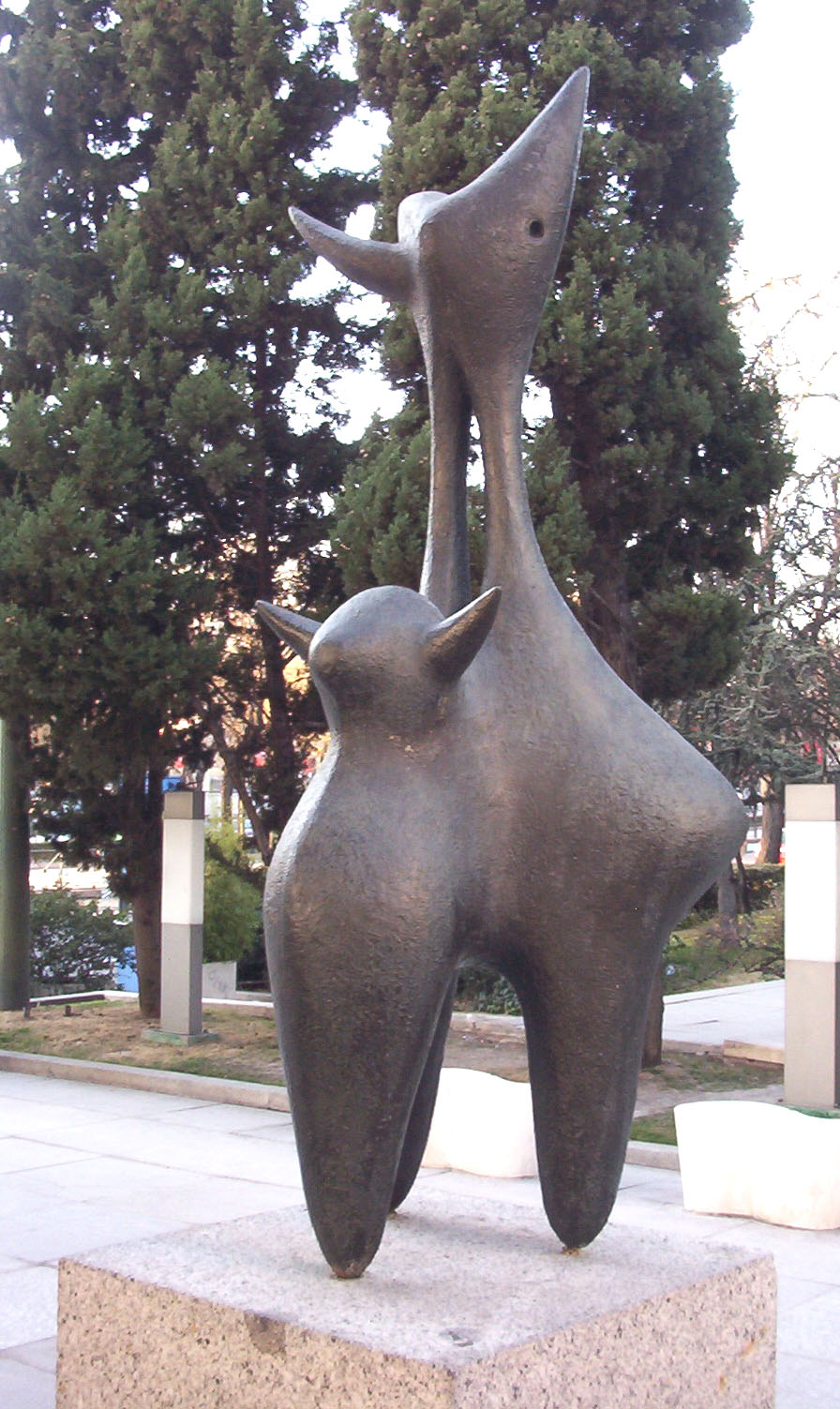
Альберто Санчес, Бики Іберії

### Пейзажі роботиЕнріке Сімоне(1866—1927)

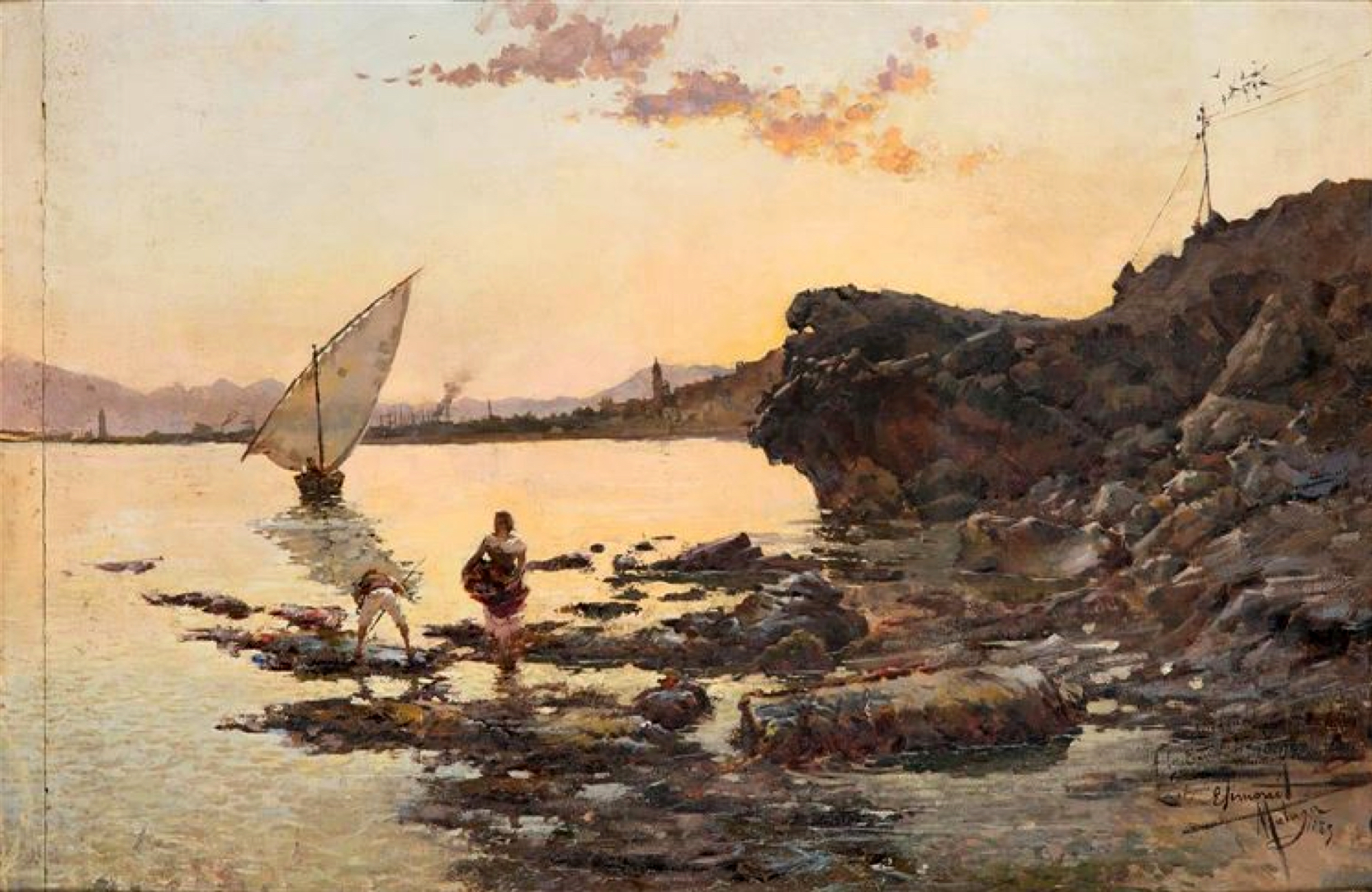
Енріке Сімоне. «Малага. Узбережжя», 1889 р.

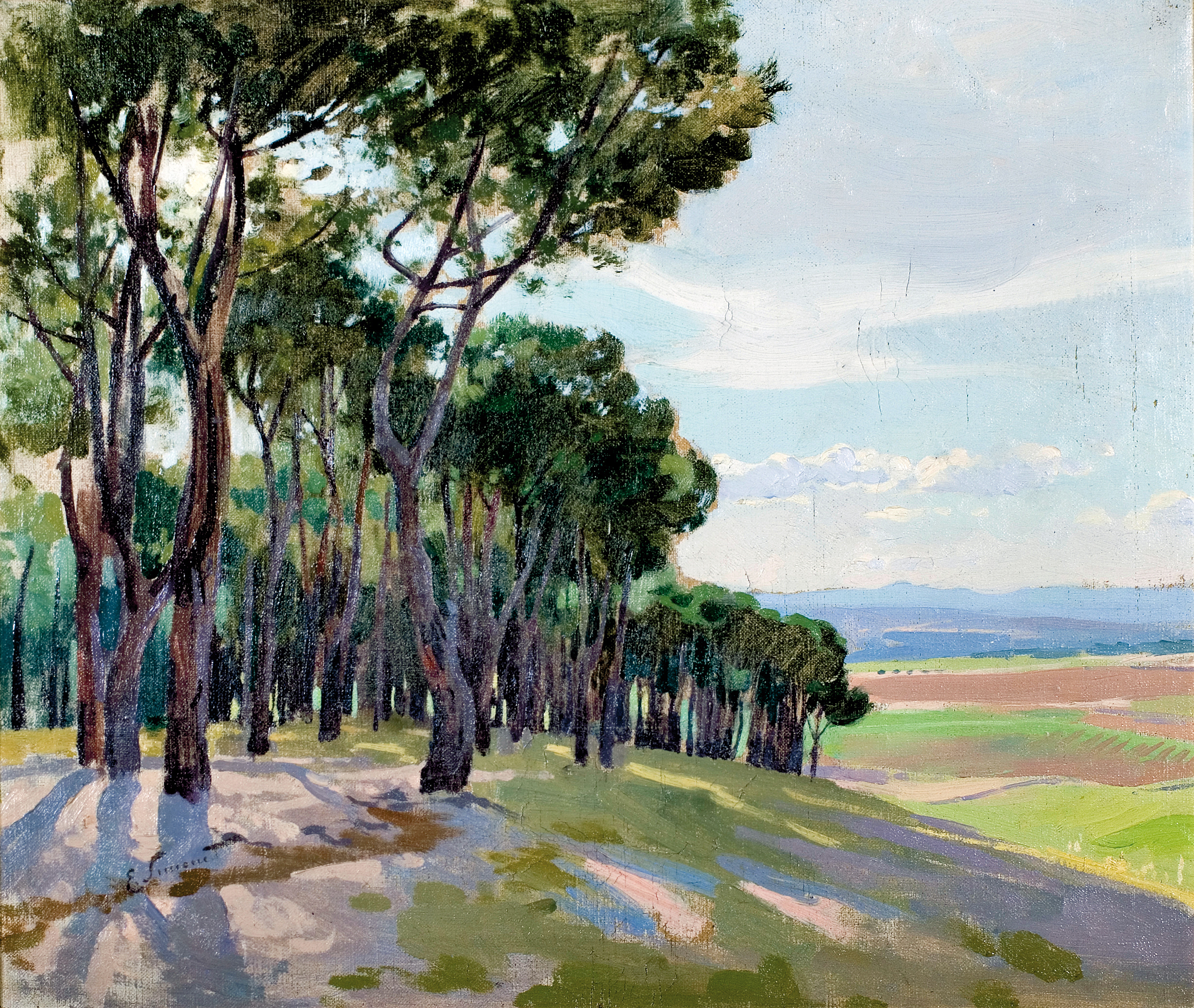
Енріке Сімоне. «Пейзаж у Монклоа», недатований
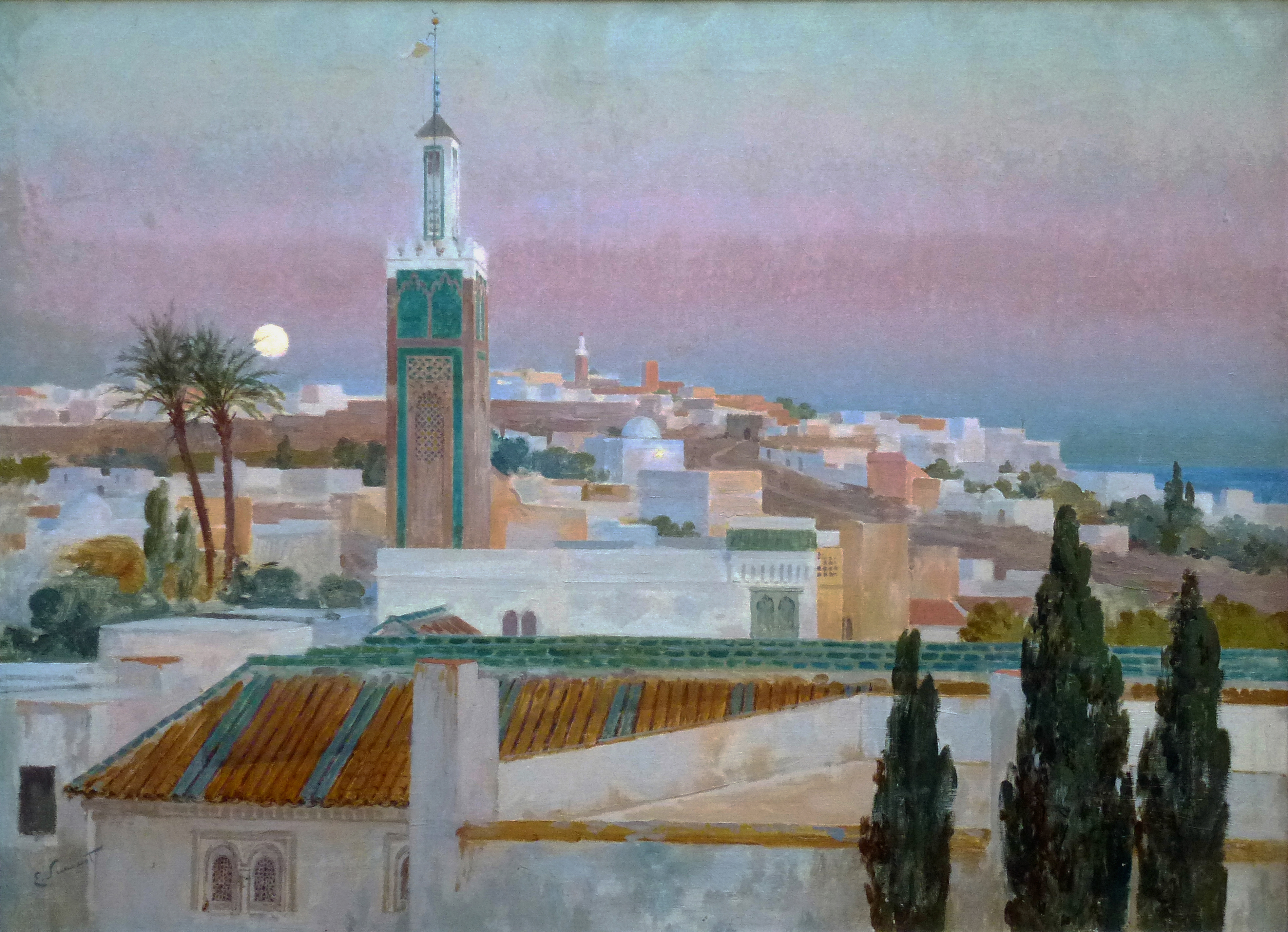
Енріке Сімоне. «Місто Танжер надвечір», 1914 р.
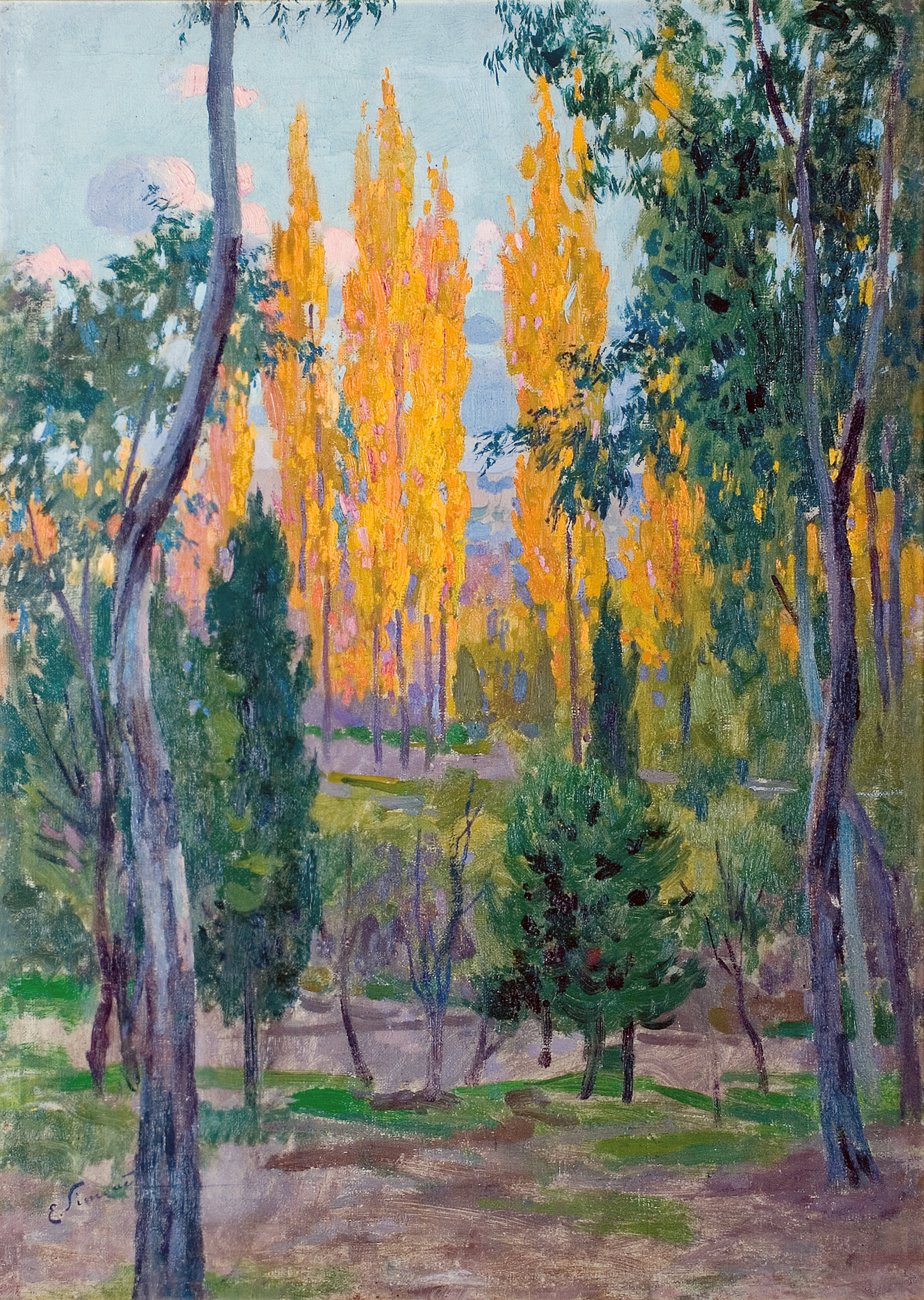
Енріке Сімоне. «Осінь. Дехеса», 1914 р.
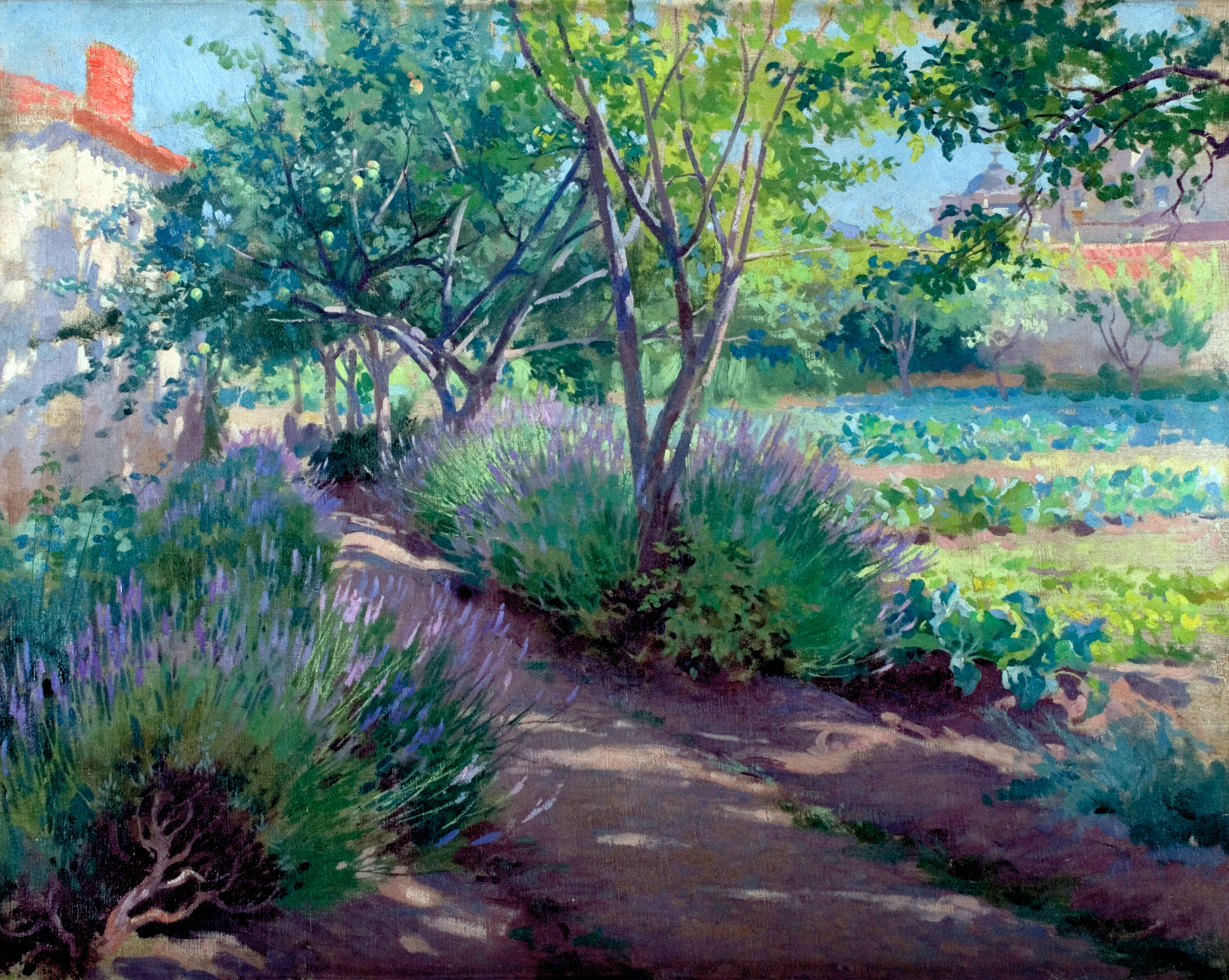
Енріке Сімоне. «Стежка в саду», 1921 р.

### Пейзажисти

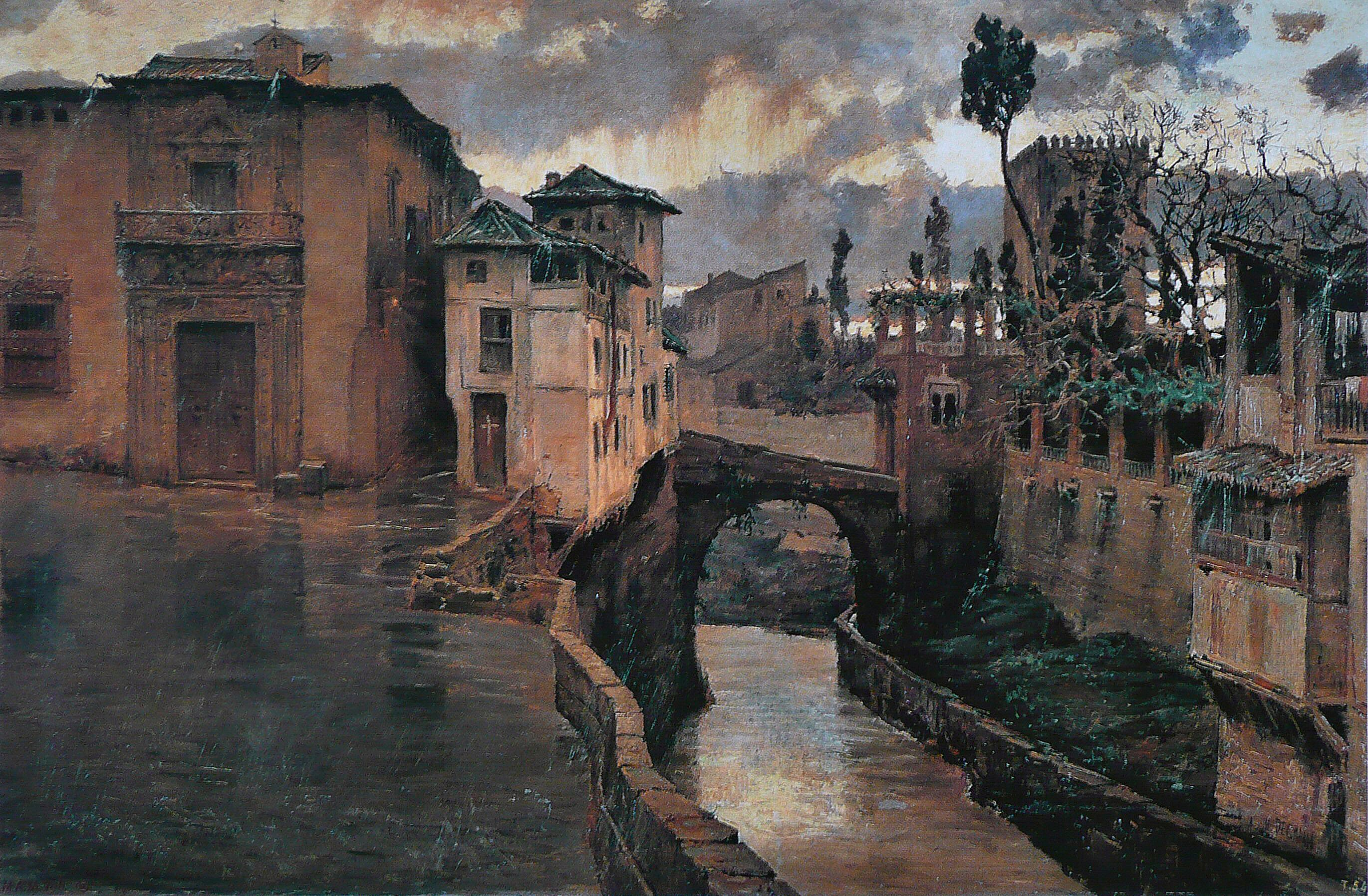
Антоніо Муньйос Дегран. «У Гранаді йде дощ», Національний музей Прадо, друга половина 19 ст.
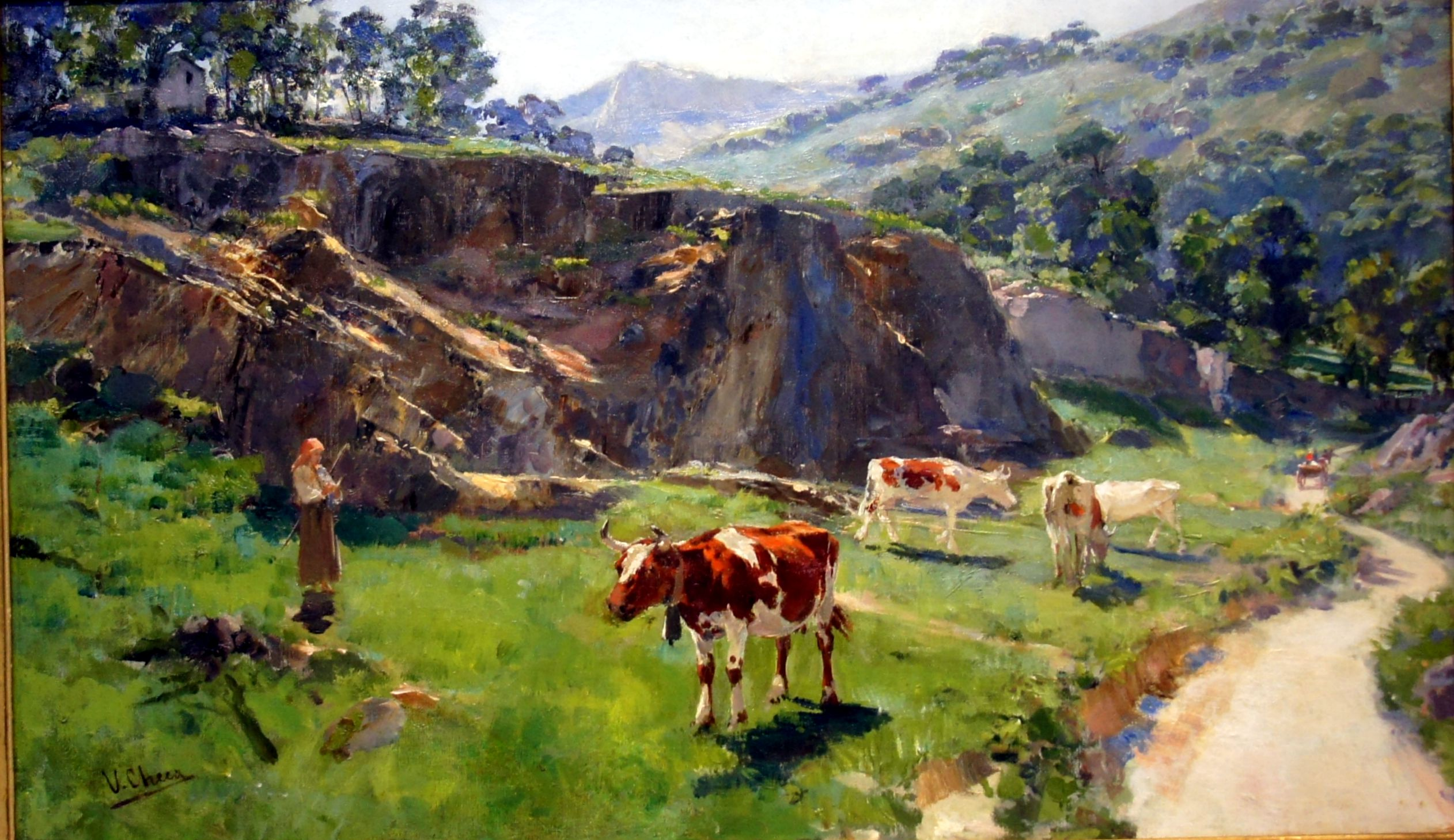
Ульпіано Чека. «Корови на пасовиську»
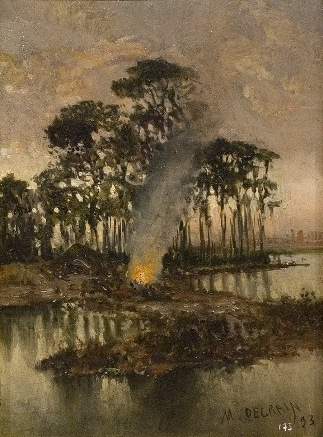
Антоніо Муньйос Дегран. «Багаття на березі Тібра, 1893 р.
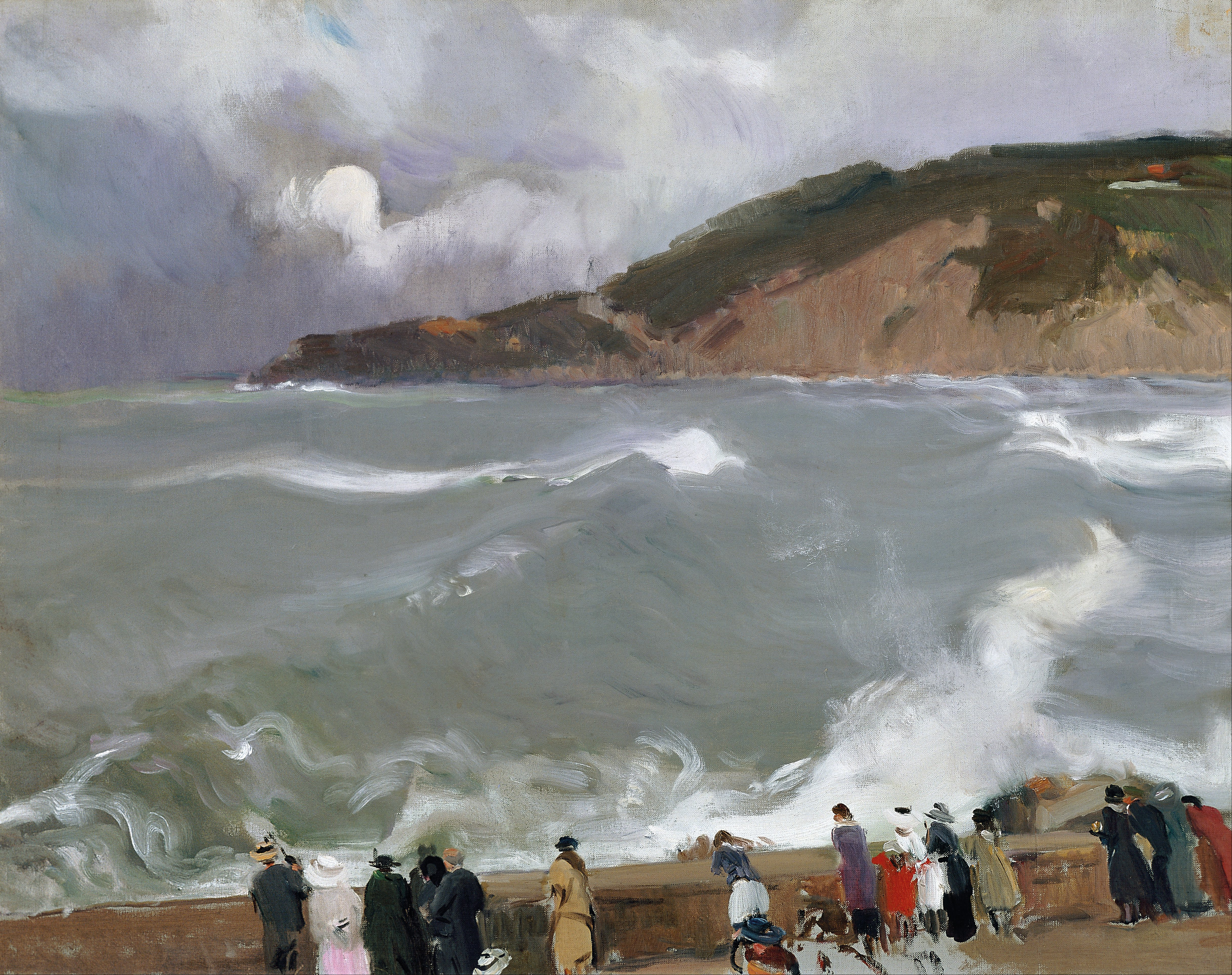
Хоакін Соролья і Бастіда. «Узбережжя. Сан-Себастьян», 1918 р.
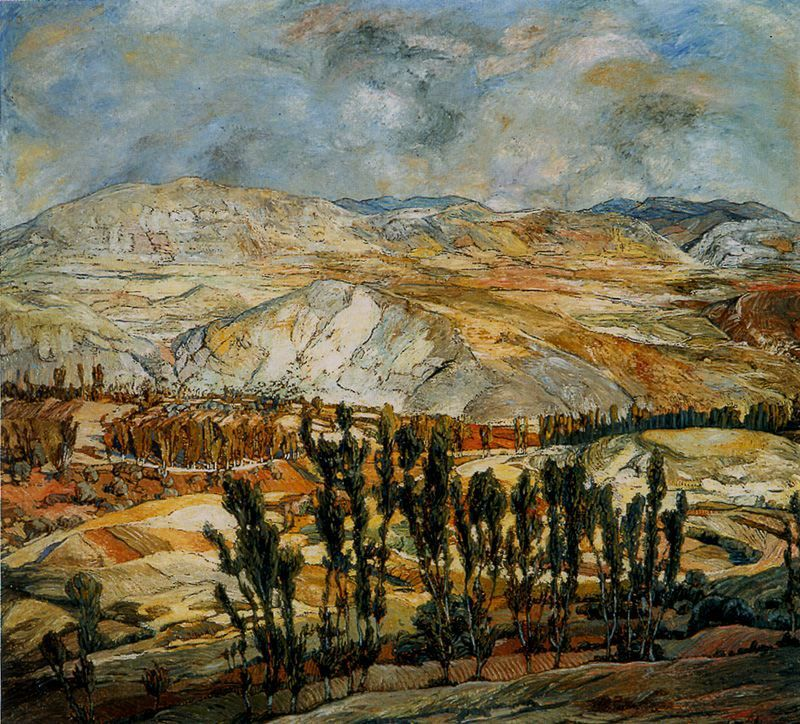
Ігнасіо Сулоага. Гори Калатаюд.

## 20 століття

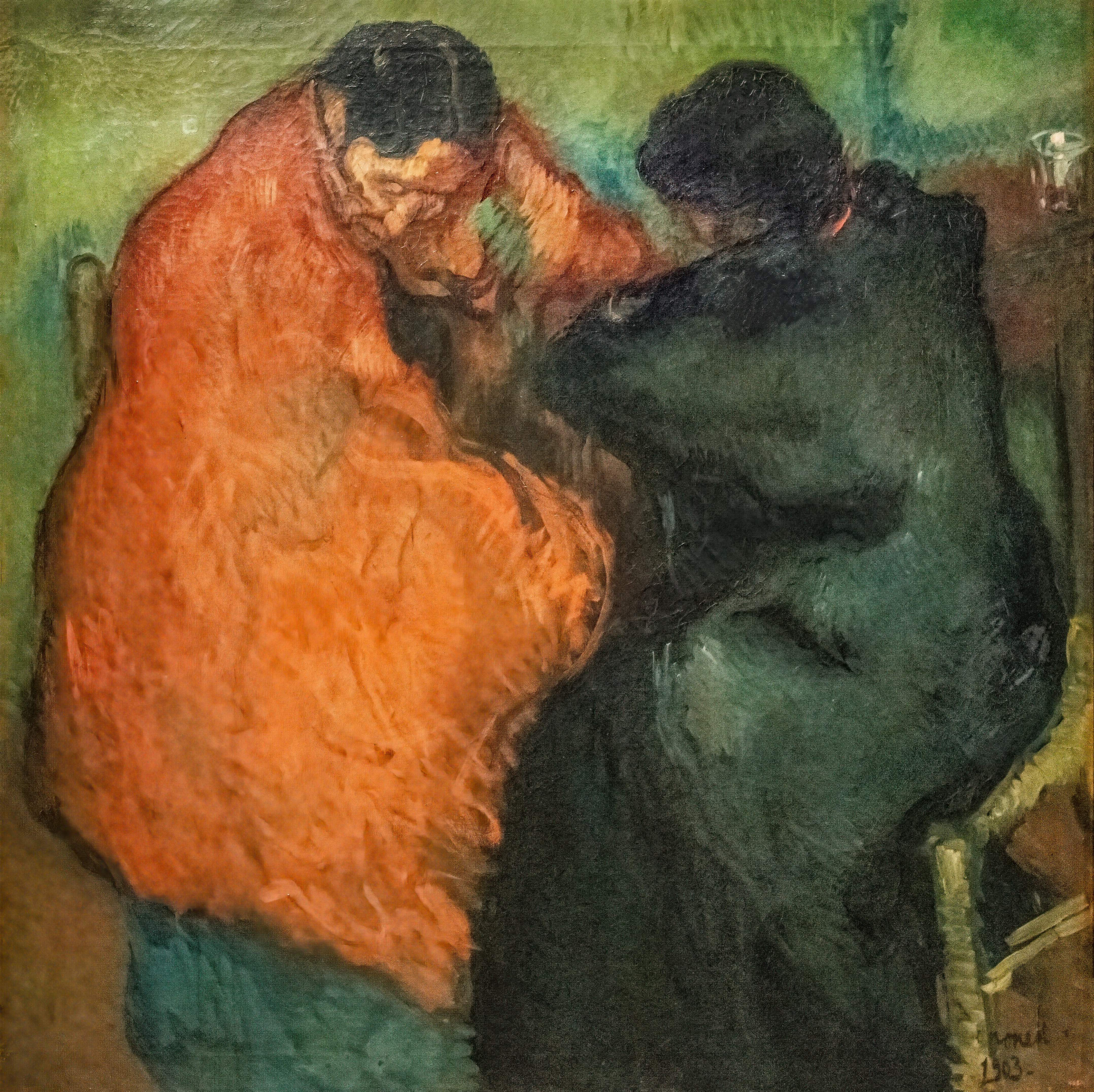
Худ. Ісідро Нонел, Дві іспанки, 1903

### Картини
Мистецтво 20 століття в Іспанії зберігло розмаїття тем та стилів. Перші твори Пікассо блакитного та рожевого періодів співіснують з пізнім академізмом митців на кшталт Франсіско Праділья.
Але ситуація на початок століття абсолютно не схожа на його завершення через прискорення історичних темпів і подолання країною періоду довгої кризи та вторинності свого мистецтва. Показовими були творчість архітектора Антоніо Гауді та Пікассо. Гауді починає як архітектор неоготики, а закінчує стилем сецесія та винятковим варіантом модернізму.
Художник і графік Пікассо починає як послідовник академізму — (картини «Перше причастя», «Наука та милосердя»), швидко засвоює знахідки французького та іспанського імпресіонізму, а потім мужніє і відкриває нові шляхи іспанського та європейського мистецтва. Серед його духовних вчителів — іспанські художники минулого (Веласкес, Ель Греко), а також сучасники — іспанці:
- Ісідро Нонел
- Сантьяго Русіньоль
- Рамон Касас
- Рікардо Канальс. Але учнівський період стрімко закінчується і Пікассо стає новатором, якого вивчають інші.

З різних обставин чотири відомі іспанські художники роками живуть за межами Іспанії, не пориваючи з нею мистецьких зв'язків:
- Ігнасіо Сулоага та Сальвадор Далі у США
- Пабло Пікассо та Жуан Міро у Франції.

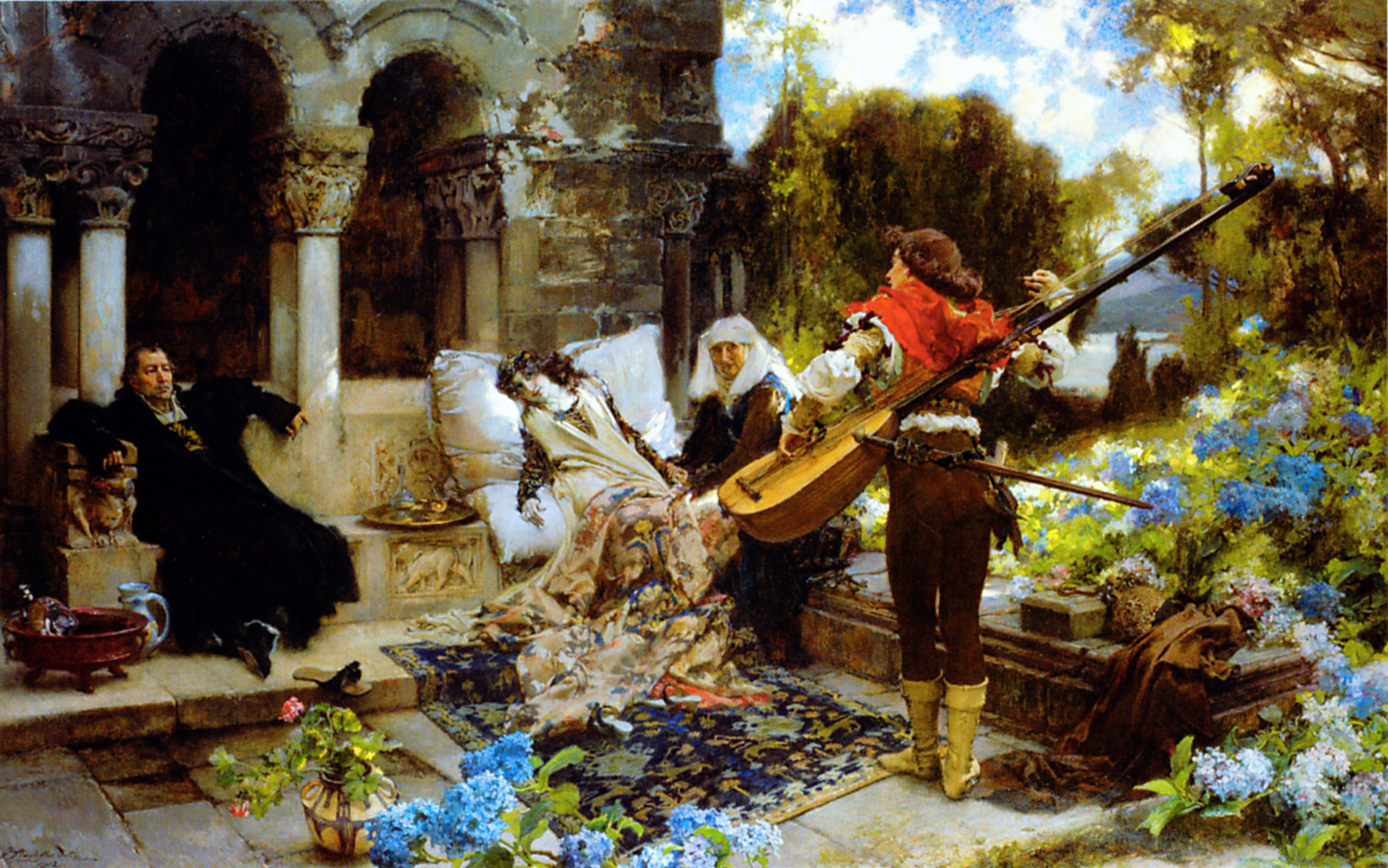
Франсіско Праділья, Пісня про кохання, 1912 р.
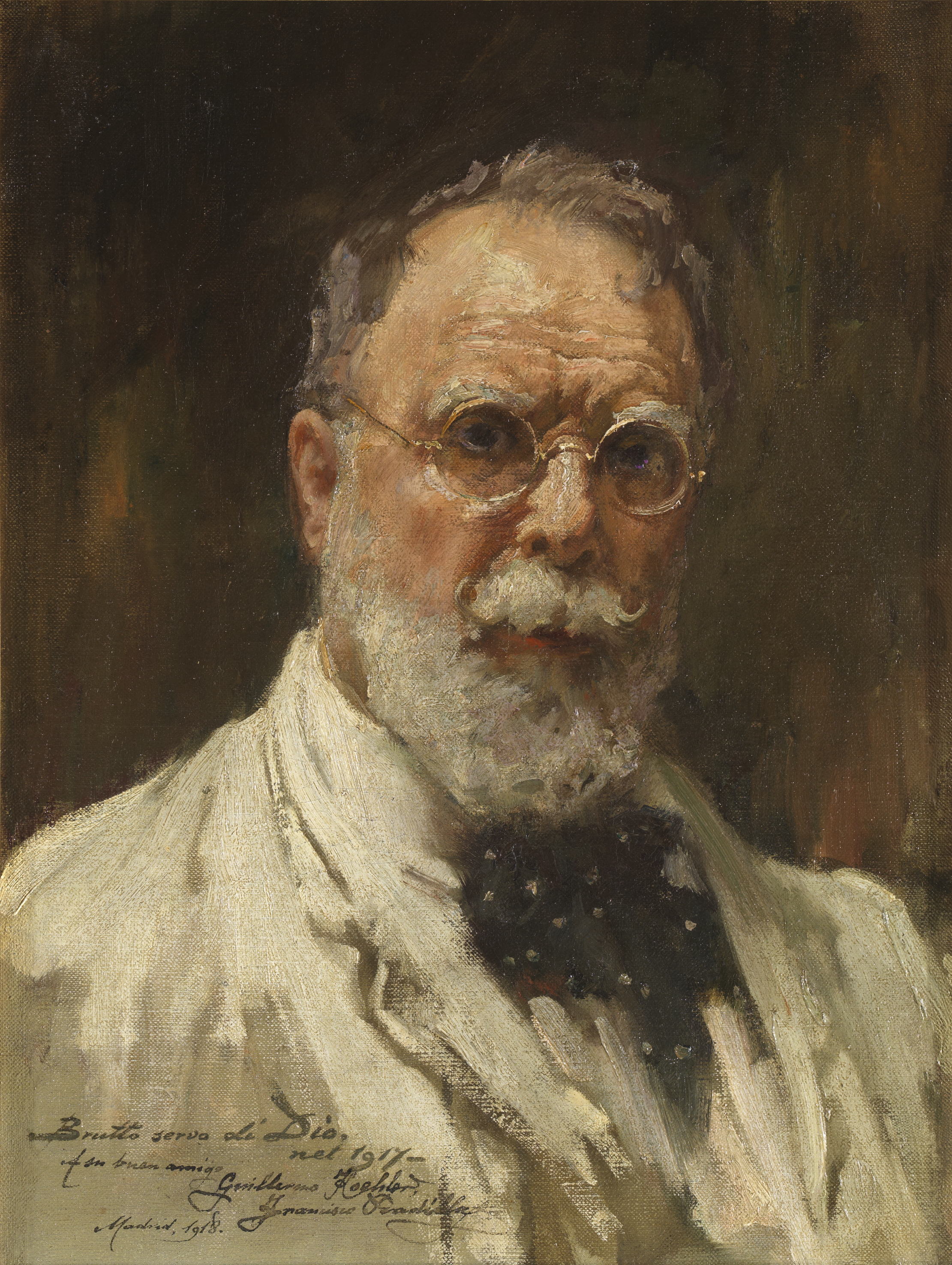
Франсіско Праділья, автопортрет, 1917 р.
Життя (Пікассо), 1903 р.
Пікассо, портрет Канвейлера, 1910 р.

### Архітектура
Наприкінці століття на рівень найкращих зразків століття виводить свої твори архітектор Сантьяго Калатрава.

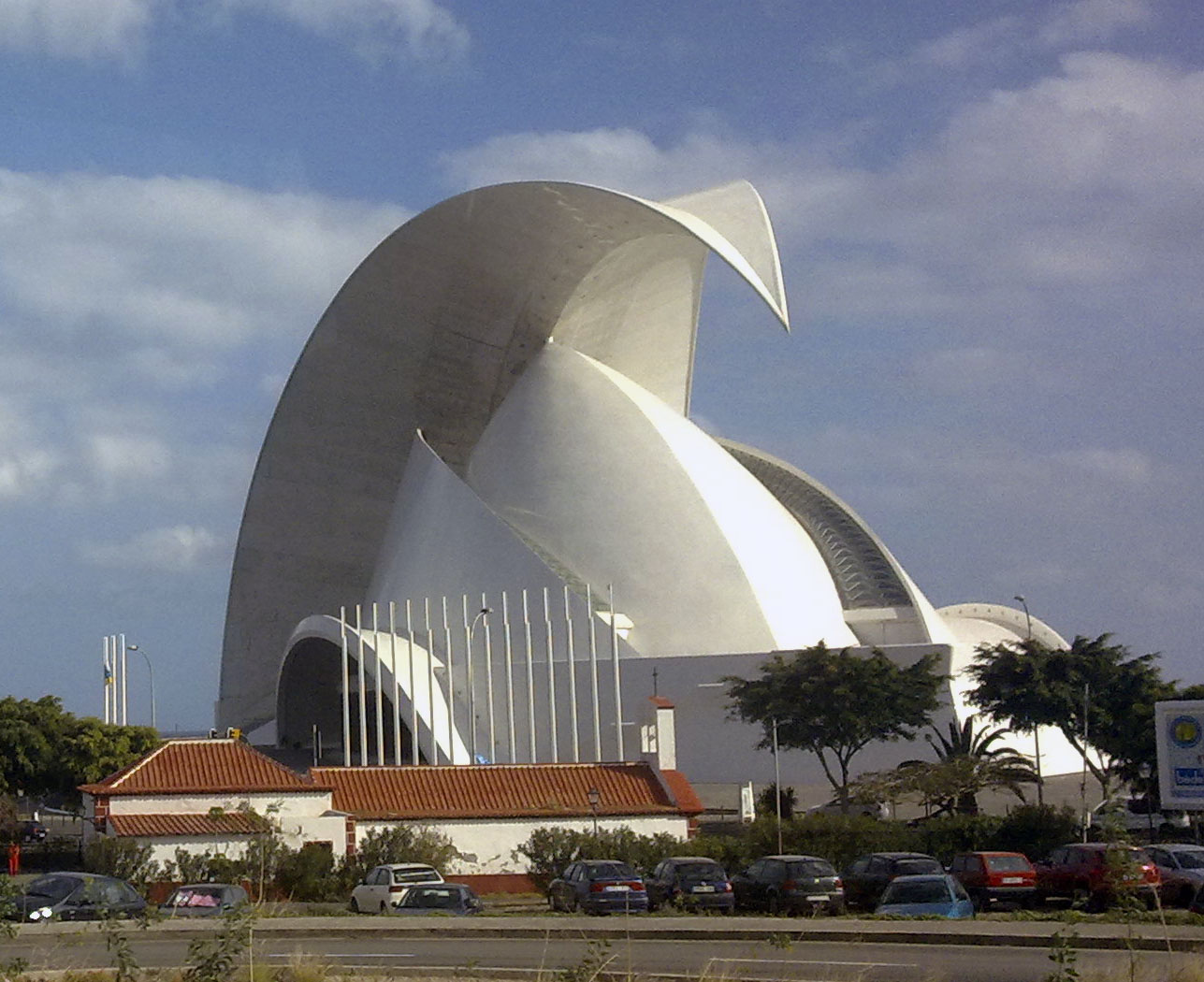
Аудіторіум. Санта-Крус-де-Тенерифе
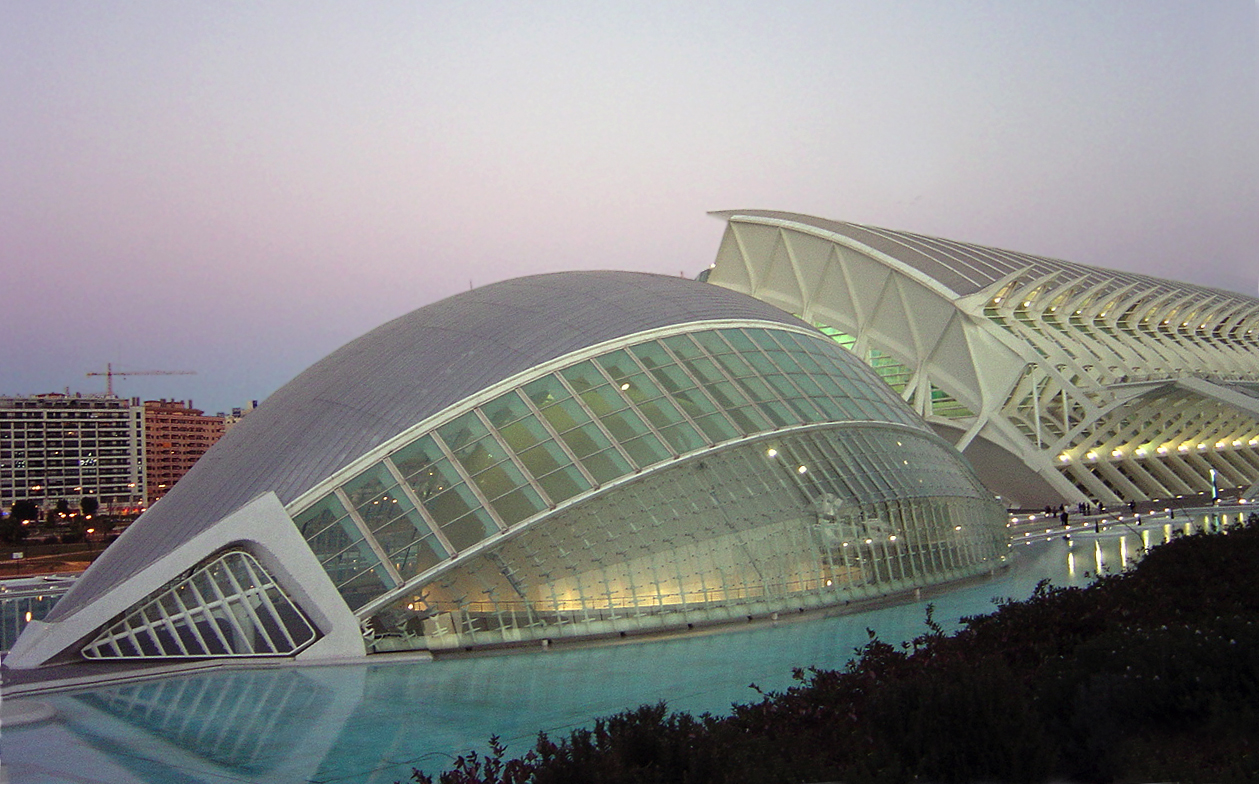
Гемісферік, Валенсія
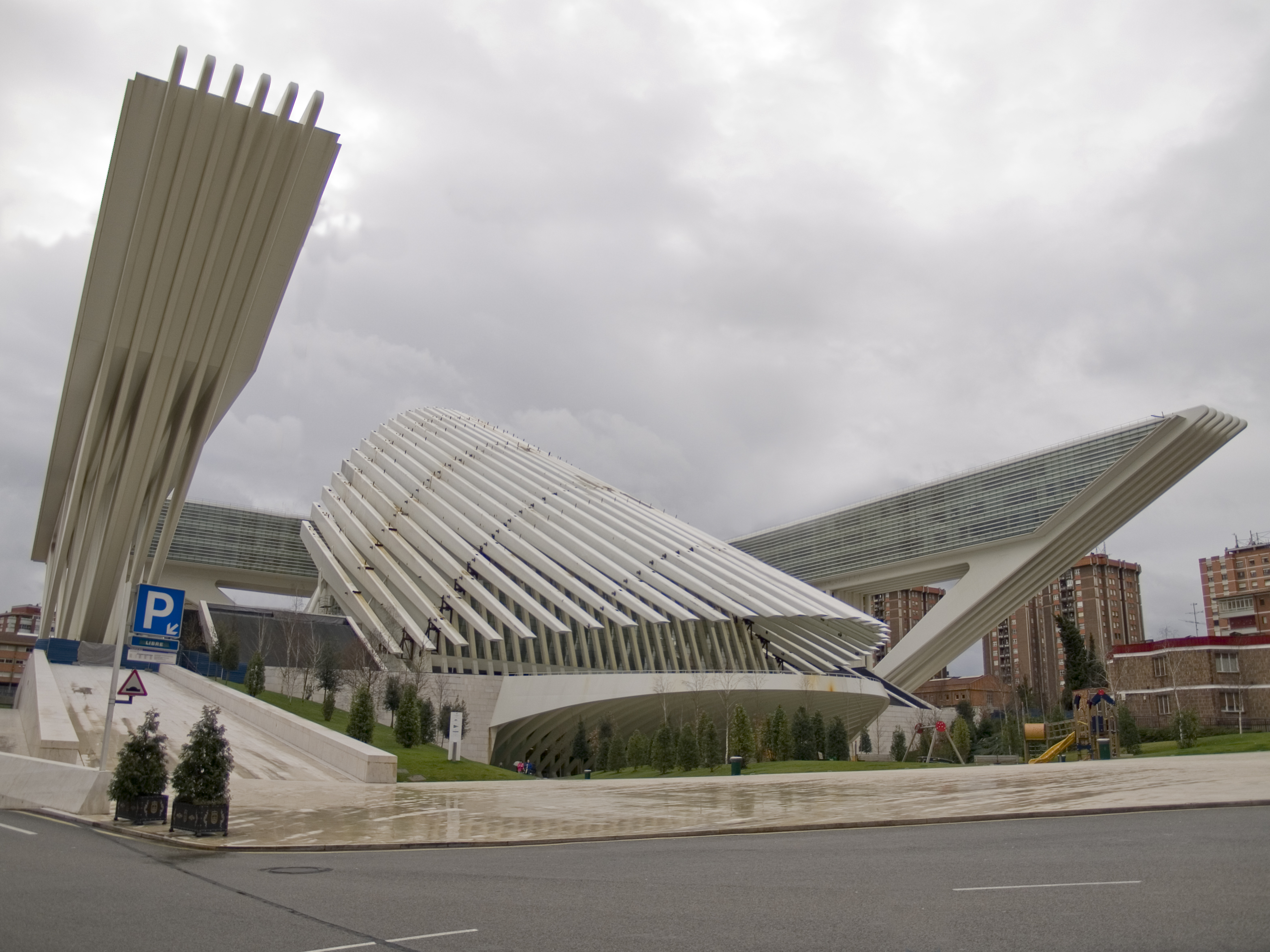
Палац конгресів, Ов'єдо, Астурія
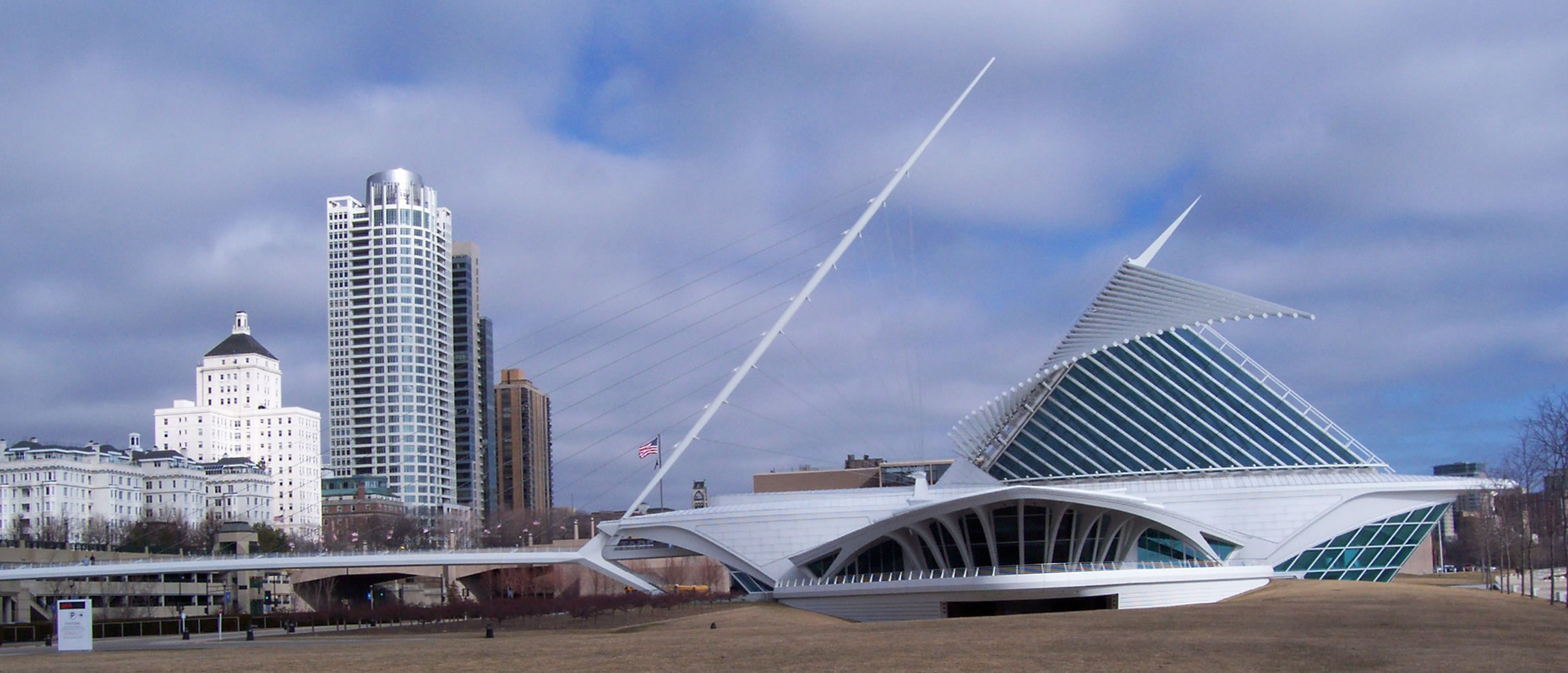
Музей мистецтв, Мілвокі, США

## Художня манера архітектора Луїса Бланко

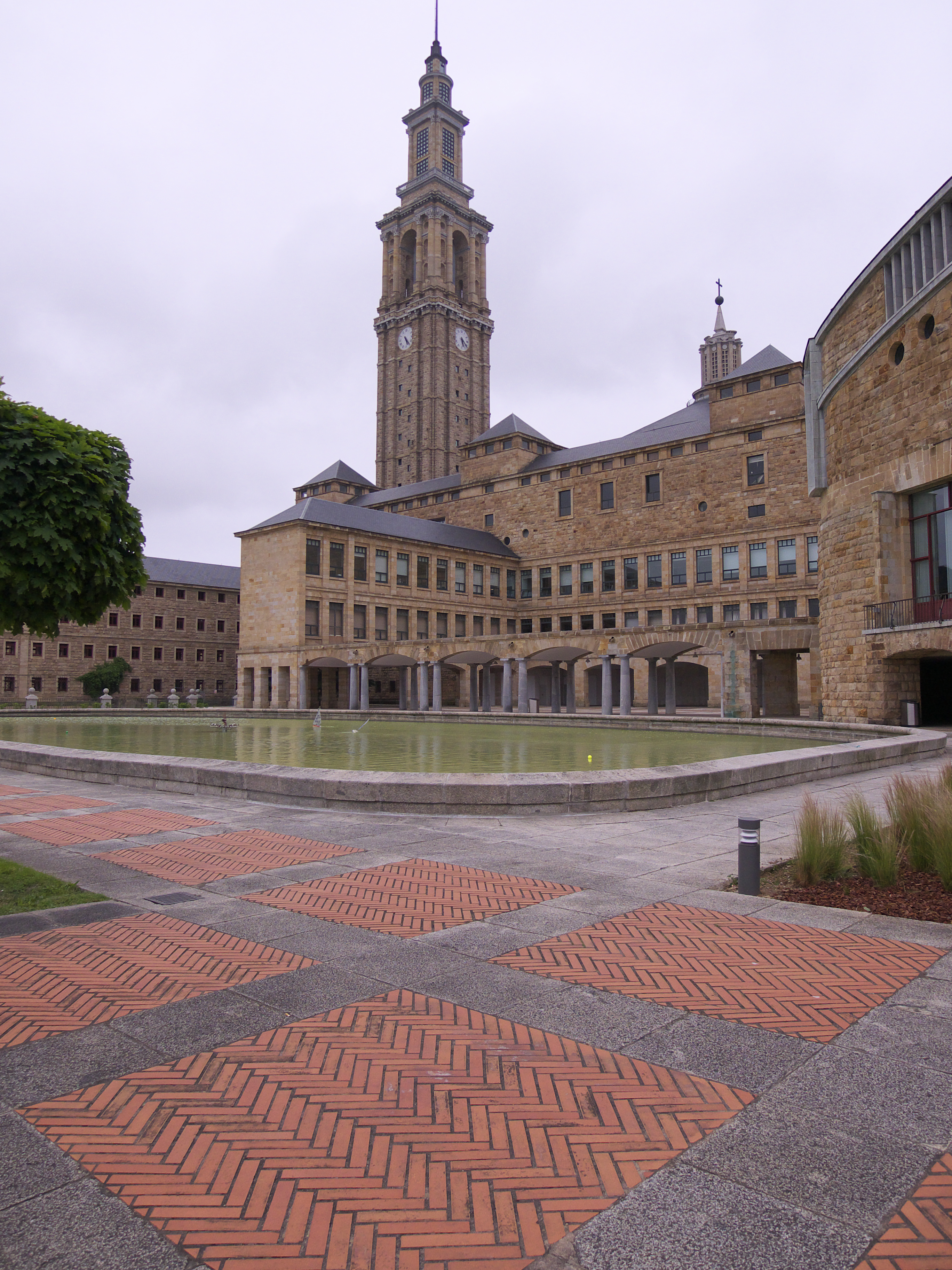
Університет Хіхон, Астурія

Винятком серед архітекторів 20 ст. виглядає творчість архітектора Луїса Мойя Бланко (1904—1990). Вона припала на режим генерала Франсіско Франко і повільне відновлення економіки країни після лихоліть і втрат громадянської війни. Брак будівельних матеріалів примусив архітектора використовувати звичні, старовинні матеріали та практично реставраційні технології, фаховим знавцем яких він був. Ретроспективні смаки архітектора вплинули на низку архітектурних образів митця, де він творчо розвинув здобутки і навіть стилістику архітекторів давнього минулого (доби готики, іспанського маньєризму і бароко), але без стилістичної точності будь-якого із цих стилів. Тому споруди архітектора, не полишені величі і виразності, викликали як захоплення, так і нищівну критику, а також зарахування архітектора то до стану еклектиків, то до стану сюрреалістів в іспанській архітектурі 20 століття. Для нього наче не існувало бетону і крайнощів архітектури модерністів. Критичні атаки мали таку потужність, що спротив обумовив гальмування будівельних робіт і частка споруд архітектора залишилась недобудованою.